# 龍が如くシリーズの登場人物
龍が如くシリーズの登場人物（りゅうがごとくシリーズのとうじょうじんぶつ）では、セガゲームス（2015年3月まではセガ）のアクションアドベンチャーゲーム『龍が如く』シリーズに登場するキャラクターについて解説する。
シリーズ第1作『龍が如く』は『1』と表記する。なお、『龍が如く ONLINE』にのみ登場するキャラクターや、外伝作品『龍が如く 見参!』『龍が如く OF THE END』『龍が如く 維新!』に登場するキャラクターについては、各記事の登場人物の項を参照。
一部のキャラクターは演じる人物本人をキャプチャーし、モデリングしている。担当声優の記載に関して、声の出演のみの場合は「声」、フェイスキャプチャーが行われている場合は「演」と表記する。

## 主人公
桐生 一馬（きりゅう かずま）
声 - 黒田崇矢、野島健児（少年時代）
『1』から登場した『6』までの龍が如くシリーズのメイン主人公。『7外伝』および『8』では再び主人公（の一人）となる。

春日 一番（かすが いちばん）
声 - 中谷一博 、優希知冴（新生児期）
『ONLINE』から登場した『7』以降のメイン主人公。

真島 吾朗（まじま ごろう）
声 - 宇垣秀成
『1』から登場したシリーズの主要人物。『8外伝』ではメイン主人公、『0』や外伝作品の『OF THE END』では主人公の一人として登場する。また、本編ではないが『極2』の追加シナリオでも主人公として登場する。

澤村 遥（さわむら はるか）
声 - 釘宮理恵
『1』から登場したシリーズの主要人物。『5』では主人公の一人となる。

郷田 龍司（ごうだ りゅうじ）
声 - 岩崎征実
『2』に登場したシリーズの主要人物。『ONLINE』や外伝作品の『OF THE END』では主人公の一人となる。

秋山 駿（あきやま しゅん）
声 - 山寺宏一
『4』から登場したシリーズの主要人物。『4』・『5』の主要主人公の一人。

冴島 大河（さえじま たいが）
声 - 小山力也
『4』から登場したシリーズの主要人物。『4』・『5』の主要主人公の一人。

谷村 正義（たにむら まさよし）
演・声 - 成宮寛貴（PS3版) / 増田俊樹（PS4版以降）
『4』の主人公の一人で、警視庁神室署生活安全課所属の刑事。29歳（2010年当時）。服装はだらしなくネクタイを巻いてシャツやスラックスの上に青いジャンパーを羽織ったラフな恰好をしている。アジア圏の人々が住まう「亜細亜街」を行動拠点としており、その影響から中国語や韓国語、タガログ語は現地人レベルである。仕事に関しては勤務中に競馬中継を聞いたり、雀荘に入り浸るなど勤務態度は悪く、違法風俗店から賄賂を取るなどの汚職を公然と行うことから「神室町のダニ」と蔑まれているが、その金を使って身寄りのない孤児たちの支援をしていたりその他の犯罪行為は見逃さずに取り締まることで検挙率トップに輝くなど根は心優しいかつ正義感に満ち溢れている。
本ストーリーでは触れられていないが、自身の「父親」として扱われている刑事の谷村大義とは義理の親子関係である。サブストーリーにおいて実の父親は犯罪組織を操るブリッジという人物に金で雇われたフリをしてブリッジのことを調べていた加賀祐介という日本人の刑事で、母親は父親の死後にタイに強制送還されたタイ人というハーフだったことやブリッジの人質にされることを恐れた父親の手によって養父に預けられたことが明かされた。
基本スタンスは護身術や合気道であることから敵の攻撃を受け流して無効化する特殊技を持ち、固有のヒートアクションも極め技や投げ技が多い。また、一発の打撃の威力の乏しさをカバーすべくコンボからヒートアクションに繋ぐ技を持っており、それ以外にも警察官らしく手錠で相手を捕縛する技を習得する。
1985年の事件における養父である谷村大義の殉職の理由とかつて養父が接触しようとしていた冴島靖子を探しており、靖子と接触したところを柴田組の妨害で彼女を連れ去られてしまうも何とか救出し、靖子から真実を聞き出す。靖子の隠していた一億を回収後はサイの花屋を通じて葛城と接触し、葛城の狡猾な罠に嵌められるが杉内の助力により窮地を脱する。その後一億を返すために秋山の元を訪れた際に行方をくらましていた上野誠和会である三島と埠頭で接触する機会を得て裏切り者を炙り出すために敢えてその情報を流し、炙り出された杉内との戦いの末に杉内こそが養父の仇であり事件の黒幕が警視庁副総監である宗像征四郎であることを知るが、杉内は直後に上司である久井の銃撃を受けて死亡してしまい久井も最期には自身を助けるために自殺してしまう。そのことで2人の無念を晴らすために「警察官」として宗像とその護衛を相手に死闘を繰り広げ、傷つきながらも勝利して宗像の手に手錠を掛けた。事件終結後は捜査一課に配属される。
『5』ではサブストーリーで名前のみ登場しており、亜門打倒のために招集をかけられて秋山が電話するが連絡を取ることはできなかった。
『ONLINE』でも登場し、警視庁捜査一課の刑事で伊達の部下。亜細亜街の麻雀店でサボっていたところ、上司の須藤と伊達が来て神室町で強盗事件が発生し、犯人が亜細亜街へ逃げ込んだことを知らされる。土地勘のある谷村も半ば強制的に捜査に加わることになり、伊達はアパートで塾を開いている管理人のハンが怪しいと睨み、谷村と張り込む。亜細亜街の人々を友人のように思っている谷村はハンが犯人ではないと決めつけるが、普段なら塾を開いている時間になっても電気が落とされており子供の気配も感じないことに不審に感じた2人がアパートに踏み込むとハンが原付で逃走。抜け道を駆使してハンに追い付き事情を聞くと銀行強盗を自供し、子供がヤクザによって人質に取られていることが判明。直後に現れたヤクザの襲撃を受けるが返り討ちにして事件を解決に導いた。

品田 辰雄（しなだ たつお）
声 - 森川智之
『5』の主人公の一人で、性風俗分野のルポライターとして口に糊をしている元プロ野球選手。37歳（2012年当時）。服装は茶色の革ジャケットにエンジニアブーツ、白いタンクトップに青いジーンズと質素な身なりをしている。ボサボサ頭や無精髭が目立つような容姿に無頓着かつ不潔で、おまけに金銭面にだらしなくやさぐれた印象を与えるが飾らない人柄であるため錦栄町の人々からは親しまれている。仕事に関してはパソコンを使わずに手書きで原稿を執筆しており、加えて締め切りにルーズがゆえにその筆致は解読困難なほど悪筆になりがちで、出版社から原稿の内容について再確認を受けることもしばしばである。
野球選手としては神室西高校卒業後に名古屋ワイバーンズにドラフトで下位指名されてプロ入りした経歴を持つ。その後、4年間のファーム生活を経て一軍に初登録され、代打として登板した初打席でホームランを打ち一躍時の人となるかと思われたが、その試合でサインを盗んで野球賭博に関与したという嫌疑をかけられプロ野球界からの永久追放処分を受けたことで事実上の引退となった。しかし引退した現在でもかつて天才と謳われたバッティングセンスは衰えておらず、優れた視力・動体視力を持ち毎日欠かさず行っているトレーニング（素振り5000回、腕立て伏せと腹筋を各1000回）も手伝って現役時代と遜色のない実力を誇る。
戦闘では「泥臭くても、しがみついてでも、なんとかして勝つ」といったコンセプトを体現したがむしゃらなスタイルで戦う。学生時代から続けてきた野球で体は鍛えられ、錦栄町ではチンピラやヤクザから身1つで己を守っている。スライディングで相手を転ばせたり投球やバッティングのモーションで殴りつけたりと野球経験者ならではの技も覚え、棒状の武器のみならずナイフや刀も巧みに使いこなす。ただしバットだけは自らの矜持により武器として装備できず、バトル中に取得しても「バットは人を殴るものじゃない」と呟き使わずにそっと地面に置いてしまう（懐に入れることも不可）。固有の絶技である「俺流 流星タックル」は胴に組み付くタックルの姿勢で敵を持ち上げながら前方に押し込んでいく強力な技であり、この後に様々な技に派生させることができるが敵によっては崩される、または振りほどかれるなど欠点もある。
自身の暮らす名古屋の繁華街「錦栄町」で仕事を終えたある日、自宅に帰るとマスクとサングラスで正体を隠した謎の男に自身の関わった野球賭博事件の裏を探る依頼を受け、渋りながらも過去の関係者に話を聞くうちに事件は思わぬ方向に進み東城会と近江連合の確執に巻き込まれていく。その後は心から信頼していた錦栄町の住民こそが自身の敵とも言える「名古屋組」の正体であることが判明し、自身の信じていたもの全てに裏切られたと絶望して錦栄町を出て行こうとするが金融屋の高杉が自分のホームランボールを拾った観客であり品田自身のことを気にかけていたことを知って思い留まる。また黒幕がワイバーンズ時代の恩師である冨士田だったことを知ると東京ギガンツの澤田との邂逅を経た上でかつて高校の同級生だった堂島大吾（前述の謎の男）の協力を得て神室町へ向かうことを決心する。その後神室町で桐生を初めとした熱い男たちに心を動かされ、大吾や遥のために立ち上がる事を決意して日本ドームにて遥の射殺を辞めて逃げようとする馬場を冴島からの伝言を伝えるため激闘の末に打ちのめす。決着後は高杉からの「借金の完済証明が出せないから戻ってこい」という一報により錦栄町の住民が本当は心の底から自身が錦栄町に帰ってくることを待っていた真実を知るや否や堪え切れずに涙した。
『ONLINE』では第二部のメインストーリーに登場し、錦栄町でホームレスとして過ごしていたところを偶然名古屋に立ち寄った龍司にサインをねだられるも野球賭博関与によって球界を追放された挙句自暴自棄になっている自身にサインを書く価値などないと思い彼から逃げ続けていた。だが自分の出た試合に八百長はなかったことや追放されてもトレーニングを欠かせていないことと風俗好きという面を見抜かれる。その後名古屋組に追われている龍司から「一つの道でてっぺんを獲るのも良いが色々な生き方をするのも悪くはない」と諭されたことに心を打たれ、彼の持ち出して来た求人誌のページに自身のサインを書き龍司と別れた後は風俗ライターの求人に応募する。キャラストーリーでは過去のエピソードで登場し、行きつけのラーメン屋の店長からツケの代わりに息子の優太に野球を教えてほしいと頼まれるも未だに過去を振り切れていない状態からバッティングセンターの打席ですら立てないほど忌避していた。その後自身の経歴を知ったチンピラに優太を人質に取られるも無事に救出し、優太の励ましから彼を正式な弟子として受け入れた。

## 主要人物

### 桐生一馬編
伊達 真（だて まこと）
声 - 山路和弘
『1』から登場したシリーズの主要人物。

錦山 彰（にしきやま あきら）
声 - 中谷一博
『1』『0』の主要人物。

堂島 大吾（どうじま だいご）
声 - 徳重聡
『2』から登場したシリーズの主要人物。

澤村 由美（さわむら ゆみ） / 澤村 美月（さわむら みづき）
声 - 上坂都子（『1』）、坂本真綾（『極』）
『1』に登場した桐生や錦山と共にヒマワリで育った親友で、二人の妹的存在。34歳。二人が東城会に入った後は短大を卒業した後に独立し、神室町で立身するためにセレナでホステスとして働く。そんなある日東城会の大幹部である堂島宗兵によって拉致され、駆け付けた錦山が堂島を殺害したことで助かるがその時のショックから記憶を失って入院してしまい、直後に病院から姿を消してそのまま消息不明となる。その後ヒマワリで風間に保護されて風間の手引きで東城会で偶然神宮と出会い、彼との間に遥をもうけるが神宮に総理の娘との縁談が舞い込んだことで神宮のためを思って籍を入れずに彼の元を去ってしまう。その後は事実を恐れた神宮の障害になって遥と共に命を狙われるようになり、身を守るために風間に整形させられた上で妹である「美月」という戸籍を与えられる。終盤ではミレニアムタワーの最上階アレスで桐生と最愛の娘である遥と再会を果たし100億を始末しようとするも神宮に見つかり、直後に桐生を庇おうとした遥をさらに庇って神宮の凶弾に倒れてしまう。最期は桐生に会うという願いが叶ったことや遥に自身と同じく逃げないで生きるように言い遺して息を引き取った。
狭山 薫（さやま かおる）
声 - 大輝ゆう（『2』『3』）、久川綾（『極2』『8』）
『2』に登場した大阪府警捜査第四課主任の警部補。25歳。男勝りで時折容赦無く暴言を吐くなど気が強い性格である一方、遥に親身に語り掛けたりする優しい面や桐生と遊びに興じたり色々と心配して助けに入るなど、子供っぽく気遣いのできる一面もある。他にも悪いことをしたり怪しい人物を見かければ警察手帳を見せながら問答無用に罪状を突き付ける正義感に溢れる面や、警察が立ち入り禁止にしている場所に警察官としての立場を使って桐生を通させたりと頼りになる面も見せている。また、女性でありながら格闘能力は高く、桐生と共闘した際は護身術を織り交ぜた格闘術を使い桐生との連携技も使用する。高等専門学校に入り、プログラミングを学んで20歳で国家公務員II種試験をパスし、人事院からの推薦を受けて卒業後は大阪府警の準キャリア（階級は巡査部長からスタート）として採用される。2006年4月には警部補に昇進と同時に四課の主任となり、暴力団に対する容赦のない取り締まり振りから「ヤクザ狩りの女」と呼ばれるようになる。その後、東城会に隠されていると思われる自分の過去の真相を探るために身辺保護として桐生と共に行動するが、事件を追う内に郷田龍司の異父妹であることや瓦次郎の実の娘であるなどの自身の出生を知ることとなり、精神的に追い詰められていくことになる。その後は桐生に対して徐々に恋愛感情を抱くようになり、龍司との戦いに終止符を打った後は桐生とキスを交わす。
『3』では冒頭にのみ登場し、近江連合との抗争終結後に警視庁に新設される部署の教育係として米国に転勤することを決意し、桐生にしばらくはそれぞれの道を進もうと別れた。その後、ロッカーやキャバクラなどコンプリートした時にメールをくれる。
『ONLINE』でも登場する。
『8』では桐生のエンディングノートに登場。桐生と別れてから17年の月日が流れ、42歳になっている。現在は大阪府警に復職し、刑事課から少年課に異動している。近江連合・東城会の大解散により元ヤクザの受け皿として大吾たちが立ち上げた警備会社がヤクザたちの後始末ならば、自分は警官として若い連中がヤクザや半グレに落ちないよう予防することが使命と捉え、少年課に希望移動した。それが桐生の死を半信半疑に捉えている一方で、桐生との繋がりを保ちたいという意思の表れでもあった。それゆえ、大変な仕事ではあるがやりがいを感じ、新しい警察官としての夢を模索中で仕事に邁進する一方でどこか桐生を想う気持ちも捨てきれず、現在も未婚を通している。そんな狭山の一途な気持ちを察して、桐生の事を伝えようとする伊達を止めに入り、伊達も意を汲んで留め置いた。
風間 譲二（かざま じょうじ）
声 - 渡哲也
『3』に登場したCIAの構成員であり、風間新太郎の実弟。60歳。風貌は兄と瓜二つであり、初めてその顔を見た関係者はいずれも死んだはずの風間新太郎だと思い込むほどであった。桐生を前蹴りの一発で吹き飛ばすほどの喧嘩の実力を持ち、桐生をして「あんたが若かったら勝てたかどうか分からんな」と言わしめた。またラウや玉城をそれぞれ遠距離から拳銃でヘッドショットを決めて射殺するなど兄譲りの射撃の腕を持っている。戦闘では柔術と空手を使う。警察庁長官官房国際課にいたが、兄が東城会の幹部であるために職場で敬遠されたことで辞任し、後に自分のことを認めてくれる米国のCIAへと入った。その後田宮隆造と共に「ブラックマンデーの首領を捕まえる」という任務の元でリゾート開発の関係者に近づき、峯と組む當眞を殺そうとしたところを桐生に阻止されてそのまま戦うも激闘の末に敗北する。その後は當眞を殺すことは諦めて桐生に真相を教えると峯とブラックマンデーの野望を阻止するために桐生に協力し、米軍基地に頼んでジェット機で東京までの最速飛行を提供した。峯の転落後は病院の屋上にいる桐生と大吾を遥を乗せたヘリコプターで迎えに来た。
リリ / 冴島 靖子（さえじま やすこ）
演 - 小沢真珠
『4』に登場した冴島大河の妹。幼い頃に病を患った自身を治そうとする兄の大河を心の底から尊敬しており、愛していた。また、秋山のかつての恋人である絵里に容姿が酷似している。実父は近江連合に所属する極道であり、実母や他の女性に暴行を加え、さらには少年時代の冴島に3000万円を要求するなど傍若無人な人間であることが明かされている。葛城から「一億円を用意するか、ある人間を殺せば兄を助ける」という話を持ち掛けられ、兄を助けたい一心から用意できない一億の代わりに葛城に利用される形で彼の弊害となる（上野吉春襲撃事件の真相を知る）柴田組に属する構成員を口封じのため色仕掛けを用いて殺し周っていた。その後も葛城からの殺しの要求は止まらず、もう人を殺したくないという思いから秋山のスカイファイナンスに「リリ」という偽名を使って訪れ、10日以内に一億の融資の依頼をする。そのために秋山のテストに合格して一億を受け取ったが、その場で世間を騒がせていた神室町連続殺人事件の犯人であることを言い当てられ去って行った。その後、養父の死に関する重要人物として自身を探していた谷村に保護され、全てを話した後兄に会うため沖縄へ向かう。後に桐生や浜崎と出会い、冴島と行動を共にした浜崎と桐生からの情報を得て瀕死の浜崎を残し、桐生と共に神室町へと戻る。その後は神室町で秋山や谷村と共に冴島がいる賽の河原へ向かい、桐生たちと戦うことになった彼らから拳銃を託されて先に向かうが、運悪く上野誠和会の襲撃に鉢合わせてしまい葛城に冴島共々拉致されてしまう。その後、冴島と25年ぶりの再会を果たすが、直後に神室町ヒルズで葛城が苦し紛れに撃った弾から冴島を庇い、最後の力を振り絞って谷村から預かった銃で葛城を射殺する。その後彼女も力尽きて倒れ、最後は許しを請いながら息を引き取った。兄を深く愛するあまり、兄の存在自体が自分の生きる意味そのものと化しており、その純粋さ故の数々の行動について桐生からは「冷静さを失っている」「不幸だからって何をしてもいいわけじゃない」と指摘されていた。最期に葛城を射殺した事についても、殺人に手を染めた自分が無実の兄に代わって手を下す「恩返し」であった。
『5』でも冴島により言及されており、自分の極道としての生き様に影響を与えたことが語られている。
マキムラ マコト / 筱喬（シャオチャオ） / 館山 マコト（たてやま マコト）
声 - 沢城みゆき
『0』に登場した中国生まれの残留孤児二世。20歳。日中国交正常化の流れに沿い、日本の親族である牧村源三（母方の祖父）の下に身を寄せるもうまく日本に馴染めずにいた母の自殺をきっかけに家出し、兄を探すために蒼天堀で暮らしていた頃に尾田に「兄を知っている」と騙されて韓国系のマフィア組織に売り飛ばされる。その後、非合法な売春に従事させられたことが原因で心因性の視力障害を負ってしまう（ほぼ失明状態となる）。その後は李文海に助けられ、彼の営む「ほぐし快館」で整体師として技術を磨きながら生計を立てていたが、自身も知らぬ間に相続していた「カラの一坪」により近江連合や東城会に付け狙われて極道の抗争に巻き込まれていく。その後、自身を救出してくれた真島と出会い行動を共にするが、真島が佐川に追い詰められた際に世良率いる日侠連に保護され、兄の立華の使いである桐生たちに身柄を引き渡される。立華の死後は堂島組への復讐心を抱き、再会した真島から復讐を止めるように諭されながらも独断で「カラの一坪」と引き換えに三幹部の首を差し出すように堂島と取り引きに臨む。しかしその計画は失敗し、直後に老鬼に撃たれてしまう。その後は日侠連に保護され、病院に搬送された後に手術により何とか一命を取り留めた。事件終結後は視力も戻り、街でヤクザに絡まれていた時に真島に助けられるも彼が声を出さなかったために相手が真島だとは気付かなかった。その後、工事着工前のカラの一坪へ自らの足で出向き亡くなった立華に花を手向けるが、カラの一坪に埋められていた自身の手放したオルゴールが壊れた腕時計（真島が拾っていた）を発見したことと、直されていたオルゴールの音を聞いて真島だと気づき真島への感謝の言葉を述べた。
『極2』では37歳。結婚し名前が「館山マコト」に変わり、男児を出産している。過去の事件で世話になった名前も知らない恩人（真島）へ感謝の気持ちを伝えられないまま別れてしまい後悔していたが、彼と初めて出会った「ほぐし快館」で働いていればいつか再会できると信じ同店で再び整体師として働いていた。夫の仕事の都合で海外へ行くことになり、店も真島が訪れた週をもって辞めることになっていた。自身が身につけていた腕時計の思い出を語り、その思いを聞いた真島が名前も記さず過去に着けていた物と同様の腕時計バンドを彼女へのプレゼントとして店に送り、マコトは他のスタッフからそれを受け取る。その後海外へ向かう飛行機の中でそのプレゼントを開封したマコトはあの時接客した真島こそが恩人だったことに気付き、涙した。結果的に彼女は最後まで真島の名前を知ることはなかった。
『ONLINE』でも登場する。
広瀬 徹（ひろせ とおる）
演 - ビートたけし
声 - 中林俊史（少年時代）
『6』に登場した陽銘連合会直系舛添組系広瀬一家総長。普段は保険金詐欺のために病気を偽って入院しており、一家の運営もほとんど南雲たちに任せっきりにしているが、病院を抜け出しては事務所の二階でまったりするなど自由気ままに過ごしている。またフラッといなくなったりと捉えどころがなく極道組織の長らしからぬ飄々とした雰囲気の持ち主であるが、不思議な含蓄とユーモアを放っており周囲からの人望は厚い。しかし、その裏では「尾道の秘密」を守り通してきた陽銘連合会本家の古参幹部であり、会長である来栖猛（巌見兵三）から「広島で一番の腕を持つ男」と評され、遠くに離れているハン・ジュンギの頭を正確に打ち抜くほどの射撃能力を誇る。戦闘では包丁を片手にゆっくりと近づいて隙を突いて攻撃を加えるという刺客として培った老練な戦法を取り、追い詰められるとガス管に穴を空けて噴出したガスを利用した目眩ましや奇襲攻撃を仕掛けてくる。
原爆で両親を失い、14歳の頃に愚連隊を組んで暴れていたが、仲間と共に押し入った巌見造船で来栖に見込まれる形で裏社会に足を踏み入れる。その後、彼を親と呼ぶまでの信頼関係を結んだ頃に「尾道の秘密を守るために力を貸してくれ」と頼まれ、その秘密を守るために自身の兄弟分から外部の人間に至るまであらゆる人間を抹殺するようになる。その後は祭汪会から狙われていた遥を匿ったり、遥を探してやってきた桐生に協力するなどの行動を見せながらも兵三の命令で水面下で邪魔者を排除するために動き続ける。終盤では桐生と対峙する形になり、老齢を感じさせない凄まじい動きで桐生と互角に張り合うも死闘の末に敗北する。敗北後は兵三に尾道の秘密を知った南雲たちを殺すように命令されるが、実子のように大切にしていた「息子達」を殺せなかったために兵三に見逃すように懇願したところを撃たれてしまい、最後は尾道の秘密を守るために南雲や松永の父親を殺したことを詫びながら息を引き取った。
ハルト / 澤村 遥勇（さわむら はると）
『6』に登場した澤村遥と宇佐美勇太の息子。後述解説するビッグ・ロウの孫でもある。遥が広島で勇太との間に身籠った子供であり、後に広瀬の計らいで母子ともに匿われる中で産まれた。正確な年頃は不明だが、1歳未満とされている。ビッグ・ロウの後継者である息子のジミー・ロウが殺害され、後継者の枠がもう一人の息子である勇太にスライドしてきたことにより組織の掟に従って日本人との混血である自身を殺すために祭汪会から狙われることになる。しかし、巌見恒雄に寝返ろうとした達川の車に遥が轢かれて入院したことでその身柄は自身の祖父とも呼べる存在の桐生の手に渡り、自身の出生の秘密を追う桐生に連れられて尾道仁涯町に向かう。その後、様々な思惑からあらゆる組織に狙われて一時は敵の手に渡るも桐生たちの活躍で救出され、最終的には意識を取り戻した遥の手に戻り事件後はアサガオで両親と共に暮らす。
『7外伝』では4歳になっており、両親が手を焼くほどのやんちゃ盛りであることが太一と綾子の口から語られる。また大道寺エージェントの撮影した絵によって、拙いながらも文字が書けるほどに成長していることが判明する。
『8』では母親の遥と登場。しかし、後ろ姿のみで顔を晒すことはない。初登場の2016年が1歳未満であることから、『8』の2023年現在、7～8歳と推定される。遥を「お母さん」呼びし、桐生を「おじいちゃん」呼びしていることから、桐生の存在については知っている模様。秋山の呼び出しにより、神室町のニューセレナに遥と共に同行、エンディングの桐生が入院し放射線治療を受ける際、遥と共に見舞いに訪れていた。その際、「お母さん、おじいちゃんいないの?」と初めて言葉を発する場面が描かれている。
赤目（あかめ）
演 - ファーストサマーウイカ
『7外伝』に登場した蒼天堀のなんでも屋。蒼天堀の裏も表も知り尽くす影の顔役。
自分は元々、歌手を目指して蒼天堀にやって来て、裏社会とは関わりがなかったのことだが、近江連合が運営している「キャッスル」の案内人を任されている、近江連合の組員のホームレスへ囲い屋を非難している。

### 春日一番編
ナンバ / 難波 悠（なんば ゆう）
演 - 安田顕
薬を闇取引したことで免許を剥奪された元看護師で、伊勢佐木異人町の公園をねぐらにしているホームレス。45歳（『8』時点）。黒の長靴にグレーのスウェット、カーキ色のフード付きパーカーに作業上着、首にはマフラーを巻き、指無しの毛糸手袋をはめボサボサ髪にサーモントタイプのめがねを掛けている。伝説の超高級ウイスキー「レジェンドモルト」のボトルを一見で判別し、天童のプロボクサー時代の経歴や沢城が扱う武術を見抜くなど何かに付けて博識である。また、紗栄子に対して好意を寄せているような節もあり、不満を言いながらも買い出しの付き添いに行ったりしている。バトルスタイルはビニール傘などステッキ状のもので殴打するほか、アルコール度の高い酒を口に含み、吹きながらライターで火を付ける「熱気ブレス」や「クサい息」「物乞い」などホームレスとしての境遇から培った技を駆使する。本人はホームレス時代から潔癖症であることを語っているが、その割には矛盾した行動が多いためどこまで本意か定かではない。また、女性とのデートに関しては常に自然体こそが至上であるという理論を持ち、春日が紗栄子とデートすることとなった際は独自の見解でアドバイスしている。
小学生時代に読んだナイチンゲールの伝記に感銘を受けて看護師を志すが、実際は過酷な労働を強いられて理想と現実とのギャップから次第にやる気を無くし始めていき、中年に差し掛かった頃に同じ動機で看護師を志した水恵という同僚と出会う。彼女の仕事に一切手を抜かない直向きさと家庭の事情を知り、改心して仕事に真面目に取り組むようになる。その後水恵が薬の横流しに手を染めていたことを目撃しながらも事情を勘案して黙認するが、一向に犯人の目星が付かない状況に業を煮やした院長が警察に被害届を提出することを知り、水恵を庇うために自らが犯人だと名乗り出たことで病院を解雇され看護師免許も剥奪された（春日と出会った初期は前述の通り自分が汚職をしたと語っていたが、改めて友好を深めた後春日に免許剥奪に至った本当の出来事を明かしている）また、同時期に実弟の秋葉正一が異人町の偽札造りを探った果てに「コミジュルに監視されている」という報せを最後に連絡を断ったことから弟の行方を捜す手かがりを探すため伊勢佐木異人町の公園でホームレスとなり、監視するようになる。その後は撃たれて重傷を負った春日を治療し、当初は面倒に巻き込まれることを嫌ってつれない態度を見せるも食事を分けてやったり金稼ぎの方法を教えたりとなんだかんだで世話を焼き、ホームレスとしてのいろはを教える。その後も気落ちする春日に異人流ヒレ酒を振る舞うなどどん底の春日を最初に救うきっかけを作り、彼から強く感謝されるようになったがホームレス生活の中で偶然にも春日が偽札を所持していることを知り、弟を捜す手かがりになると考えて行動を共にするようになる。その後、コミジュルアジトに潜入することに成功し、そこで偽札作りに確信を得るもソンヒによって常にアジトを窺っていたことや本当の目的を暴露され、春日たちにも知られることとなった。その後は春日たちの手助けによりその場から逃げ出すことができたが、弟を捜したい一心で偽札のことをブリーチジャパン現代表の小笠原に話してしまい、肉の壁を崩す大きな抗争のきっかけを作る。その後、小笠原やデモ隊に紛れた近江連合と共に春日たちと戦うも返り討ちに遭い、さらには偽札作りの現場も隠滅されたことで落胆してしまったところをソンヒの口から弟がコミジュルアジト地下にある居住区にて軟禁されていたことを知らされ、対面を果たした。その後は春日たちに町から出て行った方が良いと言い残し、一度は彼らの前から去っていったが、慶錦飯店にて石尾田と春日らが対峙した際には救援として駆けつけて春日たちを裏切ったことを詫びると共に再度仲間に加わらせてもらうと涙ながらに感謝した。また、再会した弟から軟禁状態にありながら世話をしてくれた女性と恋仲になった上に結婚する話まで聞かされたことでコミジュルに対しての怒りは無くなったと言い切る。
また、『7』の絆ドラマでは前述の横流しの一件で身代わりとなった水恵が病院の海外派遣制度を利用して海外へ旅立つ日が近いことを思い出し、見送りたいという願いを春日に吐露したが、春日の伝手によって異人町の新人ホステスの双葉が水恵であることや同時に家庭の事情ではなく、私欲を動機に薬の横流しをしていたこと、自身が庇ったことに味を占めて罪を重ねた挙句に逮捕の末に失職したことなどを知ることとなった。それでも春日たちを傷つけまいとあえて騙された振りをし、「海外に旅立つ看護師を演じた水恵」と偶然を装って再会を果たした。その後、春日に対して気遣いの上で動いていてくれたことに感謝を述べた。
『8』では、日雇いなど転々としていたが、派遣社員として医療器具メーカーにて検品作業の仕事に就いており、春日や足立たちとの交流も継続しつつも慎ましくも穏やかに暮らしていた。しかし、告発系動画「多々良チャンネル」により春日が告発されたのと同時期に表向きは「契約終了」という形で春日、足立共々失職。ただ、自身が失職したのは、春日が嵌められたことによるモノであり、春日や足立のことは一切責め立てするつもりもなく友情に変わりはないと語った。
春日から面倒見を託された足立が面倒を見ようと自身の会社で雇っていた元極道の佐々木が、失職後に横浜星龍会の門を叩いたとの情報がもたらされ、春日・足立と共に星龍会事務所に乗り込んだ。佐々木の安否と星龍会のごみ処理施設を目の当たりにし安堵したが、そこでかつての宿敵だった元荒川組若頭・沢城と出会う。2人で会うという春日を心配し、足立と共に平安樓まで付き添った。その後、しばらくして足立と共にハワイへ発ち、春日たちに合流する。しかし、元看護師としての目線から桐生の病状を知り、また花輪をはじめとする仲間たちからも療養するため帰国して欲しいと懇願され渋々了承した桐生に付き添う形で共に帰国する。それ以降は、春日の自宅を拠点とし、桐生の存在を聞き駆け付けたソンヒ、助力を求めた紗栄子と共に桐生と行動することとなった。さらにソンヒの招きで趙も加わり、海老名との最終決戦まで日本における桐生の活動を支えることとなる。
『8』の絆ドラマでは失職の経緯が語られている。医療器具メーカーを退職する前、仲間たちが送別会を開いてくれたが、退職理由の真意を知らず、皆、ナンバのクビを知り嘆く一方で、明日は我が身と内心不安を感じていた。そんな折、作業員時代に面倒を見ていた雅から会社ではナンバがクビになった理由が説明され、看護師時代に病院の薬を横流していたという過去が原因だと聞かされた。そのことで、春日の告発動画が原因で自身の失職に繋がったと考えていたが、果たして本当なのか疑問に感じたが、雅からの話を聞いて、その疑問が確信に変わった。それは、元々は重役秘書をやっていた雅が突然、検品作業に異動となりそれから間もなくナンバはクビになった。元々、雅は秘書をしていた重役からセクハラ被害を受け会社に訴えたが、その重役は減俸処分だけで済んだが、これ以上打つ手なしと踏み重役からの報復として異動となった。慣れない仕事でミスを連発している所をナンバに助けてもらい、偶然、それを目の当たりにした重役が彼女への嫉妬で、ナンバの過去の事例を引き出しクビにした。たまたま訪れていた伊勢佐木異人町でその重役・側近と会い、クビにされたことをネタにナンバを挑発し先に手を出させようとしたが、その場にいた桐生に思い留まらされた。シビレを切らし襲い掛かるも、桐生とナンバによって撃退、許しを請おうと土下座して謝罪した。自身がクビになったのは、過去の自身が犯した過ちが原因だったことが分かり、春日のせいにしなかったことを心から安堵し、桐生とグラスを傾けた。
向田 紗栄子（むこうだ さえこ）
声 - 上坂すみれ
伊勢佐木異人町にある野々宮がオーナーを務めるキャバクラ店の雇われママ。常にベージュのミニスカートに同色で全体縁とポケット縁、袖口が黒のジャケット、中には黒のキャミソール、金のネックレスにピンヒールの高い黒のパンプス姿をしており、髪型はボブショートヘアーで常に右耳に髪の毛を掛けている。春日に対して聞こえないほどの小声で「ありがと」というなど素直になりきれないシャイな一面や春日たちに夜食を振る舞うなど料理好きな反面、上半身裸の春日を目の前にしても「男の裸は見慣れている」とうろたえることもなく自身もバスローブ一枚の姿のままでいるなど男っぽい一面がある。春日と足立から「ツンデレだが本当は優しくて照れ隠しをしている」と茶化されたこともある。また、買い出しに行く際にはナンバや春日を誘うなど非力と見れる一面があり、ナンバからは「愛情の裏返し」だと誤解を受けることもあってナンバからは好意的を寄せられているかのような発言もあるが、自身は春日に好意を寄せているような節も見せている。以前は同店に勤めるNo.1キャバクラ嬢だったと自負しており、春日やナンバ、酒豪の足立らと酒を共にしても「寝酒程度」と豪語し、足立が「あんな酒に強い女見たことがない」と敬服するほどのかなりの上戸であり愛煙家でもある。また、春日たちからは「サッちゃん」や「紗栄子」と呼ばれている。バトルスタイルは持っているハンドバッグによる殴打のほか、様々な美容器具を用いて敵にダメージを与えつつ追加効果を与えたり自己強化を行う。
我が強く教育熱心なところがある故に病弱かつ寝たきりの母親に頼られていたためや稼ぎが少ない父親を助けるために中学卒業後はバイトをして家計を助けていたが、「家族の家計を支えている」という信念の元で母が亡くなってからいっそうその想いが強くなり、正反対の性格であった菜乃葉に苦労することなく安定した生活を送ってもらいたいという一心で進学や就職に口出しをした挙句に双子の妹である菜乃葉の彼氏の桂川に対してまで必要以上に口出しをしてしまったことで菜乃葉の怒りを買い、またそれがきっかけで「自分より稼ぎが良い」という肩身の狭い思いをしていた父親からも反論できずにいた反動から泣き出され、自分が家族から疎まれていると気付いて7、8年前に家を飛び出す。その後、桂川が元暴走族かつ星龍会に出入りする半グレであることを知ってずっと気に掛けており、家を飛び出してからも菜乃葉とは連絡を取り合っていたが何かと理由を付けて対面は果たせずにいた。馬淵たちに殺される直前の野々宮と電話で話していたが、そこで犯人が馬淵である可能性が高いという証言を電話越しに聞いており、野々宮の死に不満を持ったことがきっかけで野々宮の葬儀で春日たちと出会う。その後、厄介者と知りつつも殺された疑いがある野々宮のことを「自殺」としてロクに調べようともしない警察に憤るのと同時に自分の非力さを嘆いていたが、春日たちに「一緒にやろう」と言われたことに喜悦してそれ以降は常に最後まで行動を共にすることになる。また、菜乃葉との問題が解決した後は連絡は取らない方が良いと思い、今後は店のキャバ嬢たちから様子をうかがって彼女のことを把握することに決めた。
また、サブストーリーでは店のキャバ嬢たちの調べで菜乃葉が桂川と会っていたことやヨリを戻そうと言い寄られていたこと、桂川の目的が菜乃葉が乙姫ランドで働いて稼いでいることを知った上で経営するコンサル会社の業績不振と言い寄って金を騙し取ることなどを知り、これ以上は菜乃葉が金を取られたり酷い目に遭わないように春日の助言で菜乃葉に成り済まし、「別れることと返金」を迫りに桂川の元へ春日と共に会いに行ったが桂川に拒否される。その後、桂川の日頃の行いに不満を持っていたことに加えて密かに菜乃葉に想いを寄せてきっかけがあれば助け出したいと思っていた山下が味方に加わり、結果として春日共々桂川の怒りを買って襲われたが、春日と山下の助けもあって逆に桂川を懲らしめることに成功する。その後は山下が「桂川は事業を失敗して街を出た、借りていた金は預かっている」と菜乃葉に伝えて返金したことで何とか騒動を収め、また山下のことを「とりあえず合格」と認めた。また、最後の最後まで菜乃葉の幸せを願いつつも菜乃葉に知られないように動いていたことや「自分が父親のためにソープで働いていたことは姉は知らない」という菜乃葉の気持ちを知らないということを隠し通して会わないことを決意した。
『8』では、過去に勤務していたキャバクラのオーナー・野々宮勲の後を引き継ぎ、キャバクラ・シルキークイーンのオーナー兼キャストとして働いている。『7』とは違い、落ち着いた濃淡グレー基調のチェック柄上下スーツに黒タイツ、金のネックレスにピンヒールの高い黒のパンプス姿をしており、髪型は変わらずボブショートヘアーで常に右耳に髪の毛を掛けている。半年ぶりに春日たちと会うことになり、久々の再会に酒席は大いに盛り上がった。帰り際、春日からデートの誘いを受け日を改めてそれを受けた。デートでの別れ際、突然春日からプロポーズされたが、自身が思い描いていたこととは異なり、遠回しに返答を避けてその場を後にした。春日は怒らせたものだとばかり思っていたが、その弁明をすることなくお互いに気まずい雰囲気で別れたため連絡も取れずに１年が過ぎる。その後、春日がハワイへ飛びだったことも知らずにいたある日、いつも通り自身の店でキャストとして出勤していたが、突然ナンバとソンヒがお店を訪れたところで桐生と再会した。『7』では、一切名前は明かされていなかったが、既に桐生のことは知っている素振りだった。ナンバから春日がハワイへ向かったいきさつと経緯、桐生の病気のことを知らされ、桐生に悔いの残らない時間を過ごして貰うためにナンバから協力を依頼され快諾し、それ以降は常に桐生たちと共に行動しサポートを続けた。そんな折、どうにか春日たちは茜とラニを連れて帰国し、伊勢佐木異人町のホームレス村で再会を果たした。２人で話す機会もあったが、何となく気まずい状況となり、挨拶を交わしただけでその場を後にした。その後、日本とハワイの二手に分かれることとなり、桐生たちと共にミレニアムタワーへと向かうこととなる。騒動終結後、皆でサバイバーで酒宴を開いていたが、その前に春日と２人キリになる状況の中、弁明しようとウジウジする春日に「男になれ!」と一蹴。意を決した春日より１年前の謝罪をされ、１年越しの告白を受け快諾した。しかし、期待させるような物言いの春日より何かしらのプレゼントをされるモノだと胸を高鳴らせていたが、見せられたのはハワイで春日が密かに作った「I LOVE SAEKO」と描かれたTシャツであったため、一瞬にしてドン引きする結果となり、足早にその場を去った。また、自身には現在、結婚願望はなく稀に客から結婚を前提として口説かれることもあるが、双子の妹・菜乃葉の結婚を気に掛けている。ある日、お客として伊勢佐木異人町で経営コンサルを運営している社長が来店。何度目かの来店時に同伴指名を貰いそれを受けた。それ以来、自宅や店には大量のバラが届くようになり悪い気はしないが複雑な感情を抱いていた。ある日、スタッフからキャストが引き抜かれているという連絡を受けた。御法度とされるも不景気の煽りで致し方のないことだと思っていたが、自身に結婚をチラつかせていた社長が裏で一枚噛んでいるという話を聞き、居ても立っても居られず真相を確かめるためにライバル店へ向かった。そこで、ライバル店店長と社長が大学サークルの先輩・後輩という関係で、後輩であるライバル店店長が粒ぞろいのキャストが揃っている紗栄子の店からキャストを自身の店に引き抜くために、紗栄子を口説き落として結婚するという話を広めれば、紗栄子を慕うキャストからの信頼を崩すことで引き抜けられるきっかけを得られると踏み先輩である社長に頼んでいたということが発覚。下衆野郎と罵りライバル店店長やライバル店スタッフに襲われそうになるも、駆け付けた桐生と共に撃退した。社長からは、当初は後輩の言う通りに遊び半分という気持ちで受けたが、紗栄子に本気で好意を持つようになりその場で花束を手にプロポーズの言葉を受けた。しかし「くだらない長話」だと一蹴。後輩に二度と店に近づかないよう、キャストの引き抜きなどの嫌がらせをしないこと。もし同じようなことをしたら総力を挙げて徹底的に店を潰しに掛かり、異人町から追い出すことを伝えるよう言い放ち、かつ、社長にも二度と店に来ないことを言い残し桐生と共にその場を去った。騒動後、サバイバーで桐生に語ったのは、春日からのプロポーズも社長からのプロポーズも共通していたことが「損はさせない」ということであり、自身が望んでいた言葉とは違うことをこぼした。桐生からは自分が答え合わせをする立場にはないと言われつつも「限られている時間の中で苦い別れをそのままにするのはお勧めしない」と年寄りの戯言だと言われ「おじいちゃんの話を聞くのは得意」と返したが、ジジイ扱いしないで欲しいと苦笑いされ、「限りある人生を楽しむ、この一瞬に」2人でグラスを合わせた。ナンバ・ソンヒ・趙同様に、桐生の素性を知った上で常に敬称と敬語で、敬意を持って接していた。またライバル店店長を返り討ちにした姿を見て「自分の出る幕はない」と語ったり、春日に「歴戦のキャバ嬢を怒らせた」と言わしめるほど、桐生から一目置かれており、紗栄子もまた、常に敬称・敬語で話すことから桐生に対しては敬意を持って接している。キャバ嬢としての能力も買われ、エンディングノートで神室町を訪れた際、偶然見つけたフォーシャインTOKYOの新装オープンの手伝いを懇願され呼び出しに応じたが、そこへ行くと出版した本を熟読するほど憧れていた伝説のキャバ嬢として名を馳せたユキ・小雪と初対面し発狂。共に店を回せることに光栄だと懇願し桐生の協力要請を快諾した。
足立 宏一（あだち こういち）
声 - 大塚明夫
元・神奈川県警刑事。63歳（『8』時点）。グレーとカーキ2色のスニーカーに濃いベージュのチノパン、白いTシャツの上にドカジャン風の茶色いファーの付いた青い革ジャンを着ており、指無し革手袋をはめ白髪交じりのオールバック調の髪型をしている。春日が刑務所勤めを終えてから初めて出会った「仲間」でもある。
元刑事だけあって法律に詳しいが、道路交通法については部署柄なじみが無かったためかアヤフヤな部分が目立つ。また、無類の酒好きでありコンビニで購入したカップ酒を好んで飲み、行きつけの「サバイバー」のマスターに内緒で店に持ち込んで飲んだりアジトへ帰る時や一旦落ち着くたびに「一杯やろうぜ」と誘うほどであるが、「あんな酒の強い女見たことがない」と息巻くなど紗栄子の酒豪っぷりには一目置いている。白の5ドアタイプの軽自動車を所有している。常に金欠で、酒を購入する金も無い時は水を飲んで誤魔化していた。ビールも大好きだが、健康診断で尿酸値に引っかかってからは数値が下がるまで控えるようにしていたが、その結果を知る前に無職となってしまい、成果を把握することはできず、さらにその直後に春日たちが一斉にビールをおかわりし始めたため、結局ビールを飲んだ。
性格は豪快だが天然めいたところがあり、うっかり失言をしては周囲に怒られることも多い。また、警視庁組織犯罪対策第四課の刑事である伊達真とは先輩後輩の間柄であり、数少ない信用できる警察仲間とも語っており伊達のことを「まこっちゃん」と呼んでいる。女性とのデートに関しては、普段体験できない特別な1日を演出することにこだわっており、春日が紗栄子とデートすることとなった際は独自の見解でアドバイスしている。戦闘では柔道や力技を活かした逮捕術を用いる他、敵を挑発して怒り状態にさせて自分だけに攻撃するように仕向けることができる。
20年前に担当していた事件の真犯人を巡り、当時の神奈川県警本部長だった堀ノ内に楯突いたことで免許センター職員へ理不尽な左遷を受けてしまう。その後、堀ノ内への復讐の機会を窺っていた時に荒川から堀ノ内へ賄賂が流れていたことを突き止め、荒川組組員だった春日に協力依頼するために春日の出所時に出迎える形で出会ったが、春日と荒川を会わせるために神室町の平安樓神室町支店に忍び込もうとしたことがバレてしまう。その後は建造物侵入や傷害、公務執行妨害で逮捕と送検はされなかったものの懲戒免職を受けて定年間近で無職になってしまい、さらに春日が撃たれて行方不明になり一旦はぐれてしまう。
その後、春日が伊勢佐木異人町で一命をとりとめて難波と共に住所を得た頃、渡してあったスマホのGPSから春日の居場所を探し当てて合流し、以降は再び堀ノ内への復讐のために行動を共にすることとなる。その後、戦いが終わった後は沢城丈が荒川組本部に残したデータにより近江連合が堀ノ内へ送った賄賂を暴くことに成功しており、堀ノ内を呼び出して連行し勝利宣言を突き付けた。
また、サブストーリーでは20年前の事件において誤認逮捕をして釈放させてやることができずに獄中で自殺してしまった久住への遺憾の念と罪滅ぼしから施設に送られた久住の息子である隆史に送金していることや本名を名乗っては「父親を誤認逮捕した刑事」と疎まれて受け取りを拒否されると思って「社会貢献が趣味の資産家・山田」という偽名で送金していること、弁護士を目指して司法試験に合格するまで送金しようと決めていたことが判明し、そんな中で「高級外車に傷を付けてしまい修理費100万円が必要で用立てて欲しい」という手紙を受け取るが春日の助言により詐欺だと睨んだ。その後、隆史と車の所有者である長谷川とサバイバーで会う約束をしたが、話があやふやだったために詐欺だと見抜き、異人町の牛丼屋で春日と食事中に偶然居合わせた隆史と長谷川の2人がグルで金を巻き上げようとしていたことを知るに至る。その後、長谷川に襲われるが返り討ちにした。そして現れた「本物の隆史」と会い、隆史だと思い込んでいた男は隆史と共に弁護士を目指して勉強していたルームメイトの康介であることや康介が司法試験を諦めてチンピラ連中と付き合うようになったこと、隆史に成り済まして仲間から詐欺話を持ちかけられて足立から金を騙し取るためにやっていたことを知る。その後、隆史から山田が自身であることは以前から気付いていたことや司法試験に合格したことを聞かされ、さらには何より最後まで父親の冤罪を信じて釈放を訴えて動いてくれていたことを感謝された。
『8』では63歳。『7』と同様の井出立ちだが、会社時はグレーのチェック柄スーツ上下に、ノーネクタイ、淡いブルーのYシャツ。ハワイではヤシの木が描かれた白いTシャツにチノパンという姿。横浜・伊勢佐木異人町において「足立調査代行㈱」を立ち上げ代表として活動している。主に防犯に特化しており、自社を足掛かりとして調査・警備・それらについてのコンサルを一手に引き受けるグループ企業にすることを目標に日夜勤しんでいる。ある日、銀行から一方的に融資打ち切りの連絡が入り、立ち行かなくなったため会社を畳むことになってしまった。ちょうど同じ頃、春日とナンバも一方的にクビを切られ失職。告発系動画「多々良チャンネル」において、「ハマの英雄」として名を馳せていた春日に関するガセ動画が配信されそれらが影響したモノだと推測し、春日から土下座で謝罪されたが、足立もナンバも春日が悪いとは微塵も思っておらず、むしろこういう逆境は慣れていると鼻で笑った。そんな折、4年前の近江連合・東城会大解散により社会復帰できずに苦しんでいた大量の元ヤクザたちが、こぞって横浜星龍会の門をくぐり極道に復帰しているという情報を掴み、その中に春日の紹介で自社で雇用を約束していた、元横浜樋渡会の佐々木の姿も確認され、真相を確かめるために春日・ナンバと共に星龍会事務所に乗り込んだ。佐々木の安否と星龍会のごみ処理施設を目の当たりにし一度は安堵したが、そこでかつての宿敵だった元荒川組若頭・沢城と出会う。2人で会うという春日を心配して、ナンバと共に平安樓まで同行。沢城からの話で春日が実母・茜に会うため、ハワイへと出発する際、ナンバと共に見送った。その後、トラブルに見舞われがちな春日の安否を心配し、ナンバと共にハワイへ出発。ちょうどガンジョーに乗り込み、山井一派との争いで桐生を人質に捕られ応援を必要としていた春日・トミザワ・千歳たちと合流した。ナンバが同行する形で桐生が療養のため帰国することになったが、自身は引き続き春日たちをサポートするためハワイに残り常に行動を共にした。その後は帰国するものの、最終決戦を直前にして再度二手に分かれることとなり、春日、トミザワ、千歳、ハン・ジュンギと共に再びハワイへ渡りネレ島に上陸。度重なる乱闘の果てにブライスを打ち倒し、警察に身柄を引き渡した。
なお、ハワイへ降り立った後、春日たちとの行動と並行するようにハワイへ移住した知り合いの行方も追っていた。現役警察官だった頃に担当した事件の被害者の娘であり、ナイトストリートで宝石販売店を経営していると突き止め会いに行ったが、当時の事件のことで嫌悪感を抱かれてしまい門前払いされてしまった。しかし、怪しい動きをする一味が客を装い店内にいることを確認。どうにか未然に防ぐためにもそのことを伝えたいと思い、意を決して春日と共に再び店を訪れたところで怪しいと睨んだ一味と遭遇。慌てて店内を確認した所、予感は的中し宝石が強奪された後だった。春日が一味の足止めに掛かり、強奪が明るみに出たところで襲撃されたが共に返り討ちにした。過去の事件を未然に防げなかったことを改めて詫び、また強奪を防げたことで、双方、わだかまりは無くなった。
鎌滝 えり（かまたき えり）
一番製菓の社長。経営者としての腕前は高いが、想定外のことに対面すると動揺してしまうなどメンタルが弱いところがある。戦闘では事務用品を武器にさながら忍者の如き身のこなしで戦い、攻撃範囲の広い技や状態異常を付加する効果を持つ技を多く持つが、自身は気絶に弱いといった弱点を抱えている。
亡き父の跡を継いで会社を切り盛りしていたところを宝生の口車に乗って会社の財産の大半を騙し取られてしまい、それでも会社を存続させようと奮闘するが、倒産寸前にまで追い込まれて巻き返しができず、さらには相談相手だった野々宮までも殺害されたことを春日たちから聞いてしまい、強いショックを受けて倒れてしまう。その後、春日たちの助けで目を覚ました後は店を畳もうとしたが、自身に同情した春日とニックが会社の立て直しに協力すると申し出たことで自身は秘書として春日をサポートする立場に回り、春日たちと共に一番製菓を立て直していく中でかつて自身を陥れた張本人である宝生と対面する。最終的には宝生を倒して横浜最大の企業の座を勝ち取った。その後は改めて自身の店を救ってくれた春日に感謝し、一番ホールディングスを世界一の企業にするために経営を続けて欲しいと懇願した。また、春日に助けられた恩返しをするために春日たちの戦いに参加する決意を固める。『8』では一番製菓の社長に就任し世界中を飛び回っていることが明かされた。
荒川 真斗（あらかわ まさと） / 青木 遼（あおき りょう）
声 - 鳥海浩輔
『7』に登場する荒川真澄の一人息子。生後間もなく重い低体温症を患ったことにより車椅子の使用を余儀なくされており、春日一番は真斗の世話係をしていた。春日をこき使ったり、荒川組の組長である父親を見下すなど極道の存在を嫌悪しているものの、拳銃や日本では使用が禁じられている薬物を常に所持していたり、父の金を托みに遊びで常軌を逸した散財を行うなど自身の思想とは矛盾している行為を行なっている。
2000年の大晦日に行きつけのキャバクラで後に警視総監となる堀ノ内とひと悶着を起こすが、この直後に自身が想いを寄せていたキャバ嬢の夢乃が陰では堀ノ内を慕いながら真斗をこき下ろしていた様子を目撃する。それで自暴自棄になって街を彷徨っていた時に絡んできた東城会系直系坂木組組員の鈴森を射殺してしまうが、これは父の真澄が手を回して春日に身代わりを頼んだことで真斗自身は難を逃れた。
その後については対外的（出所後の春日含む）には病状の悪化で死亡したとされていたが、実は死亡していたのではなく、留学先のアメリカで肺の移植手術を受けて持病を完治させている。同時に「ヤクザの息子」としての立場が自身の足かせとなることを厭い、荒川組の力と金を使って引きこもりの青年「青木遼」の戸籍を買って別人になりすまし、元の「荒川真斗」は死亡したという噂を流していた。
「青木遼」となってからは裏社会との太いパイプを持ち、金銭的に恵まれながらも幾多の挫折を味わった経験から「表の力」すなわち人気を渇望し始め、表では清廉潔白な人物を装いながらも、裏ではわずかでも自身にとって不確定要素となる者を始末したり、身内を平気で手駒にして利用するなど手段を選ばない性格になっていく。この性格は権力を手にするにつれてエスカレートしていき、荒川や春日からは「一度どん底に落ちなければ破滅してしまう」と危惧されていた。
「表の力」の象徴として東京都知事となる遠大な計画を立て、手始めに帰国後に留学中に知り合った小笠原肇と共にブリーチジャパンを創設。若年層の支持を得つつメディアにも積極的に出演し、その人気を全国的なものにしていく。2010年の参議院議員選挙に民自党公認候補として初出馬・初当選を果たした後は2017年に東京都知事選挙にも立候補し、当選。そして当選してすぐに「神室町3K作戦」を実施し東城会を壊滅させ、政治家としての人気を不動のものにした。東城会を壊滅させた神室町には「神室町の治安維持」の名目で警察にも手を回しつつ近江連合を呼び込み、自身の手足のように使っていた。
ここまで上り詰めてもまだ自分に屈しない権力者として民自党幹事長である荻久保を残していたが、荻久保の弱みが伊勢佐木異人町にあると睨んで警察、近江連合、ブリーチジャパンという手駒を使ってコミジュルのアジトを襲撃、荻久保の生命線である偽札事業を壊滅させることに成功。一気に力を失った荻久保の代わりに若さでも現職都知事との兼任としても異例の民自党幹事長に就任、民自党をも影響下に置く。
最後に残る障害として春日たちとその協力者である星野龍平、ひいては父親の真澄をも一掃するため、近江連合と東城会の同時解散によって浮足立つ近江連合残党に「東京近江連合」代表の椅子をちらつかせることで石尾田や沢城、天童に外部からミラーフェイスといった面々を刺客として差し向けるが、これらはことごとく失敗し、石尾田・ミラーフェイスを捨て駒にしたビルごとの爆破さえも生き延びられる。さらには衆院選の民自党立候補者への応援演説に乱入してきた春日に「沢城に真澄の殺害を依頼した音声データが荒川組事務所に残っている」というブラフを流され看過できなくなり、天童らを差し向けて荒川組事務所を探させる。
天童に荒川組事務所を探させている頃では自らが幹事長を務める民自党の衆院選での選挙結果の速報会見に臨んでいたが、その席でニック・尾形による「青木遼に逮捕状」という偽のニュースや自身が「荒川真斗」であることを暴露されたことで動揺し、荒川組事務所に自身も乗り込む。
事務所に到着した時点では天童の足元に春日たちが倒れ伏している状況であり、天童から「音声データは存在しなかった」と聞かされたために春日たちの殺害・死体の処理をその場で命じてしまう。しかしこれは春日および離反していたミラーフェイスによる芝居であり、このシーンを物陰に隠れていたハン・ジュンギと紗栄子に録画されネット拡散されてしまう。逆上して春日たちと対決するが護衛を全て倒されて逃走し、追いかけてきた春日に単身決闘を挑むも死闘の末に敗北する。その後、駆けつけてきた警官に取り囲まれるが銃を奪い警官の一人を人質に取ってなおも逃走し、新宿駅のコインロッカー前まで逃げ延びる。
コインロッカー前まで追ってきた春日には堀之内と夢乃にまつわる顛末を自嘲気味に吐露し、拳銃で自殺を図ろうとするが春日の必死の説得に思い留まって自首を決める。しかしその直後に自身が騙して唆してきた久米に刺されて致命傷を負い、今わの際に春日に対し「お前は生きろよ、イチ」と告げ、「どん底からやり直すか、いいもんだよな」と春日の望んだ未来を肯定し息を引き取った。
『8』では沢城の回想にて星野の殺害予告を把握し別の人物に星野の殺害を依頼し沢城にその身代わりになるように指示したことが明かされた。
三田村 英二（みたむら えいじ）
演 - 成田凌
春日がハワイに向かう途中で出会ったフリーのエンジニア。足が不自由で車椅子を利用している。星龍会解散と同時に移行が発表されたNPO法人ブリーチジャパン副代表。
呼称は「三田村」、春日の仲間たちからは「英二」と呼ばれていたが、春日は一貫して最後まで「エイちゃん」と呼んでいた。
当初は春日に協力しながら同行し、トミザワに襲われた春日の無実を証明するなどしていたが、大道寺一派のセーフハウスから密かにドレイトに連絡しようとしたところを千歳に阻止され、三田村は海老名の指示により、春日たちに近づき仲間のふりをして内通することと海老名の名代としてパレカナとの交渉に当たるためにハワイに送られたこと。春日の心情に付け入れ信用を得るため、生まれつき体が弱く車椅子が手放せなかった荒川真斗の付き人をしていたことを事前に調べ、リドカインという局部麻酔を使用し自ら下半身を麻痺させ車椅子で行動することで荒川真斗と同じ境遇を作り出していたことを千歳が暴露した。結果的に常に春日の行動は海老名らに逐一報告され、一方の春日も一連の行動が暴露された後も半信半疑になるほど三田村に対して信用と好意を持っていた。
前職は元東都新聞政治部記者。記者当時、警視総監と荒川組の癒着を追うため日夜取材を続けていたが、当時の荒川組にとって目障りな存在になるほどの優秀な記者として名を馳せていた。しかし、それが荒川組にとって障害になると分かるや否や、偶然を装い、荒川組の息のかかった人間を夜道を運転中の三田村の車に飛び込ませ、人身事故を引き起こさせた。荒川組の仕業だと主張するも決定的な証拠もなく、幸い軽傷と軽度の過失ということで罰金刑で済まされたが、そのことが発端で失職。失意の中で、ヤクザ根絶を目標に掲げ、ヤクザに自身の人生をメチャクチャにされ復讐を誓う自身の思惑と一致することから、当時、青木遼が立ち上げ全国に勢力を拡大しつつあったブリーチジャパンの活動に参加することになる。青木に目を掛けられるほど目まぐるしい活躍を見せ、東京支部長にまで上り詰めた。
ブリーチジャパン解体後、近江連合・東城会の大解散後に、「元暴5年条項」に苦しめられながらも社会復帰を目指す元ヤクザたちをさらに追い詰めるため、同じくヤクザにより人生を翻弄され完全根絶を目指す海老名に同調。沢城の殺害容疑の真相を調べ上げることで海老名の信用を得、彼の謳う第二次大解散を担う一旦として呼びかけに誘われる形で結託。その後、千歳が運営する「多々良チャンネル」に目を付け、徹底的に千歳の素性などを調べ上げた上で、自身の取材を基に描いた台本と演出を提供する名目で近づき、千歳と共に成功者の数々の不正を暴く告発系動画を次々と配信し。いつしか観覧者と支持を増やして行き他メディアも無視できない存在にまでなった。しかし、それは本来の目的でもある「ヤクザ根絶」を達成するための地盤作りでしかなく、ある時を境に台本の演出が変わり始めたことに千歳は違和感を感じパートナー解消を申し出てきたが、海老名の名をチラつかせ千歳の出自を暴くと脅して渡してきた台本こそが、春日が標的にされた動画のモノで、自身の秘密が家に知られることや相談できる相手もいない千歳にとって三田村の命令に従うしかなかったが、花輪やウォンを死に追いやったこと、茜やラニにも危険因子を与えてしまったことを悔やみながらも、身を挺してラニを守ろうとする茜の姿に改心した千歳に裏切られる格好となった。
千歳による暴露の直後、セーフハウスにバラクーダ構成員が踏み込んできた際に助け出され、第5地区付近にあるクラブ・ギルティに潜伏。しかし、密かにGPSを入れられ、居場所を特定していた千歳によって春日たちに居所を知られることになり、バラクーダ構成員を嗾けるも撃退された。混乱の中で、催涙ガスを利用しラニを連れて再び逃亡、ドワイトと合流しラニを引き渡した。ドワイトと結託し、ブライスにより洗脳され送り込まれていたバラクーダ・ガンジョー・山井一派の構成員たちに春日たちを追い詰めさせるも再び撃退され、遠隔操作により現場を見ていたが、春日たちがその襲撃を乗り越える様に返す言葉もなく配信を切り、消息を絶った。
その後、国家プロジェクトとして動き出した核廃棄物処理の一環で、「社会復帰プログラム」としてハワイへ移送された元星龍会構成員と共に、ブリーチジャパン副代表としてブライスと対面。春日たちがブライス暗躍阻止のためネレ島へ上陸し、ブライスらを退けた後、千歳によるネレ島からのゲリラ配信によるずさんな放射性廃棄物管理と多々良チャンネルの真意も暴露されたことがきっかけに立場が逆転。動画観覧者や嵌められたヤクザたちから突け狙われるようになり、負傷を抱えながらも逃走。一抹の不安と恐怖を覚えながら、神室町の雑居ビル一室に身を潜めていた。そこへ突如、春日が現れ「逃げ切れるわけがない。手を貸すから出頭しよう」という申し出を突っぱねるも、それでも自らを陥れ酷い目に合わせた自分に優しく接し、ハワイで過ごした楽しかった時間を共有したことで、それでも「友達」だと接する春日の態度に屈服し、「罪を償って出てきたら、また一緒にハワイへ行こう。いつまでも待ってる」という春日の言葉を信じ、自らがやってきたことを心底悔やみ出頭を決意した。また局部麻酔により下半身不随を装っていたが、負傷して本当に歩行困難になった境遇を皮肉だと感じながら、春日の手を借りて、動画を撮ろうとする野次馬たちの囲みを切り抜け、新神室署へ出頭した。
エリック・トミザワ
演 - 井口理（King Gnu）
ハワイ在住の父親が日本人、母親がアメリカ人の日系人のタクシー運転手。紫色のアロハシャツにデニムのハーフパンツ、サンダル、銀縁眼鏡に無精ひげ、両耳にピアスという井出立ち。涅槃岸に潜入する際はタキシードに身を包み、慣れぬ格好に違和感を感じ続けていた。春日も当初は「トミザワ」と呼んでいたが、第5地区攻略後、千歳と行動を共にする頃から、千歳と共に「トミー」と呼ばれている。山井一派を離脱し、春日たちと行動を共にするようになってからは、山井からは「トミザワ君」と呼ばれている。
母親探しのためハワイを訪れた春日一番をタクシーに乗せたが、タクシー運転手というのは仮の姿で、ギャングチーム山井一派の手下の1人。山井一派の資金源にもなっているため、本来はタクシー運転手を装い、観光客からの金品強奪が目的であり当初は山井もトミザワもハワイ裏社会が茜の身柄確保に奔走していることは知らず、本来の目的である観光客からの金品強奪のターゲットが、偶然ハワイを訪れた春日だった。春日を乗せ、指定された場所へ向かう途中の町外れでタクシーを暴走させ、死角に入り込んだ際、春日に銃を突きつけ金とスマホを差し出すよう要求。しかし、多くの修羅場を潜り抜けてきた春日からは、本気で発砲する覚悟はないと見破られあっさりと銃を取り上げられ撃退される。封筒を返すよう言い寄るも、クランクションを鳴らすことで、巡回中の警官の気を引き封筒を飲み込んでしまう。おまけに春日をタクシー強盗だと言い張り警官に取り押さえさせようとしたが、その場に現れた三田村の機転により一部始終を保存していたカメラを見せることで春日の無実を証明。その場から逃げ出した。その後、三田村の家にいた春日の居所を突き止め、タクシーを押収されたお礼参りに山井と共に現れたが、失態を理由に山井から暴行を受け鎖骨を骨折しその場で気絶した。その後、茜のことを嗅ぎつけた山井一派が茜の家を訪れたところで春日と再会。再び、銃口を向けるが、打つ覚悟がないことは桐生からも見て取れた。その隙に春日に逃げるよう促すが、春日の説得により銃口を下ろし、山井に向かって発砲。春日たちと共に山井一派を退け、その場から逃げ追うせた。
山井一派からの離脱後は、ローマンに撃たれそうになった時に庇うなど、当初は常に他人に尽くす姿勢や考え方、それらの行動に疑問を呈することもあったが、徐々に春日の人となりに惹かれ、常に春日たちと行動を共にすることになる。戦闘はもちろん、ハワイ出身タクシー運転手という利点から、交友関係も広い上にハワイの内情や地理に詳しく、現地人との英語での会話、また動画編集の手伝いをするレベルのIT知識も持ち、春日たちの行動や言動に対して愚痴を言うことも多いが、否定することはなく渋々了承するなど、常に春日たちの行動をサポートした。春日たちが茜とラニを連れて日本へ帰国しようとした際、一度も行ったことがない父の祖国日本へ行くことを躊躇ったが、春日たちの説得により同行した。
来日後は、横浜・伊勢佐木異人町で療養のため先に帰国していた桐生たちと合流し、紗栄子、ソンヒ、趙と初対面。その後の行動も共にした。最後の戦いで、ハワイと日本二手に分かれることになり、春日、足立、千歳、ハン・ジュンギと共に、大道寺一派が用意したプライベートジェットで再びハワイへと向かう。
騒動が終結後、再び来日し、横浜・伊勢佐木異人町のサバイバーで春日、桐生を除く面々との会話の中で、パレカナ教祖に就任する決意を固めたラニと、ラニを支えるためハワイへ帰る茜に同行する形で、自身も過去にパレカナのフードバンクに世話になった恩を返すため、ラニと茜を支えるためにハワイへ帰国することになった。またドワイトを騙していたことや自身の素性を隠しながら同行していた千歳に対して不信感を拭えなかったが、動画編集の手伝いを渋々了承するなど、最後には和解し信頼がおける仲間として接するようになった。
かつては普通にタクシー運転手としてまじめに働き、マリーという意中の女性との生活や、マリーのお腹に宿した我が子との対面を楽しみに、慎ましいながらも順風満帆に暮らしていたが、10年前の2012年10月7日に不動産会社社長が乗ったタクシーが襲われ、現金が盗まれるというタクシー強盗事件が発生した。事件後、逮捕状を手にトミザワの家を訪れた警官によって、事件の首謀者として逮捕された。事実無根だと訴えるも、弁護士を雇えるほどの金もなく、ごねて15年、素直に認めて5年服役するかしか選択肢がなく、結果的に5年服役することになった。収監後、1度だけマリーが訪ねてきたが、ストレスにより、やつれ肌はボロボロ、お腹の子は流産してしまい精神的なダメージは相当だとうかがえる姿だった。それ以降マリーの面会は無く、服役後、自宅へ行くと彼女の私物が全てなくなっており消息も分からずにいた。しかし、マリーとの再会を諦めきれず、彼女の友人関係を当たったところ、ビーチでマリーらしき人物の目撃情報を掴んだ。それから間もなく、偶然、ビーチで彼女の姿を見つけ探りを入れたところ、一度、ハワイを離れたこと、また年上の近藤という海洋学専門の大学教授と恋仲になっていることを知る。近藤がどういう人間なのかを知るため、偶然を装い、近藤と接触、一杯奢るという名目で話をするチャンスを得た。会話の中で、自身はトーマスという偽名を使い、マリーの名前は出さず、偶然、同じ大学出身という呈で会話を進めるうちに、彼女の話にまで繋げて聞き出すことに成功。一見、ノー天気そうに見えるが目立った粗もなく近藤の人となりがうかがえ知ることになったが、近日中に2人でハワイを離れることも知る。自身も諦めがつくと高を括っていたが、別日に、春日とリボルバーで談話中、偶然、店の前を通り掛かり、トミザワの姿を見つけた近藤が入ってきて、先日のお礼に一杯奢らせて欲しいと懇願してきた。店に居づらくなり一度店を出ようとしたところで、近藤が歩行者と接触、謝りを入れてこないことに腹を立てケンカ沙汰寸前で、春日とトミザワが静止し撃退。ケンカ沙汰になれば勝敗にかかわらず恋人を悲しませることになると忠告し、もう関りを持つつもりはないと連絡先も教えず、その場を後にしようとしたが、実はその一連の流れは近藤がトミザワを試すために仕組んだモノだと知る。近藤は既にトミザワと会う以前に、トミザワの存在と境遇、山井一派に身を寄せていたことや過去の恋仲など全てを知っていた。それはマリーがハワイを離れるには心残りがあること、それがトミザワの存在であることから、全てを知った上で、一度はギャングに身を寄せていたトミザワの人となりを確かめるために危険を承知の上で行ったことだった。ケンカ沙汰になった際、恋人を悲しませるようなことはしないで欲しいと言ったことで、トミザワを立派な人だと賞賛し、一連の行動を見せるために連れてきたマリーと対面させた。マリーと会えたことで双方、心残りが消え、お互いの幸せを願い別れた。また、自身の身の上話を親身に聞いてくれた春日に謝意を伝え、リボルバーで一番高い酒を奢り、春日との絆がより一層深まるきっかけともなった。
不二宮 千歳（ふじのみや ちとせ）
声 - 伊波杏樹
『8』に登場する日本人留学生。旧財閥系の名家・不二宮家の令嬢にして不二宮グループの後継者。ハイネックのショート丈へそ出しの黒いシャツに黒のスウェット生地のようなズボンに白いスニーカー、首には2本のチェーンネックレスに左耳にはピアスが７つ、髪型はセミロングヘアをアップにし左サイドを編み込んだものだが、三田村との決別後は髪を切りショートヘアとなった。状況によって、胸元が大きく空いたミニ丈ドレスにピンヒール、白のブラウスに黒のパンツ、黒のパンプスに眼鏡、白のポロシャツにスラックスという井出立ち。帰国した際には、スカジャンのような黒の上着を羽織っている。一見派手な見た目とは裏腹に丁寧な言葉遣いや身振りから上流階級の人間であることが見て取られ、ドワイトもそれを見抜いて利用しようとしていた。春日や難波からは「チーちゃん」、そのほかのメンバーからは「千歳」と呼ばれており、時折、「不二宮家の令嬢」とも言われた。名家の令嬢ということもあり、もしもの時に備え全ての護身術を身に付けていたため、ある程度の修羅場を潜り抜けられる自負があった。
自身の家柄や規則、何より人目を気にして「家族愛」を強調しようとする父親に嫌気がさし、密かに告発系動画「多々良チャンネル」を開設、動画内で告発を促す「多々良ひそか」として活動していたが、観覧者も少なく本人も気晴らし程度でやっていた。そんな中、グループ傘下の不二宮海運が引き起こしたタンカー沈没事故の原因が、過積載で引き起こされたことを隠蔽しようとする父親の行動に不満を抱く。偶然見つけた隠蔽指示の文書をメディアに送り付けたが相手にされず、やけくそ半分で動画内で暴露。しかし、元々観覧数が少なく普段とは違う内容で毛嫌いされ観覧者も離れてしまい、事故も季節外れの台風のせいという自然災害により引き起こされた事故として扱われた。
そこへ元東都新聞記者でヤクザに人生を翻弄された三田村英二が、効果的に告発を煽る演出と台本をもって現れ協力を求めてきた。三田村の協力の下、言われた通りの動画を配信すると見事にそれが的中し、それ以降、成功者の「裏の真実」を暴くことで、徐々に観覧登録者数も増え、本人も真実を暴くということに優越感も覚えていた。一躍、他メディアも無視できない存在にまでなったが、その流れでタンカー沈没事故の隠蔽を指示された幹部が物的証拠を持って現れ動画内で公開。薄々、勘づいており、千歳の行動を無視することができなくなった父親の言いつけでほとぼりが冷めるまでハワイに身を潜めることになった。
ハワイに滞在していた際、茜の家でハウスキーパーとしてアルバイトをしており、当初は、消息を絶った茜から未払いのバイト代を摂取するため、茜の自宅を訪れていたが、偶然、母親探しとして訪れた春日一番と出くわした。警察沙汰になり、自身の身元がバレ、家に連絡されることを恐れるがあまり、春日に薬を入れた大量の強い酒を飲ませた上で全裸でビーチに放り出し、春日のパスポートと引き換えにバラクーダに助けを乞うため第5地区に逃げ込んだ。バラクーダ総帥ドワイト・メンデスの命により、ドワイトの下より逃亡したと見せかけ、同じく茜の所在を探るため、桐生、トミザワと共に第5地区に乗り込んできた春日たちとバラクーダアジト内で再会。当初は任務を遂行しようとするも、春日たちと行動する方が自分にとって理に叶っていると考え、ドワイトを裏切り、それ以降は行動を共にすることになる。ハワイの高級ホテル「涅槃岸」をアジトとするマフィア・ガンジョーが茜の情報を掴んでいると知り、ガンジョーの上層部や総帥ウォン・トーに会うため涅槃岸のカジノに潜り込もうとするも門前払いされたが、自身の不二宮家という立場を利用して潜入することに成功しウォン・トーとの接触に成功。結果的に真の黒幕がパレカナ代表ブライス・フェアチャイルドだということを知ることになる。ガンジョーの内紛だと勘違いし、ガンジョー壊滅を目論む山井の奇襲から逃れる形で一度は退散。山井に捕えられた桐生も助け出しウォン・トーの証言によりナイトスクエアでの目撃情報を頼りに茜とラニの行方を追っていたが、山井を慕うキヨと山井の協力により2人の保護に成功し、共に大道寺一派セーフハウスへ行った。しかし、海老名と結託し、バラクーダを背後に持つ三田村が2人の確保を連絡しようとしていた所を阻止。自分が脅されていたとはいえ三田村と共謀していたことを打ち明けことで、三田村の協力者だということが春日たちに知れ渡る。やがて、非力ながらも単身でラニを守ろうとする茜の姿に心を打たれ改心。バラクーダ襲撃の騒動の中、罪を償う意味も込めて山井一派アジトより拳銃を奪いバラクーダに連れ去られたラニと三田村の行方を追った。密かに三田村のバッグにGPSを仕込んでおり、第５地区にあるクラブ・ギルティに居ることを突き止め春日に知らせた。春日たちもラニ救出と三田村の行方を追って店にやってきた所で、店員に紛れ込む形で三田村に近づき、とっさの状況で拳銃を突き付けた。バラクーダ構成員に右腕を切られるも春日たちと共に撃退。一時、三田村たちを追い詰めラニを救出する寸前でバラクーダ構成員に強打され気を失うと同時に催涙ガスで逃げられた。
その後、茜の家でハウスキーパーをしていた理由が、三田村の命令により春日と接触するためであり、第5地区に逃げ込んでいたのも、三田村と共謀していたバラクーダとの接点があったからであることが判明する。また、春日たちと行動を共にしつつ、常に現状を報告していたことや春日を刑務所に入れるために全裸で放り出したことも含め、自身に置かれた身の丈を全て打ち明け謝罪した。しかし、春日からは荒川の遺灰が入ったペンダントだけは取らずにいたことを逆に感謝され、2人を救い出すために手を貸して欲しいと懇願され改めて行動を共にすることになる。
春日たちと日本に帰国し、最後の対決のためハワイへ渡る前夜、私利私欲のために不正を働いてまで海老名やブライスに協力する父親に非を訴えるため密かに奮闘。ハワイへ旅立つ直前に父親と2人きりで酒を飲む機会があったが、お互い気まずい雰囲気になり仕事の話ばかりだった。
ハワイ・ネレ島にてブライスを春日たちと共に撃退した直後、突然「多々良チャンネル」のゲリラ配信を始め、無造作に管理されている核廃棄物の現状を生配信しブライスの裏商売を日の下にさらすことで悪事は世界中に知れ渡った。さらには不二宮グループ会長である父親を出演させ現状を目の当たりにさせたことで、核廃棄物処理の運搬工作に不二宮グループの関連会社が加わっていた不正を全て暴き謝罪、退陣させることで、ブライスが最後の頼りとしていた「各国のケツモチ」の力をそぐことに成功。ブライスの野望は打ち砕かれるきっかけとなった。その直後、「多々良ひそか」が不二宮千歳であることを自らが出演することを公表し、社会復帰しようとしていた極道たちに対し理不尽な動画配信をして追い込んでいたことを謝罪した。
全ての騒動が終結後、春日たちと共に帰国。自ら不正を暴き退陣に追い込んだ父親の跡を継ぎ、グループ立て直しのため不二宮グループ会長に就任することを決意した。なお、春日が密かに想いを寄せている女性が紗栄子であることも見抜いていた。
多々良 ひそか（たたら ひそか）
チャンネル登録者数500万の動画配信者兼インフルエンサー。動画スタイルはいわゆる告発・暴露系とよばれるものと素顔を見せずアバターを使って出演するバーチャルYouTuberを組み合わせたもので、不二宮千歳が声優を担当していた。春日に関するデマを流し再びどん底に落とし込んだ原因であり、ナンバと足立もその配信で職を失うことになった。また近江連合・東城会大解散後に元ヤクザの受け皿として堂島大吾・渡瀬勝らが中心となって設立された、警備会社も設立時の一連の裏取引を暴露され会社は廃業。堂島・真島・冴島も田舎の漁師町で身を隠すような生活を強いられることになった。暴露された当事者たちは「ガセ情報」ではなく「真実の情報」であったことから、全く反論もできずにいた。海老名と沢城による桐生生存の真実、星龍会解散とブリーチジャパン移行など要所要所でストーリーのキーマンとなる。
岸田 茜（きしだ あかね）
声 - 榊原良子
『8』に登場する荒川真澄が愛した女性であり、春日一番の実母。
『7』では若かりし頃の荒川真澄との関係を語られるのみで、回想シーンにおいて荒川との電話のやり取りでの声のみの登場だった。
氷川興産構成員だった若かりし荒川真澄と恋人関係にあった当時、お腹にはのちに春日一番とされる子を身籠っていた。荒川本人も茜と結ばれることを望んでいたが、荒川を高く評価し後継者にと望む氷川興産組長から、娘・氷川百合子との縁談を持ち掛けられた。しかし、荒川本人にその気はなかったが、氷川組長の意に反することもできず、密かに百合子とも関係を持っていた。ある日、茜との関係を認めてもらうため、無理を承知で縁談を断ったが、そのことで氷川組長の逆鱗に触れ、荒川と共に氷川興産から追われる身となった。追っ手から逃れる中で、当時、勤務していたソープランド桃源郷の一室で出産するが、捕まることを恐れ、生み落としてすぐ赤ん坊と共に逃亡。逃れる中で赤ん坊だけは助けたい一心で、喫茶アルプスに潜伏していた荒川に連絡し、神室町のコインロッカーで赤ん坊を引き渡す約束をした。赤ん坊をコインロッカーに入れた後、さらに逃亡を重ねる中で赤ん坊のその後を気にするも、迫りくる氷川興産構成員や氷川興産が放った殺し屋から逃れるため、意を決してフィリピン行きの貨物船に乗り込み密航を図った。
縁あって、自らの出身地でもあるハワイに渡り、ホノルルシティの海が見える郊外に居を構え、宗教団体・パレカナが運営する養護施設で施設長として働いていた。そこへ、当時荒川組と親交関係にあった、フィリピンマフィアからハワイでの目撃情報が荒川の下に届き、真意を確認するため沢城が現地に飛んだ。沢城が対面し、紛れもなく茜本人であることは確認されたが、自分は死んだものだとして欲しいと懇願し、荒川には「茜は氷川興産が放った刺客によって殺された」と沢城から伝えられた。しかし、里心が付き帰国して荒川と対面しようものなら、赤ん坊の取り違えにより、自身の非が明るみに出ること、また混乱を招く恐れがあることを危惧した沢城は密に連絡を取っていたが、荒川が極道大解散の混乱でこの世を去ることになり、荒川は最期まで茜の生存を知ることはなかった。また幾度かの手紙のやり取りで、コインロッカーに置き去りにした赤ん坊が、無事に生き永らえ桃源郷店長・春日次郎の手によって保護され、名前が春日一番であること、中学生時代の荒廃振りや荒川組の一員として身を寄せていること、18年服役して出所後の騒動のことも知り、わがままだと知りつつも会いたいという申し出を手紙で懇願していた。
ある日、残業をしていた深夜に小さな女の子が茜を訪ねてきたが、それがパレカナ正統後継者の証でもあるペンダントと前教祖が書いたとされる遺言状を持った実孫娘のラニだった。しかし、現教祖のブライス・フェアチャイルドの真っ当な振舞いから、にわかに本物の遺言状なのか疑問を持ち、ブライスに連絡を取ってしまう。急なこととはいえ真夜中だというのにすぐ向かうと返答したことで違和感を覚え、ラニとの対面でペンダントと遺言状を目にするや否や、ラニに銃口を突き付け殺そうとした。しかし、一瞬の隙を突いてラニを連れて逃げ出し、ナイトスクエアでタトゥーショップを経営するキヨの所に身を寄せていた。
その後、春日が自分を探してハワイを訪れていることを知り、40年ぶりに出会うことになった。その後、春日とその仲間たちに無事に保護され、春日と山井の協力の下、大道寺一派セーフハウスに身を潜めるも、三田村の裏切りにより、自身は負傷。ラニもバラクーダに拉致された。
その後、ラニは春日たちにより無事に助け出され、山井の協力の下、ラニと共に40年ぶりに日本へと帰国した。帰国直前、春日とゆっくり話す時間が与えられ、そこで沢城の手紙により、置き去りにされてからの生い立ちを全て知らされ、荒川と春日を残し、単身で逃げてしまったことを詫びたが、逆に春日からは「生んでくれてありがとう」と礼を言われ涙した。またその際、春日から荒川真澄の遺灰が入ったネックレスを受け取り、さらに涙を流して喜んだ。
日本に帰国後、横浜・伊勢佐木異人町のホームレス村でラニと共に匿われていたが、全ての騒動が終結後、ミリラニ家の正統後継者であるラニがパレカナ次期教祖に就くことを決意し、ラニを支えるため再び、ラニと共にハワイへと帰って行った。養護施設スタッフ曰く、40年という長期に渡り施設長を務めていたことで、自身が育てた子供は100人を超え「ハワイ一の子だくさん」と言われており、また養護施設やフードバンク以外にも街中の見回り活動なども積極的に行うことで、住民たちからの信頼も厚く茜の人脈によりフードバンクで提供できる食べ物も集まっていた。さらには茜を慕う子供も数多くおり、茜の影響でパレカナに入信する子も多くいた。春日からは「母ちゃん」「お母さん」と直接呼ばれた節はなく、常に「茜さん」と呼ばれていたが、砂浜で語った際に一度だけ、「一番」と呼んだ。なお、荒川と百合子との関係や、2人との間に子供がいたという事実を知らされる描写は描かれていない。

## 極道組織

### 跡部組
『1』に登場した浅草の極道組織で、京香の実家。仁義を重んじており、組長をはじめとして昔気質の性格をした者が多い。
跡部 京三（あとべ きょうぞう）
跡部組組長で京香の父親。組の金を持ち出した京香を追うように組員たちに命令した一方で、娘に肩身の狭い思いをさせてきたことに負い目を感じていた。タカシと京香を部下に追いつめさせるが、これは2人を試すためであり（桐生曰く「組長の描いた絵図」）、最後はタカシと京香の独り立ちを花屋と共に見守り、京香を送り出す後押しをしてくれた桐生に感謝し、花屋を通じて謝礼の品を渡した。また、サブストーリーでは子供の頃の京香から妻をほったらかしにしていた当てつけで益子焼の夫婦茶碗を送り付けられていたことが判明する。
『2』ではタカシとの生活に苦労している京香に送金をしていることが判明し、『1』では顔の下半分しか見えていなかった自身の素顔も明らかになる。京香に「いつでも戻ってきてもいい」と進言したが、タカシに対する頑な思いを見て考えを改めた。
浅井（あさい）
声 - 勝矢秀人（『1』）、池田ヒトシ（『極』）
跡部組若頭。『極』にて名前が判明する。戦闘ではドスを使用し、『極』では主人公たちに似たドス捌きで戦う。組長の命令でデボラへ逃げ込んだタカシを追いつめたが、乱入してきた桐生に叩きのめされる。その後、タカシの中途半端さを指摘したが、タカシの「今は半端者だが頑張って京香を絶対に幸せにする」という決意表明を見て、組長からの伝言が書かれた手紙を読み上げた。
イチ / 吉川 一郎太（よしかわ いちろうた）
サブストーリーに登場した跡部組構成員。タカシのお目付け役として神室町を訪れたが、街に不慣れなせいか捜索もままならない最中に桐生と出会い、桐生にタカシと京香の捜索を依頼して組長から預かった夫婦茶碗をタカシに渡してくれるように頼んだ。その後、桐生から茶碗を渡してきたことと神室町を出ることを聞いたこと、京香の指輪とタカシからの強いメッセージを受けて、協力してくれた桐生に感謝し神室町を「話に聞いていたよりもよっぽど人情のある街」と評した後に去って行った。

### 琉道一家
『3』に登場した沖縄の極道組織。琉球街南のアーケード付近に事務所を構え、現地を愛する義理人情に篤い超地域密着型組織のために地元の人からとても慕われている。またアサガオがある住宅街は縄張り、かつ法律上正式に所有している土地であり、仲介人を介して居住者に又貸しして賃貸料を得ている。『8』では名前のみ登場。近江連合・東城会の大解散に続き、横浜星龍会が指揮を執り地方組織の解体を目指す第二次大解散に協力を促す組織の１つとして明かされた。
名嘉原 茂（なかはら しげる）
声 - 泉谷しげる
琉道一家組長で、名嘉原興業の社長。60歳。刺青はハイビスカスとシーサー（獅子）。義理人情に篤く、沖縄を誰よりも愛している。土地買収の件で桐生と揉めて啖呵を切ったが、アサガオの土地買収による玉城組からの脅迫をきっかけに桐生の男気に惚れたことで和解して兄弟盃を結ぶようになる。一年後はCIAの介入によって再び土地買収の件を迫られて拒否したために権利書を奪われた挙句リチャードソンに銃撃されたが、手術で一命を取り留める。その後はアサガオを破壊した玉城によって闘技場へと拉致されて闘牛に襲われそうになるが、駆けつけた咲を目にしたことで力を振り絞って闘牛を投げ飛ばした。その後、力也を失った際には己の無力さを嘆くようになる。
島袋 力也（しまぶくろ りきや）
声 - 藤原竜也
琉道一家若頭で、沖縄と仁義を愛する熱い男。25歳。自身が「沖縄の魂」と称するほどにハブには思い入れがあり、素手の喧嘩を得意とする意味で「ステゴロのハブ」を自称し、背中にもシュロの葉を巻いたハブの刺青が彫られている。また、確かな喧嘩の実力やチンピラをひと睨みで追い返すほどの極道としての凄みも持つ一方で、地元の人と気さくに喋ったり太一を立ち直らせるために覆面レスラー「リッキーマスク」を演じるなど地元の人やアサガオの子供たちからも慕われている。戦闘では素早い攻撃を軸に飛び膝蹴りやハンマーパンチを織り交ぜてくる。初めは桐生を敵視していたが決闘に敗れた後に和解して兄貴と呼び慕うようになり、名嘉原が撃たれて以降は真相を突き止めるために桐生に付き従って神室町で行動を共にするようになる。その後沖縄に戻り、そこで玉城に誘拐された名嘉原を救うために桐生の後を追って闘牛場へ駆けつけたが桐生を庇って玉城に撃たれてしまい、最後は涙する桐生の腕の中で「峯に負けないで」と言い遺して息を引き取った。
背中のハブの刺青には目に色が入っていない。これは当時の彫師が仕上げ前に亡くなり、沖縄の魂を理解し、自分の背中を任せられる他人が見つからなかったためである。桐生と親交を深めた後、神室町を訪れた際に町全体に魅力を感じ、「この町にいる彫師なら沖縄の魂を理解してくれるかもしれない」と考えるようになる。その後のサブストーリーで桐生に龍神会館にいる二代目歌彫を紹介して貰い、刺青自体は評価されるものの、力也自身の人となりを知らないがために手を加えることを断られる。不満たらたらで会館を出た直後、堅気に絡んでいたチンピラを桐生と共に撃退し、その親分格として刺青を見せびらかしながら威張っていた室戸をひと睨みで退散させる。その一部始終を見ていた歌彫の問いかけに「自分の刺青は相手を脅すためではなく、沖縄を背負うために入れた」、「あんな奴(室戸)は殴る価値も無い。自分が認めた相手としかケンカしないのが俺の流儀だ」と正直に答えたところ、認められてハブの刺青を仕上げて貰う。
新垣 幹夫（あらがき みきお）
声 - 宮川大輔
力也や名嘉原に憧れて極道の世界に足を踏み入れた琉道一家若衆。髪は金髪で、少々太めの体格をしており、まだ新人なためにミスが目立つところもあって特に食費では琉道一家の家計を困らせている。また、琉球街に実の父親がいるために地元住民からも「幹夫ちゃん」と呼ばれたりとどこか憎めないような愛嬌を持ち、また大工を目指していた時期があったためにアサガオに来たマメ用の犬小屋を作ったこともある。協力闘技では戦うことが可能で、戦闘では相撲で戦う。力也が敗れた後は彼と同様に桐生と和解し、以後は桐生のことを叔父貴と呼ぶようになる。その後、強引に土地買収をしようとする峯と玉城組からアサガオを守ろうとしたが、玉城組の構成員が破壊しようとする犬小屋を守ろうとして重傷を負ってしまう（犬小屋も後に破壊された）。その後のエピローグでは一命を取り留め、無事に退院した後に再び犬小屋を作る。
咲（さき）
声 - 庄司宇芽香
名嘉原の養女。12歳。スケッチブックを用いた意思疎通を行うが、年齢に似合わぬ卓越した画力を持っている。両親から虐待を受けた挙句に母に捨てられ、さらには父が首を吊って自殺する光景を目撃した経験から心因性失声症となるが、後に名嘉原銃撃事件の襲撃者を目撃した際は犯人の似顔絵を桐生に渡し、また実父のように慕っている名嘉原の似顔絵を玉城や実の母に誘拐されて桐生に救われた後に渡す。その後、闘牛に襲われる名嘉原の窮地に声を発して以降は会話ができるようになり、アサガオの子供たちとも打ち解ける。

### 上野誠和会
『4』に登場した25年前には東城会と権力争いをしていた極道組織。東京都下の郊外に拠点を持ち、冴島による襲撃事件から東城会と「親戚」としての関係および神室町不可侵の盟約も同時に結ぶが、組織の小ささから月毎に「寄付」という形で東城会に上納金を支払っており、親戚団体というよりは傘下組織的な扱いをされている。物語後半には事実上のトップである葛城の死と谷村や桐生との衝突により壊滅状態に陥る。
上野 吉春（うえの よしはる）
声 - 矢田耕司
上野誠和会総長。25年前に出所直後に立ち寄ったラーメン屋にて冴島の襲撃を受けて組員18人を殺害されるも負傷はせずにこの事件を契機に東城会と和解し、また事件の際に自分の身を挺して庇ってくれた葛城を若頭に昇格させる。その後、高齢のために組の指揮を全て葛城に任せた上で自身は病床に伏せることとなる。
葛城 勲（かつらぎ いさお）
声 - 立木文彦
上野誠和会若頭で、25年前の襲撃事件における数少ない生き残り。47歳。狡猾かつ用心深い性格で、目的のためには自ら傷を負うリスクなども含め、手段を選ばないが、その反面、味方に対しては隙を見せやすく、容易に裏をかかれてしまったり、自分が立てた計略に狂いが生じたり、自らが窮地に追いやられると、露骨に動搖を見せるなど詰めが甘く策士と呼ぶにはやや杜撰な一面もある。冴島を助けようとしていた靖子を唆して自身の直属の殺し屋に仕立て上げたり、自身と接触した谷村を罠に嵌めるなどしていた他、自らの出世のために柴田と共謀して25年前の襲撃事件を裏で仕組んだが、杉内と宗像の力によりその事実は隠蔽される。その後は上野誠和会の若頭補佐である伊原が金村興業若頭である新井に殺害されたことを東城会会長である堂島大吾に訴え、和解の条件として新井の首もしくは建設中の神室町ヒルズの経営権を要求するが、手を組んでいた宗像の介入で失敗した。その後、宗像に対して優位に立つために賽の河原で冴島と靖子を拉致し、二人の身柄と秋山から奪った1000億と引き換えに極秘ファイルを取引しようとするが、城戸に撃たれて極秘ファイルを強奪される。しかし万一に備え防弾チョッキを着込んでおり、それを見抜いた冴島を隙を突いて銃撃するが靖子が必死に庇ったことで失敗し、皮肉にも冴島を陥れた25年前の襲撃事件と類似した状況となった中で瀕死の状態の靖子に谷村から預かった拳銃を向けられて怖気づき、命乞いをするも覚悟を決めた彼女に頭を撃ち抜かれて絶命する。
伊原 勝（いはら まさる）
声 - 藤本たかひろ
上野誠和会若頭補佐。戦闘ではキックボクシングを使う。葛城の指示で三島と共に神室町内のキャバクラである「エルナード」で暴れていたところを秋山に一蹴されて逃亡し、その後は仲介に入った新井によって射殺される。
三島 豊（みしま ゆたか）
声 - 金光祥浩
上野誠和会構成員で、伊原の弟分。エルナードで秋山に喧嘩を吹っかけるもあっさり気絶させられ、伊原に連れられて逃亡する。伊原の死体を発見後は上野誠和会本部へ駆け込むが、偶然にも隣室で葛城の電話を聞いてしまい、電話の内容から自らの命が危険と察知して長い間は隠れ過ごすようになる。その後事件の一連を語ることを条件に身柄を確保してほしいと谷村に強く願望したが、直後に葛城と繋がっていた杉内に射殺された。

### 山笠組
『5』に登場した福岡の永洲街を治める組。永洲街の北側に本部を構えており、構成員は傘下組織も含めてジャージを着用していることが多い。『8』では名前のみ登場。近江連合・東城会の大解散に続き、横浜星龍会が指揮を執り地方組織の解体を目指す第二次大解散に協力を促す組織の１つとして明かされた。
斑目 忠（まだらめ ただし）
声 - 内海賢二
山笠組組長。常に冷静に戦力の分析や極道が抱える現状を理解しており、プライドを捨てて盃交渉にやってきた堂島大吾を敬って受け入れようとするなど抗争ではなく対話による解決もあると考えている。また、古い極道らしく礼儀作法を重んじ、若くも礼節を弁えている大吾の姿勢に共感を覚え、全国規模の東城会や近江連合に比べて所詮は一地方の勢力に過ぎない山笠組であることを自覚している。東城会との盃交渉の際は青山と話を進めていた。彼の殺意を見抜くも騙し討ちに遭って重傷を負うが一命を取り留める。その後は病室に桐生を呼び出し、全面戦争を避けるために山笠組の解散を宣言すると同時にその書状を桐生に手渡すが解散してもらいたくない桐生によって八幡の前で破り捨てられる。その後、神室町から黒澤一派を追い出すために八幡組一同を引き連れて駆け付ける。
石橋（いしばし）&三原（みはら）
山笠組構成員の二人。どちらも黒めのジャージを着用している。戦闘では石橋はプロレス、三原はパンチ技をメインに戦う。オリビエのケツモチを行なっており、東城会が永洲街に来訪して店の監視のために飲んでいたが、東城会との五分盃の件で荒れていたことから注意しに来た中嶋に手を挙げたことで桐生に叩きのめされた。

#### 八幡組
『5』に登場した組。永洲街の中心部付近にあるビルを拠点としている。
八幡（やはた）
声 - 浜田賢二
山笠組若頭で、直参八幡組総長。赤ジャージを着て永洲街を闊歩し、街の風紀を守っているが、血気盛んな性格で、考えるよりも先に手が出る性質である。また、斑目を担ぎあげることを一義に置いているために東城会のような巨大な組織に対しても強い態度を崩さず、巨漢にスキンヘッド、頭の大きい傷跡が見る者を威圧するが、義理人情に厚い一面を持つ。戦闘ではボクシングが主体だが、パンチだけではなく蹴り技や頭突きも使用する。青山の策略によって斑目襲撃の実行犯を桐生と誤認し、拳を交えるも敗北した。その後解散宣言の書状を目の前で破った桐生にまたも勝負するも再度敗北し、桐生に恩義を感じるようになる。また東城会に対して激しい復讐心を抱き、全面戦争も辞さない構えでいたが桐生の男気を知って山笠組の命運を彼に託すと桐生が言葉通りたった一人で東城会を倒すのを見届け、その実力に驚愕した。その後は神室町から黒澤一派を追い出すために八幡組を連れて駆け付け、黒澤の野望を阻止する。

### 北方組
『5』に登場した組で、札幌の月見野で「雪まつり」を中心とした地元のお祭りを仕切るテキ屋の元締め。一方で、裏では非合法である裏カジノの経営も行っている。『8』では名前のみ登場。近江連合・東城会の大解散に続き、横浜星龍会が指揮を執り地方組織の解体を目指す第二次大解散に協力を促す組織の１つとして明かされた。
北方 大蔵（きたかた たいぞう）
声 - 塩屋浩三
北方組三代目組長。地域密着型の極道として知られており、それ故にみかじめを一切取らない。堂島大吾の代理で札幌を訪れた真島吾朗から五分盃を交わしたいとの話を受けるが、その会談の最中に起こった真島吾朗死亡事件の容疑者として冴島から疑われる。その後は冴島に真実を語る前に馬場に狙撃されて意識不明の重体に陥るが一命を取り留め、終盤では黒澤一派を追い出すために渡瀬の招集を受けて北方組一同を率いて神室町に駆けつける。
『ONLINE』では、イカ焼きの屋台の主人をしており、無一文の郷田に店番をさせる一方で、月見野進出を狙う八和田組の動きを牽制する。その後、郷田に用心棒を依頼するが、街に嫌がらせをする組員に対して、郷田が半殺しにしたことで、進出のきっかけを与えてしまう。翌日、総出で攻めてきた八和田組に対し、数で劣るも郷田の参戦で返り討ちにした。実は郷田の父と知り合いで、破門状が届いていたことを郷田に伝え、郷田と同時期に来たと思われる不審者の情報と共に落ち着くまで月見野に留まるよう促すが断られている。

### 陽銘連合会
『6』に登場した東城会、近江連合に次ぐ日本裏社会No.3の座に位置する広島の名門極道組織。巌見造船を始めとする巌見グループをフロント企業としており、広島一帯を支配するほどの力を持ち合わせている。また他のどの組織からも中立を貫いており、近江連合とも過去に何度か抗争をしている。『8』でも登場。近江連合・東城会の大解散に続き、横浜星龍会が指揮を執り地方組織の解体を目指す第二次大解散に協力を促す組織の1つとして明かされた。
巌見 兵三（いわみ へいぞう） / 来栖 猛（くるす たける）
声 - 津嘉山正種
巌見造船の創設者であり、また「来栖猛」の渡世名で陽銘連合会の初代会長も務めている。世界的規模の造船会社を一代で築き上げた敏腕経営者であり、100歳近い高齢を感じさせない威厳を放っている。巌見造船の実権は息子である恒雄・陽銘連合会の実権は若頭の小清水に委ねているがその存在感はいまだ健在であり、国政にも影響力を持つとされている。大道寺稔から課せられた「尾道の秘密」を守るために陽銘連合会という組織を旗揚げし、さらにはその秘密を部分的に子分である広瀬徹に打ち明けた上で直属の刺客として秘密を守るための口封じを命じるようになる。桐生と対面した際には恒雄への牽制を目的に東城会と五分の盃を交わすために桐生に見届け人になるように頼むも断られる。その後は尾道の秘密が隠された現場に姿を現して直後に秘密を知った桐生および南雲たちの始末を広瀬に命じてそれを拒否されたために広瀬を殺害するが、自身も尾道の秘密を桐生らに暴かれたために大道寺から見限られた上に彼から一連の制裁として殺害の依頼を受けた恒雄の裏切りに遭い最後は恒雄と通じていた小清水によって銃殺された。

#### 小清水組
小清水 寛治（こしみず かんじ）
声 - 谷田歩
『6』に登場した陽銘連合会若頭で、直系小清水組組長。高齢の会長に代わって現在の陽銘連合会の実質を握っているとされており、陽銘連合会の後継者と目されている。また若頭まで昇りつめるだけの頭脳と度量を持っているが根本は武闘派であるために強者との死闘を渇望している。戦闘では主にドスを使用し、ドスによる鋭い攻撃や腰だめにドスを構えての突進といった攻撃の他、最終決戦では防御を崩すほどの重い打撃を武器に素手でも戦う。大道寺と巌見恒雄と菅井と裏で繋がっているために彼らに従って動いており、大道寺と恒雄の意向を受けて会長である来栖猛（巌見兵三）の殺害（親殺し）も行うが、次第に使われることに嫌気が差すようになり、巌見恒雄と菅井の命令で捕らえた笠原清美を射殺しようとした際には彼女のために自らの命を投げ打った染谷の行動に同情して敢えて空砲で彼女を助け、清美が殺されたと誤認させて彼女を密かに匿う。その後最終決戦ではその真実を明かすことなく、大勢の手下と共に桐生や南雲を相手に戦うも激闘の末に敗北する。事件後は清美を解放し、さらには恒雄の逮捕されたが、兵三の殺害（嘱託殺人）で逮捕されることなく、陽銘連合会の二代目会長に就任する。

#### 舛添組
舛添 耕治（ますぞえ こうじ）
声 - 高木渉
『6』に登場した陽銘連合会直系舛添組組長だが、実は祭汪会の構成員である。極道然とした厳めしい容姿と粗暴な振る舞いをしており、カタギだけでなく部下からも恐れられている。戦闘では中国武術らしき技を駆使する他、必ず部下を連れて対峙し部下を巻き込んでの攻撃や倒れた部下に発破を掛けて起こすことで戦線復帰させるといった戦法を取る。達川と同様に黒孩子だった時に祭汪会に救われており、構成員となった後はロウの密命を受けて彼の息子である宇佐美勇太を幼少の頃から監視し続けて彼が陽銘連合会に所属した時には自身も達川と共に監視のために陽銘連合会に入るが後に澤村遥が勇太の子供を妊娠したことを知るとロウの命を受けて出産を阻止するために達川と共に遥に対して子供を墜ろすように迫る。その後は広瀬によって遥が匿われてしまったために取り逃がしてしまい、後に遥がハルトを出産したことを知ると遥を取り逃がしてしまったこともあってそれをロウに報告することもできず結局は隠し通そうとしたがロウのもう一人の息子であるジミー・ロウが殺されたことをきっかけに祭汪会が勇太の身辺を探るようになってしまい、それによって「いつか事実を知られるのではないか」と焦るようになる。その後はいざこざの末に己の身分を桐生たちに明かした以降は祭汪会の構成員として行動するが後に遥の件もあって裏切ろうとした達川が祭汪会に全てを露見された後で粛清された様をエドから直接聞かされてそれにより「いつかは自分も達川の二の舞になるかもしれない」と怖気づき、広瀬に対して「会長に自分を匿ってもらえるように口利きする」という条件で桐生たちに全てを明かす。その後ジングォン派の構成員が襲撃してきたことでその場から逃げ出すが、襲撃前に桐生らの前で全てを明かしたことで用済みとなり最後は海岸まで逃げたところで広瀬によって射殺された。

#### 広瀬一家
『6』に登場した、広瀬徹が仕切る舛添組系の末端である四次組織。尾道仁涯町の寂れたスナック街を縄張りとしている構成人数5人ほどの弱小組織だが、組織内の規律のようなものは一切なく組員たちはいずれも家族のように接し合っており、信頼関係は厚い。
『8』では桐生のエンディングノートとして登場。伊達や松永や田頭の口頭説明となるが、広瀬一家は広島での抗争後、政治的な力と広瀬徹の功績もあり、四次団体から本家直系に格上げされ広島でも名の通った組となっており、田頭と松永も本家幹部として出世したことが語られた。なお、南雲がカシラと呼ばれていることから、広瀬亡き後、広瀬一家総長は空席のままとなっている様子だが、正式な組員は若頭の南雲、松永、田頭の3名のみで南雲が中心となって活動を継続している。なお、『6』で桐生らと存在を明らかにした超大和型戦艦は未だ現存している描写がある。
南雲 剛（なぐも つよし）
演 - 宮迫博之
広瀬一家若頭。良くも悪くも感情豊かな義理人情に篤い性格で、ヤクザでありながら惚れた弱みで笠原清美からみかじめを取らないなど実利よりも情を優先しがちな面がある。また清美を助けに行く際に正体がバレないように被った覆面をうっかり脱いで正体を晒してしまったり、神室町を訪れた時には桐生たちの目を盗んでこっそりソープに行くなどの粗忽な部分が目立つため一家の若衆から極道としてはあまり尊敬こそされていないが根底では彼らのことを大切に思っており、その憎めない人柄も相まって友人としては慕われている。若頭という肩書きに恥じぬ強さも秘めており、東城会やジングォン派、祭汪会といった名だたる極道やマフィアの構成員を複数人以上同時に相手にして軽く叩きのめしたりと確かな喧嘩の実力も持っている。戦闘では右の拳骨を高く掲げた構えを取り、大振りながらも勢いを乗せた打撃、とりわけ頭突きを得意としておりドロップキックやフライングクロスチョップといったプロレス技も繰り出す。当初は広島を訪れた桐生を恋敵であると決めつけて一方的に目の敵にし、街中や草野球の試合などの事ある毎に突っかかっていたが清美の店からみかじめを取らない一件で舛添から責め立てられた際に連れ去られて暴行を受けていたところを桐生に救われ、その際にどれだけ痛めつけられようともシノギよりも清美を守るという信念を曲げなかった姿を見た桐生からその侠気を認められ、自身も考えを改めて桐生を兄貴と呼び慕うようになる。その後は遥の事故の真相を追うために桐生と行動を共にして桐生の片腕としてジングォン派や祭汪会、小清水や菅井といった強敵を相手に奮闘し、終盤には桐生からも「兄弟」として認められる。事件終結後は広瀬一家の建て直しに奔走する一方で清美の元夫の染谷から清美と娘のヒロミを託されたことで尾道仁涯町にヒロミを迎え入れて二人を守っていくことを誓う。
『8』では、松永や田頭の口頭説明のみで登場はしてないが、広瀬亡き後の一家を若頭として組織を切り盛りしており、2人に任せて自身は尾道に残っていることが明かされている。
宇佐美 勇太（うさみ ゆうた）
演 - 藤原竜也
広瀬一家若衆。当初の桐生やハン・ジュンギ、ビッグ・ロウといった敵視した人間には向こう見ずに突っかかっていくなど少々血の気が多く、無鉄砲な性格であるが一方では桐生とのいざこざから野球の試合に遅れそうになった南雲を咎めようとしたり過去には広島を訪れた遥を守るために彼女に付け狙うルポライターを撃退したりと真面目さや優しさも持ち合わせている。幼馴染の達川に誘われるまま何となくヤクザになり、遥や桐生と出会うまでは夢も持てず広瀬一家のみがまともな居場所だった。戦闘ではバックハンドブローや回し蹴りなど回転の勢いを利用した強力なラッシュを繰り出し、桐生のラッシュを振り払うほどの威力を持つ。桐生が広島を訪れた時には南雲に付き合わされる形で度々対峙していたが、いざこざを経て南雲と同様に彼を兄貴と呼ぶようになる。遥の事故の真相を追う桐生と行動を共にするが、後に自身がビッグ・ロウの息子（同時にジミー・ロウの弟）でハルトが自身と遥との間にできた子であること、自身の血筋が原因でハルトが狙われていることが判明し、遥やハルトを守るために祭汪会の本部に火を放ってビッグ・ロウを道連れに死のうとしたところを助けに入った桐生に親子共々助けられる。その後父親と和解には至らなかったが、自身を取り巻く環境の全てを受け入れ桐生や広瀬一家の仲間と共にハルトを巡る事件に終止符を打ち、事件後は広瀬一家をやめ、沖縄に移住しアサガオで遥やハルトと共に暮らす。
『8』では桐生のエンディングノートとして登場。ただし当人の姿はなく、田頭の「勇太は沖縄で幸せにやっている」と語られたのみ。
松永 孝明（まつなが たかあき）
声 - ドロンズ石本
広瀬一家若衆で、勇太や直人の兄貴分。見た目の厳つさに似合わず、勇太がハルトの父親であることが発覚した際に場の空気を読まずに不謹慎な失言をして南雲に殴られるなどのマイペースな性格だが、極道として筋を通す信念と男気を持っており、弟分たちからは慕われている。また、店に戦艦大和の模型を飾るほどの模型や船が好きだったりブス専という一面を持つが、それが災いしてシノギとして店長を任されている「モレノ」というスナックでは従業員は順子という不細工な女性一人のみで、客足はあまり良くない。戦闘では背筋を伸ばしたガードの低い構えから肘打ちや膝蹴りを中心とした近い間合いでの攻撃を仕掛けてくる。当初は桐生を目の敵にし、南雲が彼を兄貴と呼び慕うようになっても尚も桐生を認められずにいたが小清水に捕まった際に助けられ、さらには桐生の素性を初めて知ったことで彼を兄貴として認めるようになる。その後南雲や勇太、田頭と同様に桐生と行動を共にし、時には共闘したりと彼に協力し続けて最終決戦にも参戦する。
『8』では桐生のエンディングノートとして登場。星龍会が進めている第二次大解散の会合に招かれる形で、星龍会の視察を兼ねて田頭と共に横浜・伊勢佐木異人町にやってきた。しかし、招きに応じたとは言えゲスト扱いされることもなく、飲みに行った店ではキャストを当てが得てもらえず、挙句には威勢の良いのは広島弁だけ、田舎モンは帰れと言われた事でブチギレ、ケンカ沙汰寸前のところで桐生が割って入ったが、予想外の行動に伊達は「キ、キリュ」まで言いかけたところで「鬼龍院」と逸らした。桐生も「伊達の後輩・鬼龍院」として立ち振る舞い撃退。その後は、スナック街のハーバー・ライトで4人で飲み直した。松永・田頭と会う前、自身のせいで小さいながらも慎ましくやっていた広瀬一家に転がり込んだことで、広瀬徹を死なせてしまった事、騒動に巻き込んだ上、自身は尻拭いもせず、抗争で死んだことになってしまった事で煙たがられると危惧していた。確かに桐生の死によって、様々なことがうやむやになったまま、警察も事の全てを桐生一馬の死で分からずじまいという事でそれ以上の捜査はせず、大道寺一派も命拾いしたが、逆にそれがきっかけで陽銘連合会上層部から目を掛けてもらえる存在になり、直系に格上げされた事で、田頭と共に本家幹部に格上げされた。結果的に桐生と出会えた事で自身たちにとっても広瀬一家にとっても良い方向に向いたと聞き安心した。しかし、一方で広島抗争での桐生との戦いから極道としての血が滾った感触が忘れられず虚しさを感じているとも語った。ちなみに本家幹部としての立ち位置で広島代表として懇願されて来たことから、かなり上層部の幹部とも言える。
田頭 直人（たがしら なおと）
声 - 細谷佳正
広瀬一家若衆。若頭の南雲よりシノギに真摯な松永を慕っており、天然ボケ気味な松永を支えるために頻繁に行動を共にしている。また一家の構成員としては唯一ネットやSNSに通じており、博識かつ気の回る性格をしている。戦闘では柔道のように襟を守る構えを取り、大振りなパンチや足払い、巴投げといった技を用いる。桐生と協力関係を築いてからはその博識ぶりをいかんなく発揮してナビゲーターのような活躍をしたり、桐生と行動を共にするようにもなって度々共闘する。
『8』では桐生のエンディングノートとして登場。松永と共に本家幹部として昇進し、星龍会が進めている第二次大解散の会合に招かれる形で、星龍会の視察を兼ねて松永と共に横浜・伊勢佐木異人町にやってきた。キャバクラでの星龍会構成員との争い後、伊達や桐生らとスナック街のハーバー・ライトで4人で飲み直した際に、広島での抗争後の一連を話した。田頭の話から、本家直系に格上げされても、広瀬一家の正式な組員は南雲、松永、田頭の３人のみ。宇佐美は沖縄で幸せに暮らしていると語られた。陽銘連合会の力は衰えておらず、星龍会の誘いには乗らずに広島で一本独鈷でやっていくと決意し、横浜でヤクザ顔負けの刑事と桐生に劣らない男と出会えたことを土産話に、松永と共に広島へ帰って行った。

### 横浜星龍会
『7』に登場する東城会にも近江連合にも属することなく、横浜・伊勢佐木異人町に存在する唯一の極道組織。同じく異人町を拠点とする中国マフィア・横浜流氓、韓国マフィア・コミジュルと共に「異人三」と呼ばれている組織の一つでもある。戦後間もない頃、異人町の闇市の仕切りがきっかけで興った組織であり、異人三の中でも一番の古参組織となる。『8』では解散した東城会、近江連合の元組員らを取り込んで勢力を大幅に拡大化。東城会本部跡地を購入して、横浜星龍会東京支部にしている。
星野 龍平（ほしの りゅうへい）
声 - 金尾哲夫
横浜星龍会会長。義理人情やメンツを重視しており、昔気質の任侠道をひたすらに貫いている。初代星龍会幹部だった頃に次期組長に座るだろうという先代からの命により偽札運搬の失態を犯した荒川真澄の父親である荒川斗司雄を射殺したが、一人息子だった荒川真澄のその後を気に掛けた。その後、機を見ては横浜で父の仇を調査していた荒川についに突き止められ、平安樓で会食に招待されたことで覚悟を決めて暗殺の経緯と偽札ビジネスについて洗いざらい荒川に話したが、荒川は自身を殺すことなく立ち去ったことで命拾いし、荒川に対しての恩義を示すため1984年に裏面が刷られていない特注の偽札に「恩威並行を忘れず」と記して荒川組を立ち上げたばかりの荒川の元に届けた。当初は春日たちに対してあまり良くは思ってはいなかったが、春日が持っていた偽札と春日の育ての親が荒川真澄だと知ると、春日が「荒川真澄の身内の人間」であってよほどの事態が起きているという荒川からのメッセージだと悟り、春日が異人町に来たことと出会ったことは偶然ではなく必然だとも語った。その後横浜中華街・平安樓本店での異人三トップとの会合で春日たちに対して「横浜流氓の刺客より先にナンバを捕まえろ」と進言したり、青木の計画を阻止しようと春日に神奈川2区からの衆議院議員選挙立候補を促したり、荒川真澄殺害の報復を考える春日に対して武器や構成員の派遣を進言するなどその後の春日たちに助言や手助けをするようになったが、春日たちのそれまでの行動に憤りを覚えた青木の命令で、星龍会本部に近江連合構成員らと共に襲撃に乗り込んできた沢城丈に射殺されたとされるが、『8』では別のヒットマンだと明かされた。
高部 守（たかべ まもる）
声 - 遠藤大智
横浜星龍会本家若頭。眼鏡でオールバックの髪型に黒い革製手袋（かつて戸塚に指を詰めさせられたため）をしており、一見冷静な雰囲気を漂わせるが戸塚の不正による「陽だまりの城」閉鎖時に菜乃葉の父の次の入居先が見つかるまで無料で入居させる判断をしたり、横浜流氓参謀・馬淵の陰謀により星龍会構成員が銃殺されたことに怒り震えて敵討ちのために会長の了解も取らずに独断で星龍会構成員らと共にトラックで横浜流氓アジトへ向かうなど生真面目で熱い一面も持っており、故に星龍会内部の反発沈静化の際に春日からは「あの人が星野会長の側にいれば安心だ」と一目置かれている。また介護施設「陽だまりの城」総支配人を務めており、戸塚とは兄弟分という関係にある。戦闘では日本刀を使用し、組員を回復させる戦法も取る。横浜流氓アジトに乗り込んだ際に馬淵の罠に嵌まり、抗争を起こそうとしているのを止めに入った春日たちと戦う事になるも敗れ、馬淵の証拠を持ってくるよう言い寄られた横浜流氓総帥である趙の判断で預かりの身となる。その後は馬淵のクーデターにより解放されたが、星龍会内部でも反発が起きたため沈静化に奮闘した。その後星野会長殺害のため本部に乗り込んできた沢城や近江連合構成員らの襲撃に遭い、撃たれて重傷を負うが殺害されそうになる星野を気遣って春日たちに託した。またそれ以降も春日たちに情報や助言を与えたり、春日が選挙に出馬することになった際は選挙カーとして使えるワゴンや拡声器を自ら調達してきて運んできたりと春日たちを支えるようになった。
『8』では横浜星龍会会長に就任している。2021年に組員の拳銃所持の使用者責任で逮捕されて以降、刑務所に収監されている。近江連合・東城会の大解散後、星龍会でも多くの組員が足を洗うことを望み高部もそれらの希望を積極的に受け入れたが、元暴５年条項により社会復帰は難しいとされたため、星龍会フロント企業の名目でごみ処理施設を開設し、元ヤクザ達の職場として提供している。行き場を無くした元極道たちのため、まずは安定した職場を確保することで社会復帰の足掛かりとし、改めて地方組織も一つとなって解散を行う「第二次大解散」を目指して動いていた。しかし、海老名の策略により刑務所内で刺され、意識不明の重体となる。以後生死不明。
戸塚 大和（とつか やまと）
声 - 高岡瓶々
横浜星龍会本家本部長兼直系龍戸睦会会長で、介護施設「陽だまりの城」の理事長。「陽だまりの城」のシノギ自体は星野会長も知るところの星龍会の立派なシノギだが、裏で星野や高部に無断でエクセレントコースに入居している老人たちの家族に、難しい手術だと触れ込み実態を伏せたまま高額な手術費を騙し取った挙げ句、最上階のエクセレントルームで薬を投与して安楽死させた上に死亡届は出さずに年金や医療保険を騙し取る形で不正受給ビジネスを行っていた。菜乃葉が同様の手口で騙され支払いに苦悩していたことから、乙姫ランド店員である菜乃葉の裏引き疑惑を探っていた春日らにより不正ビジネスを知られ、それを暴露されたことで星野と高部にも知られてしまう。その後は「世界が受けない仕事を請け負っており、家族や本人が安楽死を望んでるのならそれも止む得ないこと」と嘯いて言い放ったが、結局は本部に乗り込まれた失態など含めて星野や高部の怒りを買い、高部に「二度と敷居を跨げないよう」と絶縁を示唆され躾と称して連れて行かれた。その後春日たちに復讐しようと探していた際に出入りしているスナック街での目撃情報を頼りに浜子に言い寄っていた所で遭遇し、仲間らと共に春日たちを襲撃したがまとめて返り討ちにされた。
海老名 正孝（えびな まさたか）
演 - 長谷川博己
『8』に登場する横浜星龍会本家若頭で元警察庁のエリート官僚。刺青は無間地獄の獄卒。母は氷川興産組長の娘・氷川百合子、父親は氷川組長の意向で百合子と一緒になるはずだった荒川真澄。中学生の頃までは氷川性を名乗っていたが、母親が亡くなった後に養子に出され海老名性に改名。百合子が海老名を身籠っていた頃、祖父である氷川組長が荒川によって殺害され、組も壊滅に追い込まれる。元組長の娘である百合子に目を掛けてくれると思っていた組員たちも他の組に離散し、百合子が妊娠していた事実も荒川は知らされていなかったため、救いの手を差し伸べるものは誰もいない孤独の中で育てられた。百合子が亡くなった事で、祖父に利用され、父に裏切られ、「家族」と言われた組員たちからも見放された母の報いを自分が返すしかないと「ヤクザ絶滅」を心に誓う。
可能ならば１人ずつでも殺していきたい願望を持ちつつも現実的でないと悟り、警察官僚になることで復讐を目指したが、大解散抗争の中で最大の怨敵である荒川が死亡したことで気落ちする日々を過ごした。その後、散り散りになった元ヤクザ達を再び集めて根絶のきっかけにしようと、あえて極道の道に入ることを決意し、近江連合・東城会に次ぐ勢力を持った星龍会の盃を受けた。春日たちと初対面の時点で会長の高部が服役中のため、実質星龍会の舵を取っている。高部が第二次大解散に向けて元ヤクザ達のための職場作りの地盤固めをしている際、ハワイでごみ処理施設を運営しているパレカナの存在を知り代表のブライスと接触。ノウハウを学び、横浜流氓が使用していた倉庫を買い取り星龍会のシノギにした。会長の高部に代わり実質的な組の舵取りを担い第二次大解散を推し進める中で、自身の知名度の低さも相まって周りに受け入れられ難い事実に直面していた。そんな時、自身と同じくヤクザに翻弄され、復讐の思いを抱いていた三田村と出会い、星野が沢城ではなく荒川真斗が放った別の殺し屋によって殺害された事を知る。大解散による抗争で一躍名が知れた沢城を利用するべく沢城の星野殺害の濡れ衣を晴らしたことで出所させることに成功、星龍会へと招き入れパートナーとした。またシノギの一件以来、ブライスとはビジネスパートナーとしての親睦を深めて行った。
大解散であぶれた元ヤクザ達を一時しのぎとして組員に迎え入れ、星龍会の勢力を拡大させたほか、廃墟となっていた元東城会本部を買い取り星龍会東京支部とした。桐生たちと面会した所を隠し撮りしており、告発系動画「多々良チャンネル」を通して、その時の様子や春日に密かに近づいていた三田村が撮影していた、ハワイで桐生と春日が会った場面など、桐生生存の決定的な証拠と「東城会再結成を目指している」と言う偽情報を流すことによって世論の目を引き、同時に自分たちが推し進めている第二次大解散の正統性を主張した。また、密かに手下に高部を襲撃させて実質的な星龍会トップの地位を手にすると、第二次大解散の手始めとしてハワイの核廃棄物処理場にて元ヤクザ達の再雇用の確保を主張し、星龍会解散を宣言。同時にNPO法人ブリーチジャパン再結成を大々的に発表した。ブライスが裏で核廃棄処理を請け負っていることを三田村を通して知り、誰もが処理を受けたがらない核廃棄物処理、それらを運搬する不二宮海運、核廃棄物処理場にて元ヤクザ再雇用と自身が目指すヤクザ完全撲滅を実現させる地盤が整いつつあった。その手始めに沢城を暴行し瀕死の重傷を負わせ、用済みとなった楢崎を刺殺し、東城会本部に放火。その後、ミレニアムタワーに桐生たちをおびき出した。
一連の真相を全てさらけ出し、桐生たちとの死闘の末に敗北。倒れ込んだ後、「自分がやってきたことは国の権力者達が望んだことでもあり、元ヤクザを再利用するという未来に変わりはない。自分をここで殺すか殺さないかをこの場で決断しなければ、『ヤクザ再利用』か『ヤクザ完全撲滅』かという光と闇の狭間にある状況に変化はない」と説いた。しかし、自身の思いを全て知った上で桐生から「どんなクズでも生きる事でしかやり直す方法はない。白でも黒でもない灰色の道を行くことで、生きて罪を償うチャンスをくれてやって欲しい。そのためには元ヤクザを殺さず、自分も死なずに罪を償って欲しい」との懇願と心からの謝罪を聞き入れた。
春日とは異母兄弟に当たり、堂島大吾たちの調べにより春日と同い歳であることが判明しているが、どちらが兄か弟かについての真相は語られていない。ただし海老名が語った、「荒川が氷川興産襲撃時に妊娠していた」との事から、海老名の方が若干、春日よりも後に生を受けたと推測される。
会田（あいだ）、笠山（かさやま）、菊川（きくがわ）
横浜星龍会の組員で戸塚の手下。三人揃えば無敵と自称している。特に笠山はナンバと足立を窓から中庭を挟んだ向こうの建物まで投げ飛ばすほどの膂力を持つ。戦闘では会田はスタンガン、笠山は徒手空拳、菊川は日本刀を用いる。本部に乗り込んできた春日たちを戸塚の指示で始末しようと、それぞれ手下を率いて(笠山のみ単独)戦う。後に会長室前に集結し再度対決するが敗れた。
楢崎 雅史（ならさき まさふみ）
声 - 平林 剛
『8』に登場した横浜星龍会若頭補佐。会長の高部の不在により実質的に組の舵取りをしている海老名の側近。ガタイが良く、重量のあるガトリングガンを軽々と扱うなど怪力で戦闘では身の丈以上の大太刀を振るう。元東城会本部にて海老名に会いに来た桐生たちの案内を請け負うが、断られた。当初は穏やかな丁寧語で桐生たちと接するが、ケンカ腰に近い挑発するかのような発言をし桐生の癇に障る。その後「多々良チャンネル」により桐生生存と東城会復興の偽情報が流され、真相を探るべく桐生たちが再び元東城会本部を訪れた際に、「東城会復活を企てる桐生」と組員たちを煽り襲わせた。本部内に入ってきたところで桐生たちと直接対峙したが、撃退された。星龍会解散とNPO法人ブリーチジャパン移行の発表直後、海老名に半ば腹いせのような形で刺殺され、遺体は東城会本部と共に燃やされた。

### 横浜樋渡会
『8』に登場する横浜・伊勢佐木異人町を拠点にしていた極道組織。近江連合・東城会大解散に伴い2023年11月に解散した。室井興産と言う廃品回収を担うフロント企業も持っていた。
佐々木 真哉（ささき しんや）
元構成員でフロント企業の室井興産に勤めていた。樋渡会の解散により室井興産も倒産。失職したことに伴い、職を探してハローワークみさきを訪れ春日が対応した。裏で金を渡せば元極道に仕事を回してくれるという噂を聞きつけ訪れたが門前払いされた。仕事終わりの春日を待ち伏せし、改めて懇願したが、根も葉もない噂だと一蹴された挙句、一方的に金を押し付けて強引に迫った。しかし、近江連合・東城会の大解散により、元暴５年条項に苦しめられながらも必死に社会復帰を目指している連中もいる中で金で解決しようとする姿を咎められ襲撃に出たが返り討ちにされた。渡した金が風に吹かれ川に落ちたが躊躇なく春日が飛び込み拾い上げた。若干、グレーに近いが元ヤクザに仕事を回しているのは事実だと認めるも、過去にスマホを代替え契約した際に渡された代金であり、それが捻じ曲がって流された噂に過ぎなかったと判明した。その上で必死に金を集める春日の姿を見て自分の甘さと情けなさを知り改心。改めて春日に職の斡旋を懇願し快諾された。翌日、髪型も服装も一新に改め、「賞罰」として前科も記載した履歴書を手に再びみさきを訪れた。たとえ前科を隠して仕事を得たとしても、いずれバレたら周りに迷惑をかけるかもしれないと嘘偽りのない理由を聞かされ、春日も称賛。足立調査代行の万引き調査を進められた。前科で窃盗をやっていた経験から万引きに関する高い知識とスキルを持っており、足立の依頼した仕事を見事やり遂げ、即戦力になると正式採用が決まった。さらに、施設警備業務検定の資格習得まで薦めてくる春日に感謝し、真っ当に生きるためのスタートを切る。しかし一年後、多々良チャンネルにより春日の裏ハロワのガセ動画が流されてしまい、それによって足立の会社が銀行からの融資を打ち切られ廃業となり、職を失ってしまう。そんな時、横浜星龍会が元極道の受け皿にっていると聞きつけ、盃をもらうつもりで門をくぐる。そんな佐々木を心配して春日達が探しに来るが、星龍会のフロント企業が行う廃棄物処理の仕事に勤しんでいた。

## 海外組織

### 蛇華
『1』から登場した中国に本部を置いて横浜を取り仕切っている中国系マフィア組織。『3』で劉の死により日本支部はほぼ壊滅したが、『4』ではその残党が活動していることが判明し、『6』では再進出をしていることも明らかになるが、新たに日本に進出してきた同じ中国マフィアの祭汪会の勢いに飲まれたために以前に比べると遥かに弱体化している。過去には、『7』で登場する、同じ勢力を持つ中国マフィア「横浜流氓」と横浜中華街の覇権争いをしていたことが語られている。
劉 家龍（ラウ・カーロン）
声 - 龍澤慎一（『1』『3』）、森川竜太（『極』）、後藤ヒロキ（『ONLINE』）
蛇華の日本支部総統で、中華料理屋「翠蓮楼」のオーナー。48歳。中国武術の達人であり、戦闘では素手の格闘に加えて大刀や柳葉刀の二刀流、鏢や鉄の鉤爪といった多彩な武器を使いこなす。1993年には偽造パスポートの代金値下げのために桐生に薬入りの祝杯を飲ませて威嚇のために凄惨な拷問にかけた上でなぶり殺しにしようとしたが、風間が単身で救出しに来たために失敗に終わる。その後2005年には100億円を手に入れるために嶋野と組むが100億を入手した際の取り分が予想未満だったことに腹を立てて遥を神室町のギャングを利用して捕らえ、さらには手に入れたペンダントを「ケチな男」の嶋野ではなく錦山に売る。その後は遥を使って神宮を強請ることで大金を入手しようと画策するが、遥を救出しに乗り込んできた桐生に倒される。
『3』では51歳。浜崎と協力しており、部下と共に神室町へ侵攻して力也を拉致することで桐生を誘き寄せたが桐生との戦いに敗北する。その後部下に命じて力也を殺そうとするも風間譲二に襲撃されて失敗し、最後は自身も頭を撃たれて死亡した。
『ONLINE』では過去のエピソードで登場し、100億円事件の終結直後に蛇華本部から100億円入手に失敗した責任を追及されて日本支部総統の座を追われる危機に立たされるが、後釜としてやってきたリー・ロンツァンを打倒することで総統の座を守りきると改めて桐生への復讐を誓った。
『7』『８』に登場する「周家龍（チャウ・カーロン）」とは容姿が酷似しており、作中での描写から同一人物であることが示唆されている（ただし明言はされていない）
イェンロン
『2』のサブストーリーに登場した蛇華の構成員で、白蓮師の元弟子。自身の拳法の腕前はラウ以上と自負している。戦闘では『2』ではラウ、『極2』ではブルース海老沼に似た格闘スタイルで戦う。白蓮師を始末して蓮家拳法（『極2』では劉家拳法）の看板を奪うために刺客を差し向けるがいずれも桐生の介入により失敗し、最終的には自ら白蓮師の元へ赴き、桐生の素性を暴露した上で襲い掛かるも返り討ちにされる。その後、二度と白蓮師には関わないことを誓って退却した。
孫（ソン）
『6』のサブストーリーに登場した覆面で顔を隠した蛇華の構成員。名を挙げてラウ亡き後の蛇華日本支部を牛耳ることを目論むなど野心を持つ反面、相手の力量を把握せず周りの状況を確認しないなどといった分析力の低さと視野の狭い一面が目立ち、その見通しの甘さを桐生から「小利口なだけの小者」と酷評された。戦闘ではブルース海老沼に似た格闘スタイルで戦う。神室町でモニタージャックや爆破テロといった祭汪会に対するプロパガンダを引き起こした後は桐生を誘き出し、本国から呼び寄せた精鋭部隊と共に桐生に襲い掛かるもまとめて返り討ちにされる。その後、自分に止めを刺さない桐生に対し負け惜しみを吐くも、直後に組織への裏切りが露見してしまい、今まで見下していた姜から制裁を受けることに絶望した。
姜（ジャン）
『6』のサブストーリーに登場した黄色いジャージを着た蛇華の構成員で、孫の部下。孫からは「ボンクラ」と見下されている。戦闘では李に似た格闘スタイルで戦う。孫の命令で爆破テロを引き起こすもその様子を住人に目撃されて目撃情報から自身の居場所を突き止められた桐生に対し口封じを行うも失敗し、逃げ出したところを追い詰められる。その後桐生に自分たちの現状と爆破テロを起こした理由を吐露したが、桐生に「祭汪会に手を出すのはやめておけ」と諭される。その後は桐生に勝つことはできないと悟り、祭汪会から手を引くことを考えたために組織の裏切り者として孫に殺されそうになるが、桐生に助けられる。その後去って行く桐生に対し、「神室町に桐生がいる限り祭汪会もいずれ手を引かされる。だから我々もその時までは引きさがってやる」と言い残した。

### 真拳（ジングォン）派
『2』に登場した、1980年代当時に神室町で大きな勢力を誇っていた韓国マフィア。その時期に敵対していた東城会系の中堅であった堂島組に壊滅させられたが、後に組織の実態を掴みかねていた警察が街の治安回復のために堂島組の襲撃を事実上黙認して壊滅を任せた形を取ったことが別所によって明かされている。日本にいた36人のうちの金大津、池頻敏、朴会宗の三人は生き残っており、大津と頻敏は後々に復讐活動を行うが、最終的には生き残りおよび本国の構成員のほとんどが桐生や狭山らの活躍で倒された。『6』では新たなボスとなったハン・ジュンギの辣腕と巌見造船からの支援によって組織を再興させると同時に全盛期に近い勢力まで巻き返しに成功しており、神室町に再進出していたが、後に全戦力を投入する形で向かった尾道で桐生や広瀬一家との抗争に敗れ、最終的にはハンの死によって日本国内の勢力は完全に壊滅した。『7』では、数々の抗争・壊滅で生き残った残党「はぐれジングォン派」が、横浜･伊勢佐木異人町に流れ着き、そこで横浜星龍会や横浜流氓と渡り合うために、新たな組織「コミジュル」を結成している。『ONLINE』では第二部のメインストーリーに登場し、組織再結成の鍵となる龍司に目を付けるが、その途中から鷹山に鞍替えして近江連合を乗っ取る計画を立てるも最終的には失敗した。
ボス
回想に登場。1980年当時の神室町における真拳派のボスで、鄭秀淵の夫であり、郷田龍司の実父でもある。東城会の組員などを殺したために真拳派の始末を命じられた風間と嶋野を相手に戦い、直後に抹殺を拒んだ風間から和解を申し出されるも風間が危機に瀕したと思い込んだ桐生が乱入し、桐生に銃を向けた瞬間に風間に撃たれる。その後この一連の出来事を風間の謀略と信じたまま直後に駆けつけた瓦に子供を頼むと告げて息絶えた。
津村（つむら）
真拳派の構成員。津村という名字は日本名で、本名は不明である。戦闘では『2』ではムエタイ、『極2』では李に似た格闘スタイルで戦う。利害の一致により手を組んだ郷田龍司の命で風間組事務所爆破を請け負い、また花屋のアジトに潜り込んでスパイとして暗躍し、倉橋が花屋のアジトに乗り込んだ時には桐生に発砲しようとしたが薫に阻止されて手を撃たれる。その後は寺田と共に現れて桐生を亡き者にせんと襲い掛かるも敗れた。
康 珍羽（ガン・ジンウ）
声 - 桐本琢也
真拳派の構成員。整形手術によって一輝と入れ替わり、ユウヤをも欺く。その後桐生や伊達、瓦を誘き寄せ、さらには監禁していた一輝を含めた4人を殺し合いに見せかけて始末しようと目論んだところを直接対面した瓦に見抜かれ、それでも瓦と一輝に重傷を負わせるも銃声を聞きつけた薫に撃たれて絶命する。
金（キム）&崔（チェ）
真拳派の構成員の二人。戦闘では連携技を得意とし、金は『2』ではパンチ技を主体とした攻撃、『極2』ではベースタイプの渋澤に似た格闘スタイルで戦い、崔は『2』ではムエタイ、『極2』では久瀬に似た格闘スタイルで戦う。康を助けるために柄本病院に乗り込み、運ばれたのは康ではなく一輝だったことで立ち去ろうとするがその際に止めに入った薫を殴り飛ばしたことで桐生の怒りを買い、二人まとめて叩きのめされる。その後瓦に脅されて自分たちの正体を白状した。
沈（シム）
真拳派の構成員。『極2』にて名前が判明する。村井曰く「本国の精鋭部隊」であり、組織に従順で無関係の人間を躊躇いもなく殺害するなどの冷酷さを持つ。戦闘では『2』では素早い動きと投げナイフを中心とした戦法を使い、『極2』では曹に似たナイフ捌きで戦う。ミレニアムタワー爆破や郷田仁の誘拐に加担しており、組織の掟に背いた村井を始末するために桂馬を襲撃するも桐生と狭山によって叩きのめされ、直後に指輪に仕込まれた毒薬を飲んで自害した。
黒装束の男
真拳派特有の黒装束を身にまとった名もなき真拳派の構成員。戦闘では主に足技が武器で木箱を蹴って飛び道具にしたり、『極2』ではリチャードソンに似た格闘スタイルで戦う他、刃が飛び出す靴を装着したりと多彩な攻撃方法を持つ。構成員の中でもかなりの実力者であり、天野ビルや高速道路（トレーラー上）、神室町ヒルズ（エレベーター内）と各場所の最後の刺客として桐生と戦うがいずれも敗北する。
韓 俊基（ハン・ジュンギ）
声 - 中村悠一、イ・ジウン（『7』の韓国語）
『6』に登場した真拳派の当代のボスで、スターダストの現オーナー。銀色に染めた髪が目立つ整った容姿をしており、普段はスマートな振る舞いを崩さないが時には制裁として部下の顔を熱した網に押し付けて大火傷を負わせたり桐生に自らと戦う気を起こさせるために代理で勝負を仕掛けてきた勇太を半ば見せしめのように甚振り倒すなどマフィアのボスらしい残忍性や嗜虐性を見せるが、勇太を人質に取ろうとした構成員を咎めたり自身を打ち負かした桐生の勝利を称えたりと本人曰く「スポーツマンシップにのっとるのが好き」と称するとおり、何事においても自らの損得にかかわらず公明正大な態度で応じる。
また経営者としての腕もあり、巌見造船を後ろ盾とした豊富な資金力で神室町の風俗店を手当たり次第に買い取った後スターダストを普通のホストクラブの裏で「おさわり系ホストクラブ」を営業する店へと様変わりさせるなどして勢力を拡大させている。戦闘ではもっぱら拳による打撃のみを駆使するボクシングのようなスタイルを取る。亜細亜街の大火事後に巌見恒雄と結託し、前述の資金力を得る代わりとして彼の計画の手助けをしてきたが後に恒雄の命を受けて達川が遥からハルトを奪う場面を見届け、そこで遥の事故を目撃することとなる。その後達川の情報を求めてスターダストを訪れた桐生たちに自分との戦いに勝てば情報を教えると提示し、最初に戦いを挑んできた勇太を叩きのめすが次に戦いを挑んできた桐生に敗れ、直後に達川に関する情報を伝える。その後は恒雄の命令でハルトを奪うために桐生と広瀬一家の前に構成員と共に現れ、自身が桐生の相手を引き受けている間に構成員を使ってハルトを奪うことに成功する。その後造船所で桐生と広瀬一家を待ち受け、自身のところまで辿り着いた桐生に全ての真相を明かして彼と殺し合いをするも激闘の末に敗北する。敗北後はジングォン派の撤退を告げた上で桐生に尾道の秘密に関する情報を伝えるが、最後は密かに桐生の後をつけていた広瀬に口封じのために射殺された。
『7』で登場するキム・ヨンスは身代わりの影武者であり、『6』のハン・ジュンギとは別人である。ただしヨンスの意思もあり、そのことを知る人物は春日らごく僅かである。

#### コミジュル
『7』に登場した韓国系マフィア。その正体は1980年代に壊滅に追いやられた真拳派の残党「はぐれジングォン派」が流れ着いた先の伊勢佐木異人町で、荻久保豊によって居住地と偽札製造の仕事を与えられて出来た組織である。厳密にはコミジュルは組織ではなく異人町のコリアン街一帯を指す語であり、韓国語で「蜘蛛の巣」の意。その名が示す通り蜘蛛の巣のごとく、スナック街エリアからアジトに引き込んだ大量の電線から電力を盗んでいるが行政は彼らに介入出来ない模様。偽札作りの秘密が漏れないよう、異人町の全てを監視するため、町の至る所にカメラを設置し、アジト中心部にあるモニター室で全ての情報を逐一取り入れているため、自家発電だけでは賄いきれず盗電していた。同じ異人三の横浜星龍会や横浜流氓より歴史は浅く、組織規模も大きくはないため、抗争が起きても力で勝つことはできない。そのため一方の組織の人間がもう一方の組織のシマに手出しをすれば、その主犯となった者の個人情報から交友関係まで即座にその情報を調べ上げ、それを敵対組織に渡すことで火種を消し去り新たな火種の抑制にも繋げる、2つの大きな組織の狭間を取り持つ情報機関というバランサー的位置にいる。『8』では、異人三解体後、趙から引き継いだ横浜流氓と共闘する形で活動しており、引き続きソンヒがコミジュルと横浜流氓の総帥を兼務している。伊勢佐木異人町の住人たちと挨拶を交わしたり、街の店で飲食をするなど表の住民たちとも友好的な関係になっている。
ソンヒ
声 - 武田華
「コミジュル」を束ねる女総帥。年齢不明。上下黒革のジャケットとミニスカートに黒革の手袋、胸元が大きく開いた紫柄のキャミソール、蜘蛛の巣を象ったシルバーのネックレスと右手首にブレスレット、ピンヒールの高い黒のパンプスというスタイル。まだ幼少だった1980年代、母親に連れられて横浜・伊勢佐木異人町に流れついた。馬淵が野々宮を殺した証拠を探す春日たちの前に正体を伏して現れ、アジトへと導き一度姿を消した。春日らがコミジュル構成員らを撃退しモニター室まで辿り着くと再び姿を見せ、自分がコミジュル総帥・ソンヒであることを明かした。組織を探っていたナンバを問いただし連れ出そうとするところを春日たちに阻止され、春日たちを捕らえるために構成員に招集を掛けた。しかしハン・ジュンギをはじめとする構成員も突破されてしまい、異人三の均衡崩壊や偽札作りが明るみに出ることを恐れて偽札作りの真実と異人三の均衡の秘密を説くため、春日たちを横浜中華街の「平安樓本店」に招いた。その後、馬淵のクーデターにより偽札作りが明るみとなり、その証拠を押さえるためブリーチジャパンデモ隊に扮した近江連合とナンバによってアジトを襲撃されたが、その際コミジュルの偽札製造設備、および荻久保に繋がる証拠の焼却処分を決断し、趙から知らせを受け駆けつけた春日たちに時間稼ぎをしてくれるよう頭を下げ懇願した。春日たちの協力を得て時間稼ぎは成功し、ハンや構成員らと共に証拠隠滅を遂げる。襲撃沈静後、意気消沈するナンバに対し、弟は生きていることを告げ弟ともども解放した。その後はアジトで捕らえたブリーチジャパン代表・小笠原肇を尋問に掛けるためホームレス街へと連れ出す際、ハンと共に同行した。尋問の最中、星龍会会長・星野からの連絡により趙を助け出すため、春日から共闘を依頼され同行を申し出るが、襲撃で不安に陥った構成員やシステム復旧作業の陣頭指揮を執るってほしいとハンに懇願され思い留まる。代わりとして春日たちに連絡係も兼ねてハンに同行するよう伝えアジトへ戻った。またこの一件で荻久保への義理を果たせたことに対して春日らに感謝の念を抱き、以降は直接あるいはハンを通して敵側の最新情報を伝えるなど協力するようになった。女性でありながら健啖家のようで、趙が作った大量の料理を前にして「ぜんぜん平気」と言うほど。またネズミやゴキブリが苦手で、足立がコミジュル内で見かけたことをハンに伝えたところ「彼女が見つける前に駆除しないと横浜が火の海になってしまう」とジョークを言った。
『8』ではコミジュル総帥 兼 横浜流氓総帥として横浜・伊勢佐木異人町の裏の顔として君臨している。桐生が療養のため、ナンバと共に帰国し春日の自宅に身を寄せていた所に、マッコリを手土産に現れた。堂島の龍という伝説の極道であり、裏社会では自分よりも格上だという事を重んじ、一貫して桐生さんと敬称で呼び一目置いており、組織トップである自分と対等に会話してくれる者がいないため、桐生との会話を内心楽しんでいる。桐生の置かれた現状を知り、コミジュル最大の武器でもある情報を駆使し、戦闘はもちろんの事、桐生にとって必要な情報提供も含め沢城と個別でコンタクトを取ったり、時に悔いの残らないよう出会いや行動にも同行、また趙やハン・ジュンギにも助力要請し仲間に引き入れるなど、常に桐生をサポートしナンバ・紗栄子・趙と共に行動している。同時にハワイでの情報も逐一調べ上げ、ネレ島とハワイ本島を結ぶ荷物輸送船の情報を掴み、情報提供と春日達をサポートするため、ハン・ジュンギをハワイへ行かせるなど、春日達の行動もサポートしている。春日達が帰国し合流したことで一堂に会し、その後は最終決戦に臨むため二手に分かれ、ソンヒは桐生らと共にミレニアムタワーへ向かい、そこで、堂島大吾・真島吾朗・冴島大河とも合流。共に行く手を阻む星龍会構成員達を次々と倒し、海老名との最終決戦に勝利した。桐生からの誘いは一切断らず、むしろ桐生との酒をより美味しいと感じ、共に過ごす時間を最優先したり、桐生の言う事に理解を示すなど、心から敬意をもって接してることが分かる。未だ、コミジュルと横浜流氓の共闘に異を唱える者がおり内紛が起き来つつあった。それはソンヒも承知しており、頭を抱えることになっていたが、ある日、コミジュルの縄張りで放火による火災が発生。表向きには目撃情報はなく犯人が誰なのか見当がついていないとの事だったが、密かにコミジュル上層部の人間より、横浜流氓構成員が犯人だとの報告を受けた。しかしそれに違和感を感じ、すぐにデマ情報だと分かったが、それをデマだともせずソンヒに連絡してきた事を問題視していた。真犯人は前身でもあるジングォン派として東城会との抗争を潜り抜けて来たコミジュル最古参幹部のソハンチョルだと判明。反旗を翻し総帥の座を奪い取るために横浜流氓の店を襲撃したところに手下たちと共に駆け付けたが撃退された。当人も「誇り高かった戦士」と認識し英雄だと一目置いていた存在であったが、抜け殻に成り下がった下衆だと蔑み一人で立ち向かおうとするも、残った部下と称して仮面を被った桐生が現れ反撃し返り討ちにした。桐生は部下の仮面を被ったままその場を後にしたが、何事もなかったようにサバイバーで合流。シラを切る桐生とマスターに乗る形で自身もシラを切り通した。ハン・ジュンギ曰く、日陰者の自分たちは表の世界でやっている春日達と接触してはいけないと思い、酒宴などの誘いも一切断って会おうとはしなかった。平和な異人町に安堵感と同時に空虚感に苛まれながら過ごしていたが、そんな折、密かに動向を追っていた春日達の行動から桐生の帰国を知り、ハン・ジュンギに断りもなく行動を共にしている事で、久々に緊張の最前線に表立って居られることに嬉しさを感じていた。また情報源の一つとしてホームレス村も利用しており、特に村長に対する信用は高く報酬も高く支払うなど一目置いている。
ハン・ジュンギ／キム・ヨンス
声 - 中村悠一
「コミジュル」の参謀で、かつて『6』で登場した韓国系マフィア「真拳（ジングォン）派」のボスであるハン・ジュンギの影武者であった男。33歳。モッズコートにカーゴパンツ、ミリタリーブーツを全て黒で統一した装いとシルバーアッシュに染めた髪が特徴。
冷静沈着に物事を見極めて判断し、感情を表に出すこともほとんど無い。また相手の言動や気持ちに直接反論せず尊重しながら伝え、どんな相手であろうと常に敬語で話すなど紳士的な面も持ち合わせている。敵対者と見なした者には慇懃無礼で皮肉屋な面を露わにするも、反対に味方として信用を置いた者には後述のユーモラスな面や気さくな面を覗かせる。また、ソンヒからは「それは彼次第だ」と判断を委ねられたり、自分の代わりに「頼りになる男だ」と同行させていたりと全幅の信頼を寄せられている。定期的にソンヒと連絡を取り合っているらしく、彼女からの情報を春日たちに伝える役目も担っている。また、本名が「キム・ヨンス」であることが語られている。戦闘では本物のハン・ジュンギ同様、ボクシングを主体としながらもメリケンサックを装着して戦う他、二挺拳銃による射撃や刃物、薬品といった武器を使用した攻撃も駆使する。
1980年代に起こった東城会との抗争に幾度も敗れたことで任務を果たせず本国への帰還も許されず居場所を無くした「はぐれジングォン派」の子として生まれたため、一般の在日コミュニティからも受け入れられず「マフィア崩れの半端者」として父どもども爪弾きにされて酒に逃避した父親からも暴行を受けるなど苦しい少年期を過ごしていた。しかしある日ハンに取り入ろうとした父親の手により眠っている間に「本物のハン・ジュンギ」そっくりに顔を変えられ、「影武者」として立てられてしまう。その後は困惑されながらもハンから影武者として受け入れられ、振る舞いを覚えさせるための一環として常に彼の側に置かれるようになり、「居ることが許される場所」という実感を初めて得ながら、本来は主従関係にありながらも長い時間を経てハンと双子の兄弟のような関係を築き上げた。その後、ジングォン派が広島の極道組織との抗争となった際にはハンと行動を起こし、影武者として神室町の敵対組織に睨みを利かせる役目を担うも、その最中にハンが死亡したことで組織は事実上の壊滅状態になってしまい、ハンの死が露見する前に報復を恐れて僅かに残っていた構成員と共に神室町から逃げ出した。その後は在日コミュニティに駆け込むものの、マフィアの一員であることを理由に拒まれたことで逆上して騒ぎを起こし、通報されて現場に駆けつけた警察官に逮捕されてしまう。しかし、その警察官の正体はコミジュルの構成員であったことから難を逃れる。その後、伊勢佐木異人町に連れてこられた後はソンヒの口から「本物のハン・ジュンギ」が広島の極道組織に雇われた殺し屋に銃殺されたことを聞かされ、さらにはその殺し屋も殺されて仇を討つ機会も無くしたことで抜け殻のように失意の中に陥ってしまう。その際にソンヒから励まされ、いつしか「兄と慕う本物のハン・ジュンギに代わる姉」として忠誠を誓って慕うようになる。その後、馬淵に捕らえられて監禁されていた春日たちを助けるが、後に「お手並み拝見」と称しながら部下に命は取らないように厳命し、春日たちに襲撃を掛けるように命じた。その後はソンヒの命で構成員らと共にナンバを連れ出そうとするも春日たちに阻止された上に返り討ちにされてしまい、それでも逃走したナンバを捕まえるためにコミジュル構成員らに探し出すように命令した。また、馬淵によるクーデターでアジトが襲撃を受けた際は春日たちが時間稼ぎをする間にソンヒと共に証拠隠滅に奔走した。その後、捕らえたブリーチジャパンの代表である小笠原肇を尋問に掛けるためにホームレス街へと連れ出し、ソンヒや春日たちと共に同行した。その後は共闘を願い出た春日の意向を聞かされて共に行動しようとするソンヒに対して不安に駆られる構成員やシステム復旧の陣頭指揮を執るためにアジトに戻って欲しいと懇願して聞き入れられたが、代わりに春日たちと共に行動するようにとの命を受け、それ以降は最後まで春日たちと行動を共にすることになり、彼らのアジトで寝食を共にするまでの仲になる。
また、サブストーリーでは伊勢佐木異人町に来てからジングォン派の残党たちに命を狙われていることをコミジュルの情報網で知ったが、敢えてその誘いに乗るように残党たちの追跡に乗る形で対面し、ボスの名を騙る影武者およびジングォン派を乗っ取るつもりでいると思い込んだ残党たちに襲われたところを春日と共闘して返り討ちにした。その後、散り散りになった残党たちをコミジュルに迎え入れたかったことや居場所が掴めないために向こう側から自分に接触してくるようにするために敢えて今も「ハン・ジュンギ」と名乗り続けていたこと、そして顔も変えずにいたことを打ち明け、最終的には自身の想いを知った残党たちと和解してコミジュルに迎え入れることに成功した。また、一人では太刀打ちするのは困難なために密かに後を付けていた春日に協力を求めたことを機に春日の実力も認めるようになる。
風貌から口調まで本物のハンと瓜二つだが、「体脂肪率5％を維持する」という目標を達成したことを自慢げに語ったり、胡瓜のたたきに合う飲み物としてブランデーを注文した春日を凄まじい剣幕で問い詰めたり、紗栄子のケーキを盗み食いした足立とのやり取りに便乗して「自分にもケーキを奢れ」とボケるなど、本物のハン・ジュンギでは表さなかったようなユーモラスな場面を垣間見せる。
『8』でもコミジュル参謀として登場。伊勢佐木異人町では前作同様の格好だが、ハワイで春日達と合流してからは、「暑苦しそうで目立つ」とのことから、上着は脱いで黒のTシャツになっている。先に桐生と合流したソンヒからの連絡を受け、趙と共にサバイバーで桐生・ナンバ・紗栄子・ソンヒと合流。使用者責任の罪で逮捕されている高部が海老名の策略ではないかと推測した上で、真意を確かめる為、星龍会倉庫へ向かおうとする桐生達に趙が同行しようとするも、組織トップのソンヒと趙が軽はずみに行動すると下の者に顔向けできないと阻止したが呆気なく返され、盛り上がる他の連中を横目で呆れる視線を送った。その間、ソンヒは密かに春日達の動向を探るよう命を下しており、ブライスのアジトであるネレ島の所在と物資輸送船の存在情報を掴む。それらを手土産に春日達をサポートするよう言われ、単身、ハワイへ渡り、春日達と合流。共にバラクーダ構成員やドワイトとの襲撃を交わしラニの移送を阻止した。ラニを奪還後、山井と茜と合流。山井の助力により、茜とラニを引き連れ春日達と共に日本へ帰国し、伊勢佐木異人町のホームレス村で桐生達と再び合流した。最終決戦に臨む為、二手に分かれることになり、春日・足立・トミザワ・千歳と共に再びハワイへ渡り、ネレ島に上陸。核廃棄物が保管されている地下までブライスを追い詰めた。真相を明かしてもなお、「ネレ神」を引き合いに悪あがきする姿に「これ以上話しても無駄。ぶん殴って黙らせましょう」と珍しく憤りの感情を露にし、春日達と共に返り討ちにした。コミジュル情報網の広さを改めて感心した春日。かつて神室町を追われた元ジングォン派は伊勢佐木異人町だけではなく、世界中に散り散りになっており、特にハワイには能力が高く地域情報に長けた元ジングォン派が多く存在し、彼らよりもたらされた。自分は日陰者であるという意識が高く、春日達の行動に迷惑にならぬよう一定の距離を取って行動していたが、それについては春日も察知していた。しかし、平和な日々の中で空虚感を感じることも多かったが、今回の事が発端で春日達と久々に接することが出来た事に嬉しさも感じていた。と同時に、桐生が異人町に現れたことで自身と同じ境遇だったソンヒが久々の緊張の最前線にいて生き生きしている姿を垣間見ることが出来、嬉しさ半面、軽率な行動に出ている事に嫌悪感も感じている。普段、ソンヒに対して否定的な言動や姿勢を見せない事から、春日から珍しがられるが、異人町から遠方でハワイの広大な環境で感じる解放感から思わず口に出てしまったと語った。春日のプロポーズ失敗まで知っており、情報を共有しているソンヒや趙も知っていたことに春日は愕然とする。ソンヒが桐生の行動に付き添っている上、自身もハワイへ発たなければならず、2人不在のコミジュル・横浜流氓の組織運営を、自身とソンヒが期待を寄せて目を掛けていたヨナに任せハワイへ来た。しかし、些細な判断も出来ず頻繁に連絡して来る上、責任放棄してハワイまて追ってきたヨナを渋々迎えに行くが、ビーチ付近でチンピラに絡まれていた。が、ハン・ジュンギの気を引こうと自作自演しているのが見え見えで呆れてしゃがみ込んだが、真意を知らない春日が息巻いて助け出そうと渋々手を貸し撃退。ハワイへ行くと一方的に連絡しただけでヨナを置いて旅立ってしまった事を咎め泣きつかれてしまったが、無断で持ち場を離れてしまった責任を追及。しかし、自身もハンからされた事をそのまま部下にしてきたと追及された上、実は自分もソンヒに無断でハワイに来ていたことを暴露されてしまい言い返せなくなってしまった。春日に「さすがにヤバいだろ」と追及されたが、「ヤバくなんてありませんもん!!」と動揺を隠せなかった。ソンヒと趙も自分の断りなく桐生に同行しており、一切を任されている自身の一存も筋が通ると言い張った。何より、ハワイへ来た本当の理由は組織運営という地味な仕事を押し付けられたのは不公平と感じ事であった。ヨナを10年早いと苦し紛れに叱責したが、直後にヨナを追ってギフンさえもハワイへ来たと知り、呆れ果ててギフンと共に2人を日本へ返しソンヒに連絡。しかし、ソンヒは既に全てを承知しており、既に構成員達には表向きにはソンヒの命令という事にしているので、ハワイでの活動遂行に専念するようクギを打たれたが、改めて「女王・ソンヒ」の凄さを噛み締めていた。一連の事で春日からはコミジュルの行く末を心配された。
申
コミジュル幹部。浜子行きつけの店を襲撃した際、春日とナンバに撃退され失敗した松尾を椅子に縛り付け、ボウガンで殺害した。これに過剰な制裁として苦言を呈したソンヒと対立してコミジュルを去り、別の組織に鞍替えした。ブリーチジャパン横浜支部に向かう春日たちを独断で始末するべく姿を現すが、あっけなく返り討ちにされる。
ウタマル
演 - 宇多丸（RHYMESTER）
『8』に登場するコミジュル幹部。ソンヒによく暴行される。横浜ダンジョンの受付を担当する。
実は横浜ダンジョンそのものが彼がクーデターを起こすための戦力を集めた場だったが、ソンヒたちに察知されたことで受付を担当していた。最深部に到達した桐生達の前に姿を現し、改めてクーデターを起こすため襲い掛かってくる。
敗北後はコミジュルの掟に従いソンヒに粛清されそうになるが、桐生達からは目の前で殺されるのは寝覚めが悪いことや腕磨きという目的の役には立ったことから助命を嘆願されたため厳重注意と説教で済まされ、以後も受付と最深部ボスを兼任する。また、ドンドコ島に宿泊客として招待可能になる。
ソ・ハンチョル
『8』に登場する元ジングォン派構成員で現コミジュル最古参幹部。コミジュルと横浜流氓の馴れ合いに不満を持ち、密かに自身の部下にコミジュル縄張り内で放火を促し、不満を持つ横浜流氓構成員が火をつけたというデマ情報をソンヒに伝えた。そうする事で両組織の内紛の溝を深め両組織トップのソンヒを糾弾し総帥から引きずり落とすことで、コミジュルの乗っ取りを図る。しかし、自身の行動がお粗末だった為、すぐにソンヒに見破られた。しかし、突如、自身に同調する仲間らと横浜流氓の店を襲い反旗を翻す行動に出た。ソンヒが部下からの連絡を受け、手下と共に現場へ急行したが撃退した。ソンヒ一人で反撃しようとした直前に、仮面を被った桐生が「ソンヒの残った部下」として加勢に加わり返り討ちにされた。撃退された後、ソンヒに許しを請い命乞いをしたが、横浜流氓の店を襲ったことから後始末は全て横浜流氓に任せると告げられ「命の保証はしない」と告げられ項垂れた。東城会全盛期時代の抗争を口にしてることから、1980年代の全盛期時代の元ジングォン派だったことがうかがえる。桐生からは時代に乗り遅れた「おじさんの発想」だと嘲笑われた。
ヨナ
『8』に登場するコミジュルの若き幹部。黒革製のミニ丈ワンピースに身を包み、腰には黒ベルトを付けている。30歳にも満たない若さでありながらソンヒやハン・ジュンギからも期待を寄せられているほど信頼を得ており、今後の組織運営のためにも学ばせる絶好の機会と捉え、2人が不在のコミジュル運営を任されている。いつもはソンヒやハンの命に従い行動を取るが、トップ不在で自身が判断する立場となってからは些細な事でも決められず、常にハンに判断を仰ぐため連絡している。ハンはヨナの成長の為、あえて世話は焼かないと突き放しているが、本人はそんなことも露知らず。好意を持つハンを追ってハワイへと来た。ナンパに見せ掛け、ハンの気を引こうとチンピラたちを巻き込み自作自演を演じたが、簡単に解決できる力を持つことは知っていたため見破れていた。しかし、真意を知らない春日が助けに入りチンピラを撃退。「ハワイへ行くので後は頼む」とメールで一方的に連絡を受けただけで不在となってしまったため混乱と寂しさから意を決してハワイまで追ってきたモノの現場放棄の責任を問われた。自身もハンと同様の方法でギフンに後を託して来たと告げ、何よりハンもソンヒに無断でハワイへ来たことを暴露したことでそれ以上言い返されなかったが、10年早いと叱責を受けた。しかし自身に好意を寄せるギフンもハワイへ来てしまったため、ハンによりギフンと共に日本に帰国させられた。ハン曰く「美人」、春日も「べっぴんさん」と言うほどの美貌を兼ね備えており、一貫してハン・ジュンギの事を「ハン様」と呼んでいる。
ギフン
『8』に登場するコミジュルの若き幹部。名前が語られたのみで姿はなかった。ヨナに好意を寄せており彼女の言う事には忠実なのを理由に一方的に不在の組織運営を押し付けられた。ハン・ジュンギからは「仕事は出来るので適任」と一定の評価は受けつつも、ヨナ曰く「甘ったれ」とのこと。ヨナを追って自身もハワイへ来たが、ハンによりヨナと共に日本へ帰国させられた。

### ブラックマンデー
『3』に登場した世界的に暗躍する武器密売組織。1987年に起きた世界大恐慌「ブラックマンデー」の黒幕（作中の設定）であり、組織名は通称。構成員のほとんどをCIAに潜り込ませており、首領であるリチャードソンも一員として暗躍する。
アンドレ・リチャードソン
声 - チャールズ・グラバー
CIAの情報網をもってしても名前しか判明していない正体不明のブラックマンデーの首領で、大吾や名嘉原を撃った張本人。表向きは風間譲二と同僚のCIA諜報員として共に行動していたが、物語ラストで峯の言葉によってその素性が明らかとなった。51歳。戦闘では鋭い足技を中心とした素早い攻撃の他、最終決戦では二丁拳銃と散弾銃を用いて巧みに使い分けながら戦う。神室町に構成員を引き連れて桐生に襲い掛かるも敗北した。その後東都医大病院で二度も桐生に襲い掛かるも再び敗北した。その後は屋上で用済みとなった峯と桐生を殺そうとしたが直後に意識を取り戻した大吾に撃たれて負傷し、その隙を突いた峯に羽交い絞めにされて彼と共に飛び降りの道連れとなって転落した。
『8』で登場したリボルバーのマスターとは容姿が酷似しており、『昔、銃撃戦の末にビルから落ちて生きるか死ぬかの状態だった』という共通点があるなど同一人物であることが示唆されている。
『ONLINE』では過去のエピソードで登場し、神室町到着後に部下たちと一時別れてその間に神室町での観光を楽しんでいた。実は寿司やカラオケを好む親日家だった。

### 祭汪会
『6』に登場した香港マフィア。多くの黒孩子を日本に匿った上で戸籍を与えるという「ヒューマン・ロンダリング」と呼べる活動を陽銘連合会と結託の上で行っており、そうして日本に渡った黒孩子たちを組織の様々な指示に従わせている。また、組織の幹部を血縁者で固めるという文字通りの「血の掟」が存在しており、背いた者や脅かした者は女子供や、例え総帥であろうとも残忍な手口で粛清される。
ビッグ・ロウ
声 - 森田順平
祭汪会の総帥。組織の掟に従い、残忍かつ容赦の無い行動を取りながらも、一方では相手を殺せばまた自身の命を狙う者が増えてしまうと見なして不用意に手を出さない冷静な面や、曲がりなりにも我が子のことを気にかけようとする親としての情も持ち合わせている。陽銘連合会の会長の座を狙う巌見恒雄によって息子であるジミー・ロウ共々利用され、その過程で東城会と結託して亜細亜街の大火事を起こすが、大火事の後は恒雄から用済みと見なされ、さらにはジミーを殺されてしまう。その後は恒雄に恨みを抱くようになり、ジミーの敵討ちのために神室町への進出を本格的に開始したが、後にもう一人の息子である勇太が己の出生に秘められた真実を知り、自身もろとも道連れにするために起こした火事に飲まれそうになったところを桐生に助け出される。脱出した後は桐生と勇太に広瀬の正体を伝え、勇太とハルトには手を出さないことを約束する。最後は祭汪会の掟を守れなかったことでまもなく始末されることを悟り「二度と姿を見せることは無い」と言い残し、桐生に尾道の秘密に近づくヒントになる暗号の画像が納められたSDカードと勇太のことを託して神室町から去っていった。
エド
声 - 間宮康弘
祭汪会の幹部で、巨漢にスキンヘッド、サングラスがトレードマークのビッグ・ロウの親戚。饒舌かつ嫌味たらしい性格であり、組織にとっての殺害対象を敢えて痛めつけて殺すというサディスティックな嗜癖を持ち、実際に手打ちのために来た東城会の構成員や裏切った達川を残忍な手口で殺している。戦闘ではカランビットと呼ばれる鎌状のナイフと拳法を使いこなし、その巨体からは想像もつかない身のこなしで相手を追い詰める。桐生たちと何度も対峙するが後に勇太が決死の覚悟で起こした火事に巻き込まれ、桐生に逃げるように言い捨てられて最終的には亜細亜街から逃亡した。
『6』の先行体験版での名前は「チャン」であった。
『ONLINE』では過去のストーリーで登場する。祭汪会が神室町に本格的に進出する前の準備段階として亜細亜街一帯の土地の地上げを行っていたが、それを掴んだ谷村や伊達、亜細亜街の住人によって阻止され、一時撤退することになった。
ジミー・ロウ
声 - クリストファー・シュウ
ビッグ・ロウの実子（同時に宇佐美勇太の兄）で、祭汪会の筆頭後継者。父親に認められたいという功名心を巌見恒雄につけ込まれ、日本不可侵という方針を無視して亜細亜街の火事に加担する。その後恒雄から父親共々用済みと見なされ、最後は恒雄と結託していたハン・ジュンギおよびジングォン派によって殺害された。
達川 修（たつかわ おさむ）
元広瀬一家の構成員にして、その実態は祭汪会の構成員。黒孩子として中国に生まれ、後に祭汪会に拾われる。ロウの密命を受けて舛添耕治と共に宇佐美勇太を監視し続け、勇太が陽銘連合会に所属した時には舛添と共に監視役として陽銘連合会に入る。後に勇太の子供を妊娠した澤村遥を取り逃がしたという事実を祭汪会に知られることを恐れ、最終手段として遥からハルトを奪った上でハルトを巌見恒雄に売りつけて彼に寝返ることを画策する。ハルトを奪おうとした際には遥の抵抗に遭ったことで失敗し、直後に逃げた遥を車で追おうとしたが横から来たトラックにハンドルを取られたことで彼女を誤って轢いてしまう。その後は裏切ったことが祭汪会に露見し、エドによって恋人を殺すように脅されて殺害したが直後に自身も喉を掻き切られた上に心臓をめった刺しにされるという無惨な手口で殺された。

### 横浜流氓（はんぴんりゅうまん）
『7』に登場した横浜･伊勢佐木異人町にある「慶錦飯店」を拠点にしている武闘派の中国マフィア。戦後間もない頃に横浜中華街の主導権を握るために二つの組織が争っており、その争いに敗れた組織が伊勢佐木異人町に流れ着いたことが横浜流氓の原型となったが、その頃の異人町は初代横浜星龍会が牛耳っていたために星龍会との間で抗争が起き、多くの犠牲者が出た。その後、異人町で勢力を拡大していき、当代総帥である趙の父親が先代総帥だった10年ほど前には中華街を拠点にしていた同じ中国マフィアの「蛇華」とも争うほどの力を持つようになる。その後は馬淵のクーデターによりほぼ壊滅状態になったが、趙が総帥の座をコミジュルの総帥であるソンヒに明け渡したことで趙を含めた僅かに残った構成員たちはソンヒの預かりの身となる。『8』でも組織は存続しており、金さえ払えばどんな仕事でも引き受ける白仮面等もいる。
趙 天佑（ちょう てんゆう）
声 -  岡本信彦
横浜流氓（ハンピンリュウマン）の若き総帥。「慶錦飯店」をアジトとしているが、そことは別に「佑天飯店」と言う中華料理店のオーナーも兼任しており、そこで趣味でもある料理の腕も振るっている。ラウンドフレームのサングラス、両耳に金色リングタイプのピアスに金のネックレスに、黒のブーツに黒革のハーフパンツ、中には黒タイツ、黒下地に金色柄のシャツに、黒革のジャケットというスタイルをしている。
気さくでありながらも本心が読めず、飄々とした食えない言動をしているが、本気になった時は相手に対して声を潜める。その反面欠点も多く、自分を良く思わない野心家の馬淵に手を焼いており、それでも仲間だと信じている自分が甘いとさえ評している。また、言動や行動とは裏腹に馬淵のクーデターで横浜流氓に混乱が起きているにもかかわらずにコミジュルを案じて春日たちに助っ人に行って欲しいと懇願したことから荻久保への恩義や仲間を思うなど信じる者への忠義心に熱い一面も見せていた。父親が先代総帥だった故に後を引き継ぐことが決まっていたものの、自身は世襲制は合理的ではないと否定的な見方をしている。また、幼少時は勉強もスポーツも万能な上、悪知恵も働きケンカも相当強かったと自負しているが、何事にも「やる気」は無く、「器用貧乏の性」と自らを分析している。青龍刀の扱いと料理の腕は基本を大事にし、凝った事をせずに素材の味を引き出す超一流の手腕を持ち、特に手料理に関しては星野やソンヒ、春日らに振る舞うこともある。また、コーヒー好きであり、モカを最も好む。戦闘では中国武術の華麗な刀術と体術を駆使し、能力値低下や状態異常を付与する攻撃技を豊富に持つ。
「蛇華」が日本組織との抗争に敗れた末に壊滅して撤退した頃に総帥就任には乗り気ではなかったが、父親から当代総帥を引き継ぎ、同時に異人三の偽札についても知らされる。その後、異人町を手に入れようと躍起になる若い構成員を押さえつけようと弱腰を見せないように振る舞うが、そんな振る舞いが向上心旺盛な馬淵の反感を買って煽るきっかけとなってしまう。それでも馬淵を高く評価して信じていたことや内輪揉めを良く思わなかったこと、何よりも組織の未来を潰すことになるということから馬淵を消そうと動き出した先代総帥や古参幹部たちに生涯で一度きり土下座をして頼み込むことで阻止した。その後は一時的に馬淵に捕まり、拷問を受けて死の淵を彷徨うが、荒川から春日への伝言を伝えるように命を受けた安村の独断により助け出され、春日たちと合流した。その後、最後まで行動を共にするようになり、総帥を降りたことで「慶錦飯店」には住めないと春日たちのアジトで寝食を共にするようにもなる。横浜流氓の総帥時代は好戦的で危険な人物である態度を隠さなかったが、春日たちと行動を共にするようになってからは普段の言動に陽気さが増し、ちょっとした意地悪を仕掛けてからかったり、仲間たちの言動に冷静なツッコミを入れたりしている。また、自分の所に残った構成員たちやその家族の生活と居場所を案じていたが、コミジュルの総帥であるソンヒに懇願したことでソンヒの預かりとなったため安堵する。
また、サブストーリーでは異人町に戻ってきた馬淵の誘いに乗り、春日と共に対面したが自分の気持ちも知らずに春日の忠告にも耳を貸さずに更なる野心を持ち続けて自分の首を取ろうとする馬淵にようやく愛想を尽かし、襲いかかってきた馬淵と手下たちを春日と共に返り討ちにした（この時、春日に「キャラ変わるかもしれないけどみんなにはオフレコで」と断った上で普段の態度から一変し、感情に身を任せた怒声をあげた）。その後は再び異人町を離れるように最終通告をし、それでも尚も抵抗を続ける馬淵に対して「馬淵を殺したくない」という本心を汲み逃していることやどれだけ自分を嫌っていても馬淵が腐っていても仲間であること、仲間を殺したくはないし死んで欲しくはないという本心をソンヒに代弁して貰うが自身は「後はおまえ次第だ」と生涯最後の別れを言い残し最後には膝から崩れ落ちる馬淵を見ることなくその場を去った。
『8』では、横浜流氓元総帥として登場。『7』と同じ井出立ち。ソンヒと常に繋がっていることから彼女を支える立場にあるが、本人は「カタギ」だと思っている。「佑天飯店」のオーナーは継続中で、毎日、腕を振るっている。しかし一方で、彼を慕う元部下達も大勢おり、特に側近として従えていた四天王と自称する４人からの信頼は厚く、趙の現状を良しと思わず組織再生と総帥復帰を懇願しつつ未だに神輿に担がれているが、横浜流氓の一員であることは健在である。桐生が療養のため帰国し、伊勢佐木異人町の春日の自宅に身を寄せていたが、ソンヒが訪ねて行き状況を把握。その後、真相究明のため星龍会のごみ処理施設へ乗り込もうとした際に、ソンヒから連絡を受け、ハン・ジュンギと共にサバイバーにて桐生達と再会。そこで、春日がハワイへ向かったいきさつと経緯、桐生の病状や置かれている現状を全て理解した上で、主にサバイバーや春日の自宅を拠点として常に桐生達と共に行動しサポートした。幾多の修羅場を潜り抜けたところで、茜とラニを連れて帰国した春日達とも合流し伊勢佐木異人町のホームレス村で再会を果たした。その後、最終決戦として日本とハワイ二手に分かれることとなり、桐生達と共にミレニアムタワーへ。堂島大吾・真島吾朗・冴島大河の加勢もあり、星龍会構成員達を退け海老名と対峙し、見事、撃退した。一連の騒動終結後、サバイバーで仲間たちとの酒宴の席で、春日と紗栄子の行動に注視していたが、春日の予想外の行動に呆れ果てた。桐生の過去と「鈴木太一」の偽名を使い活動していることは承知であり、会話はタメ口ではあるが、桐生さんと敬称を使って呼んでいる。桐生とサシ飲みする際、「緊張する」と口にしてることから、他の仲間たち同様に桐生には敬意を持って接している。過去の騒動で横浜流氓から大量の裏切り者が出たことで組織存続の危機に直面。土台から生まれ変わらなければならないと判断しその責任を取る形で総帥を降りたが、それは自身にとって一番のケジメであり後悔は一切ないと語った。その上で、ソンヒの統率力を認め組織存亡を託したが、それにより多くの者が救われ組織も継続できたことで、彼女の苦労を労いソンヒに対しては感謝しかないと語った。ある日、グルメ系ブログにて自身がオーナーを務める中華料理店の評価が掲載されており、謂れのないマイナス評価を毎日のように投稿され頭を悩ませていた。料理にはプライドを持って接しており、店は古いが清潔第一に心掛けて営業していたためデマ情報に憤りを感じていた。古くからの常連客が多く、目に見えて売り上げには影響を受けておらず、桐生からのアドバイスで無視を決め込もうともしたが、あまりにも散々な言われ様に納得がいかず、特に一番自信のあった回鍋肉が「食えたもんじゃない」と評価された事は許すことが出来なかった。だが、それを投稿しているブロガーには心当たりがあった。それは初投稿される前日に訪れた客とトラブルがありその客ではないかと。そんな中、組織を離れてもなお、自分を慕う元部下たちが、趙の店を侮辱された事に腹を立てブロガーの行方を追っていた。ブロガーの身の安全を第一に考え、もし危害を加えようものならば、即店を畳み、伊勢佐木異人町からも姿を消すと警告し事態の鎮静化を願っていたが、ある日、桐生に自身の料理を食べてもらおうと店に案内してた際に、元部下たちがブロガーを見つけ連れてきた。シメた方が良いと息巻くが趙はそれを許さず、ブロガーの身の安全の為、意を決して桐生と共に元部下たちを撃退。撃退後、衰えを知らない力を見せつけられた事で、改めて趙の実力を垣間見ることが出来、改めて組織再生と総帥への再就任を懇願したが、「決心したことを簡単に曲げるほど小さい器に見えるのか」と一蹴。元部下達も何も言えずに趙の決心を改めて受け入れた。ブロガー曰く、今まで食べたことのない美味しさだと感じたが、言葉で表現するのが難しく熟考してる時に元マフィアの都合上、撮影禁止にしている趙から注意を受けた事で頭が真っ白になり、その反動で激怒したのだと語った。趙も不評を書かれた事よりも、本当に美味しくなかったのかが気になっておりその言葉を聞いて、改めて高評を思い出してもらうために料理を振る舞った。結局、混乱によって桐生に御馳走する機会を逃してしまったが、後日、機会を設けることを約束。その際、趙のトップとしての器を認め、元部下たちが慕う事にも一定の理解を示した。趙曰く、幼い時から総帥になるよう養育され総帥を引き継ぎやってきたが、総帥の座を降りることで父親の呪縛から解き放たれ、喜びや楽しみを料理に見出すことで新しい世界が開けたこと。今はそれを手放したくないという一心でいることを桐生に語った。 『7』と『8』の間の時系列である『ロストジャッジメント』にもカメオ出演しており、「佑天飯店」で八神、桑名、杉浦、鉄爪に食事を振る舞った。この時点で横浜流氓の総帥は降りているものの、鉄爪は「上の人」として扱っている。また、杉浦（および九十九）に対しては『8』において調査を依頼している。
馬淵 昌（まぶち あきら）
声 - 竹田雅則
横浜流氓の参謀。上昇志向が強く、「掟破り」もお構いなしで、自身に忠誠を誓った上で望む物や金や権力を満たしてくれる者を自身の部下として評価する一面も持ち合わせており、直属の部下から「老馬（ラオマー）」と呼ばれている。また、貿易会社「横濱貿易公司」を運営しているほどのやり手であり、組織に潤沢な資金を供給している。総帥である趙をライバル視しているが、趙からは「何カ国語も話せ、数字にも強く暴力に躊躇いもない裏社会の逸材」や「自分には持っていないモノを持っている」と高く評価されており、自ら「右腕になって欲しい」と懇願されるほどだが、一方ではソンヒから「そんなに頭が切れる人間ではない」と辛辣な評価を受けており、横浜貿易公司の偽札ビジネスも偶然倉庫で偽札の原料紙を見つけた部下が提案したものであることが明かされている。また、先代総帥の趙の父親時代の古参幹部たちからも掟を蔑ろにしているとあまり良くは思われていなかった。戦闘では青龍刀（青龍偃月刀）を使う。異人三の均衡に不満を持っており、それらを打ち破るきっかけを探っていたところを同じく近江連合を後ろ盾に異人三の偽札作りを暴こうとして青木からの命により動いていたブリーチジャパン代表の小笠原に「近江連合での良い肩書き」に乗せられる形で結託し、横浜星龍会との抗争とクーデターを起こす計画を思い付く。その後ブリーチジャパン横浜支部を訪れたところで春日たちと再会した際に春日たちに襲い掛かるが返り討ちにされた。その後は趙を捕らえて拷問に掛けていたが、「慶錦飯店」に駆けつけた春日とその仲間に阻止され再び襲い掛かるが敗れた。その後組織が壊滅したことでソンヒの預かりとなり、当初はケジメを付けるためとして殺害を視野に入れられていたが組織の稼ぎ頭だったことや日本屈指のグレーゾーンと言われる異人町での活動のために趙に報告しない仕事にも目を瞑っていたなどにより目を掛けていたこともあって全てをチャラにするという形で伊勢佐木異人町から出ていくこととなる。その後は趙と春日の首を差し出せば近江連合に取り入れられると唆されて再び異人町に舞い戻って手下たちと共に襲い掛かったところを返り討ちにされたが、最後の最後まで抵抗したところをようやく趙の本心を知って膝から崩れ落ちた。
鄭（てい）
横浜流氓の下っ端構成員。自分より下と見た者には居丈高な態度を取るが、組織での立場は低い。また中国国籍だが実際は生まれも育ちも日本という第3世代のため、中国語は挨拶以外にほとんど話すことも理解することもできない。戦闘ではナイフや青龍刀を使用する。趙や馬淵に内緒で伊勢佐木異人町のホームレス街で小銭をせびって私腹を肥やしていたが、春日に返り討ちにされた。その後異人通りにある中国パブ「凛凛」に入店するところを馬淵の行方を探っていた春日たちに見られ、店にホステスとして潜り込んだ向田紗栄子にセクハラ行為をして再び春日たちに返り討ちにされた上に横浜流氓の幹部たちにホームレス街でのことを告げ口するという脅しに屈し、結果的には馬淵のことを話してしまう。その後は馬淵が起こしたクーデターにより馬淵側に付き「慶錦飯店」に向かおうとした春日たちに三度挑むも敗れ、最終的には馬淵と共に異人町から姿を消した。
汪（おう）
横浜流氓の構成員で、慶錦飯店の支配人であり店内で飼育されている猛虎の飼い主でもある。戦闘では鉤爪を使用する。趙を救出するために乗り込んできた春日を迎え撃つも敗北し、その際に猛虎を嗾けたところを返り討ちにされて失敗した。

#### 横濱貿易公司（はんぴんぼうえきこうし）
『7』に登場した馬淵昌が社長を務めている貿易会社。中国系マフィア「横浜流氓」のシノギの一つになっており、横浜の伊勢佐木異人町を拠点としているが、実態は人民元での現金一括払いを謳い文句に中国から干しアワビやフカヒレといった高級食材を業者から直接輸入しては中華街のレストランなどに原価そのままの値で卸すというダンピングを行っており、また業者に対価として支払っているのは偽造人民元であり、卸先にて対価を「本物の日本円」で受け取るという一種のマネーロンダリングで利益を得ていた。また、荷物の搬入を人力で行ったり、倉庫の一角に机を設けて事務所とするなど時代錯誤な業態が目立つ。
偽造人民元は横濱貿易公司内で製造しているもので、その材料は横濱貿易公司が高級食材に紛れて輸入している「謎の紙片」を使って行われている。これはコミジュルが行っている日本円の偽造に使われる特注の紙の輸入を横浜流氓が担当しているもので、馬淵がそれを勝手に流用しているものだが、横浜流氓の総帥である趙はそれを知っていて黙認している。部下にも生活があるためある程度の勝手なシノギには目を瞑ろうという趙の個人的な考えの他、これを咎めるとその紙の本来の使い道への言及が避けられない、即ち異人三それぞれのトップしか知らない「敵対しているはずの三すくみの結託による偽札事業」を部下に説明しなければならなくなるため、咎めようにも咎められないという事情があった。
厳（げん）
横濱貿易公司の現場監督で、倉庫の現場を仕切る大柄かつ強面の男。バイリンガルであり、日本人従業員には日本語、取引先の中国人相手には中国語で話すことができる。また、取引が立て込んで支払い用の現金が不足した際には偽札用の特殊用紙を持ち出して偽造人民元を調達しており、偽札製造の実態を把握していた。
戦闘では一戦目はハンマー、二戦目はパワーショベルとバールを用いて戦う。偽札ビジネスの実態を探ろうとした春日たちが偽札を持ち帰ろうとするのを見つけ、部下と共に襲い掛かるが返り討ちにされた。その後馬淵のアジトで尋問を受けていた春日たちを星龍会への見せしめとして拷問すると共に処刑するように馬淵に命じられるが、ハンによって解放された春日に部下諸共倒された。その後はアジトからの脱出を試みる春日たちを地下通路の出口前で迎え撃つも失敗した。

### バラクーダ
『8』に登場したハワイ・ホノルルシティ最大勢力のマフィア。構成員は国籍や人種もバラバラであるが、ほとんどが元ホームレスという共通点を持っており、勢力の誇示のために毎週月曜日の22時に街中を練り歩いている。彼らに盾突く者は「開き」と称される粛清を受けるとされ、構成員にスリを働いたホームレスが手足を壁に杭打ちにされて文字通り「開き」にされた姿を春日たちは目の当たりにした。第5地区を活動拠点としており、隠し通路の先にはアナコンダショッピングセンターにそっくりな施設がある。
24時間稼働の工場でホームレスたちに偽ブランド品の製造をさせ、世界中から集まったバイヤーたちに正規品として売るなどして莫大な資金を得ている。バイヤー達の表の出入りとしてクリスタルアロハリゾートホテルとも繋がっており、そこの最上階フロアをアジトにしている。また、ホノルルシティの警察を取り込み、支配している。
ドワイト・メンデス
声 - 松田修平、マックスウェル・パワーズ（英語）
バラクーダの総帥。ウォンと並んでハワイの裏社会を牛耳っているが、その正体はブライスの部下である。白いシャツにストライプが入った白いズボン、金のネックレスにサファイアのピアスを身につけている。腕から指にまでのタトゥーのほか、左額にもワンポイントのタトゥーを入れている。クリスタルアロハリゾートホテルの最上階フロアのスイートルームを根城としている。戦闘ではマチェーテと呼ばれる大型のナイフを両手に持って振るうほか、2戦目ではグレネードランチャーも扱う。
マチェーテを「故郷の男たちが使う」と言ってることや構成員にもマチェーテを使う者がいることから、ドワイト含め多くの構成員の出身は中南米と推測される。かねてより無関係な人々をバラクーダのあらゆる悪事の犯人に仕立て上げており、トミザワの人生を狂わせるきっかけを作っている。第5地区に逃げ込んだ千歳の所作や言動から不二宮グループの令嬢であることを突き止め、利用するべく生かしたうえで侵入した春日たちを排除するよう命令を下していたが、裏切られた。千歳の手引きより自身の元までたどり着いた春日たちと対決するも敗北する。
茜を追う理由について、身元不明のアドレスからメールで誘拐を依頼され、前金として100万ドルが振り込まれた事で引き受けることにしたことを白状するが、実はそれはブライスからの勅命であり、ブライスがハワイ裏社会のオーナーであることを隠すために咄嗟についた嘘だった。その後トミザワに千歳に関する情報を全て捨てることを条件に見逃されるも、醜態を撮影された。物語中盤では春日たちに近づいた三田村と密かに結託し、大道寺一派のセーフハウスに部下を襲撃させてウォンと花輪を始末し、三田村、ラニの身柄を確保した。
物語終盤ではネレ島への定期便にラニを乗せようとしたところで春日たちと再び対峙するも撃退され、ラニを奪還された。その後、山井一派が所有する船で海上保安庁との合流地点に向かっていた春日たちの元に、手下達と共にボートで再び現れ、巨大ザメの襲撃に遭いながらも戦闘を繰り広げ、敗北した。最後に春日たちに「ブライスは誰よりも恐ろしい怪物だ」と告げて1人でボートで逃げ出しそうとするも、直後にホノルル湾に生息する巨大ザメに襲われ絶命した。サメの鋭く強く光るものに反応する習性から、結果的に自身が身に付けていたアクセサリーが標的となった。
ローマン・レイノルズ
表向きは地元の警察官だが、バラクーダの構成員。同じように警官を装ったバラクーダの構成員の親玉的な存在。戦闘では拳銃を扱う。金に汚く、自身に頼み事をする輩には5万ドルをせびるのがお決まりである。
第5地区への月1度の巡回を担当しているが、中で起きている一切のことについては黙認している。第5地区への侵入を目指す春日たちとバー・ダイヤモンドヘッドで対面した。銃口を向け金を要求するも桐生に一蹴され、他の客と共に春日たちを襲うも敗北。巡回に春日たちを連れて行くことを了承した。
第5地区の争いごとには一切の無視を決め込んで傍観するのみで、裏へのルートの存在まで嗅ぎつけた春日たちに難色を示し同行拒否を主張するも、渋々案内をすることになった。結果的に偽ブランド工場の存在や偽ブランドオークションなど、バラクーダの中枢を春日たちに知られるきっかけを作ってしまい、案内中に出くわした他の構成員の手によって「開き」にされ、絶命した。
体験版ではボス扱いで、彼を倒すのが目的となるが、春日たちと交戦する経緯は本編とは異なる。

### ガンジョー
『8』に登場したハワイ・ホノルルシティの中華系マフィア。チャイナタウンエリアを主な活動拠点としており、その中心にそびえたつ「涅槃岸」と呼ばれるホテルをアジトとしている。
裏カジノでの審査基準を満たした客をVIPとして、涅槃岸上層階で行われている超VIP専用カジノへ招待している。地元警察や大道寺一派の情報網をしても裏カジノを見つけることが出来ず、涅槃岸のセキュリティもバラクーダの第5地区とは比べ物にならないほど高いセキュリティを誇り徹底している。
ウォン・トー
声 - 増元拓也
ガンジョーの総帥。黒のハイネックシャツとズボンにシルバーのネックレス、白のスニーカーを身につけている。涅槃岸の経営者であり、表向きには実業家という顔を持ち巨万の富を得ている。超VIP専用カジノの奥にある部屋をアジトとしている。本人曰く「金で買えるものは何でも手に入る地位」にいるため、必要最低限以外のモノは置かない主義。涅槃岸最上階にペントハウスを構え、6歳の息子と一緒に暮らしていた。戦闘では体術に加えてペンに偽装したナイフを扱う。
茜の情報を聞き出すために涅槃岸に潜入した春日たちに勝負を挑むも撃退された。その後全てを打ち明けようとハワイ裏社会のオーナーの存在を口にした途端、オーナーのスパイであった部下が窓を突き破って落下死し、裏切りを知られることとなる。息子を救い出すためペントハウスに春日たちと共に向かい、ガンジョーの構成員として潜伏していたオーナーのスパイたちを春日たちと共に撃退するも、息子は既に連れ攫われ、自身も太ももを深く刺される重傷を負う。その後ホテル近くの森へと身を潜め、ハワイ裏社会のオーナーがブライスであることを含め、茜を突け狙う理由が茜が連れているラニという少女であることなど様々な真相を告げた。過去にアメリカ本土進出を夢見てハワイの中華系コミュニティを駆逐し、ガンジョーを結成した。本土への進出を目前にしていた頃、傘下に降るよう伝えに来たブライスの使いを突っぱねるも、しばらくして故郷から母の首の入った小包を受け取ることになり、ブライスの傘下に入ることを決断する。報復の機会をうかがう中、滅多に無いブライスの勅命が下ったことで茜とラニがブライスの弱点であると推測し、彼女たちを捕えることでブライスと対等になることを企てていた。裏切りが発覚した後は山井の襲撃に遭いながらも大道寺一派のセーフハウスに転がり込み、身を潜めることになる。しかし、セーフハウスにいた三田村がドワイトと繋がっていた事によりバラクーダに襲撃され、怪我から反撃もできず胸を撃たれ死亡した。
なお、連れ去られた息子はパレカナが所有するネレ島に連れて行かれ、総帥亡き後のガンジョーを牛耳るため丁重に扱われており、春日たちによって見つけ出されて保護された。

### パレカナ
『8』に登場するハワイでは数百年の歴史を持つ宗教団体で、代々、ミリラニ家の正統血族が教祖を受け継いでいる。
活火山が有名なハワイでは、火山は破壊・恐怖の象徴と言われてる一方で、恵と再生の象徴として崇められており、ネレと呼ばれる火山の女神への火山信仰が起源とされ、その名を冠としたネレ島と呼ばれる聖地がある。パレカナにとって火は神聖なものとされ、火や自然を粗末に扱わず常に自然の声に耳を傾けて生活し、普段の生活でも神聖な火は絶やさない事を教義としているが、小さい子が火を誤って消さぬよう静かに行動する自然習慣や不始末による火災防止のためLEDなど簡略したものを使用する事も推奨している。
また教義の一つとして自然とその中で生きる他者にも慈愛を以て接することを心掛けており、ホームレスへの炊き出しやフードバンク、ビーチのごみ拾い等のボランティア活動の他、養護施設も経営している。そう言った活動から、パレカナを宗教団体ではなくボランティア団体と認識する者も多い。
入信に際して強制は一切しないが、教徒スタッフ等の影響から自然の流れで入信する子供も多い。岸田茜は教団が運営する養護施設の施設長を40年近く勤めており、特に茜に好意を抱く子供が多く茜の影響で入信する子も多い。
ブライス・フェアチャイルド
声 - 古谷徹
パレカナ現教祖。首からは常にパレカナ教祖の証でもあるパレカナのシンボルマークを模したペンダントを提げている。表向きは穏やかな口調で心優しい人物を装っているが、実の正体は元マフィアでハワイ裏社会を牛耳る立場にあり「オーナー」と呼ばれている。年齢は100歳を超えているが、年齢に見合わない異様なほどの若さを保っている。
裏商売として各国の大企業経営者、中枢を担う大物政治家、時にはマフィアやヤクザ等を顧客に持ち、彼らを通して各国の核廃棄物処理を一手に請け負うことで莫大な資金と絶大なる権力を得ている。ドワイトやウォン・トーも彼には逆らえず傘下に下り、バラクーダやガンジョーをも操る。表向きには徳を積むことによって深い信仰心が認められた者のみ与えられるハクと呼ばれる教徒がいるが、それはブライスのいかなる命令にも忠実で時には命を投げうる覚悟がある程に仕立て上げられた深く洗脳された部下でもあった。
元々は、前代表が築いていた莫大な富を奪うのが目的で信徒を装い教団に潜り込んだマフィアの1人だったが、真の目的は核廃棄物処理により莫大な金と権力を得る事に早くから目を付け、離島と言う遮断された空間で、且つパレカナという宗教団体が所有という事で法的にも外部的にも気密性が高く、まさに自身の欲望を叶えるにはうってつけのネレ島を手に入れることだった。しかしある時、ネレ島を売却し教団の活動資金にすると言う話が進み、売却完了が目の前まで来ていた。何としても売却を阻止する為、前代表夫婦の慈善活動帰りを部下に襲わせ射殺。実行した部下も口封じのために射殺している。無理やりペンダントを奪い、表向きには事故死と見せ掛け教祖の座に就いた事で売却の話を白紙に戻した。それ以降、約70年近くにわたり自身の思惑通りに事は進んでいたが、2023年、ミリラニ家正統後継者であるラニがペンダントと前教祖の遺言状を持って茜の下を訪れたことから状況が一変。70年前、前教祖の下で活動していた際に、周囲からは次期教祖と言われるまでになっていたが、ブライスの本当の狙いに気付いた前教祖夫婦が、万事に備え、偽のペンダントとすり替えブライスが教祖に付かぬよう書かれた遺書と共に本物のペンダントが残されていた。
本物のペンダントを目の当たりにしたことで、自身のペンダントが偽物である事や教祖の座に就いたいきさつが明るみに出ることを恐れ、ラニを殺害しようとしたが、茜によって阻止され逃亡された。茜とラニの逃亡後、バラクーダ、ガンジョー、ハクを使い2人の行方を追わせていた所で、茜に会うためハワイへ来ていた春日達と出くわした。表向きには茜の安否を心配する素振りを見せ、当初は春日達の信用も得たが、ガンジョー壊滅でウォン・トーの証言により、真の黒幕が自分であること、またその間に先に春日達に茜の身柄を確保された事から一連の話を聞かされ全てが明るみとなった。バラクーダによりラニの身柄を確保できたが、ネレ島への移送直前でラニ奪還に来た春日達の手によってドワイト以下バラクーダも壊滅させられラニを奪われた。
桐生達とのやり取りや茜とラニを伴い帰国した際に、海老名・三田村との繋がりも明るみとなり全ての真相が明らかとなってしまった。施設要員として移送された元星龍会構成員達の安否確認と、最終決戦の為、再びハワイへ降り立った春日達により、ネレ島の核廃棄物処理場まで追い詰められ、自身のみ知る事の真相と狙い全てを明かし春日達の殺害を試みたが返り討ちにされた。しかし、自分には各国政府の強力なケツモチがおり、ここでの不祥事は各国政府の不祥事に繋がる為、揉み消されると高を括っていたが、突如、その場にいた不二宮千歳が「多々良チャンネル」のゲリラ配信を始め、表向きには核廃棄物処理と言う名目で集められたドラム缶が、粗末な環境で無造作に積み上げられた惨憺たる状況を生配信。更には、ブリーチジャパンの核廃棄物処理プロジェクトの名目で、核廃棄物運搬を請け負っていた不二宮海運を運営し、自身の実父でもある不二宮グループ会長・不二宮和成と電話を繋げ現状を目の当たりにさせた。当初は厳重な施設と管理下で処理されている事、元ヤクザの再雇用を担うという国家プロジェクトの下で協力関係にあったが、惨憺たる現状を目の当たりにし、事の真相を関係各所に伝えることで協力関係の解消と自身の進退についても約束。結果的に大きな力を持つケツモチからも見放され全てが世界中に知れ渡ることになり自身の求心力も失った。それでもなお、自分と言う必要悪がいなくなれば核廃棄物の行き場はなくなり、原発の恩恵に生きるも核廃棄物処理に否定的な奴らは行き場がなくなると説き、放射線廃棄物の池に投身自殺を図るが、死んで全てを終わらせるのは許せないと春日に阻止され、足立に身柄を確保された。
『8外伝』では、年齢に見合わぬ若さを保っていた理由が、エスペランサの財宝伝説に伝わる不老不死の宝「龍の心臓」を摂取したためと示唆された。また、裏家業の取引の拠点として、犯罪者のたまり場であるマッドランティスを作り上げた人物であることが語られた。
ラニ
声 - 種﨑敦美
パレカナ正統後継者でもあるミリラニ家の血筋を受け継ぐ10歳の女の子。
早くに両親を亡くし、祖母の家で育てられていたが、その祖母も急な病により入院を余儀なくされた。命尽きるまで時間がないと悟った祖母から、ペンダントと手紙を預かった。それはブライスの本心を知り、自分たちに何かあったときにと残したパレカナ教祖の証でもある本物のペンダントと前代表による遺書だった。受け取ったラニはそれらを手にパレカナの養護施設を訪れ茜と対面。当初は真意を知らずに代表であるブライスに連絡を取ったが、深夜にも関わらず、すぐに来るというブライスの返事に違和感を覚えたが、その違和感が現実のモノとなり、ラニと会うや否や銃口を向けてきた。茜の咄嗟の行動により共に逃亡。茜の知り合いでもあった、ナイトスクエアでタトゥーショップを経営するキヨの所に身を寄せていたが、茜とラニの逃亡を知り行方を追っていた春日達と合流、保護された。春日や山井の協力で、大道寺一派のセーフハウスに案内されるも、ここでも三田村の裏切りにより、バラクーダ構成員に連れ去られドワイトに引き渡され、ネレ島への移送直前に春日達によって助け出された。
その後は山井の協力で、春日や茜らと共に日本へ出国し、横浜・伊勢佐木異人町のホームレス村で匿われた。一連の騒動が終結後、常に寄り添い身を挺して守ってくれた茜に心から感謝の気持ちを伝え、「今度は私が茜を守る」と決意し、茜にとって一番大切な場所でもある養護施設を守りたいが一心で、正統ペンダントを胸に元教祖の遺志を受け継ぐ形でブライスによる支配から脱却したパレカナの再建のため新教祖になることを決意し、茜もまたラニを支える為、共にハワイへ帰国した。
その境遇から桐生はその姿を遥と重ねていた。
タカダ
ハーバーストリート沿いにあるマリーナで働く日系人。エリック・トミザワとは同じ日系という事で友人関係にある。春日達がネレ島への輸送物資船を探す手掛かりを掴むために怪しい船が出入りしていないか尋ねに来た。快く受け入れ怪しい船とされる所へ案内途中の会話の中で、自己紹介もしていないにも関わらず、うっかり「春日」と口走ってしまい不審に思われナイフを手に襲い掛かった。春日達により撃退されたが、実はハクの1人でブライスによって洗脳されていた。返り討ちに遭った後、自ら自決用の毒を服用し自害した。己の為なら他人の命さえも顧みないブライスの卑劣な行動に春日は激しい憤りを覚え、立ち去る前にトミザワから「ネレ神さん、天国に連れて行ってやってくれ」と弔いの言葉を掛けた。
デイナ
パレカナ養護施設で働く女性スタッフ。茜の下で40年近く一緒に働いている。茜の事を聞くために訪れた春日達にパレカナの歴史や活動などを説明した。ネレ島へ上陸したハクは本島への帰還は許されないと聞いていたモノの、施設からハクに認められネレ島へ渡った子供を本島で見たと春日達に証言した上で、顔は変えられていたモノの声ではっきりと分かり問いただすと急ぎその場から去ったことも証言した。それを聞き春日もまたネレ島に対しての疑念を抱くきっかけともなった。
カロン
パレカナ養護施設で働く男性スタッフ。主にフードバンクへの運搬やビーチのごみ拾い、街中の見回りなどを請け負う。夕方、ビーチにて祈りを捧げているところに春日達が来て、ネレ島の存在とハクという教徒がいることを明かした。自身もハクになる事を目標に日々活動に勤しんでいるが、自らには雑念があると説き未熟さを感じていた。
ロメロ
パレカナ養護施設で男性働くスタッフ。主に街の見回りなどを担当している。
ロドリゲス
ブライスが逮捕された後にもネレ島に残ったハクの教徒。表向きは志垣ら元東城会のヤクザが進める放射性廃棄物処理に協力するためとして島に留まっている。
ハク
パレカナ信者の中でも、特に徳を積み深い信仰心が教祖に認められた教徒にのみ与えられる称号。ネレ島上陸の許可を与えられ生活する事も許される存在。だが一方で、一度ネレ島へ上陸した者は生涯ネレ島での生活を強いられ、ブライスなどの幹部やボディーガードをしているハクの戦士の一部を除いて島を出ることや外部への連絡も許されない。しかしそれは表向きに言われてる事であり、真の姿はブライスの命令にのみ絶対服従を誓い、ブライスのために身を捧げ時には命さえも投げうると言う強い洗脳された者たちでもある。更に強い信仰心を植え付けさせるためにハクの戦士同士で殺し合いや子供による銃殺刑をさせることもあり、またブライスの命により本島での活動の為、整形で顔を変えられる者もいる。戦闘ではサメの歯を加工した長剣を手にする事が多い。ガンジョーやバラクーダ、山井一派にもスパイや構成員として紛れ込ませたり、本島の様々な職種に就く者も数多く存在し、春日達のホノルルでの行動抑止にもなっていた。特にガンジョーと山井一派に至っては、総帥のウォン・トーや頭目の山井豊も知らない間にほとんどの構成員や側近までもがスパイとして紛れ込んでいた。

### マッドランティス
『8外伝』で登場した、犯罪者の溜まり場の孤島。洞窟の中に広大な歓楽街があり、複数の犯罪組織が共存している。海賊同士を戦わせ、それに富豪が大金をかけるパイレーツ・コロシアムが盛況を見せる。
元々はパレカナの教祖ブライスが、裏家業の取引の拠点として作り上げた場所だった。
クイーン・ミシェル
声 - 朴璐美
マッドランティスを牛耳る幹部の一人で、同島最大の犯罪組織のボス。パイレーツ・コロシアムの生みの親。若かりし頃は社交の華として名を馳せており、現在でも世界中の裏社会の富豪にパイプがある。常に護衛を付けている。
ナオミ・リッチ
声 - 日笠陽子
クイーンの秘書兼ボディーガード。ジェイソンの娘であり、モアナとノアの姉。推定25歳。ホノルルシティの大学に通っていたが、両親が別居する際に母親に付いてホノルルに残り、母親のジェーンが経営する宝石店の手伝いをしていた。ネレ島の財宝の存在を知ったクイーンの指示で真島に同盟を持ち掛ける。
レイモンド・ロー
声 - 田中美央
マッドランティスを牛耳る幹部の一人で、パイレーツ・コロシアムを運営する男。「海賊王」と称される。クイーンと同等の権力を持つ。屈強な肉体の持ち主で、真島と互角以上に渡り合う。
モーティマー
声 - 大東駿介
大海賊団「モーティマー海賊団」を率いるパイレーツ・コロシアムの絶対王者。元はジェイソンやマサルと同じ船に乗る海賊であったが、対戦相手から持ち掛けられた八百長に乗りジェイソンの船を壊滅に追いやった過去がある。
ジャック・ザ・コレクター
声 - 斉藤次郎
モーティマー海賊団の幹部で、リッチ島に停泊していた海賊船の船長。その名の通り沢山のお宝を集めており、それを周辺の島々に隠して部下達に守らせている。味音痴であり、コックのマサルの料理に文句を言っている。
船に殴り込んできた真島に対してノアを人質に取るが、子供に手を出したことでマサルに見限られ、真島に倒されて船を追われる。その後、船はゴロー海賊団の海賊船「ゴロー丸」として利用され、自身は別の船を駆って真島達を追う。
キース
声 - 中川慶一
ジャック・ザ・コレクターの部下。リッチ島に漂着した真島を襲って返り討ちにされて以降、マッドランティスやホノルルシティなどで執念深く真島をつけ狙ってくる。
冷酷非道な性格で、子供のノアにも躊躇なく手をあげる。

### デビルフラッグス
ハワイ周辺の海域を中心に活動する海賊団で、マサル曰く「最悪の荒れくれ者達」。圧倒的な武力で海や他の連中の縄張りを荒し、お宝を強奪して回っている。かつてはパイレーツ・コロシアムにも出場していたが、ルールを無視して試合を荒し続けたため追放され、マッドランティス史上で唯一の追放された海賊団となった。そのため、クイーン・ミシェルやモーティマーらにもよく思われていない。世界で最も美しい宝石の一つと言われるファラオーストーンを奪うために、ジェイソンの恩人であるナミオカを襲撃し殺害した。
キャプテン・ゼウス
デビルフラッグスを束ねる総帥。ハワイ周辺の海域を征服してお宝を手中にし、最終的には大海を牛耳る一大勢力を持つ伝説の海賊になることを目論んでいる。
キャプテン・シノビ
デビルフラッグスの三幹部の一人で、壱番隊の隊長。忍者の装束を纏った男。コールドヘヴンでゴロー海賊団に立ちはだかる。壱番隊はデビルフラッグスの中でも優秀な精鋭のみが所属できる最強の部隊で、隊長のシノビも三幹部で唯一ゼウスから信頼されている。
キャプテン・ムシャ
デビルフラッグスの三幹部の一人で、弐番隊の隊長。武士の甲冑を纏った男。フレイムヘヴンでゴロー海賊団に立ちはだかる。
キャプテン・ヤクザ
デビルフラッグスの三幹部の一人で、参番隊の隊長。両肩に入れ墨を入れたヤクザ風の男。アタリ島周辺の海域でゴロー海賊団に立ちはだかる。
ヤカラ
デビルフラッグスの小隊長。ロッカ島でゴロー海賊団に立ちはだかる。

## その他の組織

### ミニストリー・インテリジェンス・エージェンシー
『1』に登場した内閣府直属の特殊部隊。略称は「MIA 」で、政治の裏工作や要人の警護といった任務を任されている。隊員はいずれも武器や戦闘術に長けた手練れたちだが、神宮の私兵に成り下がってしまっている。
神宮 京平（じんぐう きょうへい）
声 - 吉田裕秋
MIAの指揮者で、警察庁出身の代議士。贈収賄や銃刀法違反、殺人教唆といった数々の罪を犯している。戦闘ではMIAを率いて戦い、逃げ回りつつ中距離から銃撃（『極』ではさらに手榴弾を投げつける技が追加されている）するといった卑怯な戦法を取る。世良の協力を得ていた当時は理想と信念を尊んでいたが、10年前に記憶を失った由美と出会って彼女との間に遥をもうけた後に総理の娘との縁談が舞い込み、籍を入れていなかった由美が身を引いたのをいいことに金と出世、権力に溺れてしまう。その後、東城会を利用してマネーロンダリングを繰り返して後に由美と遥のことをかぎつけた記者を殺害し、世良と共に死体を隠したが、今後も同じようなことが起こることを恐れ、世良に由美と遥の殺害を依頼する。しかし、それが失敗に終わり、さらには世良が裏切った挙句に東城会に預けた100億円を盗んだことを知ると錦山に100億円の情報を流して東城会に混乱を引き起こし、取り返した100億円を手土産に近江連合に鞍替えしようと画策する。その後は部隊を率いてミレニアムタワーに赴き、そこで遥と由美を殺害しようと動くがそのことに激怒した桐生により敗北し、部隊共々叩きのめされる。その後由美が100億円の居場所を出したところで再び姿を現し、桐生と遥を庇った由美を銃撃した上で100億円を取り戻すためにその場で桐生たちを殺そうとしたが最後は錦山に刺された上に自分の100億もろとも彼の自爆に巻き込まれて爆死する。
『4』で100億円事件の動かぬ証拠として見つかった書類で警視庁に100億を渡すことや宗像と手を組んでいたこと、『5』では秋山のサブストーリーで秋山のいた部署がマネーロンダリングに関わっていたことが新たに判明する。
『ONLINE』では過去のエピソードで登場し、1999年当時は神室町で選挙戦に勤しんでいたが、自身の失脚を目論む梶谷と梶谷に雇われた記者の岡野に目をつけられたためにMIAを掌握した後に梶谷たちを謀殺した。
MIAの男
MIAの構成員。本名は不明。戦闘では拳銃を使用し、『極』では金融王に似たスタイルで戦う。神宮の命を受けて遥を拉致し、桐生を始末しようとするも叩きのめされる。自分たちの正体を白状しそうになったところを他の隊員に射殺された。

### 亜門一族
『1』から登場した最強を自負する暗殺者集団。政財界の顧客から暗殺の依頼を受けている。一族の者はいずれも透過率の低い黒のサングラスをかけているのが特徴で、「亜門一族の女は男と拳を交えてはならない」という鉄の掟がある（『8』では丈たちが紗栄子とソンヒとバトルをしている。）。また、いずれも最終ボス以上の強敵で、最高まで成長させた主人公でも打ち倒すのは至難の業である。
亜門 丈（あもん じょう）
声 - 細川一毅（『3』 - 『5』）、田邉安彦（『0』）、石津薪之助　(『6』-『極2』)、宮本克哉 （『ONLINE』）
シリーズを通して条件を満たすことで登場する隠しボス的存在のキャラクター。格闘術だけでなく銃火器や武具をも使いこなす戦闘のエキスパートで、古牧宗太郎すら倒すほどの実力者であり、また人並み外れた体力も持ち合わせている。戦闘では二丁拳銃（荒瀬に似たスタイル）→素手（手榴弾などの投擲あり）→ナイフといった具合に段階的に戦闘方法を変えてくるのが特徴で、以降のシリーズでもこの形が取られている。敗れると「天よ、もはや一辺の悔いも無い」と言い立ち去っていく。
『2』では戦闘ではグレネードの投擲→グレネードガン→二丁拳銃（荒瀬に似たスタイル）→二振りのレーザーソードの順に武器を切り替えて戦う。桐生に倒されたことで彼を倒すために世界各地を回り、ありとあらゆる戦闘のスキルを会得し、究極の肉体作りに励む。その後、第一テストと称して桐生に三兄弟を送り込み、古牧を倒して秘伝書を奪った後、埠頭にて桐生と再戦する。
『3』では戦闘では二振りのレーザーソードを武器に戦い、一定の体力が減るとリチャードソンに似た二丁拳銃スタイルに切り替え、桐生の装備武器を使用不能にしてしまうほどの銃撃に加えて、鉤爪を装備したラウの動きや爆弾を放出するといった攻撃も見せる。「敗北した上に生かされることは死よりも屈辱だ」という激しい復讐心を持つことになり、桐生を倒すためにIF7を南田に開発させ、IF7のフィードバックシステムによって最高まで成長した桐生を圧倒するほどの力を身に付けた。
『4』では戦闘では最初はヴァレリーに似た格闘術と手榴弾を用いて戦い、体力が尽きて復活すると弟子たちのスタイルを使い分ける他、新たな兵器としてどこからかレーザービームを発動させてくる。主人公が4人に増えたことに合わせて弟子の一也や次朗、三吾と共に登場し、他の主人公たちを弟子に任せて自身は桐生に勝負を挑む。
『5』では戦闘では桐生に似た格闘術を用い、主人公たちの絶技である「怒龍の気位」と「エアストライク」の複合技による猛攻を仕掛けてくる他、体力が一定まで減ると怒龍の気位の発動と共に大量の傘型のミサイルを発射してくる。『4』と同じく一也や次朗、三吾と共に主人公たちと対峙し、自身は桐生と対決する。
『0』では戦闘では桐生と同様の格闘術の他、投擲武器にポケットティッシュや回復剤の偽物を混ぜてインベントリの空きにねじ込む攻撃を繰り出す。また、一定の体力が減るとドスを取り出し、真島さながらの動きで翻弄してくる。一族の好敵手となるかを見極めるために真島と対峙する。
『極』では戦闘では『0』でのスタイルと基本的に同じだが、一度体力が尽きて復活するタイミングでスタイルを切り替える、グレネードの投擲やブレイクダンスのような起き上がり攻撃の追加、体力が少なくなるほどに攻撃速度と移動スピードが速くなるなどの変更点がある。会話ではリメイク作であることを意識したメタフィクション的な選択肢が追加されており、どちらを選んでもプレイヤーに向けての感謝を述べる。また、敗北後は「天よ、もはや一辺の悔いも… 有る!」と言って再戦を誓う形になっている。
『6』では戦闘では巌見恒雄や秋山といった強敵に似た格闘術とアルティメットヒートモードを駆使しつつ、多数のドローンを展開して桐生の行動を妨害しながら自爆機能付きの自動掃除機を用いて追い詰めてくる。また、窮地に陥ると桐生の強力な攻撃を防ぐ球状のバリアを張る。敗北後は「いつでも桐生の命を狙っていい」という条件付きで桐生会の仲間に加わる。
『極2』では戦闘場所がミレニアムタワー内部に変更されており、戦闘では最初は郷田龍司に似た剣術で戦い、体力が一定まで減ると二振りの刀を用いる他、『6』と同じく桐生の強力な攻撃を防ぐ球状のバリアを張る。敗北後は桐生の強さの源を探るために真島建設に入社し、闘技場にも参戦する。
『8』ではメインストーリーに登場。表向き死亡したことなっている桐生への攻撃を控えていた。初戦では桐生に勝利するが、これをきっかけとして桐生が絆覚醒に目覚める。絆覚醒した桐生に敗れるが、丈は「お前を倒すのは俺だ。……病じゃない。」と桐生に告げ去っていった。その後は横浜ダンジョンのEXフロア最深部でボスとして登場。戦闘開始直後に亜門三兄弟を呼び出し、絆連携も駆使してくる。倒すと「我々が追ってきた桐生が戻ってきた」と喜ぶが、桐生は「弱い自分も強い自分も俺だ」と告げる。そして初戦と同じく「お前を倒すのは亜門一族だ。……病じゃない。」と返し、去っていく桐生を見送った。
亜門 一也（あもん かずや）
『2』から登場した丈の弟子の一人。戦闘では二振りの大斧を使用する。最初の刺客としてチャンピオン街で桐生と対峙する。
『4』では戦闘ではヴァレリーに似た格闘術と素早い身のこなしを生かした高い回避力を武器に戦う。また、体力が一定まで減ると攻撃に対してよろけなくなり回避力も極端に上がる。主人公たちに合わせて登場し、前哨戦と称して秋山と戦う。
『5』では戦闘では秋山と同様に素早い動きや足技を駆使し、翻弄してくる。主人公たちに合わせて再び登場し、秋山と先鋒として戦う。
『極2』では髪が金髪になり、戦闘場所も七福パークに変更されている。戦闘では『2』と同じく二振りの斧を使用し、体力が一定まで減ると桐生の強力な攻撃を防ぐ球状のバリアを張る。敗北後は桐生討伐は他の弟子に譲り、桐生が亜門一族以外の者に討たれてはならないといった理由で真島建設に入社し、闘技場にも参戦する。
『8』では横浜ダンジョンEXフロア最深部での丈との戦闘で呼び出される。
亜門 次朗（あもん じろう）
『2』から登場した丈の弟子の一人。戦闘では武器に特殊な銃を使う。二番目の刺客としてセレナ裏で桐生と対峙する。
『4』では戦闘では防御不可能の特殊なハンマーを扱い、常時少しずつ体力が回復する状態に加えて、体力が一定まで減ると移動速度や回避率が上がる。一方で掴みに弱いという弱点も持っている。主人公たちに合わせて登場し、冴島と対峙する。
『5』では戦闘では金井に似た格闘スタイルで戦い、体力が一定まで減ると分身を生み出してくる。主人公たちに合わせて再び登場し、冴島と対決する。
『極2』では戦闘では武器がマシンガンに変更になり、倉橋や飯渕に似た戦闘スタイルと閃光弾を用いる他、体力が一定まで減ると桐生の強力な攻撃を防ぐ球状のバリアを張る。敗北後は自身を打ち負かした桐生に対し、桐生が討たれるまでの間は力を貸すといった理由で真島建設に入社し、闘技場にも参戦する。
『8』では横浜ダンジョンEXフロア最深部での丈との戦闘で呼び出される。
亜門 三吾（あもん さんご）
『2』から登場した丈の弟子の一人。戦闘ではバズーカ砲を武器に戦う。最後の刺客として劇場前広場で桐生と対峙する。
『4』では戦闘では最初はサブマシンガン一挺を武器に戦い、体力が一定まで減るとサブマシンガンを二挺に切り替える他、谷村と同じく捌き技を見せる。主人公たちに合わせて登場し、谷村と相見える。
『5』では戦闘では品田と同様に様々な武器を使いこなし、体力が一定まで減ると押田天童に似た戦闘スタイルに切り替わり、大量の傘をミサイルのように発射する攻撃を行う。主人公たちに合わせて再び登場し、谷村が不在のために代わりに連れてこられた品田と戦う。
『極2』では戦闘では武器が小型のバズーカ砲に変更になり、砲撃のみならず武器による打撃技も駆使し、体力が一定まで減ると桐生の強力な攻撃を防ぐ球状のバリアを張る。敗北後は桐生の強さに興味を持ったといった理由で真島建設に入社し、闘技場にも参戦する。
『8』では横浜ダンジョンEXフロア最深部での丈との戦闘で呼び出される。
亜門 乃亜（あもん のあ）
声 - 南雲希美（『ONLINE』）
『5』に登場した特定の条件を満たすことで遥の前に姿を現す亜門一族の長女。他の亜門一族と同じくサングラスを着用しているが、愛用品はフレームがハート型の個性的なもので、着用しない場合もある。ダンスバトルでは体力を大幅に削り取るヒートを使い、ライブバトルでは通常より複雑な譜面での対決を強いられる。丈に育てられて自らも暗殺の訓練を受けたものの、前述の掟により桐生と拳を交えられないことを歯がゆく思っており、後に遥がアイドルとして「戦い」の日々を送っていることを知って同じ土俵での勝負を挑む。エピソード終了後は亜門丈の桐生に対する執着とは違って遥をライバル視してはいるものの、殺害対象としては見ておらずに互いに競い合うライバルとして遥のことを認める発言をした。
『ONLINE』でも登場し、春日に出会い、遥との経緯を語り、掟を破って助っ人となる。
亜門 創（あもん そう）
『0』に登場した亜門丈の父で、当時の亜門一族の長。戦闘では旧式の鋳造砲に似た大砲を使用し、正面の砲撃と上に向けての連続の砲撃に加え、桐生が気絶すると絶大な威力を誇るレーザービームを発射する。また、体力が減るとパワータイプの渋澤に似たスタイルで戦い、さらにはヘリコプターを呼んで空から椅子や机（拾うとそれらを振り回す）、無敵となるドリンクを落とすという攻撃も行う。桐生が一族の繁栄を阻む存在になることを夢で見たことで桐生と対峙する。
亜門 新（あもん しん）
『7』に登場した亜門一族の一員。「ジャッジアイズ 」に先駆けて登場している。ストーリークリア後に登場する「ファイナルミレニアムタワー」の最上階に待ち構える最後の相手として登場し、他のメンバーと異なり、何度でも対決が可能となっている。初回対決以降もタワー最上階を根城としているようで、再度訪れるとテレビや食料品が持ち込まれており、ゴミが散乱している。またその際は普段の物々しい語り口調を完全に忘れ去った反応を見せる。戦闘では敵キャラクターの中でも最大のレベルを誇り、即死攻撃や様々な強敵たちの戦法を使い分ける。桐生が目に掛けた春日が「新たな龍」となるにふさわしいかを見極めるために激突する。敗北後は春日の力を認め、現れた桐生と共に春日の今後を見守ることにした。
「ジャッジアイズ」に登場した亜門新であると明言はされておらず、桐生と旧知であるかのように会話している点や『8』に登場した亜門丈の容姿が彼に似ている点から、亜門丈である可能性もある。
亜門 鉄（あもん てつ）
『7外伝』に亜門一族が開発したロボット。
亜門 涯（あもん がい）
『7外伝』に登場した亜門一族の一員。

### 復讐者
『3』の「ヒットマン」のイベントに登場する、かつての錦山組若中だった荒瀬和人がボスを務める謎の組織。劇中ではボスである荒瀬を含めて21名のヒットマンが登場（部下を従えている者もいる）し、堅生会を潰すために行動している。
HIDEKI（ヒデキ） / 新崎 英輝（しんざき ひでき）
復讐者の一人で、その中でもNo.2と言っても良い存在。「神速の刃」と呼ばれるほどの素早いナイフ捌きを誇る実力者の殺し屋で、復讐者ではヒットマンのスカウトも行っている。戦闘ではナイフと素早い動きを武器に戦う。かつては凄腕のヒットマンとして活躍していたが、ある時に不意に金で利用される仕事に虚しさを感じて失踪し、荒瀬と出会って復讐者の一員となる。その後、ミレニアムタワーの前で「HIDEKI」としてギターの弾き語りをしながら情報集めをしていたが、遂に自身が動かなければならない状況となり、対峙した桐生に敗北したことでプライドを傷付けられ、荒瀬と同様に桐生への復讐のために再度激突し、それでも勝てずに最後は荒瀬と共に桐生に挑むも敗れ去る。その後は全てを知ったことで堅生会襲撃を止めると発言した荒瀬と共に去って行った。
コータロー
復讐者の一人。「殺し屋」を名乗っているが、実際は人間の命を絶つということに対する恐怖心を克服できなかったことから誰一人殺しておらず、それを指摘されると逆上する。また、お調子者ではあるが復讐者の幹部となっている高名なヒットマンの一閃の弟子であったために殺し屋だったことに対しては自分なりのプライドを持っている。戦闘ではスタンガンを使用する。かつて組にいたが殺しができないことからすぐに追い出され、街で恐喝の小銭稼ぎをしていたところを桐生に見つかり、対峙するも敗北する。堅生会に連れてこられた後は通販に興じたり、ネットニュースで和んだりとインターネットを満喫しているが、更生する意思も確かであるために復讐者のイベントが終盤に差し掛かると就職先を探すようになる。
『4』では桐生のサブストーリーに登場し、更生して社会復帰を果たしており、それでも勤務態度の悪さ（特に言葉遣い）からバイト先を転々としていたが、最終的には桐生のアドバイスに助けられたことで新たに就職した寿司屋「寿司吟」では接客時の言葉遣いと態度を改めることに成功した。

### 極道殲滅暗黒同盟
『4』の桐生の「チームエンカウント」のイベントに登場する、神室町に住む極道を善しとしない者が結成した「暗黒会」とも称される同盟組織。構成員はアジア圏のマフィアが多く、任務が発生した場合は発案者が指揮を執る形式となっている。アジアンマフィアの中で強大な力を持っていたラウの死をきっかけとして本格的に桐生の排除に向けての画策を開始し、後に神室の盾と神室町のギャングチーム「神室町アクアデビル」のいざこざに桐生が介入したことで始まった各ギャングチームによる「桐生ハント」に便乗して桐生を仕留めようとしたが、結局は返り討ちに遭ってしまう。
ノワール
暗黒会四天王の一人で「玄武」の名を持つ黒いダウンジャケットを着た男。黒悪夢のリーダーであるランク0は実弟にあたり、彼を「我らの崇高な理想を理解できずに逃げ出したクズ」と嘲笑している。戦闘ではルチャで戦う。組織の邪魔者である桐生を排除するために桐生を呼び出すが、命令でしか動けずその命令の本質すら理解しないことから桐生に「自らの意思で動いていた分、弟の方がまともそうだ」と言われて逆上し襲い掛かるも敗北した。桐生に敗れた後、彼から「弟を見習って自分の意思で生きるんだな」と諭される。
BLUE（ブルー）
暗黒会四天王の一人で「青龍」の名を持つ香港出身の男。日本語と英語が入り混じった片言で話す。戦闘では鉤爪を装備し、ラウに似た格闘スタイルで戦う。組織の命令で桐生に襲い掛かるも敗北し、直後にその場から姿を消した。
ブラン
暗黒会四天王の一人で「白虎」の名を持つ元韓国マフィアの構成員。日本ではマフィア活動は割に合わないとして、暗黒会に加入した経歴を持つ。戦闘ではリチャードソンに似た二丁拳銃スタイルで戦う。他の二人と同じく組織の命令で桐生に襲い掛かるも敗北した。
ルージュ
暗黒会四天王の一人で「朱雀」の名を持つ、暗黒会を指揮していた仮面を被った不気味な男。戦闘では秋山やリチャードソンに似た格闘スタイルの他に極め技も使用する。たまに現れては神室町のパワーバランスをたった一人で変えてしまうほどの桐生を「たまに来る天災レベル」と評して危険人物として目を付けており、ラウの死後に再び神室町に現れた桐生を始末する好機と思い、関東ギャングスターズの実質的なリーダーであるRAやパープルキラーズに桐生退治を依頼するが失敗し、最後は自身が動いて始末しようとするも敗北した。桐生に敗れた後、自分の命を狙った暗黒会に対して「今後狙われた際は気を付ける」と気にする程度の反応しかしなかった桐生の豪胆さに驚愕し去って行った。

### 神室町ファイブビリオネア
『0』の桐生の「神室町マネーアイランド」のイベントに登場する、神室町でもっとも多くの金を動かしていると言われる「娯楽王」「電脳王」「風俗王」「賭博王」「芸能王」の5人からなる億万長者の総称。神室町を5つのエリアに分け、それぞれが圧倒的な資金力と暴力的な圧力で金儲けというマネーゲームを楽しむため、それぞれに暮らす人々を顧みることなく自分たちの金儲けを第一として強制的に次々とエリアを拡大している。桐生が山野井と共に解決策を講じ次々と桐生に倒され、黒幕である「金融王」が倒された後は、5人全員が桐生の仲間となり、それぞれのエリアの治安維持に務めている。
娯楽王 / 設楽（したら）
神室町ファイブビリオネアの一人で、天下一通りを根城としてパチンコ店経営を主とした娯楽産業で財を成した億万長者。ファイブビリオネアの中で唯一苗字が判明している。電脳王曰く「一番弱いビリオネア」で、サングラスにヒョウ柄のズボン、赤いシャツと遊び人風の風貌ながらも自身の管轄エリアから立ち退こうとしない山野井に暴力を振るうなど好戦的な性格をしている。戦闘ではブルース海老沼に似た格闘スタイルで戦う。街中で肩がぶつかった桐生に対し、威圧する手下をなだめ「金持ち喧嘩せず」と一言言い残し、去って行った。その後、自身のエリアの物件や土地を悉く桐生に買収されてしまい、最後の手段として桐生と戦うが敗れ、直後に現れた他のファイブビリオネアのメンバーからファイブビリオネアからの離反を突きつけられた。その後はファイブビリオネアに消されることを恐れて、手下の竹下楽太と共に桐生に仲間入りを志願した。
電脳王
神室町ファイブビリオネアの一人で、中道通りを根城として最先端技術の開発・投資で財を成した億万長者。IQ190の頭脳を持つ天才で、中道通りのゲームセンターに入り浸っており、自身を「IQ190のスーパーゲーマー」と称している。一方でオタク風の外見からは想像つかないほどに喧嘩も強く、チーマーに絡まれた際に全員返り討ちにし、彼らを従えるようになった。戦闘ではムエタイで戦う。桐生とゲーム勝負をしたりと常にゲーム感覚で戦うが、最後の対決では手段を選ばず、チーマーを呼び寄せて複数で桐生に挑むも敗北した。桐生に敗れた後は、桐生の経営能力を高く評価した上で、自身はゲーマーに戻ることを話し、手下の明電波也と共に桐生に仲間入りした。
風俗王
神室町ファイブビリオネアの一人で、ピンク通りを根城として風俗施設産業で財を成した億万長者。ごつい体にピンクのラメ入りボディコンを着たオカマであり、山野井からは「男の体に女の心、双方の気持ちがわかるからこそ大金を手に入れた」と評されている。また、ボッタクリ商法や店で働く風俗嬢を金で売り買いするなど良い噂はあまり聞かれず、ピンク通り周辺のヤンキーたちに金と女をあてがい従えさせた。戦闘では相沢に似た格闘スタイルで戦う。桐生を呼び出す際に風俗の割引券を送るなど桐生を弄びながらも対峙し、最後には桐生を直接襲う強行手段に出るが、他の手下と共に敗北した。桐生に敗れた後は、「神室町を元に戻すためには大元を潰す必要がある」と進言し、自ら風俗経営のアドバイス協力を申し出て、手下のジャガーと共に桐生に仲間入りした。
賭博王
神室町ファイブビリオネアの一人で、劇場前広場近辺を根城として驚異的な勝負強さで賭博に勝ち続け財を成した億万長者。金髪にスーツという出で立ちの元極道で、賭博で得た大金を元に極道から足を洗い、現在は裏カジノや自ら経営する賭博施設「キャットファイト」は元より、パチンコ店やレジャー施設などの経営や買収も行っている。また、極道時代の仲間をボディガードとして従えさせているなどファイブビリオネアの中でも芸能王と一、二の座を争うほどの財力とコネを持った一人でもある。戦闘では八幡に似た格闘スタイルで戦う。ギャンブルさながらのスタイルで桐生と対峙するが、最終対決では「最後にはなんとしても勝つ」という自身の哲学の元に仲間の極道と共に桐生に挑むも敗北した。桐生に敗れた後は、桐生の経営スキルの高さを評価し、桐生よりも大きな男になると意気込むが、対決後に現れた芸能王から「桐生に負けることを想定し、君の物件と資金を全て奪った」と聞かされ、一泡吹かせてやりたいと桐生に仲間入りを志願した。
芸能王
神室町ファイブビリオネアの一人で、七福通りを拠点としてディスコの経営で財を成した芸能プロダクションのマネージャー。元ダンサーという経歴から「ディスコキング」の異名を持ち、外人被れな口調とおちゃらけた雰囲気を醸し出しているが、利益を得るためならば手段を選ばない性格で、芸能人志望の女性を斡旋したり、桐生に敗れた元仲間をあっさりと切り捨てるなどしていた。また、ファイブビリオネアの中でも最強と評されるほどの財力と実力を誇っている。戦闘では風間譲二に似た格闘スタイルで戦う。他のファイブビリオネアのメンバーと同様に最後には桐生に直接対決を挑むが、自身も敗れてしまう。その後、現れた金融王から用済みとして手下に桐生もろとも抹殺されそうになるが、桐生と協力して手下を撃退し、直後に自身がして来た悪行を償うために桐生に協力する。
金融王
神室町ファイブビリオネアの元締めで、山野井のかつての同僚。ファイブビリオネアを凌駕する財力を誇るが、普段は自身の根城である「ビリオネアルーム」に籠ってファイブビリオネアを操っており、自分から動くことは少ない。また、社会貢献を唾棄したり金のためならどこまでも非情になれるなど、その性格は強欲かつ自己中心的で、我が強く拝金主義な性格の多いファイブビリオネアをもってして、逆らえば破滅は免れない存在として恐れられている。戦闘ではリチャードソンに似た格闘スタイルで戦う他、茉莉奈から強奪した拳銃による銃撃も織り交ぜてくる。かつては山野井と同じく不動産業を営んでいたが、次第に金と独善的な思想に溺れ、マネーゲームに手を出そうとしたことで山野井と決別してしまう。その後はマネーゲームで稼いだ金を元に始めた金融業からさらなる金を手に入れ、遂にはファイブビリオネアを利用して神室町を支配することを目論むようになる。ファイブビリオネア壊滅後は、山野井を買収した上で桐生を始末するという手段をとるも、山野井に銃を向けられたことで困惑して命乞いをするも断られて殺されそうになる。その後、駆け付けた桐生の秘書である潜入捜査官の茉莉奈に今までの悪事の摘発を受け、自棄になって茉莉奈が置き忘れた拳銃を強奪して桐生たちに襲い掛かるも返り討ちに遭ってしまい、直後に逮捕された。

### 蒼天堀ファイブスター
『0』の真島の「蒼天堀水商売アイランド」のイベントに登場する、蒼天堀のキャバクラを牛耳っている人気キャバクラ5店舗のオーナーの総称。元々、蒼天堀にはキャバクラという新ビジネスの勢いの波に乗ろうとたくさんのキャバクラ店がひしめいていて栄えていたが、彼らが蒼天堀に出店してからは他のキャバクラ店に対しての嫌がらせや金を使ったキャストの引き抜きや暴力的な圧力など手段を選ばない手法によりどんどんと閉店に追いやられ、最終的にはファイブスター以外の蒼天堀のキャバクラはサンシャインのみとなった。また、彼らはお互いに手を組み自分たちの店だけで蒼天堀のキャバクラを独占しようと企んでいる。最終的な目標は、蒼天堀のキャバクラを独占しそこに渦巻く金や利権、人脈を手に入れた後に、蒼天堀で最も大きな力と金を持つキャバレー「グランド」を潰すことにあったが、真島と陽田によるファイブスター壊滅活動により追い詰められて行き、最後は組織の黒幕であったことみが月山と共に警察に自首したことで消滅した。
火野（ひの）
声 - 堀内隼人
キャバクラ「CLUB MARS」のオーナーで、蒼天堀ファイブスターの一人。上下赤のスーツに金色の蝶ネクタイとお坊ちゃん風の風貌をした傲岸不遜な拝金主義者で、月山からは「五本指のいわば小指」とあまり当てにされていない。招福町西に構えているMARSは、金持ちをのみをターゲットとした店となっており、「蒼天堀キャバクラランキング元気っ娘部門1位」に君臨している亜衣がNo.1として在籍している。また、キャバクラバトルでは、サンシャインの客を帰らせるフィーバーヒートを使う。真島が来る前からサンシャインに対していたずら電話や営業中に店で騒ぐなどの執拗な嫌がらせをしていたが、真島が来てからは本格的にサンシャイン立ち退きに乗り出し、真島たちが偵察しに来た際には「虫退治」と称して店員に暴力行為を指示するも真島に返り討ちにされた。その後、立ち退きに応じないサンシャインにキャバクラバトルを申し込むも敗北し、自身が負けた責任を全て亜衣に押しつけて無効を主張するが、その後に現れた月山により敗北したこととその見苦しさからファイブスターからの離反を突きつけられ、消されることを恐れてサンシャインを飛び出し逃げて行った。
木塚（きづか）
キャバクラ「CLUB JUPITER」のオーナーで、蒼天堀ファイブスターの一人。迷彩柄の作業着風の衣服を身にまとい、顔中にピアスを付けたいかつい風貌をした元暴走族総長で、ファイブスターの「汚れ仕事」を任されている。文左衛門筋に構えているJUPITERは、キャストを休ませない経営から出勤率が高く、「蒼天堀キャバクラランキング連勤日数1位」の座に君臨し蒼天堀のキャバクラ嬢一の体力から「連勤の沙希」の異名を持つ沙希がNo.1として在籍している。また、キャバクラバトルでは、サンシャインのキャストの体力を減らすフィーバーヒートを使う。戦闘ではルチャで戦う。火野の敗北後、サンシャインに対して真島の留守中に手下を使い、陽田に暴行行為を働くなどの嫌がらせ行為をし、サンシャイン潰しに本格的に動き始める。その後は立ち退きに応じないサンシャインにキャバクラバトルを申し込むも敗れ、自身の負けを認めつつも今度は「男同士の拳の勝負」と真島に対して直接対決を挑むもこちらでも敗北し、潔く完敗を認めた（真島から「喧嘩は一流」と評された）。対決後は月山に消されることを恐れて身を隠す意向を示し、JUPITERを閉店させることを決めた後、沙希に今までの詫びを入れ、真島に沙希を雇って欲しいと懇願して立ち去った。
水村（みずむら）
キャバクラ「CLUB MERCURY」のオーナーで、蒼天堀ファイブスターの一人であり、陽田に水商売のイロハを教えた師匠。真島に似たポニーテール風の髪型に水色の長袖シャツとスーツ姿の老紳士的な風貌をしており、かつてはその手腕の凄さから「キャバレーの獅子」の異名を取っていた。招福町に構えているMERCURYは、水割り1杯10万円という所謂ぼったくりバーで、複雑な家庭事情や体調面に不安を抱えるひびきがNo.1として在籍している。また、キャバクラバトルでは、サンシャインのキャストの調子を下げるフィーバーヒートを使う。サンシャインと敵対していく中で自身の過去が明らかになり、陽田の師匠でかつて蒼天堀の水商売を賑わせていこうと夢を語り合った仲であることや共にキャバレーを経営していた妻を亡くしたことから店が経営難に陥っていたこと、月山の誘いに乗ってキャバクラに経営転換し汚い経営に手を染めてまでも妻との思い出の店を存続させるために奮起していたことなどが判明する。サンシャインとのキャバクラバトルに敗戦した後は、自身の負けを認めつつも、成長した陽田を褒め称え、陽田から「共にまた仕事をしたい」と告げられるも断り、MERCURYの閉店を決意した。また、陽田と同様に真島の手腕も高く評価した上で、ひびきの事情を汲んだ上でサンシャインで雇って欲しいと懇願し、最後には「老兵はただ去るのみ」と言い残してサンシャインを後にした。
金原（かねはら）
キャバクラ「CLUB VENUS」のオーナーで、蒼天堀ファイブスターのNo.2。金色のジャケットを着たハンサム風の風貌をしたナルシストで、「どんな手を使おうと相手より優位に立つ」という持論を持ち目的のためなら自らの風貌に魅せられた女を騙し手駒として利用することも厭わない卑劣さから真島に「外道」と揶揄された。蒼天堀通りの東側に構えているVENUSには、自身の恋人でありミステリアスかつクールな魅力を武器に蒼天堀内でも一、二を争う実力の持ち主と評される千佳がNo.1として在籍している。また、キャバクラバトルでは、サンシャインの客を帰らせると同時にキャストの体力を減らすフィーバーヒートを使う。戦闘では八幡に似た格闘スタイルで戦う。サンシャインにスパイを送り込むなどサンシャインと敵対する中でサンシャインで働くユキに目が止まり彼女を口説こうとしたが、ユキに「生理的に無理」と拒否された。その後もユキに対して口説きを仕掛けるが拒否され、強行手段として自身の個人的な目的とサンシャインの戦力ダウンのためにユキを拉致してサンシャインにキャバクラバトルを申し込むも敗れた。敗戦後は、自身が負けた責任を全て千佳に押しつけ、真島に対して実力行使に出るも再び敗北し、それでも負けを認めようとしない往生際の悪さから、対戦後に現れた月山に「消えなければ消すぞ」と脅されてその場から逃げ去った。
月山（つきやま）
キャバクラ「CLUB MOON」のオーナーで、蒼天堀ファイブスターのリーダー。深緑のスーツに眼鏡を掛けたインテリ風の風貌をしている冷静沈着な冷血漢で、同じファイブスターのメンバーに対しても仲間意識を持たずに火野を敗北後にあっさりと切り捨てたり、木塚に対しては汚れ仕事を押し付けたりと駒や道具のように扱うなど、その冷酷さを水村からは「水商売の悪魔」と評されている。蒼天堀通りの西側に構えているMOONには、「蒼天堀最強のキャバ嬢」の異名を持つまながNo.1として在籍している。また、キャバクラバトルでは最強の能力を誇り、サンシャインの客を帰らせると同時にキャストの体力と調子を下げるフィーバーヒートを使う。戦闘ではムエタイで戦う。他のファイブスターのメンバーが真島に敗れた後は最後の砦として立ちはだかるが、自身も真島に敗れてしまい、直後に母親を死に追いやったグランドを潰すという真の目的を吐露した。その後はまなや真島に諭されたことでグランドへの憎しみから解放されようとしたところを、自身を利用していた秘書のことみに撃たれるが一命をとりとめ、彼女に利用されていたという事実を告げられて尚も真島にことみの暴走を止めて欲しいと懇願し、最終的には自殺しようとしたことみを止めて彼女と共に罪を償うために警察に出頭した。

### ムナンチョヘペトナス教
『0』から登場した「ムナンチョヘペトナス」と呼ばれる神を崇めるインチキ宗教団体。信者は白装束（『極』以降は黒装束）に数珠状の首飾りを身につけた装いをし、教団を狂信的なまでに信仰しているが、実際は教団に洗脳されているだけであり、自身が騙されていることに気づかずに盲信している者が多い。また、教団内では独創的な隠語を用いており、お布施のことを「フセリンチョ（1リンチョが10万円）」と呼び、ありがとうを意味する「ヘペトナス」、修練を「シュレピッピ」、徳を「ク・リパース」、出会いの挨拶を「ムナンチョ」、別れの挨拶を「ムナンチョッチョ」、再教育（洗脳）のことを「チョモゴメス」、「俺の母乳を飲め」を「ドルチェウッホ」、教団に入信した者を「フレンド」とそれぞれ称している。街で入信者を勧誘しては洗脳して信者に仕立て上げ、お布施と称して金を騙し取るなどの詐欺行為で入信者を食い物にし、反抗的な者には監禁や暴力などといった悪辣な手段を講じることも厭わないなどのタチの悪さも目立つ。当初は大阪の蒼天堀で活動していたが、真島の摘発により教団の実態が暴かれて一度は解散した。その後も『極』で東京の神室町、『6』では広島の尾道仁涯町で残党が再起を図るも、双方共に桐生の介入により失敗に終わっている。『7』にはニワトリを生き神として祀るカルト教団の一員がスジモンとして登場し、その一味もムナンチョやシュレピッピなどムナンチョヘペトナスに関する単語を口にするが、関連性は不明である。『8』では名前のみ登場。他同業団体が行う同様な詐欺まがいの防止に役立てようと初代教祖が当時行っていた布教を自ら実践して動画配信する事で、詐欺防止の救済活動に身を挺していた事を察するに既に広島・尾道仁涯町で壊滅して以降の活動はしていないと思われる。『ONLINE』では1987年当時から蒼天堀で活動しており、ヤクザも近寄らないと言われるほどの勢力を誇っていたが、とある出来事によって一時壊滅状態まで追い込まれることが描かれている。
ムナンチョ・鈴木（ムナンチョ・すずき）
声 - 田窪一世（『6』）、後藤淳一（『ONLINE』）
真島のサブストーリーに登場したムナンチョヘペトナス教の開祖。詐欺師らしく狡猾さと演技力に長け、普段は聖人ぶった態度をとっているが、信者たちを私腹を肥やすための存在としか見ておらず、金を巻き上げたり、女性信者には「特殊なシュレピッピ」などと称して性行為を強要するなど、その本性は我欲に満ちている。また、自身の目論みを台無しにされたり挑発を受けると逆上して本性を剥き出しにするなど短気な面も目立つ。戦闘では南に似た格闘スタイルで戦う。騙されて入信したいおりを手籠めにしようとしたが、教団に潜入した真島に叩きのめされる。その後、信者たちに助けを求めたが、呼び掛けを無視して「回復の儀式」と称した祈祷を始めたために、洗脳が仇となって自滅するという自業自得な末路を辿り、詐欺罪で警察に逮捕される。
『6』でもサブストーリーに登場し、詐欺から足を洗っているものの相変わらず短気な面や口が上手い面は健在である。出所後に他に頼れるものが無かったために開祖として教団に返り咲けば居場所はあると思い、元金庫番のムナンチョ赤松が教祖になったことと教団が活動拠点を広島の尾道仁涯町に移したことを知って移り住む。しかし、移住して間もない頃から優しく接してくれたミエという老女に出会い、惚れ込んでしまったことで改心する。その後、ミエが夫を亡くしたところを教団に騙されて大金を寄付しようとするのを目の当たりにし、彼女を止めるために街中で言い争っていた時に偶然通りかかった桐生と共に入信希望者と偽り、教団施設に潜り込んだ。その際に自身が開祖であることや教団を作ったことに対する罪悪感と後悔を告白し、ミエの寄付を阻止した。その後、28年前の自身と同じ結末を迎えた赤松と教団の解体を見届けるも、同時に自身の過去も露見したことでミエからは絶交されてしまうが、改めて自身の犯した罪を一生背負っていくという決意をし、また罪を償う第一歩を踏み出せた礼を桐生に告げて街中へ去って行った。
『ONLINE』では過去のエピソードで登場し、教団へ入信して来たヤクザの石塚弘毅を洗脳して信者に仕立て上げるが、石塚を追って来た幕内組の組員である金宮から石塚が組の金を持ち逃げしたことを聞き出すと、石塚から金をせしめようとしたが記憶を消したことが仇となって金の在り処まで忘れてしまったがために、石塚の記憶を呼び起こすために躍起になる。紆余曲折を経て石塚の記憶を取り戻すも「持っていた金は競馬でスってしまい、それがバレたために組から身を隠すために教団へ逃げ込んだ」と告げられたために彼を教団から追い出そうとしたが、逆に金目的で組に歯向かったことをネタにされた上で逃亡の手助けをするように脅迫されてしまい、進退窮った状態に追い込まれた。最終的に石塚の脱走の手引きを行うことになり、幕内組の目を欺くためにかかった費用と時間から多大な損失を被る羽目になる。
『8』では桐生のエンディングノートに登場。教祖当時の教団服に身を包み、横浜・伊勢佐木異人町の浜北公園の海岸通りでシュレピッピ(修練)を動画撮影しているところに桐生が偶然通り掛かった。かつて広島・尾道仁涯町にて布教活動していた当時ムナンチョ赤松率いる同教団の悪事を共に暴き壊滅させたが、また戻ってきてインチキ商法に手を染めていたと勘違いし見過ごすことは出来ないと声を掛けてきた。当人は完全否定したが、なかなか信じてもらうことは出来ずにいたがチンピラに絡まれた際、ムナンチョへぺトナス教が行っていた一連の行動を動画を通して自ら実践して見せることで、同調圧力を利用し思考を鈍らせることで寄付金と称して金を摂取するための詐欺だという事を広め、他の同様な手口に騙されないよう促すためのモノであり、動画配信で得た収益も全て被害者の会に寄付していると告げ、せめてもの贖罪であると真意を語った。鈴木の本心を知った桐生がチンピラたちを撃退。かつて共に広島で撃退に協力してくれた桐生だと気付くも否定された。自分が今やってることは広島での別れ際に桐生に掛けてもらった言葉「犯した罪と真っすぐ向き合う人間を神様は悪いようにはしない」という言葉が、自らが贖罪を含めた被害者救済と詐欺防止する活動のきっかけになり、今でもその決意に一切のブレは無いと語り、別れ際、「がんばれよ、ムナンチョ鈴木」と小さく桐生が囁いた。
古川 いおり（こがわ いおり）
真島のサブストーリーに登場したムナンチョヘペトナス教の信者で、教団に騙されて入信した女子大生。20歳。父親を亡くして途方に暮れていたところを教団に付け込まれて教団を盲信するようになる。その後、洗脳により母親に関する記憶を消去されたり、金の支払いが未納であることに目に付けたムナンチョ鈴木に強姦されそうになったが、真島によって正気を取り戻す。その後は完全に化けの皮が剥がれたムナンチョ鈴木と彼の前で祈祷し続ける信者たちを尻目に教団を脱退して母親の元へ戻り、自身を助けるために行動してくれた真島に感謝をし、これからは母親と力を合わせて行きていくことを真島に誓った。
チョリトス・矢澤（チョリトス・やざわ）
『極』のサブストーリーに登場したムナンチョ鈴木の一番弟子を称する代行的存在。ムナンチョ鈴木に心酔しており教団壊滅後も慕い続けているほどの従順さを持ち、教団を潰した真島に対しては「災厄ウロゴマ」と呼び逆恨みしている。また、先生と自称しているが、芝居掛かった言動と怪しげな雰囲気から桐生に「ただの胡散臭いオッサン」と軽視された。戦闘では師匠と同じく南に似た格闘スタイルで戦う。ムナンチョ鈴木が逮捕された後は教団を再興させるために「生涯のパートナーが必ず見つかる」という触れ込みのパーティーを開催し、信者を増やすという計画を神室町で行っていたが、桐生に阻止されて失敗に終わる。計画破綻後も桐生に対してゴネるも桐生から「人集めの才能はある」と評価され、彼からそれを生かした別な道を促されたことで神室町から撤退した。
ムナンチョ・赤松（ムナンチョ・あかまつ）
『6』のサブストーリーに登場したムナンチョヘペトナス教の二代目教祖で、教団の元金庫番。28年前と変わらぬ手口を使っていることや、インチキ呼ばわりされても平然とした態度で開き直る厚かましさから鈴木に「一端のペテン師になった」と皮肉を浴びせられた。戦闘ではブルース海老沼に似た格闘スタイルで戦う。ムナンチョ鈴木が教祖として活動していた頃は教団の金庫番を務めていたが、ムナンチョ鈴木が逮捕された後は警察から隠し通した金で教団を乗っ取って教祖の地位に就き、乗っ取りの事実や教団内の悪行を隠蔽した上で広島の尾道仁涯町で活動をするようになる。騙されて入信したミエから金を奪おうとしたところを桐生と共に教団に乗り込んできた鈴木に正体を明かされた上に教団も否定され、その怒りと失望感から彼を反逆者とみなして襲いかかるも桐生に一蹴された。その後、信者たちに助けを求めるも呼び掛けを無視され、結局は28年前の鈴木と同じ轍を踏むこととなった。
『7外伝』では大富豪にスカウトされた浄龍会のメンバーとして加わる。教団壊滅後は大人しくなったとされているが、改心したのかは不明である。

### JUSTIS
『6』の「クランクリエイター」のイベントに登場するチーム。名前の由来は英単語の「JUSTICE」だが、結成時にジョーやオカダが綴りを覚え間違えていたために「JUSTIS」となっている。チームでは「六狂人」と呼ばれる6人の幹部たちを中心に動いており、かつて神室町で幅を利かせていたカラーズと呼ばれるギャング集団を倒すために正義を貫く若者たちによって作られ、カラーズ壊滅後はギャングチームと遜色のないチームに成り下がって徐々に勢力を広めていくが、そのほとんどが参謀役のコウメイや彼のバックにいた黒幕の殺月の手の内にあることを見抜いていたオカダは密かに殺月共々組織を潰すことを狙っている。桐生会との抗争の中でオカダを含む六狂人メンバーは全員桐生会に移籍し、組織はコウメイが完全に掌握するも程無くして殺月と共に倒され、完全に壊滅した。『極2』では六狂人の6人は本編とは関係ないゲストキャラクターであるが、闘技場で対戦したり新・クランクリエイターで仲間にすることができる。
オカダ・カズチカ
JUSTISのリーダー兼六狂人の一人で、ジョーの親友。金の雨を降らせるという意味で「レインメーカー」という異名を持ち、メンバー3000人を束ねるほどの圧倒的なカリスマ性と強さを誇る。戦闘ではベースタイプの渋澤に似た格闘スタイルで戦い、必殺技として自身の異名と同じ名の「レインメーカー」を使用する。かつてカラーズを壊滅に追い込んだために殺月の報復に遭い、その際に恋人を守ることができなかったという悔恨から「JUSTISをもっと強くしたい」と考えるようになり、善悪や誰彼問わずに強いメンバーを引き入れるようになってしまい、JUSTISを思想が大きくくずれたチームへと変えてしまうが、その真の目的はJUSTISを敢えてギャング同然のチームにすることで自分の手駒となるギャングを欲する殺月を誘き出して復讐することであった。裏で殺月と繋がっていたコウメイをわざと泳がせる一方、JUSTISに立ち向かわせる戦力を興させるためにジョーをわざと抜けさせ、彼や桐生が興した桐生会にその可能性を見出すと、自らの意図を隠すために悪人を演じる一方で、他の六狂人メンバーを刺客という形で桐生会に送り込むことで内々にその戦力を強化させていく。その後、自身の計画通りにことが進んだ後は全てを明かし、コウメイと殺月、そして彼らの手勢と化してしまったJUSTISを完全に壊滅させるために桐生会に協力する。
棚橋 弘至（たなはし ひろし）
JUSTISの六狂人の一人で、オカダやジョーの友人。愛称は「タナ」。オカダの豹変の理由を知っているために彼の暴走を知りながらもオカダを支え続けており、またJUSTISを抜けたジョーの心情も理解しているなどの強さだけでなく仲間思いの優しさも持ち合わせている。ジョー曰くエアギターをしたり、「愛してマース!」と叫んだりするなど明るいキャラクターだったが、オカダの件もあって現在は落ち着いた性格になっている。戦闘ではルチャで戦い、必殺技として「スリング・ブレイド」を使用する。神室町で桐生たちに敗れてコウメイに切り捨てられた後、オカダの豹変の理由を話し、ジョーと共にオカダを助けるために桐生会に入ると同時に本来の性格に戻る。
天山 広吉（てんざん ひろよし）
JUSTISの六狂人の一人。かつては小島と共にカラーズに所属していたが、後にオカダに敗れたことで、「負けたらそのチームに入る」というポリシーから小島と共にカラーズを抜けてJUSTISに入った経緯を持つ。戦闘ではハングマンに似た格闘スタイルで戦い、必殺技として「TTD」を使用する。神室町で小島とのタッグで桐生とジョーを相手に戦うも敗れ、直後に自らのポリシーに従って桐生会に入る。
小島 聡（こじま さとし）
JUSTISの六狂人の一人。天山とのタッグは「テンコジタッグ」と呼ばれ、組むことで通常の倍以上の実力を発揮し、ジョーからも天山と共に「クソ野郎だが腕は確か」と評されている。戦闘では渡辺正高に似た格闘スタイルで戦い、必殺技として「ウエスタン・ラリアット」を使用する。桐生たちに敗れた後は天山と同様に桐生会に入る。
内藤 哲也（ないとう てつや）
JUSTISの六狂人の一人。「トランキーロ、あっせんなよ」などスペイン語を織り交ぜたややチャラけた独特な語り口調を使い回す一方で、オカダの命令ではなく自分の意思で尾道仁涯町に出向き、誰の命令も聞かないと嘯く強烈な反骨精神や、桐生やジョーのような「感情や男気で動く人間」を嫌ったり桐生に敗れた矢野に対し「負け犬は不要」と射殺しようとするといった冷酷な一面も持つ。また、ヤクザやマフィアに知り合いが多く、桐生が東城会の四代目ということも知っていた。戦闘ではルチャで戦い、必殺技として「デスティーノ」を使用する。矢野の敗北後、後任として尾道に攻め入って桐生たちと戦うも敗れ、直後に前述の「感情や男気で動く人間」への嫌悪は憧れの裏返しであったことを告白し、桐生の男気に惚れたことで桐生会に入る。
矢野 通（やの とおる）
JUSTISの六狂人の一人。元々は窃盗や詐欺のスペシャリストとして活動しており、オカダに引き抜かれてJUSTIS入りした経歴を持ち、「敏腕プロデューサー」と称して手下に様々なあくどい仕事をさせている。戦闘では金井に似た格闘スタイルで戦い、必殺技として「鬼殺し」を使用する。JUSTISの切り込み隊長として尾道仁涯町で桐生たちと対決するも敗北し、直後に現れた内藤からJUSTISからの除名を宣告され、用済みとして射殺されそうになったところをジョーが間に入ったことで救われる。その後は心を入れ替えたとして桐生会に入る。
コウメイ
声 - 武田直人
JUSTISの参謀役。六狂人ほどの腕っ節はないながらもその狡猾さと悪知恵を武器にオカダの右腕的存在として君臨しているが、格下と見た相手を露骨に見下すだけでその戦力を正当に分析しようとしない、兵隊の数で有利と不利を判別する、想定外の事態や裏を書かれた際には激昂したり狼狽えるなど、策士としても優秀とは評し難く、裏で手を結んでいた殺月からもさほど信頼されていない。JUSTISを発展させていく裏でJUSTIS乗っ取りのために黒幕の殺月と協力し、強いメンバーをJUSTISに引き入れた上で密かに自分たちの味方に付けるなどの計画を着々に進める。その後、オカダが桐生に敗れると本性を露わにして同時に殺月を紹介し、オカダに対して「リーダーとしては三流」と嘲りながら、自身がJUSTISのリーダーになることを宣言するが、オカダにその目的や行動は当に見抜かれていたことや殺月を誘き出すために敢えて泳がされていたことを聞かされ、自分が言い放った嘲笑をそのまま返されてしまった。その後はJUSTISの新リーダーとして殺月と共に桐生会に勝負を挑むも、返り討ちに遭い、殺月よりも一足先に倒された。

### 悪徳不動産
『極2』の「新・クランクリエイター」のイベントに登場する、武藤不動産やカラーズ、地上げ三銃士が中心となり結成された組織。武藤と蝶野が組織を動かしているが、その裏では鶴川が操っている。「神室町ヒルズ計画」を請け負う真島建設の利権を狙って神室町へ侵攻を仕掛けるが、桐生の協力を得た真島建設の抵抗によりメンバーが悉く返り討ちに遭い、抗争の最中に武藤不動産とカラーズが鶴川と裏で手を組んでいた殺月の手で乗っ取られたことで組織は瓦解し、最終的には鶴川の敗北と殺月の撤退によって実質的に壊滅した。その後、悪徳不動産の全員が真島建設の社員となり、闘技場にも参戦する。
武藤 敬司（むとう けいじ）
悪名高いと評判の不動産企業「武藤不動産」の社長。弱肉強食という言葉が大好きで、自分の手を汚さずに同業者を潰す戦法を得意とする。戦闘ではパワータイプの渋澤に似た格闘スタイルで戦い、必殺技として「シャイニング・ウィザード」を使用してくる。桐生が来る前から真島建設の妨害を行なっており、桐生の登場により改めて真島建設に宣戦布告をする。地上げ三銃士敗北後は蝶野と共に出陣して真島建設に挑むも敗れる。敗北後は自身の信条に従い負けを認め真島建設と和解するが、それを良しとしなかった蝶野に裏切られた挙句、鶴川に会社を乗っ取られてしまう。しかし、真島が自身を庇ってくれたことで彼に感謝し、自身を裏切った蝶野を見返すために真島建設の一員となる。
蝶野 正洋（ちょうの まさひろ）
神室町最大のギャングチームと呼ばれる「カラーズ」の総帥。カリスマ性と知略に富んでおり、カラーズの世界進出を目論んでいる。戦闘ではベースタイプの渋澤に似た格闘スタイルで戦い、必殺技として「ケンカキック」を使用してくる。武藤と手を組んでヒルズ計画を奪う計画を行っていたが、武藤敗北後は彼を裏切り、自身の野望を実現するために真島建設と再び激突するも敗れた。敗北後も負けを認めず、奥の手として鶴川に派遣してもらったギャング組織（殺月が率いる組織）を応援に呼ぼうとしたが、鶴川とそのバックについていた殺月の策略により、逆にカラーズを奪われてしまった。この事態に「総帥である自分が組織を乗っ取られたことを認めるわけにはいかない」と憤り、武藤の勧めもあって、カラーズを潰すために真島建設に加入する。
長州 力（ちょうしゅう りき）
有限会社「長州企画」の代表取締役で、伝説の地上げ屋と呼ばれる「地上げ三銃士」の一人。「革命戦士」の異名を持つ。戦闘ではハングマンに似た格闘スタイルで戦い、必殺技として「リキラリアット」を使用してくる。天龍が敗れた後は自ら出陣し、桐生と真島に勝負を挑むも敗れる。その後は現れた蝶野から地上げ三銃士を効率良く潰すために利用していたことを聞かされ、蝶野と武藤に一泡吹かせるために真島建設に入社する。
天龍 源一郎（てんりゅう げんいちろう）
有限会社「天龍興業」の代表取締役で、地上げ三銃士の一人。「生ける伝説」の異名を持ち、自らの強さを証明するために「伝説」と呼ばれる者を倒し続けたことから自身が伝説と呼ばれるようになった。戦闘では腕力と体格を活かした攻撃を使い、必殺技として「グーパンチ」を使用してくる。伝説の龍と呼ばれる桐生を倒すことを目標にし、真島建設に挑むも敗れる。その後は「地上げ屋は引退するが、桐生を倒すことは諦めない」といった理由で真島建設に入社する。
藤波 辰爾（ふじなみ たつみ）
有限会社「フジナミ」の代表取締役で、地上げ三銃士の一人。「ドラゴン藤波」の異名を持ち、金になることなら何でも行う性格をしている。戦闘ではルチャで戦い必殺技として「ドラゴン・スープレックス」を使用してくる。真島建設が行っているヒルズ計画から金の臭いを感じ取り、悪徳不動産の最初の刺客として出陣し、同じく龍に関する異名を持つ桐生に勝負を挑むも敗れる。その後は「ヒルズ計画が横取りされたら金が手に入らないから困る」という理由で真島建設に入社する。

### NPO法人・ブリーチジャパン
『7』に登場した青木遼が設立した、現代社会に募る法律に反しつつも手がつけられていない「グレーゾーン」を撤廃して、健全な社会を築き上げることを目的としたNPO法人団体。ブリーチは「漂白」の意味で、団体名は「日本のグレーゾーンを漂白する」意味が込められている。団員は組織のロゴがプリントされたTシャツを着用しており、所属人数は小笠原の発言によると正規のメンバーは全国に駐在する支部を合わせると500人ほどだが、デモに参加するだけの者も含めると10万人にのぼり、民間団体でありながら高い知名度と影響力を持つ。デモを中心に活動しているがグレーゾーンを排除するためなら暴力や弾圧といった強行手段も平気で行ったり、近江連合の組員を組織に紛れ込ませるなど、理念とは矛盾した行為も多い。青木遼の不正発覚や代表殉死などにより壊滅となっていたが、『8』では横浜星龍会本家若頭・海老名正孝が陣頭指揮を執る形で、海外での核廃棄物処理を目指す国家プロジェクト参加の為、「社会復帰プログラム」として地方極道組織による第二次大解散後の元極道の受け皿として海老名が代表、三田村英二が副代表の体制で再結成。
小笠原 肇（おがさわら はじめ）
声 - 新垣樽助
ブリーチジャパンの現代表で、創設メンバーの一人。世間では共にブリーチジャパンを立ち上げた青木の盟友として知れ渡っているが、実際は損得勘定で青木に従っている部下的な立場でしかなく、その打算的な人間性を春日から「頭が良くて金と力に弱い人間」と揶揄された。アメリカ留学の際に青木と知り合い、帰国後はブリーチジャパンを創設し、2010年に青木が参議院選挙に立候補して当選を果たすと2代目代表となった。青木の正体が荒川真斗であることを知る数少ない人間の一人。政敵である荻久保を追い落とさんとする青木の命により馬淵を抱き込んで偽札作りの証拠発見および異人三による「肉の壁」取り崩しを図り、弟を助け出したい一心でコミジュルから逃げ出してきたナンバから偽札に関する情報を聞き出す。その後、デモ隊に扮した近江連合構成員たちと石尾田、ナンバらと共にコミジュルのアジトに突入するも失敗し一行に捕らわれて尋問を受け、青木に関する情報を白状することとなる。その後は近江連合構成員らの手によって救出されたが、情報を漏らしたと踏んだ青木に「リスクマネージメント」と称して粛清された。その死はさらにブリーチジャパンおよび青木に利用されて表向きはコミジュルのアジトへのデモの際に事故に巻き込まれて殉死したと発表され、ブリーチジャパンに警察以上に世論を味方に付けさせた上にその支部長である久米の選挙出馬への足掛かりのための宣伝として使われた。
久米 颯太（くめ そうた）
声 - 平川大輔
ブリーチジャパン横浜支部長。組織の理念と青木に心酔しており、目的のためなら弾圧や暴力行為も厭わない危うい行動力がある一方、矛盾点を指摘されると逆上したり、自分が不利な状況に陥れば逃走など精神的に稚拙な部分が見受けられている。また、支部長を任されているものの、組織を盲信するあまりに青木の真の目的や組織の裏事情については全く気づいていないため、青木からは「何も知らない青二才」、小笠原からも「無知の勇気」と見下されている。戦闘ではプラカードを武器に使用する。サクラの女性が目当てで加入し、支部長になった後は異人町に侵攻するが春日たちによって悉く返り討ちにされた。その後、民自党幹事長となった青木の後ろ盾を得て神奈川2区から衆議院議員選挙に出馬して当選を果たしたが、青木の正体が明るみに出たことで自分が利用されていることに気付いて失望し、自らの正義感と利用された復讐のために青木を刺して致命傷を与える。自分が今まで青木の正義を信じていたと恨み言を言い放ちつつ「でもまだ間に合う。本当の正義は勝つんです」と言い残してその場から去った。その後『8』にて直後に逮捕された事が明かされた。

### 大道寺一派
『7外伝』『8』に登場した謎の組織。元日本海軍将校にして大物政治家である大道寺稔が深く関係しており、桐生がエージェント”浄龍”として身を寄せることとなる。「大道寺」と称する表向きは大きな由緒ある寺を所有しているほか、世界各地にアジトを持ち、どんなトラブルにも対応できるよう独自の情報ネットワークと人脈を持つ。
『7外伝』では東城会・近江連合同時解散を計画する渡瀬組に接触を受け、当初は協力を拒否するも、500億にもなる利権を差し出されたこと、幹部である荻久保が近江連合と関係を持つ青木に失脚させられたことから、近江連合の解体は一派にとっても利益になると判断され、桐生を協力者として派遣するよう命じる。
『8』においては青木遼の一連の行動により求心力を失った民自党が政権を奪われ下野。一派の勢いも衰えることになる。花輪の陣頭指揮の下、茜の身柄確保を最優先にハワイにて任務遂行し、春日一番らとも協力することになる。早い段階でパレカナが核廃棄処理を行っていた事、海老名を通じて日本政府に売り込みを掛けていた事を察知。あまりにも政府にうますぎる話に疑問を持ち、真相を探るための交渉材料にすべく茜の身柄確保を最優先事項の任務としていた。しかし、花輪の死や三田村英二の裏切り、桐生の生存の暴露など想定外の事態に直面するも、春日たちと協力する事で任務を遂行する。
花輪 喜平（はなわ きへい）
声 - 東地宏樹
大道寺一派のエージェント。一派の中でもベテランの1人であり、桐生直轄の上司にして管理者。戦闘では警棒やスタングレネードを用いて戦う。桐生に直接指令を伝え、指令に同行もするなど、彼と直接接触する人物の1人であり、桐生にとっても外世界の情報を知ることが出来る接点的な存在。肉体よりも口先で貢献するタイプ。
CIAを通してとある有力者から金塊輸送の警護依頼を受け、桐生や他のエージェントたちと共に横浜埠頭に待機していたが、謎のグループによる襲撃を受け、連れ去られそうになる所を桐生によって助けられた。偽の依頼をかけて襲撃したグループの首謀者を「ミスターX」と称し、桐生に調査を指令する。その後、横浜・伊勢佐木異人町にて襲撃グループが近江連合の渡瀬組であること、ミスターXが若頭の鶴野であることを知る。鶴野を更に尋問するため捕えたが、獅子堂の襲撃に遭い、人質に捕られてしまう。近江連合のお膝元である大阪・蒼天堀に移送され、鶴野が管理するビルにて監禁、獅子堂により拷問を受けていたが、桐生によって助け出された。更なる追及をするため再び鶴野を捕え、蒼天堀にある一派のアジトに連れ込むが、主任から失態を叱責され、鶴野を始末するよう促され桐生を差し向けるも、逆に鶴野を逃がすため桐生に人質に捕られてしまう。桐生が他のエージェントたちと乱闘を繰り広げている最中、沖縄にいるエージェントたちに「アサガオ」を襲撃させる用意をさせ、桐生を抑え込んだ。その後吉村から今回の失態の責任を取るべく桐生の始末を要求され、銃口を向けるが、自身も桐生に命を救われたことや桐生の自身よりも他人を思いやる行動に迷いが生じ、覚悟が定まらぬまま銃を下ろす。その直後、鶴野の計らいにより桐生と共に罷免され、主任に桐生との絆を認められる。一転して渡瀬組に協力することになった桐生をサポートし、物語終盤では死んだはずの三代目西谷の目撃情報を赤目から受けて蒼天堀の工事現場に赤目と共にリムジンで駆け付け、渡瀬を殺害せんとする三代目西谷を体当たりすることで救援し、桐生らを近江連合本部へ送り届ける。近江連合本部で最後の戦いが終わると再びリムジンに乗って現れ、渡瀬らを乗せて解散届提出のため警察署へ送迎した。全ての仕事が終わり、寺に戻った桐生の元へ再び現れ、桐生の墓参りに訪れた遥やハルト、アサガオの子供たちを隠しカメラで撮影したものをと、ハルトが描いたこと絵を一連の活躍への褒美として桐生に見せた。桐生への褒美になるか半信半疑の状態だったが、桐生から感謝を告げられた。その後は桐生の休息のため長期休暇を願い出て了承されたことも告げ、旅に出る彼に「鈴木太一」名義の運転免許証とクレジットカードを手渡した。その際、桐生にかつて使っていた偽名をなぜ知っているのかを疑問に思われるも、その事を知っていた素振りを見せ、自らも過去の人生を抹消した存在であることを明かし、「2度命を助けられた」ことを改めて口にし感謝の意を示した。
『8』では、茜の身柄保護の命令が下り、桐生と共にハワイへ同行。アメリカ政府の目を盗みつつ任務を遂行するべくごく少数のメンバーにて行動する。茜捜索の為には春日たちの協力は必須と拠点のセーフハウスへ迎え入れ、情報提供や日本帰国の手引きなど様々なサポートを行う。茜とラニの保護が完了し、帰国の準備をしていた所にラニの奪還を目論むバラクーダの襲撃を受け、身を挺して阻止に尽くすも腹に銃撃を受け死亡した。花輪の殺害により、より具体的な茜保護の真相が春日たちに伝えられることになる。また、普段から一派へ簡潔な活動報告をしており、命を落とす直前の最後の報告には「彼らは私利私欲に走る事なく自らの使命に命を懸けている。敬意を払い対等に接するべき対象でありそれこそが我々の目標達成に繋がる道である」と記載し、春日や桐生たちのその後の行動についても協力を惜しまぬよう配慮した。また、自身の死を知った桐生からも「色々あったが、管理する側とされる側として様々な困難を乗り越えてきた」とその死を悼まれた。
吉村（よしむら）
声 - かぬか光明
大道寺一派のエージェント。組織に対する忠誠心が高く、任務に背く者を躊躇なく排除しようとする。戦闘では拳銃を用いて距離をとって戦う。命令違反をした桐生の始末を試みるが、あえなく反抗され、やがて桐生に上層部からの許しが出ると「花輪に任せた」と匙を投げた。桐生らに敗れた三代目西谷と獅子堂の身柄を確保し、エージェントに仕立て上げるべく連れ去った。
主任
声 - 中博史
『7外伝』に登場した大道寺一派の幹部で、常に車椅子に乗っている。桐生の生存を知った渡瀬組を始末するよう命じる。その後は住職の懇願と鶴野の500億の資産の譲渡を受けて組織の上層部と交渉し、桐生と花輪の絆を認め、彼らの命を助けた。その後は沖縄の子どもたちの監視をやめるという桐生の願いを聞き入れ、物語終盤では旅に出る桐生を住職と共に見送った。
大道寺住職
声 - 塾一久
大道寺の住職。日の当たる世界で生きられない桐生にとって貴重な話し相手の一人であり、彼の修行の面倒を見ている。実は本物の住職ではなく大道寺の元金庫番であり、過去に花輪を一派に引き込んだ張本人である。花輪が攫われた際には桐生が鶴野から受け取ったスマホを組織から奪取して花輪を助けるよう桐生に懇願するほか、二人が始末されそうになると主任に頭を下げるなど常に彼らの身を案じた。主任に「あんたから直々に命乞いをされては無碍にはできない」と言われるなど只ならぬ関係にあることが仄めかされるが、詳細は不明。物語終盤では休暇の褒美を得た桐生の背中を後押しし、旅に出る彼を主任とともに見送った。

## 警察

### 警視庁
須藤 純一（すどう じゅんいち）
声 - 田中允貴（『1』 - 『4』）、小原雅人（『極』 - 『極2』 ）
『1』から登場した警視庁刑事部捜査第一課の課長（階級は警視正）で、かつての伊達の部下。伊達に事件の捜査を依頼し、神宮の圧力を受けた警視庁上層部より伊達の行動を監視するように命令されていたが、最後は伊達を信じて和解する。終盤では神宮のマネーロンダリング事件を伊達と共に解明した。
『2』では前作で上層部の命令を無視したために組織犯罪対策第四課課長へと飛ばされてしまうが、後に大阪に渡った桐生の身辺保護を別所に依頼する。
『3』では冒頭にのみ登場し、近江連合との抗争終結後に警察の上層部が倉橋の不祥事を隠すために自身が昇進させられることが決定して念願の一課に戻ることを伊達に明かす。
『4』では杉内の身柄を拘束するために陣頭指揮を執るが、発砲命令を出すことを躊躇って杉内の逃走を許してしまう。その後最終決戦の際には伊達に無理矢理従わされ、宗像の汚職を暴露する号外記事をばらまいた。
瓦 次郎（かわら じろう）
演・声 - 寺島進
『2』に登場した警視庁公安部外事二課の刑事（階級は警部補）。通称として「鬼瓦」と呼ばれており、また韓国語に精通している。26年前に神室町で起きた真拳派と堂島組との抗争事件を担当した際に風間に殺された真拳派のボスの妻であるスヨンとその子供（郷田龍司）を助けて避難させ、その半年後に龍司を郷田仁の元へ預けて一人となったスヨンと同居して薫をもうけるが、香港へ単身赴任中に彼女が真拳派の構成員に殺害されてしまい、その復讐のためや薫の過去を消し去るために伊達が刑事になったばかりの頃に不法入国者たち（真拳派の構成員）を手当たり次第に射殺（相手も発砲していたことから正当防衛で処理される）し、結果として「殺人刑事」と陰口を叩かれるようになった挙句に一課から外された。その後は倉橋の監視の為に公安部外事二課への異動を志願した。伊達たちが倉橋に人質に取られた時に民代と共に駆けつけて倉橋に薫との関係をばらされたことで抵抗し、その際に倉橋の銃撃から薫を庇って重傷を負うが彼女と2人で倉橋を射殺した後は龍司の引き取り先以外の全てのことを話して薫に看取られながら息を引き取った。
倉橋 渉（くらはし わたる） / 池 頻敏（ジ・ヨンミン）
声 - 菅田俊（『2』）
演 - 木下ほうか（『極2』）
『2』に登場した警視庁公安部外事二課の課長（階級は警視正）だが、実は東城会への復讐のため日本に帰化した真拳派の生き残りでもある池頻敏である。42歳。戦闘では多数の真拳派の部下を引き連れており、神宮同様に近距離戦を部下に任せ自らは逃げ回りつつ中距離から拳銃で攻撃し、『極2』では玉城に似た戦闘スタイルが追加されている。生き残った3人の中では最も復讐心に燃えているために伊達とサイの花屋を人質に取り、桐生と狭山を大阪から呼び寄せる。その後駆けつけた瓦に銃を向けられたことで瓦と薫の関係をばらし、その場で桐生と戦うも敗北して最後は薫と瓦に射殺された。
杉内 順次（すぎうち じゅんじ）
演 - 遠藤憲一
『4』に登場した警視庁神室署捜査一課の刑事（階級は警部補）。現場一筋30年というベテランだけあって極道相手にも一歩も退かない態度を取っている。また、秋山とは面識があるが、互いに印象は悪く、秋山の金貸しを「ゲーム感覚」と非難し、また不良刑事として知られる谷村に対しても強引な捜査方法から「父の二の舞になる」と苦言を呈して注意を促している。戦闘では空手を主体とするスタイルを使い、谷村でも捌ききれないほどの強力な剛拳を振るう。25年前には特別捜査班として上野吉春襲撃事件について谷村の養父と共に捜査していたが、当時の刑事部長であった宗像に提出した報告書の矛盾を指摘されたことで宗像の手駒となってしまい、それを突き止めてしまった谷村の養父を殺害してしまう。その後は谷村が接触した三島を射殺して一時は須藤率いる警官隊に確保されるも逃走し、後を追いかけて来た谷村との戦いに敗れる。その後は谷村の養父を殺害した真犯人は自分であることや、本来は警察官ではなく上野誠和会に身を置く極道であり葛城とは「兄弟」であること、さらには警察の内情を知るために警察学校を経て刑事になったという異例の経緯だが30年近く警察官を勤めていたことから刑事としての自分と極道としての自分という二つの立場からジレンマに苦悩しており我武者羅に刑事として突き進む谷村のことを心の中では羨ましく思っていたことを告白して自身の知る全てを語ろうとした矢先に裏で糸を引く宗像の手先であった久井に銃撃され、最後は谷村に看取られながら息を引き取った。
久井 聡（ひさい さとし）
声 - 田中秀幸
『4』に登場した警視庁神室署生活安全課の課長だが、実は杉内と同様に宗像の息が掛かった人間である。部下である谷村の素行不良に手を焼いているものの、持ち前の優しさと谷村自身の犯罪検挙率の高さもあってあまり強く注意できないでいる。また頼りなさげな見た目とは裏腹に銃の腕前は一流で、狙撃銃を使いこなす。宗像に命じられるままに杉内を殺害したが、宗像の不正に協力してきたことに良心の呵責を感じているために谷村の協力者である趙とメイファを密かに保護し、最後は宗像を騙すための演技を行うと同時に谷村を助けるために宗像に「二人（杉内と谷村）を始末した」と嘘の報告をした後に自殺する。
宗像 征四郎（むなかた せいしろう）
演 - 北大路欣也
『4』に登場した警視庁副総監（階級は警視監）であり、ノンキャリアながら現在の地位にまで上り詰めた伝説的な人物で今回の事件の黒幕でもある。戦闘では多数の護衛を引き連れており、神宮や倉橋（『2』）と同じ中距離からの射撃スタイルで戦う他、護衛を使って相手を取り囲んだり自身の周囲に配置して壁にしたりと陣形のような戦術を取る。25年前の上野吉春襲撃事件の際には警視庁の刑事部長として捜査に関与しており、葛城と杉内の策を見抜いて事実を隠蔽する代わりに葛城と会わせるように要求した。その後2005年の100億円事件にも関与して裏資金で作った非合法刑務所に集められた囚人を使って犯罪を操作し、警察での権力を不動のものにしようと企むと同時に東城会会長の堂島大吾に攻め寄り、大吾が悩みの種としている上野誠和会を潰す代わりに潜入捜査官の新井を若頭にするよう要求して表社会（警察）と裏社会（極道）を乗っ取ろうと画策する。さらには1000億も桐生たちから奪おうと新井にアサガオの子供を人質にすることを指示するが彼の警察官の誇りとして拒否された挙句に撃たれてしまう。しかしその銃弾はゴム弾であったために助かっており、最終決戦では大勢の護衛と共に新井の前に現れる。その後は新井や大吾、城戸を消そうとしたところを乱入してきた谷村との死闘の末に護衛もろ共叩きのめされた。さらには秋山と伊達の力により自身の汚職を公に暴露されたため、その報復に秋山を撃つも失敗し最後は追い詰められて新井の拳銃で自ら命を絶った。
菊池（きくち）
『0』に登場した警官。千両通り付近で職務質問をしており、職務質問に関する能力だけは一流である。桐生のシノギではガードマンを務め、管轄エリア内で戦闘が起きると桐生に加勢してくれることがある。戦闘では風間譲二に似た格闘スタイルで戦う。配属された部署の先輩に憧れていたがとある喧嘩の仲裁をした際に、背後からナイフで刺殺されそうになったところを先輩が庇ったことで殉職してしまった経験から、警察官という職が怖くなって職務質問しかしなくなった過去を持つ。通りかかった桐生に職務質問をするが、職務質問を繰り返すうちに「職務質問がしたくて警官になったのか」と指摘されて警官を辞職しようと思い悩むようになる。その後、女性がチンピラに絡まれているところを目撃するも見て見ぬ振りをしていたがチンピラの一人が桐生を背後からナイフで刺そうとしているのを目撃し、その場面が先輩が殺された光景と重なって見えたために桐生を助けるために乱入し、桐生と共闘してチンピラを叩きのめした。その後は助けた女性からお礼を言われたことと、自身を変えてくれた桐生に感謝をした辞職を撤回し、警官を続ける決意をした。その後は桐生の不動産会社でガードマンとして働くようになる。
本庄 次郎（ほんじょう じろう）
声 - 河合みのる
『6』に登場した伊達の後輩である刑事。遵法精神が強く融通の利かない性格で、互いに信頼できる間柄とはいえ一般人の桐生に簡単に情報を提供する伊達に「馴れ合いにしか見えない」と言い放つなど二人の関係をよく思っていない。伊達と共に澤村遥の轢き逃げ事件を担当し、その過程で桐生に事件現場を見せたり事件の概要を説明する。終盤では巌見恒雄の根回しに騙されて伊達が遥とハルトを監禁したと誤解し二人を救出するために病室を訪れるが、そこで警官に扮していた巌見の仲間によって伊達と共に撃たれてしまう（その後の安否は不明である）。
堀ノ内 十郎（ほりのうち じゅうろう）
声 - 楠大典
『7』に登場した神奈川県警出身の警視庁警視総監。警察官でありながらあくどい性格をしており、真斗の金遣いの荒さに着目して夢乃に入れ知恵をしたり、公務の裏で近江連合から賄賂を受け取るなど私利私欲に満ちている。
20年前に資産家夫婦の強盗殺人事件を担当しており、その当時近所に住む前科持ちのアリバイがあやふやだった久住という男を容疑者として逮捕したが、その後の捜査により久住にはれっきとしたアリバイがあって無実であることが判明するも、その時堀ノ内には警視庁栄転の話があったため、「誤認逮捕」という失態により転任解消という事態を恐れ、当時釈放すべきだと訴えていた足立を始めとする捜査員の主張を無視し、アリバイの証言をした参考人に「そこまで言われると自信がない」と言わせるまで執拗で脅迫じみた取り調べも行い、久住を容疑者に仕立て上げて刑務所に送った。この内情を足立がマスコミに告発するもマスコミと太いパイプを持っていた堀ノ内はこれを握りつぶさせ、逆に足立を免許センターへ左遷して追いやる。警視庁に転任した後は、東京都知事・青木遼が打ち出した「神室町3K作戦」に乗じて神室町を手中に収めようとする近江連合の活動を目こぼしする見返りに、他の警視庁幹部らと共に荒川組から賄賂を受け取った。
また、18年前の大晦日には七福通りにある「Culb Zephyr」内にて、在籍していた夢乃を指名して接客させていたところ、夢乃の誕生日祝いに来店した荒川真斗と春日に遭遇して一悶着あったが、その際に真斗の常識外れの飲み方や金の使い方に半ば呆れていた夢乃に対して「巻き上げるだけ巻き上げて売ればいい」と入れ知恵を行い、真斗失踪後は夫婦となる。
真斗死亡後は自身を呼び出した足立に事の全てを暴露され、最後まで自身の悪事を認めずにその場に駆けつけた部下たちによって連行された。
なお18年前の真斗との一件は覚えておらず、妻となった夢乃共々青木が真斗だとは気づいていなかった。

### 大阪府警察
別所 勉（べっしょ つとむ）
声 - 赤井英和（『2』）
演 - 木村祐一（『極2』）
『2』に登場した大阪府警捜査四課の課長。通称として「マムシの別所」と呼ばれており、泥臭い大阪弁を喋る。以前は警視庁神室署の四課に所属していて、26年前に瓦と共に真拳派と堂島組との抗争事件を担当していたが、その際に堂島組の襲撃計画を把握しながらも真拳派が市民に与えた被害を考慮して看過した。事件後にそのことが上層部にばれて府警に異動となるが、その際に真拳派の生き残りである朴会宗を関西へ逃がして彼に村井という名前を与えた。狭山のに対して厳しく接っしているが実は心配しており、桐生に狭山のことを守ってほしいと依頼する。
ビリケン
声 - 中尾良平
『0』に登場した大阪府警の管轄にある蒼天堀警察署の刑事で、近江連合の極道たちに「ビリケン」と呼ばれる蒼天堀の裏社会では知られた存在。幼少時代からの付き合いという経緯から西谷誉（初代）とは互いに強い信頼関係で結ばれている。かつて一人娘を不良に滅多刺しにされて殺され、後に逮捕された不良が未成年だったために少年院に送致後はすぐに釈放されたことにショックを受けていたが、当時の高校生であった西谷（初代）がその不良を被害者と同じく滅多刺しにして殺害したことをきっかけに「法では裁けない悪」を裁くために蒼天堀の川底に「三途の川底」という闘技場を設立し、以降はそこの管理人を務めると共に副業として金儲けをするようになる。その後蒼天堀で西谷（初代）のいる留置場に入る手立てを探していた真島と出会い、闘技場で3連勝すれば西谷（初代）のいる留置場に案内する約束をして成し遂げた後は約束通り真島を留置場に案内する。その後は渋澤組に買収された看守に撃たれ、最後は西谷（初代）に逃げるように告げて息絶えた。
『0 Director's Cut版』でエピソードが追加され、真島からビリケンに電話をかけており、生きていることが明らかにされた。留置所での事件の影響で刑事は辞めており、鬼仁会の西谷誉が襲名性となったことを真島に話した後、西谷（初代）が死んだことに涙した。

## 刑務所

### 沖縄第弐刑務所
『4』に登場した沖縄に存在する刑務所とは名ばかりの非公式な施設（名目上は民間運営の「更生促進施設」）。極道上がりの凶悪犯罪者ばかりが収監されているが、これは警察上層部が犯罪を恣意的にコントロールすることを目的として集められたためで、浜崎曰く「極道の墓場」と呼ばれ、刑務官による懲罰で囚人が死亡した場合でも病死で処理される。終盤で宗像の悪事を暴露した号外によって存在が公にされたが、その後は隠蔽されたらしく、『5』では半ば都市伝説として扱われる。
斉藤（さいとう）
声 - 小原雅人
沖縄第弐刑務所の刑務官。粗暴かつ嗜虐的な性格で、「懲罰」と称して囚人を何人も甚振り殺している。また怪力の持ち主である冴島や百戦錬磨の桐生と真っ向からの殴り合いで張り合ったり、何度叩きのめされても食い下がるタフさを持つなどの並みの喧嘩自慢では相手にもならないほどの実力を持っている。戦闘では懲罰用の特殊警棒と剛腕を武器に戦う。脱獄しようとした冴島を止めようとするも失敗し、浜崎と共に海の中に消えながらも生還する。その後は所長の命令で靖子を拉致しようと何人もの刑務官と共に旧玉城組のビルに入り、桐生を始末しようとするも返り討ちにされた。
『ONLINE』でも引き続き刑務官として働いており、年に一度の研修のために東京にやってきた際にキャバクラ遊びのために訪れた神室町で春日と出会う。神室町でも看守服と常備している警棒を手放さず、「教育」と称してヤクザやチンピラに喧嘩を打って甚振ったり、「最高のストレス発散法」として街の極道相手に見境なく喧嘩を売ろうとするなど相変わらず嗜虐的（春日曰く「近江の連中よりもガラが悪い」）だが喧嘩に夢中になるあまりに買い変えたばかりのスマホを壊してしまうなど抜けた一面も見せる。
鈴木（すずき）
沖縄第弐刑務所の年配刑務官。口振りは穏やかだが、囚人から常習的に賄賂を受け取っている汚職刑務官。浜崎からの依頼で100万円の賄賂と引き換えに冴島と会話させる時間を設けた。冴島が刑務所を脱獄する際の初戦で他の刑務官と共に倒された。

### 網走刑務所
『5』に登場した北海道の網走にある刑務所。
馬場 茂樹（ばば しげき）
演 - 大東駿介
他の刑務所から網走刑務所に移送されてきた冴島と同房の囚人で、北海道の極道組織である北方組の一員を称していたが、実は黒澤一派の一人である。戦闘では足技を主体とした総合格闘術を使用し、細身の体格ながらも大柄の相手に引けを取らない。兄弟のために殺人を犯して服役し、組に捨て駒扱いされたことから外の世界に出ることを嫌がるも冴島の働きにより仮出所を決意した。その後、所内で起こった囚人同士の刺傷事件の犯人にされてしまうが、冴島らの力で無実と証明される。その後は副所長の高坂から頼まれ、冴島と共に脱獄するも途中で雪山で遭難し、後に冴島と奥寺に助けられ、共に月見野へ向かう。その後、身の上話も全て作り話（刺傷事件も自作自演によるもの）であることや目的は冴島の出所のタイミングを操作するためだったこと、さらには行動を共にするうちに彼の男気に惚れて任務に対しての躊躇が生じたことを明かしてその場で自殺しようとしたが、冴島に止められて彼との戦いの末に倒される。その後は恥を忍んで今は見逃すように懇願して神室町に向かい、黒澤の指示で動きながらも桐生に情報を与えたり遥に桐生の言葉を伝えた上で後述の件によりコンサートの中止を勧めたりと冴島の恩義に報いるための行動を起こす。その後日本ドームコンサート当日には黒澤の指示に従って遥を狙撃しようとするが、良心の呵責に苦しんだ末に指示を無視してそのまま立ち去ろうとしたところを裏方としての仕事に徹し切れていない中途半端な姿勢に怒りを覚えた品田の手により激闘の末に叩きのめされた。その後は冴島に謝罪をしながら自ら命を絶とうとするも駆けつけた高坂たちによって止められ、最終的には罪を償うために網走へ帰る。
高坂 誠司（こうさか せいじ）
声 - 桐本琢也
網走刑務所の副所長。「囚人を更生させる」という仕事と規則に忠実で、違反があれば立場を活かして刑期延長と仮出所取り消しの処分を決める。冴島を事情を知った上で要注意人物としてマークしていたが、破門されてもなお意志を貫く冴島の人柄に触れるにつれて徐々に同情的な立場を取るようになる。その後は冴島の処遇の不自然な点を問い合わせようとした所長が殺されたことや釘原が大量の囚人を呼び寄せたことから強大な権力を持つ何者かに冴島の命が狙われていることを悟り、冴島たちの命を守るための苦肉の策として彼らを刑務所の外に逃がそうとしたことで運悪く釘原に刺されるも大島の治療を受けて一命を取り留めた。その後超法規的措置を使って大島と日村を刑務所から連れ出し、コンサート会場に駆け付ける。
大島 平八郎（おおしま へいはちろう）
声 - 掛川裕彦
網走刑務所で冴島と同房の囚人で、房のメンバーの中では最年長の存在。冴島のサブストーリーではかつては窃盗数15000件以上にして逮捕歴無しの「背広の平八郎」と呼ばれるスリであったことや60歳の誕生日に妻が別の男の下へ去って行ったことを機に自首したこと、さらには悪人からしか盗みをしない義賊であったことが自身を追っていた刑事の荒関から語られている。馬場の無実を冴島や日村と共に晴らそうとした時には、刺傷に使われたノミを刑務官の下から盗み出し、それが釘原のものであることを突き止める。その後は若い頃に習っていた医療技術を活かして冴島に鎮痛剤を横流ししたり、釘原に刺された高坂を手当てした。その後高坂や日村と共にコンサート会場に駆け付けた際は馬場の自殺を止めると彼に平手打ちをしつつも説得し、共に網走へ帰った。
日村（ひむら）
声 - 幸野善之
網走刑務所で冴島と同房囚人で、冴島のことを親分と呼んだりしている飄々とした雰囲気の房のムードメーカー。良くも悪くも見栄っ張りな性格をしており、月見野の地図をテーブルの上に広げてはそれを見ながら過去に娑婆で体験した出来事を思い出す形で妄想するという趣味を持ち、特にキャバクラに入り浸っているために「かぐや」というキャバ嬢がお気に入りである。冴島のサブストーリーでは、元捜査一課の刑事であることや自身の汚職（収賄罪）が原因で罷免して収監されていたことが判明するが、それでも後輩や同僚からは慕われていたことが判明する。馬場の無実を冴島や大島と共に晴らそうとした時には、前述の経歴から刑務所内では囚人たちから逆恨みされることを恐れて素性を隠していたことを明かす。その後冴島たちが脱獄する際は釘原を射殺し、コンサート会場では馬場の自殺を止めるためにスナイパーライフルを弾き飛ばしたりと刑事時代の銃の腕前を発揮して仲間たちをフォローした。
釘原 広志（くぎはら ひろし）
声 - 神奈延年
網走刑務所の囚人で、木工作業班のリーダー格でもある頭から左目にかけてかなり大きな傷跡を持つグロテスクな外見の男だが、実は馬場の部下である。刑務所内で表沙汰にならないように顔への攻撃は避けるなど見た目通りに狡猾で、残忍な性格をしている。戦闘では両手を前に突き出した独特な構えから繰り出す意表を突いた攻撃を得意とする。黒澤の指示で屈強な囚人たちを手下に従えて東城会の大幹部という勲章を持つ冴島を付け狙い、運動時間中に人気のない倉庫に呼び出しては一方的に暴行を加える。その後は脱獄しようとした冴島に多数の兵隊を引き連れて襲い掛かるも敗北し、直後に手首を執拗なまでに踏み潰される。その後立ち去ろうとした冴島に悪あがきとばかりに銃を向けるが、最後は駆け付けた日村に撃たれて死亡する。

## 政治家
田宮 隆造（たみや りゅうぞう）
声 - 大塚明夫
『3』に登場した最大与党「民自党」の政治家である防衛大臣で、警察庁出身でもある風間譲二の同期かつ親友。沖縄の米軍基地拡大法案を推し進め、国家防衛のための「新BMDシステム（弾道ミサイル防衛システム）」の導入を目論んで鈴木国交大臣と次期総裁の座を争う。しかしその真の目的は武器密輸組織「ブラックマンデー」を誘き寄せて壊滅させることであり、譲二と結託して日本全体や諸国をも騙す壮大なブラフを仕掛けていた。やがてブラックマンデーの尻尾を掴むと、用済みとなった基地拡大法案の破棄を考え、事態の渦中にいる桐生を呼び出して真相を語る。同時に、自分の元を去った秘書の當眞とその命を狙う譲二の身を案じて桐生に二人を救ってほしいと頼む。その見返りとして、その後はリゾート開発中止に向けて動くようになる。裏切ったとは言え元秘書である當眞を見捨てられなかったり、旧知の仲である譲二に変わらぬ友情を抱いたりと義理人情に厚く、また、「トップとは何かを成し遂げ、それを積み重ねた人間がいつの間にかなっているもの」という考えの持ち主で次期総裁の座にも興味が無く、桐生からも男気を認められる人物である。
鈴木 善伸（すずき よしのぶ）
声 - 池水通洋
『3』に登場した民自党の政治家で、国土交通大臣。基地拡大法案に対抗して沖縄のリゾート開発を推進する法案を提出し、田宮と次期総裁の座を争う。しかし実は基地拡大法案とリゾート開発は持ちつ持たれつのワンセットの関係で、そもそもリゾート開発自体がブラックマンデー壊滅を目論む田宮が利権の一切を譲るという条件で持ちかけた話であり、野心と権力を利用されていた形となる。土地買収を強行させるために東城会の五次団体である玉城組と繋がるが、桐生の行動によって失敗する。桐生が田宮と接触すると大勢の私兵を差し向けるが、真島の乱入によって突破される。最終的には田宮の働きかけでリゾート開発も白紙となった。
當眞 昌洋（とうま しょうよう）
声 - 置鮎龍太郎
『3』に登場した沖縄出身である田宮の秘書。故郷の沖縄の発展を何よりも考え、田宮の秘書でありつつも基地拡大法案より鈴木のリゾート開発を希望している。玉城組の強引な土地買収によってリゾート開発が極道と繋がっていたというスキャンダルが明るみに出る事を避けるために大吾に仲介役を頼み、共に沖縄を訪れ、桐生と名嘉原に会って話をした。リゾート開発は当面は停止となったが、それでもいずれは実現させるという意志を語る。それから一年後に田宮の真の目的を知ったために秘書を辞め、玉城組の騒動の際に知り合った峯と結託。土地買収を再開させ、強引にリゾート開発を推し進める。しかしその結果、法案がフェイクであることやCIAの関与などを「知り過ぎた」としてCIAから殺害命令が下り、風間譲二に命を狙われる。そんな事など露知らず会合で沖縄へと渡り、琉球街のショーパブで豪遊していたところを譲二に殺されそうになるが、桐生に助けられる。そして田宮が自分のことを如何に大切に思っていたことを知らされ、涙流した。その後、田宮に謝罪しようと最終便で東京へと帰った。愚直なほどに沖縄の発展に執着しているが田宮からはその信念と純粋さを見込まれており、いずれ良い政治家になると評されていた。
大道寺 稔（だいどうじ みのる）
『6』に登場した元旧日本海軍将校で、「昭和の黒幕（フィクサー）」の異名を持つ大物政治家。
終戦間近の1945年、日本の存亡に関わるものとして、大和型戦艦を超える超大和型戦艦の建造を巌見造船に極秘で命じていた。しかし戦艦の完成は終戦に間に合わなかった上、建造も政府や軍上層部に伝えず独断で戦費を横領して行っていたため、「戦費の横領」が発覚すれば自らの破滅に繋がることを恐れ、占領軍からの武装解除命令を無視して、巌見造船社長・巌見兵三に頼み込み戦艦を隠し通すことにした。1952年、占領軍が撤退した戦後内閣において、黒幕と称されるまでの権力者となった大道寺は、戦艦隠蔽を依頼している巌見に対し、内閣の裏金で戦艦建造費の一部を賠償するとともに、不足分は巌見に有利に働く法案を次々と成立・執行させる「国家の法の私物化」をすることで償いを見せた。結果的に、巌見自身も大道寺を通して、政府の人間と裏で密利に通じる関係を持つことになり、2016年までその関係は継続することとなる。また、巌見にとっては自身と政界との癒着が明るみに出て、秘密が漏れないよう「陽銘連合会」を立ち上げるきっかけにもなった。30年後の1982年、大道寺は巌見に対して改めて秘密厳守厳命を迫ったことで、巌見は当時、そのことを知っていた陽銘連合会幹部たちの殺害を広瀬に命じた。
2016年、大道寺と巌見の関係を知る者は数知れない状況にはなったが、戦艦の情報が漏洩することを恐れた大道寺は制裁として、息子の巌見恒雄に「新たな契約者」として巌見兵三の殺害を依頼した。恒雄が陽銘連合会若頭・小清水に命令して兵三の殺害を実行した後、危篤のため病床にいた大道寺と対面し、秘密を暴いた桐生らの殺害を依頼、それらが達成されれば、恒雄に「陽銘連合会二代目会長・来栖猛」を名乗って良いと厳命した。結果的に恒雄も失敗し、桐生たちに返り討ちにされた上に逮捕された。全てが終わった後、誰にも看取られることなく自室でひっそりと息を引き取った。その後、『6』エンディングにおいて、恒雄らとの戦いで負傷して入院していた桐生の元に、大道寺の命を受けた部下を名乗る男が現れ、大金と引き換えに秘密の口外厳命を申し出たが拒まれた。しかし、違う条件として、菅井や染谷の陰謀により逮捕されていた東城会6代目会長・堂島大吾の釈放と自身の死亡届作成を依頼され、その条件を呑むことで秘密が公に出ることはなかった。
死後の『7』においても名前こそ出ていないが、ある登場人物に「フィクサー」と呼称される形でその存在を仄めかされたり、『7 名を消した男』では桐生が大道寺の弟子たちが作った組織の秘密エージェントとして活動している。
荻久保 豊（おぎくぼ ゆたか）
『7』に登場した民自党の幹事長。自身がまだ市議会議員だった頃、横浜・伊勢佐木異人町における横浜星龍会と横浜流氓によるシマ争いにより、多くの犠牲者が出ていることに心を痛めた荻久保は、双方の組織に属する人間とその家族を救うため、初代星龍会会長と当時の横浜流氓総帥に偽札作りの話を持ちかけ、さらに作られた偽札を警察に渡すことで、警察を意のままに操り、彼らがシマ争いをしている区域を重点的に治安強化することで、騒動の発端を押さえることにも成功した。しかし、1980年代に入ると韓国マフィア真拳派壊滅により異人町に流れてきた、後のコミジュルとなる真拳派残党が次第に同胞と勢力を拡大していく中で、横浜流氓との抗争直前になる状況に危惧した荻久保は、彼らに安住の地と収入の保証を条件に、星龍会から印刷業務を引き継いで偽札作りの一手を担わせることで回避させることに成功し、ここに異人三による「肉の壁」の基礎を作ることにもなり、異人三当代トップ3人からも一目置かれる存在となった。また荻久保自身もその財源を利用し、民自党幹事長の椅子を手に入れることができ、「今の内閣に張り合える人はいない」と言われるまでに強大な力も手に入れた。
しかし、ナンバから偽札作りのことを聞いた小笠原からの密告により、民自党幹事長の座を狙って、荻久保の欠点を暴き失脚させようとしていた青木遼の知るところとなってしまった。その後、危篤に陥り入院を余儀なくされたのをきっかけに幹事長職を降り、その後任に青木が座ることとなった。青木が幹事長就任後、病室で面会したが、青木自身やブリーチジャパンを罵り否定されたことを指摘された。
『7 名を消した男』では孫娘(声-上田麗奈)が登場した。名は一切語られなかったが、孫娘が中東に留学している友人が来日し、もてなすため六本木に来ていた際に、店を出たところでガラの悪い連中に絡まれそうになったが、大道寺一派の依頼として警護するため同行していた桐生によって、撃退された。荻久保自身も大道寺一派のメンバーであることが明かされた。

## 企業

### 永洲タクシー
『5』に登場した福岡にある桐生の働くタクシー会社。永洲街の東側に事務所を構えている。社長の中嶋曰く同業者との折り合いは悪いらしいが、街の人々からの評判は悪くない。
中嶋 洋太郎（なかじま ようたろう）
声 - 楠見尚己
永洲タクシーの社長で、「永洲デビルキラー」を創った走り屋の三銃士の一人。鷹揚で、酒好きの明るい性格をしており、酔った勢いで無謀にもチンピラやヤクザに食ってかかっては返り討ちに遭うような危なっかしい面はあるものの懐は広く、永洲街で自暴自棄になっていた桐生に対しても理由は聞かずに温かく迎え入れている。「自分に似た仲間」と一緒に会社を運営していくことを夢としている。桐生の只ならぬ事情も深くは触れずとも悟っており、「真面目で不器用な男はその性格が災いして厄介事に巻き込まれ、行き場を失っていく」と、桐生の境遇を見透かしたようなことも言っている。同時に「不器用で一直線な男は仲間を裏切らない」という考えを持ち、桐生にもその雰囲気を感じ取ったことから自分の会社に誘った。
他の車にも安全配慮した上で「走り」を高めるという意味でデビルキラーを創ったが、アルバイトの給料を車のパーツに使いながら結婚生活を送っていた最中にレース中の走り屋と衝突して交通事故を起こしてしまい、その際に妻が植物状態に陥ってしまう。その後、入院費を稼ぐためにタクシー運転手となって新たな仕事に就くも結局は妻は亡くなってしまい、自身も走り屋だったために相手を責めることができずにデビルキラーを作ってしまったことに負い目を感じていたが、最終的には桐生と鬼坂の勝負を通じてそのわだかまりも解消され、さらには鬼坂とも和解した。桐生とは最終決戦後も会社への復帰を約束していたが、桐生が逮捕及び収監されたため、果たせなかった。
『8』でも現役として働いており、伊達からの「鈴木太一の件で聴きたいことがある」と言う誘いに乗る形で横浜に来た。陽気な性格は健在で、待ち合わせの店ではキャスト相手に気持ちよく大盛り上がりしていた。伊達との会話の中で、当初は自分が知る「鈴木太一」と伊達の言う「鈴木太一」は別人だと否定し続け、その場を後にしようとしたが刑事として数々の修羅場を潜り抜けてきた伊達は中嶋の真意を見抜いており足止めして中嶋も信用できる人だと語り始めた。話では、『5』で描かれた大乱闘後、桐生が逮捕された事をニュースで知り、その時初めて「鈴木太一」が「桐生一馬」である事、その後のニュースで広島での抗争で命を落としたことも知った。しかし、自身も含め会社にも脛に傷を持つ者も多く、それ以降は一切触れないように心の奥底にしまっておいた。それから約10年の月日が流れ、聞くこともないと思っていた「鈴木太一」の名を伊達の口から久々に聞いたことで驚愕し伊達と会うことを約束した。しかしその後「多々良チャンネル」での「桐生一馬は生存している」の動画を見て、生きているのでは?と言う一抹の希望を覚えたが伊達と会う約束をした後だったため、生き永らえているのなら、自身の話で桐生を窮地に追い込んでしまうのではないかとの不安から、知らぬの一点張りを通す覚悟で約束通り会うことにした。伊達の口から直接「桐生一馬生存」と聞いたわけではないが、伊達との会話の中でそれらを察し、それ以上深く聞くことはせず、10年前最後に会った時に伝えた言葉「鈴木さんはうちの大事な社員。何があっても戻ってこい」という言葉は、未だ効力を持っているという事。それを踏まえて「いつでも九州では俺が待ってる。あんたは決して独りじゃない。」と伝えて欲しいと伝言を頼んだ。桐生にとって、当時どん底にいた自分に唯一手を差し伸べ、一番長く付き合いのあった堅気であり、忘れられぬ存在であり、今でも深い感謝の念を持たれている。
和田 雄三（わだ ゆうぞう）
永洲タクシーのベテラン社員。デビルキラー創立時のメンバーとして三銃士に因んで自身を「ダルタニアン」と例えており、また中嶋を慕って他の当時のメンバーと共に永洲タクシーの社員になっている。また、独身者としてキャバクラに通っていることが桐生のサブストーリーで語られている。
『極』ではカラオケのアカウント名で登場しており、初期のランキングでは10位にランクインしている。
村松 知顕（むらまつ ともあき）
永洲タクシーの社員。桐生より年下だが、経歴は先輩格で、交通ルールや仕事のマニュアルを大事にしており、また同年代の女性との交流が苦手で、童貞であることが桐生のサブストーリーで語られている。また、元々はアマチュアのレーサーとして活動しており、それ故に走り屋を嫌っているが、走り屋から足を洗って真面目に働いている中嶋のことは尊敬している。
平川（ひらかわ）
永洲タクシーの事務と受付を担当する初老の女性。落ち着いた性格でパソコンに詳しく、桐生に客からの依頼を提供したりと彼のことをしっかりとサポートしている。しかし酒癖が悪く、送迎ミッションのコメントによりニューハーフバーの常連であることも明かされている。
清川 浩司（きよかわ こうじ）
デビルキラーに憧れていた青年。家出して走り屋となり、後にデビルキラーに憧れて入団を希望するが、直後に桐生にレースで敗れてしまい、最終的にはデビルキラーに見捨てられたところを桐生に救われて永洲タクシーに雇われる。その後、第二種運転免許の勉強で中々合格ラインに到達できずに諦めようとしていたが、桐生のレースを見て再挑戦し、最終的には試験に合格してタクシー運転手となる。

### ダイナチェア
『5』に登場した遥の所属する大阪の芸能プロダクション。蒼天堀の南側に事務所を構えている。
朴 美麗（パク ミレイ）
声 - 朴璐美
ダイナチェアの社長。韓国籍として生まれ、幼少時に実の両親から虐待を受け、後に里親に引き取られてたまたまテレビで見たアイドルの姿に感銘を受けて日本一のアイドルになろうと大阪に移り住む。その後は勝矢や真島と出会い、真島と結婚したが、アイドルを続けるために独断で子供を中絶したことが原因で真島から離婚を告げられ、既婚事実などが世間に発覚したことでアイドルを辞める。社長としては同業者に対して厳しい上ワンマンが目立つが、母親を失った遥に優しく接する包容力もある。その後、勝矢の手助けもあって「日本一のアイドルを育て上げる」ためにダイナチェアを設立し、後に遥に目を付けた上で元極道の桐生に育てられたことが世間に知られぬようにアサガオも経済的援助をするという異例の条件で桐生をアサガオから離れさせ、さらには遥の才能を信じて日本ドームでのコンサートを開催させるために秋山のテストに合格して3億円の融資を受ける。その後は遥に夫から貰った万年筆をデビュー祝いとして渡したが、最後はその翌日に金井の命令で真島の手紙を奪取しようと動いていた荻田との諍いの末に殺害され、その死は金井によって自殺に偽装された。
堀江 博（ほりえ ひろし）
声 - 高塚正也
遥のマネージャー。人当たりが良く年若い遥に対しても誠実に接する好青年で、自身もアイドルファンであるということから人々に夢と希望を与えるアイドルという存在をサポートする仕事に誇りを持っている。また、詰めが甘い点も目立つが、メジャーデビューを目指す遥に売り込むために各方面に地道な営業活動を行ってライブやテレビ番組出演などの様々な仕事の話を取ってきている。秋山と同様に朴の自殺について疑問を持っており、調査を進める秋山に協力する。その後、遥と秋山がその事件について調査したところで金井に突き落とされるが、一命を取り留めてDREAM-LINEのコンサートに駆け付けた。
山浦 美沙（やまうら みさ）
声 - 永島由子
遥のボイストレーナー。歌手として活動していた経験を活かし、ボイストレーナーとしては関西でもトップクラスの腕前を誇っている。朴の死や堀江の入院などで遥のマネージメントやコンサートの運営を一挙に引き受けることになる。DREAM-LINE結成後は三人にボイストレーニングの指導を行う。また遥のサブストーリーでは、歌手時代にユニットを組んでいた倉田あゆと再会し、「ダンスさえ踊れれば歌は口パクでいい」という考えを持ったあゆと歌もダンスも真剣に取り組んでいる遥が揉めてダンスバトルをしたことがきっかけとなり、「本当は今でも歌手をやりたい」と語るあゆと「歌手は諦めたが遥に夢を託すことで芸能界で続けていられる」と語る自身とで互いに本音を打ち明け合い、憎まれ口を叩きつつも和解する。

### 大阪芸能
『5』に登場した逢坂興業の会長である勝矢直樹が社長を務める関西最大手の芸能プロダクション。
真田 まい（さなだ まい）
声 - 白石涼子
大阪芸能所属のアイドルユニットである「T-SET」のメンバー。歌唱力やダンス共に圧倒的なパフォーマンスを見せるが、その反面ではプライドが高く、自分たちの障壁になりうる存在を退けるためには策略をも厭わない一面も見せる。もともと、ダイナチェアに所属していたが朴のやり方についていけず、移籍した。初は「実力が全て」と経験の浅い遥をよく思っておらずに様々な嫌がらせをしていたが、プリンセスリーグでの対戦を通じてあずさと共に遥を認め、和解する。DREAM-LINE結成後は嫌がる素振りを見せながらも内心ではテンションが上がるようになる。
大沢 あずさ（おおさわ あずさ）
声 - 野中藍
T-SETのメンバー。愛嬌があって温かみのあるルックスから男性ファンの支持が高く、パフォーマンスレベルもまいにも引けを取らないほどのレベルを持つ。彼女もまいと同様ダイナチェアに所属していたが、ついていけずに移籍した。また、まいと同様に意地の悪さはあるが、根は優しいために枕営業を強要されそうになっていた遥を助けたことがある。プリンセスリーグでの対戦を通じてまいと共に遥を認め、和解する。DREAM-LINE結成後は最高のパフォーマンスを披露するためにより一層技術に磨きをかけるようになる。
中井（なかい）
声 - 山田真一
大阪芸能の社員。期待の新星のT-SETを鮮烈にデビューさせるために早くからテレビ局内にも強引な売り込みをかけており、プリンセスリーグのプロデューサーの万田とも親密な関係を築いている。弱小ながら健闘しているダイナチェアを目障りに感じており、ことあるごとに遥や朴らダイナチェアの関係者に厭味、圧力をかけたりと、陰険かつ威圧的な態度が目に付くが、それらの行動は朴や、彼女が見出した遥の才能を評価し、T-SETのライバルとして認めているが故の裏返しでもある。T-SETが遥と和解した後、東京でデビューコンサートに備える遥の下に現れ、勝矢が生前の朴と準備していた特別ユニットである「DREAM-LINE」に関する詳細を告げる。

### 蒼天テレビ
『5』に登場した大阪にある関西のテレビ局。このスタジオでプリンセスリーグが行われ、遥のアナザードラマでも蒼天テレビのバラエティ番組に出演できる。
ドルチェ 神谷（ドルチェ かみや）
声 - 服巻浩司（『5』）、堀内隼人（『0』）
プリンセスリーグ司会者。軽妙な司会ぶりの裏でプリンセスリーグという番組が持つ伝統や役割、出演するアイドルたちに対して熱い想いを持っている。
『0』ではサブストーリーに登場し、1988年当時はラジオパーソナリティーを務めており、自身のラジオで3回ハガキが読まれることで主人公たちの前に100万円相当の品を持って現れる。
万田 総一郎（まんだ そういちろう）
プリンセスリーグのプロデューサーで、アイドル時代の朴を知る人物。中井の謀略によって遥およびダイナチェアとの間に諍いが起こるが、別番組で出演キャンセルになったタレントの穴を偶然にも詫びに訪れた遥が埋めたことで和解した。

### 立華不動産
『0』に登場した神室町にある劇場の最上階に事務所を構える不動産会社。東城会ですら及ばないほど不動産乗っ取りに長けており、豊富な資金力と独自の情報網を駆使し、目を付けたビルの店舗を強引に立ち退かせる一方でチャンピオン街を東城会の地上げから守るなど、その行動には謎が多い。
立華 鉄（たちばな てつ）
演 - 井浦新
立華不動産の社長だが実は中国残留日本人の二世で、マキムラマコトの実兄である。25歳。左腕に蝙蝠の刺青を入れている。東城会が根を張り巡らせる神室町においてどんな売り物件でも新たに用意することから「闇の不動産王」と呼ばれているが、紳士的な物腰や立ち振る舞いとは裏腹に東城会と比肩しうる神室町の支配層にのし上がらんとする野心も持ち合わせている。また、過去に尾田を助けた際に右腕を失い義手となり、時折、鎮痛剤が効かないほどの激痛や実際無いはずの指先にまで痛みが走ることに加えて、処置の遅れから負った腎臓の障害のために定期的な人工透析が欠かせない身体となったが、それでも東城会構成員に引けを取らないほどの喧嘩の腕前を持っている。15歳で日本に密入国し、蒼天堀で中国マフィアとして活動していた際に偶然見ていたテレビでマコトの所在を知り、神室町に拠点を移すが、神室町再開発計画で土地の地上げを行っていた堂島組に「カラの一坪」の所有者であるマコトがいずれ狙われるであろうことを予見し、風間新太郎と組んで彼の助言で堂島組より先に「カラの一坪」を手に入れてマコトを守るために立華不動産を設立する。その後「カラの一坪」での殺人事件後に自ら堂島組を抜け出した桐生に接近して仲間に引き入れようとして一旦は断られるも自身の目的や「風間の推薦を受けて桐生に近づいたこと」などを全て明かし、彼を立華不動産の社員として迎え入れる。以後は桐生と協力し合い桐生が堂島組に追われた際は桐生の元に車で駆け付けて囲みを突破したり、堂島組の攻撃を止めるために東城会本家に向かい直接なしをつけるなど桐生とたしかな協力関係を築いていく。しかし後に桐生を庇って堂島宗兵が雇った老鬼に捕らえられてしまい、久瀬らによって凄惨な拷問を受けた際に逆上した米田に側頭部を大型ハンマーで殴られたことが致命傷となり最後は久瀬から聞いた堂島と老鬼に関する情報を駆け付けた桐生に伝えて息を引き取る。マコトが到着した時には手遅れであり、結局最後の言葉を交わす事すら叶わなかった。
尾田 純（おだ じゅん）
声 - 小西克幸
立華不動産の社員だが、実は中国からの密入国者で、2年前にマキムラマコトを騙して韓国系組織に売り飛ばした張本人である。左腕に蝙蝠の刺青を入れている。一見して軽い印象を与えるが、立華に対しては忠実であり、極道に対してさえ一歩も引かない態度で仕事をこなす。戦闘ではトンファーと投げナイフを駆使して戦う。マコトを売り飛ばした直後に蒼天堀で出会った立華に敗北して以来年下である彼を兄と崇めて心酔するようになり、仲間の証として蝙蝠の刺青を立華にも入れさせて、さらには立華に協力して立華不動産の設立に関わるようにもなる。立華が尾田をかばって片腕をなくした際は「この人だけは絶対裏切らない」と心に誓ったが、その矢先にかつて売り飛ばしたマコトが立華の妹である事を偶然にも知り、深い罪悪感を抱えるようになる。また、立華から「カラの一坪」の所有者が立華の妹(マコト)である事も知らされていた模様。その後は桐生と出会い、立華の命を受けて会社を訪れた桐生の実力を測るために戦うも敗北する。桐生と協力し合う一方で、マコトを売り飛ばした過去を立華に知られることを恐れていたため裏で渋澤と内通。立華にマコトを会わせないため、そして渋澤にマコトを引き渡すために彼女の居場所を伝えていた。しかし予想以上に渋澤の手に渡らなかったため、自身でマコトを殺害するべく桐生の大阪行きに同行。だが、マコトは尾田の声を覚えており、桐生に尾田の正体を伝えようとする。焦った尾田は桐生とマコトを殺害しようとするが失敗。桐生に裏切りの経緯と立華への想いを語る。その後は自分の正体を知りながらも気遣うマコトに感化され、ケジメを付けるため襲撃してきた渋澤組の足止めを引き受けて桐生とマコトを逃すと単身渋澤組の構成員たちに戦いを挑んだが交戦の末に致命傷を負わされ、現れた渋澤からマコトの居場所を尋問されるも最期まで自白することなく渋澤に対して皮肉を吐き捨てながら射殺された。尾田がマコトを地獄へ突き落とした張本人であった事実は後に桐生の口から立華へ伝えられ、流石に立華も驚きを隠せずにいたが「己の運命と向き合わずに逃げた自分のせいで母や妹の人生を狂わせ、尾田さんも巻き込んでしまった」とあくまで尾田を恨もうとはしなかった。尾田自身もまた立華に対する恩義と罪の恐怖の狭間で苦しみながらも「立華さんが本当に好きだった」と語り、両者の絆は死してなおも途切れることは無かった。

### 巌見造船
『6』に登場した広島にある会長の巌見兵三が立ち上げた造船会社。造船業だけではなく、病院や学校、交通網などの様々な分野で事業を展開しており、広島で絶大な影響力を誇っている。
巌見 恒雄（いわみ つねお）
演 - 大森南朋
巌見兵三の息子で、巌見造船の社長。穏やかな物言いや表情とは裏腹に鋭い眼光と父親顔負けの野心を持ち、中盤以降はその胸の内に長年抱えてきた野望を露わにし極道らしい凶暴さや目的のためならば手段を選ばない冷酷卑劣さで桐生たちを追い詰めていく。その野心や人心掌握術や狡猾ぶりは父親だけでなく広瀬、染谷からも危険視されるほどだが反面窮地に追いやられると命乞いも辞さなかったり、保身や目先の目的を最優先するあまりに引き際を見極められないなど本質まで極道になりきれていない一面も垣間見せる。
スーツの下は非常に逞しい肉体を誇り、背中には白沢の刺青が彫られている。戦闘では空手のような形式ばった技と荒々しい動きを複合させたスタイルで戦い、ヒート状態になるとタックルからマウントパンチを繰り出してくる。裏社会への進出を望んでいたがそれを望まずに表社会の日の当たる道を歩かせようとする父に反発心を抱いており、裏社会で絶大な力を持つ父を超えるという野心から父に代わって自らが陽銘連合会の会長となった上で「来栖猛」の渡世名を襲名するために東城会の菅井や染谷、若頭である小清水と手を組んで祭汪会のロウや彼の息子であるジミー・ロウを利用して亜細亜街の大火事を起こす。その後は計画を着実に進めていき、桐生たちが尾道の秘密を暴いたことをきっかけに大道寺稔から父の殺害（および桐生の殺害）を依頼され遂にはそれを良しとして小清水に父を殺害して会長の座を手にする。
その後清美を人質に取り元夫である染谷に対して桐生の殺害を命令するが桐生に敗れた染谷が自害したために一度は失敗に終わり、後に巌見造船所で菅井と共に桐生たちと対峙する。その後は嗾けた小清水が倒されると自らの手で桐生を始末するために切り札として事前に連れ去った遥とハルトを人質に取り、桐生たちを無抵抗にした上で菅井と共に一方的に暴行するが直後に勇太たちの乱入によって遥たちが解放されてしまう。その後桐生と激突するも死闘の末に敗北し、追い詰められながらも悪あがきとして菅井に遥やハルトの殺害を命じたところを桐生に顔面を殴りつけられて気絶した。事件後は警察に逮捕され、陽銘連合会会長就任という野望は事実上失敗に終わった。
『ONLINE』の補完エピソードでは、桐生が意識を失った直後に同じく桐生に倒された小清水と共に目が覚めるも尚も自身の野望と桐生の殺害に固執し、小清水をけしかけようとするもこれまでの数々の卑劣なやり口をもってしても桐生に勝てなかった事実やどこまでも自分の野望と保身しか考えていない姿勢を「引き際を察して自殺した菅井の方が極道として立派だった」と非難され、二代目「来栖猛」を名乗る器ではないと一蹴される。さらに自らが殺めた父・兵三の真意を明かされ、愕然となりながら到着するパトカーのサイレンを聞き自らの敗北を認めるかのように自嘲の言葉を呟いた。

### 神崎グループ
『極2』の「新・水商売アイランド」のイベントに登場した全国No.1のキャバクラ企業。
神崎（かんざき）
神崎グループのオーナーで、サンシャインの元黒服。徹底的な勝利主義かつ慇懃無礼な性格で、敗北した店舗のスタッフを容赦なく切り捨てたり、勝つためには卑怯な裏工作を仕掛けることも厭わない反面、サンシャインで同僚だったユキや陽田を店から追放した過去に対して「悪魔に魂を売った」「もう白くは戻れない」と語るなど、悪人であることを自覚し、背徳感を感じている節も見せる。ユキたちが新たに立ち上げたフォーシャインを潰すべく、営業妨害やスタッフ、キャストの引き抜きなどの邪魔をし、キャバクラグランプリ中も司会者のボーノ磯崎をはじめとする運営者たちと結託して、様々な妨害工作を仕掛けるが、桐生の協力を得たフォーシャインの奮闘により、グループ傘下の有力店舗は尽く敗退する。その後も徐々に追い詰められる中で味方に抱き込んだと思っていた陽田と、乱入して来た真島の活躍でそれまでの妨害工作を含む不正行為が暴かれ、遂にはキャバクラグランプリ最終戦において本店であるサンシャインも敗れ去る。キャバクラグランプリ終了後、ユキに裏切りの真相を打ち明けて水商売の世界の恐ろしさを自嘲気味に語るが、ユキのキャバクラの仕事に対する熱意を聞き、何らかのシンパシーを感じたのか、いつか再び這い上がってリベンジにくることを宣言し、その後はこれまでの妨害行為を含む悪事により警察に逮捕された。

### 一番製菓
『7』の「会社経営」のイベントに登場した煎餅屋。伊勢佐木異人町の職安街エリアにある鶴亀橋付近に店舗を構えている。社名はえりの祖父が横浜で一番美味しい店にしたいという願いを込めてつけたもので、煎餅の販売や製造を主にし「コケコッ子」という鶏が店のマスコットキャラクターを務めている。かつては異人町で長年愛されていた店であったが、経営者の死と宝生による事業の強奪が重なり倒産寸前までに追い込まれてしまった。春日やニックの助力により中堅企業に昇格した後は事務所を店舗の二階から中華街にあるオフィスビルに移転し、社名も「一番ホールディングス」に改名した。『8』で一番製菓本店に向かうと鎌滝トメが店頭に立っており、桐生との会話から、春日が社長の座を鎌滝えりに譲っていたことが判明した。
鎌滝 トメ（かまたき トメ）
えりの祖母。えりの祖父の代から店に所属しており、主に店頭で煎餅の販売を行っている。春日のことを「えりが連れてきた彼氏」と思い込んでおり、春日のことを常に「彼氏」と呼んでいる。

### 不二宮グループ
不二宮 和成（ふじのみや かずなり）
『8』で登場した。旧財閥系の名家・不二宮家の当主にして不二宮グループ会長。不二宮千歳の実父。核廃棄物処理と言う国家プロジェクトに参加するほどの絶大な権力を持っている。2013年、グループ傘下の不二宮海運が所有するタンカーの沈没事故が発生。原因は過積載とされているが、責任から逃れる為、部下に真相の隠蔽を指示。ちょうど季節外れの台風という事もあり、台風の影響によるものと処理されようとしていた。しかし、それを不審に思った千歳が隠蔽を指示する文書を発見。自身が開設していた「多々良チャンネル」で暴露するも、当時は観覧者も支持者も皆無だった為、相手にされず公に取り上げられることもなかった。しかし、千歳に近づいてきた三田村の台本と演出により動画内容が一変、一気に観覧者が増えた事で他メディアでも取り上げられるほどになり、その流れで隠蔽指示の文書を持って内部告発する者まで現れグループ運営として大ダメージを受けた。それらを見過ごせなくなり、千歳にハワイ留学と称して、ハワイへ行かせることで事態の鎮静化を図った。その後、海老名が謳う核廃棄物処理プロジェクトに参加する形で、核廃棄物の運搬を請け負うことになる。当初は厳重な施設と管理下の下で進められていると信じ協力関係にあったが、千歳からの「こんな事に加担してまでお金儲けがしたいのか」と直接の訴えと、現地からのゲリラ配信により、ずさんな管理体制の現状を目の当たりにした事で、協力関係の解消と関係各所への真意の伝達、自身の責任も負う形で会長を退任した。千歳曰く、自分と不二宮の看板が第一であり、円満な家庭を持つ偉大な経営者としての威厳を保つため家族はお飾りでしかなく、家族写真ですら撮影にはプロ顔負けのスタッフを用意するなど、常に自分は引き立て役だと思われていたが、その事を知っていた上でグループの不正を暴かれた多々良チャンネルが誰なのか見当がついており、身から出た錆だと反省する面も持っていた。
じいや
『8』で登場した。旧財閥系の名家・不二宮家の執事。不二宮千歳の養育を一手に任されており、一貫して、会長を「ご当主」、千歳を「千歳様」と呼ぶ。77歳で喜寿を迎えているが、千歳の見張り役も兼ねて共にハワイへ来た。頼まれごとを断れないおとなしい性格で年下の使用人たちに対しても腰を低く接しているが、一方でコミュニケーション能力は高く、ワイキキビーチにタコス屋を出しているジェフやその仲間たちとも信頼関係が築けるほどの関係を持っていた。それ故、周りから避けられていた千歳の養育を押し付けられる形で担うことになった。また元武闘家として武道に長けており武者修行と称して全国を回っていた。千歳曰く、北海道で熊を投げ飛ばしたと豪語しているが本人は「事実」だと主張している。千歳が父親や他の使用人たちから、はすました感じで接されていたが、自身だけは対等に向き合い千歳からの信頼度は高い。それだけに手を焼かせてきたと反省する千歳から、ハワイへ来てからの日々の連絡や、自身の体調を労りスマートウォッチを誕生日プレゼントで貰うなどの気遣いを見せられ、「私にとって大事な人」と言わしめるほど執事と令嬢という関係を超えた家族同然の信頼関係となってる。ジェフの店で千歳が盗んだパスポートを持って第5地区に入ったという事を聞き危惧して連絡した。第5地区に侵入したのではと危惧し、ジェフの店に駆け付けた千歳と遭遇。千歳に同行した春日を痴れ者扱いし仲間たちと襲ったが撃退された。武闘と武道に長けた自分が膝をついてしまったとショックを受けたが、春日への不安は払拭出来ずにおり、春日に千歳の目の前から姿を消して欲しいと懇願。しかし千歳からの懇願により千歳の成長を垣間見た事で安堵した一方で、父親と千歳との関係を危惧していたが、お互いに言葉足らずで歩み寄らずなため、誤解してる部分も多く「話す余地」はまだあると想いを伝えた。春日の事は最後まで名前すら知らなかったが、拳を交えたことで裏表のない人間だと評価した事で春日に千歳を託しその場を後にした。千歳は最後まで「じいや」と呼び、名前が明かされることはなかったが、ジェフからは「日本のサムライ」だと賞賛された。

## 地下格闘関係

### 地下闘技場
『1』から登場した神室町にある、サイの花屋が運営している地下格闘技大会。桐生や冴島がストーリー上で出場する他、『5』では他の主人公もミニゲームとして各種大会に参加できる。大会では基本的に3連勝することで優勝となり、試合形式も通常の戦い以外に武器のみの試合や灼熱のリングなどの様々な仕掛けが施された試合、タッグマッチ（『3』以降）といった多種多様のものに分かれている。
ゲイリー・バスター・ホームズ
声 - 間宮康弘（『ONLINE』）
過去3年間全勝無敗の戦績を誇る、「無敗の地下王者」と呼ばれている黒人男性。日本語はあまり堪能ではなく、単語の意味を理解せずに使っている節がある。戦闘では『1』ではパンチを中心とした格闘スタイル、『極』では相沢に似た格闘スタイルで戦う。桐生を花屋の場所に案内した後は地下闘技場の対戦相手として戦うも敗北する。
『2』では神室町ヒルズの建築現場で働いており、常時ヘルメットを被っている。戦闘ではナックルダスターを装備して戦う。再び地下闘技場の対戦相手として桐生と戦うも再び敗北する。
『4』では桐生のサブストーリーに登場し、変わらずに建築現場で働いている。また、日本語も上達している。戦闘ではボクシングで戦う。夜間に神室町ヒルズから謎の音がするという噂を聞いた桐生と再会し、真島組の構成員になったことを話す。その後、最後にもう一度戦いたいと桐生に申し出てその場で戦うも敗北し、直後に桐生に礼を言って別れた。
『極2』では『極』と同じく相沢に似た格闘スタイルで戦い、後にヒルズ計画を狙う悪徳不動産を倒すために桐生に協力する。
『ONLINE』では、草野球の助っ人として勧誘されそうになったところで春日に出会い、近江連合に勧誘されていると勘違いした春日の介入でこれを退ける。その後、本物の近江連合を春日と撃退したことで近江連合に目を付けられ、春日を手伝うようになる。
『7』ではデリバリーヘルプの1人として春日たちの戦闘をサポートしてくれる。
『8』では、ハワイのデリバリーヘルプ「ゲイリーズ・ラブ・キャンプ」を経営しており、ハワイでの春日たちの戦闘をサポートしてくれる。チトセのサブストーリーでは春日に好意を抱いた娘のチトセが弄ばれたと勘違いし、娘と共に春日に報復を迫った。また、サブストーリーとは別に条件を満たすとドンドコ島に宿泊客として訪れる。
ダニエル・フェルドマン
「米国第一級殺人逃亡犯」の肩書を持つ男。49歳。『2』でも対戦が可能である。戦闘ではレスリングで戦い、『極』ではルチャで戦う。桐生のデビュー戦の相手として戦うも敗北する。
ガオワイヤン・プラムック
声 - 三元雅芸（『1』）
ムエタイ選手でミドル級元王者。36歳。戦闘ではムエタイで戦う。フェルドマンと同様に桐生の対戦相手として戦うも敗北する。
グランシェフ張（グランシェフ チョウ） / カミソリ保（カミソリ やす）
黒いコックシャツ（『3』以降は白い甚平）を着た料理人風の男。年齢は『3』では38歳。『4』まで対戦が可能である。戦闘では『1』と『2』では二振りの中華包丁、『3』と『4』では出刃包丁を使用し、真島に似た包丁捌きで戦う。
『4』では40歳。冴島のサブストーリーにも登場し、田所考案のスペシャルマッチの一戦目の相手として登場するも敗れる。
『極2』では服装が返り血のついた青いコックシャツに変更されており、戦闘では曹に似た包丁捌きで戦う。
『7』では会社経営で人材紹介会社から紹介される社員の1人として登場する。
『極』では「カミソリ保」という名前で登場しており、年齢が29歳に変更されている。戦闘では『1』と同じく二振りの中華包丁を用いたスタイルで戦う。
熊殺しの沼田（ぬまた） / 熊田 勇（くまだ いさむ）
スキンヘッドで腰にサラシを巻いた服装の男。戦闘では真島に似たドス捌きで戦う。
『極』では「熊田 勇」という名前で登場しており、年齢が41歳に変更されている。戦闘では阿波野に似た格闘スタイルで戦う。最初はサブストーリーに登場し古牧が連れてきた修行相手として登場する。
ハンター小沢（ハンター おざわ） / 深淵（しんえん）
坊主頭に緑色のジャケット（『3』以降は赤いスタジアムジャンパー）といった風貌の男。『2』以外の作品で対戦が可能である。年齢は『3』では33歳。戦闘では『1』ではショットガン、『3』と『4』では玉城に似た拳銃スタイル、『5』では拳銃による射撃を中心に戦う。
『4』では冴島のサブストーリーにも登場し、田所考案のスペシャルマッチの最終戦の相手として登場するも敗れる。
『極』では「深淵」という名前で登場しており、年齢が41歳に変更されている。戦闘ではスピードタイプの渋澤に似た格闘スタイルで戦う。
スノーマン / 芝 雷蔵（しば らいぞう）
白い覆面をした巨漢。戦闘では『1』では嶋野に似た格闘スタイルで戦う。
『極』では「芝雷蔵」という名前で登場しており、年齢が46歳に変更されている。戦闘では冴島に似た格闘スタイルで戦う。最初はサブストーリーに登場し古牧が連れてきた修行相手として登場する。
ハデス西沢（ハデス にしざわ） / 鬼武 雅巳（おにたけ まさみ）
ガスマスクのような覆面をした男。『2』でも対戦が可能である。戦闘では『1』では錦山に似た格闘スタイル、『2』では大振りな技を主体としたスタイルで戦う。
『極』では「鬼武雅巳」という名前で登場しており、戦闘ではベースタイプの渋澤に似た格闘スタイルで戦う他、桐生の掴みを完全に無効化する術を持つ。
ロブソン・カエタノ・ダ・シウバ
『2』に登場した「ブラジルの超新星」と呼ばれる大男。27歳。戦闘では戦斧を使用する。再び地下闘技場を訪れた桐生の対戦相手として戦うも敗北する。
『7』では会社経営で人材紹介会社から紹介される社員の1人として登場する。
山岡 明（やまおか あきら）
『2』から登場した白いスーツに白いシルクハットと紳士的な容姿の男で、「地下闘技場の帝王」や「ステゴロの帝王」と呼ばれる地下闘技場のNo.1。『4』や『5』でも対戦が可能である。また、ツインドラゴンGPでは黒川般若と組んだ「ザ・サンクチュアリ」というチームで登場する。戦闘では『2』では桐生に似た格闘スタイル、『4』では杉内、『5』ではヴァレリーに似た格闘スタイルで戦う。
『極2』では年齢が40歳に設定され、戦闘では『6』での桐生に似た格闘スタイルで戦う他、桐生のカウンター技である「虎落とし」を使用したり、体力が一定以下になると「アルティメットヒートモード」を発動（エフェクトは無し）するなど、『2』よりも強化されている。後に桐生が悪徳不動産と戦っていることを聞き、真島建設に入社する。
『7外伝』ではキャッスルの闘技場で対戦可能。戦闘スタイルは『極』までの桐生が使用した堂島の龍スタイルで戦い、相変わらず虎落としを使用する。また、試合開始と同時に煙草を吸うパフォーマンスをみせる。
サイクロプス大場（サイクロプス おおば）
『2』のサブストーリーに登場したプロレスラー。戦闘では『2』ではプロレス、『極2』ではルチャで戦う。試合で怪我をしたために龍宮城内で治療に専念していた所を桐生と出会い、飲食物を要求した後にスパーリングを要求したが、桐生に敗北した後は師匠であるゴーリキー寺山が出版した本を桐生に渡す。その後、完治した後は地下闘技場内の出場選手として復帰する。
『極2』では桐生が悪徳不動産と戦っていることを聞き、真島建設に入社する。
『7』では会社経営での社員の1人として登場する。
河内 元匠（かわち げんしょう）
『2』のサブストーリーに登場した蒼天堀に住む河内兄弟の兄で、高校生でありながら河内流古武術の党首を務めている青年。17歳。戦闘では『2』では柔術で戦う他に投げ技を返し技として使用し、『極2』ではスピードタイプの渋澤に似た格闘スタイルで戦う。自らを鍛えるために武者修行の旅に出ていた際にいつしか目的と手段が入れ替わり、道場破りをするなど「投げ」にとり憑かれてしまう。河内流のライバルである古牧流を継ぐ桐生を倒すことを目標として地下闘技場に参戦していたが彼に敗北する。その後、自分自身の思い上がりと不甲斐なさを自覚し蒼天堀へと戻り、まさしく憑き物が落ちたように一層の鍛錬に励むようになった。
『極2』では桐生が悪徳不動産と戦っていることを聞き、真島建設に入社する。
ヴァレリー・ギャレット
『3』から登場したオランダ出身の総合格闘家。32歳。『4』でも対戦が可能である。また、ツインドラゴンGPでは『3』ではミノタウロス大滝、『4』以降はノーマン・クレイジー・ウェイドと組んだ「ヘル・インパルス」というチームで登場する。戦闘では峯に似た格闘スタイルで戦い、桐生の掴みを完全に無効化する術を持つ。
『5』では34歳。ビクトリーロードの永洲街予選の出場者として登場し、予選で戦っていた相手に手加減アリで勝ったために相手を激昂させてしまい、たまたま通りかかった桐生に助言を貰って桐生と再度戦うも敗北する。その後、桐生の相棒として出場する。
宝蔵院 胤禅（ほうぞういん いんぜん）
『3』から登場した和尚の容姿をした宝蔵院槍術の使い手。23歳。『4』でも対戦が可能である。戦闘ではラウに似た槍捌きで戦う。
『5』では26歳。ビクトリーロードの錦栄町予選の出場者として登場し、槍を使うのは卑怯だと他の参加者に仕返しを受けるが、品田と共に撃退する。その後、予選突破をかけて品田と戦うも敗北する。
鬼ヶ島 寅吉（おにがしま とらきち）
『3』から登場した元力士。28歳。『4』や『5』でも対戦が可能である。また、ツインドラゴンGPでは『3』ではザ・グレート・ジャックと組んだ「ザ・ダブルボルケーノ」、『4』以降はADABANAと組んだ「反逆力士会」というチームで登場する。戦闘では相撲で戦う。
マクシム・ソルダドフ
『3』に登場したウクライナ出身のボクサー。28歳。戦闘では玉城に似た格闘スタイルで戦う。「本当の強さ」を求めて地下闘技場に出場し、桐生との戦いで桐生の強さを感じたことでタッグマッチGPのパートナーになってほしいと懇願する。その後は桐生の相棒としても参戦する。
桧山 大治（ひやま だいじ）
『3』に登場したプロレスラー。41歳。戦闘ではプロレスで戦い、タッグバトルでは特殊なヒートアクションを発動する。かつては前原辰彦というプロレスラーとタッグを組んでおり、後に前原の死によって引退を考えていたが、桐生の型に囚われない戦い方が前原に似ていると思い、タッグマッチGPのパートナーになってほしいと懇願する。その後は桐生の相棒としても参戦する。
ブルース海老沼（ブルース えびぬま）
『3』から登場したトラックスーツ姿の拳法家。『4』や『5』でも対戦が可能である。また、『5』でのツインドラゴンGPでは伊坂銀士郎と組んだ「マッハパンチャーズ」というチームで登場する。戦闘では独特な動きの中国拳法で戦う。自分の強さに自信を持ち、『3』では手近なチンピラを雇ってタッグマッチGPに出場するも敗れてしまう。その経験から自身に合うパートナーを探しており、桐生の強さを見てタッグマッチGPのパートナーにスカウトする。その後は桐生の相棒としても参戦する。
波多江 真幸（はたえ まさゆき）
『3』に登場した地下闘技場の選手。戦闘ではリチャードソンに似た格闘スタイルで戦う。バッティングセンターで飛んでくるボールを避けるトレーニングをしていたところを桐生に迷惑だと注意されて逆上するが、逆に叩きのめされる。その後は桐生をタッグマッチGPのパートナーにスカウトし、桐生の相棒として参戦する。
神野 慶吾（じんの けいご）
『3』に登場した用心棒志望の男。戦闘では力也に似た格闘スタイルで戦い、タッグバトルでは特殊なヒートアクションを発動する。強い男になるために用心棒まがいのことをしており、マッハボウルに強引に押しかけてきた挙句に金を取ろうとしたが、桐生に叩きのめされる。その後、桐生の強さに惚れこんで弟子になろうとしたところを断られてしまい、代わりに桐生に紹介された地下闘技場に出場するも惨敗し、タッグマッチGPで桐生のパートナーになって強くなりたいと懇願する。
イワン・イブラヒモビッチ
『4』から登場した冴島が賽の河原を訪れた時点での地下闘技場のチャンピオン。36歳。半年間100戦無敗を誇っており、通称として「人を超えた男」と呼ばれている。『5』でも対戦が可能である。また、ツインドラゴンGPでは銀河要と組んだ「エリート連合」というチームで登場する。戦闘では大きな体躯を生かした総合格闘術で戦い、相手を気絶させた後に特殊なヒートアクションを繰り出してくる。冴島と「一方が死ぬまで戦い続ける」というルールのエキシビションマッチで戦うも敗北を喫する。その後、冴島兄妹を拉致しに来た上野誠和会を相手に冴島や花屋、その部下たちと共に戦うも叩きのめされる。
黒川 般若（くろかわ はんにゃ）
『4』から登場した黒い般若の面を付けた格闘家。また、ツインドラゴンGPでは山岡明と組んだ「ザ・サンクチュアリ」というチームで登場する。戦闘では素手状態のラウと風間譲二を織り交ぜたような格闘スタイルで戦う。
『5』ではビクトリーロードの蒼天堀予選の出場者として登場し、般若の面を取りたがっているが、面をつけた後で強さを得たために面を取ると弱い自分に戻るのではないかという恐怖心から面を取れずに困惑する。その後、それを吹っ切るために秋山と戦うも敗北し、直後に彼の助言で強いのは自分自身の力ということに気付いたことで面に対する恐怖心も無くなって面を取ろうとしたところを秋山から「それに気付いたなら取る必要はない」と言われ、面と付き合いながらも更なる強さを目指していくことを決意する。
ヘッドハンター刈谷（ヘッドハンター かりや）
『4』から登場した黒いパーカーに不気味なマスクといった風貌の男。32歳。『5』でも対戦が可能である。戦闘では『4』では戦斧、『5』では大鎌を使用する。
『4』では冴島のサブストーリーにも登場し、田所考案のスペシャルマッチの二戦目の相手として登場するも敗れる。
篠原 信一（しのはら しんいち）
『極』のサブストーリーに登場した元柔道家。戦闘では柔道を主体とした格闘スタイルで戦い、素手による力強い攻撃と、一度掴まれれば脱出不能な投げ技を繰り出す。神室町に観光に訪れた際に桐生がチンピラに絡まれていると勘違いしてそのチンピラを叩きのめすが、直後に誤解であることを知るとすぐに謝罪を示す。その後、桐生に案内されながら神室町を観光するが、それでも「刺激が足りない」と桐生に進言したことで地下闘技場に案内される。その後は地下闘技場に参戦して勝ち抜き、その際に桐生に勝負を申し出て彼と戦うも敗北する。敗北後は桐生の強さを称えつつも自身もさらに強くなることを決意し、以降は地下闘技場に参戦する。
リング・アナウンサー
声 - ケイ・グラント（『1』 - 『4』、『極2』）、堀内隼人（『5』）

### 曽田地道場
『4』の冴島の「格つく」のイベントに登場する道場。新人トーナメントで優勝させた門下生は地下闘技場で対戦したり、タッグパートナーとして共闘することが可能となる。『5』ではまだ存在していたが、『6』では土地の値上がりにより既に売られており、もう存在していないことが曽田地の口から語られた。
曽田地 康夫（そだち やすお）
声 - 影山貴広（『6』）
曽田地道場の師範。実技経験がなく、格闘家としての実力はないが、格闘理論を学んできたためにアドバイスが上手い。門下生が集まらずに道場が経営難に陥っていたところを地下闘技場で冴島の強さと相手を思いやる優しさに惚れ込み、冴島に道場で師範を勤めるように依頼する。また、地下闘技場の受付でファンだった桐生と出会い、門下生の勉強として彼らのタッグパートナーとしての出場をお願いする。
『5』の冴島のサブストーリーにも登場し、道場を訪れた冴島に対して道場生が増えていることや冴島の鍛えた門下生たちも各地で自立していることを明かす。戦闘では独特な構えをしているが弟子たちよりも弱く、一撃を喰らうだけで倒れてしまう。その後は道場の強奪を目論む「エンジェル不動産」に襲撃されるが冴島と共に撃退し、道場を死守した。また、冴島のカラオケ「ばかみたい」のムービーでは冴島とのツーショット写真に登場する。
『極』『7』ではカラオケに「ソダチヤスオ」というアカウント名で登場しており、初期のランキングでは『極』では4位、『7』では1位にランクインしている。
『6』でもサブストーリーに登場し、戦闘では最初の対戦時こそ素人丸出しの動きだが、のちに過去作品に登場した強敵たちに似た格闘スタイルを駆使し、最後の戦いでは久瀬に似た格闘スタイルで戦う。土地の値上がりに乗じて道場を売り払い、売った際に手に入れた金を元手に「RIZAP」に通い始め、桐生と再会した時（桐生自身は覚えていなかった）には屈強な体付きになる。その後、桐生に勝負を挑んで敗北したことで更なるトレーニングを積み、結果として自身の格闘理論を実践できるほどの強さを手にしたが、桐生との再戦でも敗北する。敗北後は桐生から強くなったことを認められ、それを嬉しく思いつつもさらに強くなることを誓い、桐生会の仲間になる。
『極2』では新・クランクリエイターの求人で仲間にすることができる。
『7外伝』では闘技場のファイターとして登場。基本はボスクラスとしての登場だが、条件を満たすことで仲間にすることができる。
『8』では春日がハワイでドクター森笠と再会した際にスジモンバトルのファイターとして門下生の陽川、倉木と合わせて紹介され、春日と共にスジモンバトルの私物化を目論む筋神委員会配下のマネージャー四天王やキングに戦いを挑む。中盤、四天王の一人であるジョーカーに陽川と倉木が拉致されたことから、二人を助けるためさらに強くなることを決意。元四天王のエースに弟子入りし「殺意の極道」に目覚める。
杉山 秀夫（すぎやま ひでお）
冴島が曽田地道場に訪れる以前から入門していた唯一の門下生。25歳。真面目な性格だが、弱気かつ草食系で、伊達眼鏡を掛けている。格闘スタイルは空手で、均整の取れた能力を持つ。片想いの女の子を惹くために格闘技を始めるが、弱すぎるために冴島の最初の弟子となる。新人トーナメント優勝後は彼女に告白しようとしたところをその彼女が男とイチャついている場面を目の当たりにしたことで失恋してしまうが、それでもより一層格闘技に励むようになり、男としての成長を見せた。
江浜 丈裕（えはま たけひろ）
曽田地道場に入門した元サラリーマン。40歳。曽田地が勝手にマスクを被せ、マスクマンとして戦うことになるも本人はとても気に入っており、四六時中マスクを被っている。格闘スタイルは跳び技中心のプロレスで、全弟子中最高のスピードを身上とするが、体力とパワーに乏しく調子を崩しやすい。些細な理由（ピンセットを安全ピンのセットと間違えた）から会社をリストラされ、妻と息子には家を出て行かれたことで空っぽで情けない自分を直すために道場に入門するが、後に曽田地の計らいで家族が見にきていた新人トーナメントで優勝し、それをきっかけに家族との仲も元に戻り、さらには新たな就職先（建築会社）も決まる。
落合 福嗣（おちあい ふくし）
曽田地道場で寝てばかりいる青年。22歳。慢心家で、自身の実力を過剰に評価している。格闘スタイルは投げ技を取り入れたボクシング主体で、高いパワーと体力を併せ持つが、スピードに乏しく、信頼度が低いと練習をサボる悪癖を持つ。杉山と江浜の優勝を知り、それなら俺も優勝できると半ば強引に冴島に弟子入りをし、初めは冴島の言うことをほとんど聞くことがなかったが、徐々に冴島を信頼していき、最終的には新人トーナメントで優勝した。
音喜多 誠（おときた まこと） / 時田 誠（ときた まこと）（PS4版）
曽田地道場の新規門下生。27歳。かなりと言って良いほどのナルシストで、自身の容姿と格闘スタイルを美しいと言って憚らない。格闘スタイルはムエタイで、テクニックに関しては並ぶ者がおらずに特に目立った欠点もないが、勝負弱いところがある。前道場の門下生に馬鹿にされたことで逃げ出し、以前の道場はレベルが低いとして曽田地道場に入門する。新人トーナメント優勝後は自身をバカにした前道場の門下生を嘲笑ってやろうと道場に呼ぶが、あっさりとした掌返しに呆れてしまい、つまらない相手に拘っていたことを恥じながらもこれをきっかけに人間として一皮剥けて成長した。
『5』では29歳。ビクトリーロードの月見野予選の出場者として登場し着実に実力もつけていたが、性格は変わらずに以前のままである。格闘スタイルは以前と異なってプロレスで戦う。ビクトリーロード予選では無敗で勝ち進んでおり、師である冴島を越えることを目標としているために冴島に勝負を仕掛けてくるも敗北し、闘技場では冴島のパートナーに名乗りを上げる。
PS4版では名前が「時田誠」に変更された。
渡辺 正高（わたなべ まさたか）
曽田地道場の新規門下生。28歳。大柄な体格に優しい性格で、力は非常に強いが、相手を傷つけることを嫌い、他人の顔色を窺ってばかりいた。格闘スタイルは軽妙な打撃技を織り交ぜる力技主体のプロレスで、成長は遅いものの、見た目通りのパワーや体力、さらにスピードやテクニックの伸びしろもあり、高水準に纏まった能力を秘める。同じ門下生の音喜多（時田）に気持ちよく戦って貰おうと手を抜いて相手をしていたが、それが音喜多（時田）の反感を買ってしまう。新人トーナメント優勝後は音喜多（時田）と向き合い、真剣勝負を申し出たことで和解する。

### ビクトリーロード
『5』に登場した、地下闘技場が主催する格闘大会。永洲街、月見野、蒼天堀、錦栄町の4都市を舞台に最強の名をかけて全国から格闘家たちが集う。各都市で予選が行われ、最後まで闘い抜いた者が予選通過となり、決勝大会は神室町の地下闘技場で行われる。
東野 練（ひがしの れん）
ビクトリーロードの永洲街予選の出場者。24歳。戦闘では力也に似た格闘スタイルで戦う。地下闘技場の名誉チャンピオンである桐生に憧れて彼と戦うために予選に参加しており、永洲街に桐生がいることを他の参加者に促し、自身も桐生と対決するも敗れる。その後、地下闘技場に参戦する。
白坂 寛太（しらさか かんた）
ビクトリーロードの月見野予選の出場者。30歳。戦闘ではヴァレリーとリチャードソンに似た格闘スタイルで戦う。郊外の集落出身であり、田舎者であることに負い目を感じていたが、冴島に励まされて奮起する。その後は予選を勝ち進み、冴島に勝負を挑むも敗北する。敗北後は動きが単調で読みやすいという冴島のアドバイスを受けて再び予選突破を目指し、彼の元を後にした。その後、地下闘技場に参戦する。
番場 亮一（ばんば りょういち）
ビクトリーロードの蒼天堀予選の出場者。25歳。実家は空手道場を経営しており、自信の実力も中学時代に全国優勝したほどであるが、それ故に己の力を過信している節がある。戦闘では風間譲二に似た格闘スタイルで戦う。父親に己の弱さに気付かされ、強さを証明するために秋山に勝負を挑むも敗北する。その後は修行を積み、秋山の相棒として地下闘技場に参戦する。
金剛 焔（こんごう ほむら）
ビクトリーロードの蒼天堀予選の出場者で、強さを求めてひたすら山に籠って修行に励むほどの生粋の武道家。35歳。戦闘では谷村に似た格闘スタイルで戦う。予選を無敗で勝ち進み、勝負を挑んでくる者がいなくなってしまったために同じく無敗の秋山に勝負を挑むも敗北し、自身よりも強い相手がいることを知ったことで更なる強さを求めて地下闘技場に参戦する。
鷲野 健一（わしの けんいち）
ビクトリーロードの錦栄町予選の出場者。29歳。戦闘ではプロレスで戦う。かつてはプロレスラーとして活躍していたが、怪我で引退まで追い詰められてしまい、酒に溺れる日々を送るようになる。その後、品田にそのことを叱咤され、激昂して勝負を挑むも敗北する。その後はかつての自分を思い出させてくれた品田に感謝し、品田の相棒として地下闘技場に参戦する。
雷電（らいでん）
ビクトリーロードの神室町予選の出場者。かつて某国で戦場に赴いてその戦場での過酷さを知ったことから「甘い考えでは生き残れない」と豪語しているが、その考え方は極めて盲目的かつ独善的で、対戦した予選参加者を再起不能になるまで痛めつけるという非情さを見せる。そのため、桐生からは「自分が見た地獄を人に味わわせようとする不幸自慢」と軽蔑される。戦闘ではヴァレリーに似た格闘スタイルで戦う。ビクトリーロード決勝戦で桐生と対決するも敗れ、その後は地下闘技場に参戦するようになって山岡とトップを争うようになる。
大会運営員
ビクトリーロードの大会運営員。桐生役の黒田崇矢と容姿が類似しているが、プロデューサーの横山昌義によるとモデルはでないと否定している。

### 三途の川底
『0』に登場した蒼天堀の地下深くにある、ビリケンが運営している地下闘技場施設。真島がストーリー上で出場する他、桐生も蒼天堀を訪れた際に参加することができる。出場選手はそれぞれに罪状を持っており、一年間戦い続けることで放免となる仕組みになっているが、罪人でなくても、真島や桐生、米木のように実力者であれば飛び入り参加することが可能となっている。試合形式は神室町の地下闘技場のように多種多様のものに分かれている。
ジンジャー・チャップマン
死体を食べて証拠隠滅を図った罪状を持つ連続殺人犯。23歳。戦闘では真鍋に似たナイフ捌きで戦う。地下闘技場に参戦した真島のデビュー戦の相手として戦うも敗れる。
ドクター・キリヒト
患者を自然死に見せかけて殺害した罪状を持つ医師。31歳。戦闘では鉄の爪を装備し、勝矢に似た格闘スタイルで戦う。地下闘技場に参戦した真島の二戦目の相手として戦うも敗れる。
デッド・バンチャー
リング上で対戦相手を故意に撲殺した罪状から「法では裁けぬ悪魔の拳」と称されるボクサー。36歳。戦闘では玉城に似た格闘スタイルで戦う。地下闘技場に参戦した真島の最終戦の相手として戦うも敗れる。
ダヴィド・ディヤーヴォル
大量虐殺の罪状を持つソビエト出身の大男。32歳。全身を人工的に改造・強化しており三途の川底に収容されている犯罪者の中では最強の実力を持つ。戦闘では冴島に似た格闘スタイルで戦う他、掴みを完全に無効化する術を持つ。
リング・アナウンサー
声 - レニー・ハート

### ZIGOKU ARENA
『7外伝』に登場した、洋上に浮かぶコンテナ船「キャッスル」で開催される格闘大会。主催はキャッスルを運営する近江連合の鬼仁会だが、渡瀬組など近江連合系列の他の組も持ち回りでイベンターを担当している。勝てば莫大なファイトマネーが得られるが、近江連合の幹部クラスに実力を認められたうえで、さらに蒼天堀で赤目に渡りをつける必要があるため出場のハードルは高い。戦績に応じてブロンズ～プラチナの4ランクに分かれており、ランクが上がるごとに様々な特典が受けられる。ルールは今までと同じボスクラスとの1対1や雑魚との乱戦に加え、不定期開催(一部は条件を満たせば常時開催)されるスペシャルイベントマッチ、サブストーリーなどで仲間にしたキャラクターでチームを組んでの多数対多数の乱戦となるZIGOKU TEAM RUMBLEが追加されている。また、闘技場でのバトルに限り桐生以外のキャラクターを操作できる。
トム
闘技場の受付を務める男性。トムが本名かは不明。ファイターの死亡率が高いため名乗ることをしていないが、バトルを生き残った桐生には、四天王に支配された闘技場を変えてくれると期待している。
殴ってみろ屋
今までと同じく制限時間内に1発でも攻撃を当てられれば勝ちとなる。彼とのバトルはスペシャルイベントマッチのため、条件を満たせば何度でも戦える。
真・殴ってみろ屋
上記の殴ってみろ屋の兄。同じく制限時間内に1発でも攻撃を当てられれば勝ちだが、より反応が早くなっている。同じくスペシャルイベントマッチ扱い。
ダン・ブロディ
闘技場を支配する四天王の一人。スキンヘッドの肥満体にピエロのメイクという異様な風貌をした元殺し屋。戦闘ではナイフとドローン「蜂」を使用する。
鮫島 国光（さめじま　くにみつ）
闘技場を支配する四天王の一人。スピードスターを自称し、戦闘ではホバーシューズ「蛇」で距離を離しつつ銃による遠距離戦を行う。
JUSTICE
闘技場を支配する四天王の一人。強化スーツをまとっており、メンバーを洗脳に近い手段で従わせてのチーム戦を得意とする。
宇賀神 清志（うがじん　きよし）
闘技場を支配する四天王最強の男。かつてミソロギが敗れた相手で、様々な武術に加え「蜂」「蜘蛛」タバコ型爆弾「蛍」を駆使する。

## 師匠
主人公たちが各地で出会う師匠たち。彼らの修行をこなすことで新しい技を覚えたり、能力をアップさせることができる。
古牧 宗太郎（こまき そうたろう） / 米木 染太郎（こめき そめたろう）
声 - 折原純（『1』 - 『5』）、魚建（『ONLINE』）
『1』から登場した、普段はホームレスをしている剣術や体術、ケンカ殺法に精通してその全てを極めた伝説の格闘家で、戦国期より伝わる古牧流古武術の正統継承者。シリーズを通して地下闘技場でもその姿を現すが、老齢を感じさせない俊敏さに加えて独自に古牧流を現代風にアレンジ（火縄銃を封じる技を現代の銃に応用するなど）して発展させた現代版古牧流古武術を使うために倒すのは至難の技である。賽の河原に滞在しており、桐生に古牧流の奥義を伝授する。
『2』ではチャンピオン街の空き地におり、桐生に新たな技を伝授すると共に組み手をするが、後に亜門丈との勝負に敗北し、秘伝書を奪われてしまう。
『3』では容態が回復し、龍宮城で道場を開いて神室町の住人に古武術を教えており、桐生に新たな奥義を伝授する。
『4』では引き続き道場を営んでおり、古牧流免許皆伝の桐生にいくつかの指導を行う（冒頭にも秋山と接触する）。また、携帯電話を購入し、メールも打てるようになったが、その携帯電話の購入のために秘伝書を質屋に出してしまう。
『5』でも引き続き道場を営んでおり、かつての俊敏な動きは衰えているが、各主人公に能力を限界に引き出す修行をしてくれる。また、今作で初めて過去が明らかになり、ホームレスにまで身を落とした経緯が語られる。
『0』では真島の喧嘩師スタイルの師匠として登場し、亡くなった父親が知り合いという経緯から飛虎を心配して蒼天堀を訪れ、そこで自身の流派に恨みを持つ者に命を狙われることも多いために「米木染太郎」と偽名を使うようになる。その後、出会った真島の闘争本能を見抜き、自身の全盛期を取り戻すために彼に手合せを挑むが、同時に飛虎を心配して真島に目を放さないように依頼する。
『極』では、リメイクに当たって技の伝授の条件や修行方法が変更された他、新たな技も伝授する。また、『0』での真島との関係性が続いており、桐生について語り合うシーンが追加されている。
『極2』では『6』で実装されたアルティメットヒートモードを伝授してくれる他、弟子を通じて条件を満たすと出没する「エンカウントボス」についても教えてくれる。その後、桐生に負けたことで己を鍛え直すために真島建設に入社する。
『ONLINE』では春日の秘めた才能に目を付け、古牧流を伝授する。
白蓮師（びゃくれんし）
『2』のサブストーリーに登場した「シロ婆」と呼ばれる新星町に住む老婆だが、実は中国拳法の達人で、ラウ・カーロンの師匠でもある。趣味は編み物で、スターダストの人気ホストであるユウヤの熱狂的なファンである。弟子であるラウを討った桐生に対し報復するかどうか見極めるために接触するも彼の人柄に触れたことで大層気に入り、弟子の非礼と不始末を詫びると共に「蓮家操棒術（『極2』では蓮家操槍術）」の奥義を授ける。また、別のサブストーリーで自身の願いを聞いてくれた桐生に他の蓮家の奥義を授けたり、編み物棒を渡して援護したりと桐生をサポートする。
『1』ではコインロッカーに入っている「白蓮師のノート」（ラウの弱点が書かれた本）に名前だけ登場し、『3』では与那城も弟子の一人であることが判明する。
河内 素栄（かわち そえい）
『2』のサブストーリーに登場した蒼天堀に住む高校生である河内兄弟の弟で、古牧流古武術と双璧をなす河内流古武術の宗家。投げと柔術を極めるために道場破りをするなどして強さに取り憑かれている当主である兄の元匠の目を覚まさせてほしいと頼むが、それを引き受けた桐生に対して「河内家伝書」を授ける。その後、兄が地下闘技場で桐生に敗北したことで憑き物も取れて蒼天堀に戻ってきたことを桐生に報告し、桐生に感謝すると共に礼としてアイテムを手渡した。
ボブ
『2』のサブストーリーに登場した、アメリカのプロリーグでピッチャーをしている黒人男性。恋人のチエミに会いに日本やって来た際に、吉田バッティングセンターで見た桐生のバッティングを見て勝負を申し込むが敗北し、自身のサインボールを桐生にプレゼントした。『極2』ではチエミが妻になっていることやチエミの里帰りで彼女の父の経営する吉田バッティングセンターに来たことなど設定が変更されている。また、桐生に敗北した後に桐生を助けるために真島建設に入社する。
アルバトロス赤木（アルバトロス あかぎ）
『2』のサブストーリーに登場した元プロゴルファー。横堀ゴルフセンターで桐生のショットを見て、『2』では宇宙人コースで800点、『極2』ではニアピンチャレンジの上級コースで300点を超えたらいいものをプレゼントすると勝負を持ち掛ける。その後、条件をクリアした桐生に自身のサイン入りの5番アイアン（『極2』では自身の特注クラブ）と二代目アルバトロス赤木の称号（これは桐生に断られる）をプレゼントした。
与那城 尚二（よなしろ しょうじ）
『3』から登場した、世界を回って素手で相手と戦うことで様々な武器術を身に付けた「格闘界の考古学者」。実戦の時に「ハイパーオレっちモード」になると普段よりも強くなるが、対戦後は決まって激しく消耗する。また、本人曰く「世界中を回るうちに言葉がめちゃくちゃになった」ようで、日本のあらゆる訛りを混ぜた話し方をする。普段はアイスキャンディー屋を装っているが、弟子である上山蓮太からの紹介によって桐生に武器（カリスティックやトンファー、ヌンチャクの3種類）の扱いを「アサガオ」の前の砂浜に設置された特設リングで伝授することになる。また、闘技場で戦うことが可能で、ヌンチャクを武器に「ウエポンマスターGP」に登場する。『5』ではビクトリーロードの錦栄町予選に出場し、戦闘では一戦目ではラウに似た格闘スタイルで戦う。品田と二度戦うも敗北し、綾小路の元で修行をする。不合理な年齢もある、『3』と『4』には50歳でも『5』には36歳。
マック・シノヅカ
『3』から登場した「サイコーのイチマイ」を求めるために来日した写真家。アフリカの大地で敵無しだったほどの俊足を誇り、各作品の究極闘技のチェイスバトルでも登場し、難易度も非常に高いものとなっている。またアクション映画が好きで、日本人の彼女がいるようである。神室町に行こうとする桐生と琉球街で出会い、その際に天啓のヒントを桐生に教える。その後、神室町で桐生と再会し、友人である真島組の建設主任の奥田と協力してチェイスバトルのテクニックを教えた。また、天啓のヒントとして少々英語交じりになりながらも日本語でメールを打ってくるが、後半になると彼女に教わったおかげで日本語のメールが上手くなる。
『4』では城戸を連れ去った初芝会を目撃しており、秋山にその情報と天啓のヒントを教えた。また、秋山以外にも谷村や桐生にメールで天啓のヒントを教える。
『5』では天啓用SNS「Мaxiv（マクシブ）」を運営しており、主人公一同に天啓のヒントをメールで伝える。また、桐生のサブストーリーにも登場する。
ドクター南田（ドクター みなみだ）
『3』から登場した脳内で過去に対戦した相手と戦える格闘シミュレーター「IF7」の製作者。『2』に登場したゲームセンターにあるミニゲーム「YF6」の開発者でもある。元々はゲームクリエイターとして活動していたが、打倒桐生を目指す亜門に大金を積まれて「IF7」を造った。
『4』では仲が良いホームレスたちに頼んで、機材をこれまで開発を行っていたチャンピオン街の空き地から劇場地下に移してもらい「IF7-R」の開発を行う。その後、秋山が初芝会に盗まれた顧客ファイルを奪還する途中で出会う。
『5』では助手と共にベルトスクロールアクションゲームのようなロードバトルができる「IF8」を開発し、本体からゲームを受信する小型通信機のデータ収集のために全国各都市でテストプレイを行う。
西郷 大二郎（さいごう だいじろう）
声 - 伊智生士冶（『4』）、菊地達弘（『ONLINE』）
『4』から登場したスキンヘッドとサングラスがトレードマークである世界各国を転戦した元傭兵。真偽は不明だが、傭兵時代の常人離れしたエピソードを数々残しており、トレーニングをクリアするごとに人間の範疇を越えた伝説をいくつも語ってくれる。一方で、「危機管理のプロ」を自称しながら武者修行中に金欠で行き倒れになったり、ギャンブルを「金を増やすための便利なツール」と称するなど、自分自身の生活管理が成っていない一面もあり、秋山（『4』）や桐生（『6』）からはしばしばその点についてツッコまれたり、呆れられたりしている。また、秋山以外にもトレーニングを行う弟子がおり、秋山以外のキャラクターで会うと弟子に謎の（基本的にどうでもいいような）アドバイスをしている。神室町でたまたま出会った秋山の非凡な格闘センスを見込み、自らの下でチェイスバトルや射撃を重点に置いた訓練と称したトレーニングを薦める。その後、秋山が副業で経営するキャバクラの常連客であることやキャバクラのツケに困っていることを秋山に明かすが、結局は今までの訓練の謝礼と考えた秋山からそのツケを帳消しにされ、さらには特別に割引でキャバクラに入れるようにしてもらう。
『5』では蒼天掘で行き倒れになったところを秋山に助けられ、返礼として中東での空中戦で得た経験を元に絶技である「エアストライク」を伝授し、加えて前作と同様に秋山にトレーニングを強引に課すが、今回は修行の裏で自伝映像作品製作のための撮影も並行して行う。
『0』では武具探索のエージェントとして登場する。
『6』ではサブストーリーに登場し、尾道仁涯町で行き倒れになっていたところを桐生に助けられる。戦闘では曽田地と同じく様々な強敵たちに似た格闘スタイルを駆使し、最後の戦いではブルース海老沼に似た格闘スタイルで戦う。その後、最強の護身術を編み出すために桐生に手合わせを申し出るが、手合せの末に「しばらくしてから海外に行くこと」を桐生に報告し、最終的には桐生会の仲間に加わる。
『ONLINE』にも登場する。
センニン
『4』に登場した父が神室町の地下に遺した「大事なもの」を見つけるためにひたすら鶴嘴のみで掘削作業を行っているホームレスの老人。75歳。冴島以外の主人公ではケンちゃんという仲間のホームレスと会話する姿が見られる。冴島に作業の手伝いを要請し、また天啓のヒントを教え、そのために必要なノミと木槌を提供した。その後は冴島と共に地下を掘り続けて父の遺した手記と刀を見つけ、自身は父の武の精神と鉱脈を受け継いで刀を冴島に託した。
ナイール
声 - 片岡亮子（『4』）、森なな子（『ONLINE』）
『4』に登場した家族を殺した犯人の「GG」を追うために仲間の刑事と共に海外から神室町に来た女性刑事。通常はストーリーの都合上で谷村以外の主人公が自身に会うことはないが、ある方法で他の主人公で組手を行う場所に行くと鳩に餌をあげて戯れている姿が見られ、適当に喋るとそれぞれの主人公によって異なるリアクションを見せる。また、柔術を使うために手合せではその実力を見せる。タガログ語しか話せずに亜細亜街で警察官に職務質問されていたところを谷村に保護され、語学力堪能の彼と意気投合し、谷村に天啓のヒントを教える。その後、谷村にGGの捜査の協力を頼み、GGを追っていく中でGGが死んだはずの兄であることを知り驚愕する。その後はGGから自分が両親の殺害犯であることを聞かされたことで「兄」と決別し、苦闘の末に二人でGGを逮捕した。事件終結後、「犯人が兄だったことはショックだったけど生きてくれていたのは正直少しうれしかった」と複雑な心境を吐露し、別れ際には谷村に捜査を手伝ってくれた礼がしたいと本国に帰ったら新鮮なフルーツをたくさん送ることを約束した。
『ONLINE』ではGGの残党を追うため再び神室町を訪れるが、日本語を流暢に話すようになっている。
古牧 宗介（こまき そうすけ）
声 - 平澤信之介
『5』に登場した古牧宗太郎の孫。永洲街では「チンピラ狩りの宗介」の名で通っており、自信家ではあるが、確かな実力を持っている。また、元々はいじめられっ子だったが、いじめっ子たちを見返すために祖父から古牧流古武術を学んでいた。古牧流の技を使う桐生に興味を持っており、桐生の鈍った闘いの勘を鍛え直した上で倒すことを目的とし、桐生の修行が終了した後は桐生に諭されて神室町に旅立つ。その後、祖父と対決するも敗れ、自身の修行不足を感じてしばらく祖父の下で修行することを決意する。
押田 天童（おしだ てんどう）
『5』に登場した冴島が身を寄せる雪山の集落の中で不気味だと噂をされている老人。山奥の祠に一人で住み着いて山の神の金言を授かるために修業を積んでおり、供える度に山の神が現れて自身に憑依し、その時の意識は残っていないながらも様々な妖術を操るが、実際には元は手品師であるために大掛かりな仕掛けを妖術として見せていただけで、供え物も自身の欲しい物を供えさせていただけである。冴島に様々な特訓をし、全てを終えた後は冴島に別れを告げて消えた。
YOKO（ヨーコ）
『5』に登場した煙突のような特徴的なヘアースタイルと派手めのスーツが特徴である元スタイリスト。独自の「美」の理論を追求しており、かつては世界的に有名なスタイリストとして活躍していたが、サポートしていた（現・蒼天堀商店街会長の）右田がアイドル競争から逃げ出したことにより自信喪失し、スタイリストの仕事から離れるようになる（本人曰く「今はただの化粧が濃いオカマ」）。その後、遥のことを「おイモちゃん」と呼びながらも美に関する様々なアドバイスをし、全てを教えた後はその右田とも和解して蒼天堀を後にした。
綾小路 獅子（あやのこうじ レオ）
『5』に登場した品田が錦栄町で助けたことで出会う、平安時代の貴族の末裔を自称する中流以上の家庭に育った無職の男性。35歳。見た目と傲慢な性格によらず、武器の扱いが上手い。品田に武器を扱うコツを伝授し、その時に彼女いない歴35年を品田に見抜かれてしまい、彼女ができるようにアドバイスを受けた結果として貴族の格好も止めて人間としても成長していくが、後に美人局に遭ったことで元の格好と性格に戻ってしまう。
五十嵐（いがらし）
声 - 山根ゴウ
『5』に登場した品田の中学時代のコーチ。品田のバッティング能力を引き出してくれるが、修行内容はバッティングとほぼ関係ないものが多い。自分の指導に付いてくる者がいなくなったことでコーチを引退していたが、自分の指導法で成長していく品田を目にして自信を取り戻し、コーチを続けていくことを決意する。
タツヤ
演 - 川越達也
『5』に登場したテレビ番組でレギュラーコーナーを持つほどの有名なオーナーシェフ。全国5大都市の新規店や閉店の危機にある店にオリジナルメニューを提供し、その店を元気にする「タツヤの3分間厨房ハッキング」という番組のスペシャル企画を行っているために全国を巡ってオリジナルメニューのヒントを探しており、各主人公にその都市の美味しい店の紹介を依頼し、店を紹介すると食事による能力強化が可能になる。また、一部のサブストーリーにも登場する。
バッカス
『0』に登場した桐生のチンピラスタイルの師匠で、アメリカ人の初老の白人男性。とにかく酒好きで常に酔っており、通称として「バッカス」と呼ばれている。かつてはジムの経営者兼トレーナーとして有能なボクサーを育てていたが、マフィアである「レイモンド・カルテル」の息の掛かった選手を自身の育てた選手が倒したことでマフィアの恨みを買ってしまい、マフィアの嫌がらせなどでジムは破綻して多額の借金も背負うことになり、日本に逃亡することとなる。その後は錦山と共に飲みに出歩いていた桐生に自分への金の投資（能力強化）を指南し、また桐生の才能を見出して自身も技を伝授して修行を課す。その後、全ての技を教えると自身の経歴や自身が狙われている真の理由（才能のある選手を発掘する能力）を話し、人生のリスタートとしてあえて組織に入りマフィアを逆に利用して才能のある若者に世に出る機会を与えるためにアメリカに帰国する。
カモジ
『0』に登場した桐生のラッシュスタイルの師匠で、ホームレス。動きが俊敏で、ヤクザを簡単に叩きのめすほどの実力を持つが、立場故に良い食事を取れておらず、初登場時は空腹で持久力が無かった。七福パークで時間内に自身をダウンさせたら挑戦料の倍額を支払い、失敗すれば挑戦料をキープする「倒してみろ屋」を生業としており、バッカスから紹介された桐生に倒してみろ屋を修行の体でやらせるようになるが、最終的には儲けた1億を桐生に渡した上でこれまでの稼ぎで安いながらもアパートを借りたことやTVの取材を受けたことを報告する。
タツ姐
声 - 藤沢実穂（『ONLINE』）
『0』に登場した桐生の壊し屋スタイルの師匠で、凄腕の借金取り。女性でありながらも刃物を持った悪漢を圧倒するほどの実力を持ち、ヤクザに絡まれていた際も余裕であしらえたものの、「女を殴るな」というポリシーで動いた桐生に助けられる。その後は自身の修行場である埠頭で修行を課すようになり、修行の成果として借金の取り立てを桐生に依頼する。
『ONLINE』にも登場する。
飛虎（フェイフウ）
『0』に登場した真島のスラッガースタイルの師匠で、表向きは妻の龍花（ロンファ）と共に夫婦で中華料理店「龍虎飯店」を営んでいる台湾出身の武器職人。様々な武器術を扱い、棒きれ一本で刀を持ったヤクザを一方的に叩きのめすほどの腕前を持つが、武具作成の研究に没頭する余りに武具探索の手配などはロンファに任せきりで、彼女には頭が上がらないようである。また、神室町に支店を出しており、弟子に武具の販売を行うように指示している。米木の紹介で真島と知り合った後は自身の実施した試験に合格した真島のバット捌きに興味を示し、顧客にする。
アレシ
『0』に登場した真島のダンサースタイルの師匠で、赤いジャージが特徴のストリートダンサー。ダンスで成功するのを最終的な目標としているが、常に目先の欲に駆られる感情が言葉の端々から垣間見える。普段は三つ子の三兄弟で一緒にダンスパフォーマンスをしており、自分たちの踊りを見て真島がダンサースタイルを閃いたことが縁で、踊りながら戦う「ブレイキング・ファイト」を考案して真島を仲間に引き入れる。
幕田（まくた）
『6』に登場したパーソナルトレーニングジム「RIZAP」のトレーナー。暑苦しい口調の持ち主だが、トレーナーとしての実力は折り紙付きで最優秀トレーナーの実績も持っている。会員となった桐生の担当トレーナーになった後は、桐生のトレーニングをサポートし、また食事アドバイスとして行ったトレーニングにあった食事を取るようにメールを送る。

## 神室町の住人たち
『1』から登場した東京最大の歓楽街に登場する住人たち。
麗奈（れいな）
声 - 三原じゅん子（『1』）、鶴ひろみ（『0』）、田中敦子（『極』）
由美が勤務して桐生や錦山が入り浸る高級クラブ「セレナ」のママで、3人の良き理解者。心優しい性格で、それぞれをまるで身内のように見守っている。また10年前の店は閑散とし、現在は顔馴染みが来る時だけセレナを営業している。桐生が刑務所に収監された後は事態を知って錦山を責めるが、直後に激怒した彼に叩かれてしまう。桐生の出所後は錦山のことを愛しているために桐生たちの動向を錦山に伝えており、後に桐生たちを見たことで考えを改めて桐生たちに自らが行ったことや謝罪を置手紙で知らせ自らの罪を清算するために錦山を殺そうとするが返り討ちに遭って若中の荒瀬に射殺された。その後、亡骸はシンジと共に花屋によって回収された。
『0』では錦山が常連になってその縁で桐生とも知り合うことになるが、後に桐生が堂島組に追われていた際は彼を匿い傷の手当てをして錦山の情報を提供した。その後マキムラマコトを探しに現れた真島が錦山と戦った時には真島をガラス瓶で攻撃したり錦山にドリンクを提供したりと彼をサポートし、決着後はマキムラマコトが姿を消したことなどを伝える。
『ONLINE』では錦山の馴れ初めが描かれ、阿波野のみかじめを強要されるが錦山の取り計らいで収めてもらいその縁で錦山に惹かれることとなった。
ユウヤ
声 - 三宅健太
ホストクラブである「スターダスト」の店員。戦闘では『1』では力強い投げ技を使い『極』ではルチャ、『3』では力押しのパンチ攻撃を主体とした戦法で戦う。一輝を訪ねてやってきた桐生を店にみかじめ料を取立てに来たヤクザと勘違いし、問答無用で殴り掛かるが後に事情を知ると桐生に謝罪をして一輝と共に手助けをするようになる。またサブストーリーではストリッパーである恋人のミユのショーを桐生と見に行った際に堂島宗兵の敵討ちを狙う小室の一派にショットガンで殺されそうになったり桐生を誘き出すためにミユを拉致され救出しようとして逆に捕まってしまうなど彼らの復讐に巻き込まれてしまうが、桐生により恋人共々助けられる。
『2』では店長に出世して桐生たちを支える。またサブストーリーで元々は暴走族である「ブラックサンダー」の総長だったことが判明し、かつての友人であったブラックサンダーのコウジに引退時に指名した総長の岡野が承認無しで組織を抜けたために「チームをばっくれた奴は500万」という自身が決めた掟のことをネタに金を出すか岡野を出すかを要求されるが後に敵対した際にスーツの上に特攻服を着て奮戦して桐生の助けもあり撃退した。
『3』ではスターダストを借りて風間組との抗争に利用しようとした錦山組の長谷部を桐生と一輝と共に戦って撃退した後、神室町に何人かの警察が見張りをした際は桐生にミレニアムタワーへの裏道を教えた。その後桐生が沖縄へ帰ろうとした際に腹部を刺した浜崎を一輝と共に取り押さえる。
『4』では桐生のサブストーリーに登場し、自身の甘さを指摘する若いホストの真也と揉めるが最後は自身の本音と熱意を伝えたことで真也と仲直りする。また、別の桐生のサブストーリーでは桐生の名を騙って好き勝手やっている偽物がいることを桐生に報告した。
『5』では桐生のサブストーリーに登場し、ホストへの情熱を失いスターダストから離れて流れ着いた永洲街で桐生と出会う。その後桐生の手助けもあってホストへの情熱を取り戻し、スターダストへと帰っていった。
『6』ではジングォン派のボスであるハン・ジュンギにスターダストを買い取られるが、その前に店を辞めており後にサラリーマンとして桐生と再会する。その後スターダストが買い取られるまでの経緯やオーナーの座を降ろされた一輝がスターダストを再び買い戻すための算段を整えていること、達川に関する情報などを桐生に伝える。
『極2』ではブラックサンダー撃退後に桐生へ礼をするために真島建設に入社する。
『ONLINE』でも登場。
『8』では桐生のエンディングノートで登場。東城会解散後、勢力を盛り返したジングォン派に乗っ取られたスターダストを一輝と共に取り戻すために奮闘。無事、店を取り戻し再び店長として復帰した。偶然、店の前を桐生と伊達が通り掛かった際、店の前でみかじめ料を取りに来たチンピラたちとユウヤとの揉め事に遭遇。撃退し、営業に戻ったところで店の前にいた同店ホストから取り戻すまでのいきさつを聞いた。ユウヤと一輝以外は少なからず厄介事を持ち込み、店を危うい状況にした桐生たちの恨み節を聞くことになる。その後、伊達からの誘いを受け、一輝と共にニューセレナに来店。久々に伊達と酒を酌み交わす。店前での揉め事で初めて桐生に会ったことを思い出し、幾度となく厄介事に巻き込まれたことを口にしたが、それと同時にその厄介事に一番体を張っていたのが桐生だという事、またその姿を焼き付けてきたことで自身も奮起する原動力になっている事も口にした。それだけに桐生の死が信じられず、いつか店に来るのではと言う一抹の希望を持ち、来たときに飲んでもらおうとユウヤの名において店で一番高い酒をキープボトルにして待ち続けていると口にした。過去作では一貫して前髪を下ろしてセンター分けしていたが、今作ではオールバックにしており、年齢相応の貫禄が見られる。
一輝（かずき）
声 - 土田大
スターダストの店長。スターダストからみかじめを取らない風間新太郎に大層世話になっているらしく、恩返しとして桐生の手助けをする。
『2』ではスターダストのオーナーとなっており、海外組織の構成員ではないかと疑われて警視庁からマークされるが実は半年も監禁されていたことが判明する。その後、自身に成り代わっていた真拳派である康に瓦と共に撃たれて重傷を負うも柄本医院で一命を取り留める。
『3』の序盤ではまだ柄本病院に入院中であるが、後にスターダストに復帰する。戦闘ではフリッカージャブをメインとしたボクシングスタイルで戦う。またサブストーリーではキャバクラやホストクラブを多く展開している「京極グループ」の京極からスターダスト二号店の出店の案を出され断っていたが、このことが原因でスターダストの新人ホストに紛れ込んだ京極のスパイであるエイジに唆されたユウヤと対立しまう。その後エイジから「一輝とユウヤを仲違いさせてスターダストを乗っ取る」という真相を聞いた直後に京極の元へ単身で乗り込むも返り討ちにされたところを桐生たちに助けられ、直後にユウヤに謝罪した。
『4』では桐生のサブストーリーに登場し、ユウヤの店長職の適性に懸念を抱いていたがユウヤ自身の働きを目の当たりにしたことでひとまず見守ることを決意する。
『極』で追加されたサブストーリーではムナンチョヘペトナスが開催したパーティーによって経営不振に陥ったため、桐生にパーティーの潜入調査を依頼する。
『6』では登場はなかったが、サラリーマンになったユウヤの口から、店を取り戻すために奮闘しているという事が語られた。
『8』では桐生のエンディングノートで登場。東城会解散後、勢力を盛り返したジングォン派に乗っ取られたスターダストを取り戻すためにユウヤと共に奮闘。時には多くの人間に頭を下げ、金銭調達などに奮闘し、無事、店を取り戻し再びオーナーとして復帰した。みかじめ料を取りに来たチンピラたちとユウヤとの騒動後、ユウヤに労いの言葉を掛ける。その後、伊達からの誘いを受ける形で、ユウヤと共にニューセレナに来店。久々に伊達と酒を酌み交わす。ユウヤが店前での揉め事を解決したのを目の当たりにし、ユウヤ同様、初めて桐生に会ったことを思い出した。自らも苦境に晒されることが多々あったが、その度にいくつもの修羅場を潜り抜け解決に導いてきた桐生の姿を思い出し、自らを奮起させる原動力として今まで来れたと口にした。ユウヤが桐生のために一番高い酒をキープボトルにしてる事を勿体無いとは口にする一方で、桐生の姿に励まされ店を取り戻し、今では桐生に見られても恥ずかしくない店にまで出来たことで、もう一度店を見てもらいたいという希望を口にし、ユウヤに理解を示した。
『ONLINE』でも登場。
サイの花屋
声 - 藤原喜明
治外法権の無法地帯「賽の河原」を根城にする情報屋たちのボス。表側に鳳凰、背中に風神と雷神が描かれた羽織を着用しており、偽名は賽の河原の「賽（サイ）」と情報の横流しに花束を使っていたことに由来している。また本名は不明だが一人息子がおり、自身が父親だということは明かしていない。元々は警察官として活動していたが、情報の横流しを同僚である伊達に告発された後に賽の河原の支配人となって裏商売を続けるようになる。
『2』では賽の河原の地下からミレニアムタワーの50階に拠点を移し、情報を収集しているが後に賽の河原に戻ることになる。
『3』では真島組の管理下で拠点を間借りしており、桐生たちに東城会内部の情報を提供する。
『4』では冴島が笹井を探している際に情報屋として登場し、谷村にも同様に葛城の情報を提供するが後に上野誠和会に強襲されて一時は負傷する。また主人公4人が協力するサブストーリーも用意されており、シリーズを通して描かれてきた息子のタカシとの関係も無事完結する。
『5』でも賽の河原で登場し、冴島と相沢に森永が死亡したことを伝えた。
『極2』では真島との出会いが描かれており、植松殺しの濡れ衣を着せられて真犯人を突き止めるために訪れた真島に自身の代わりに賽の河原の管理をすることを要求してその条件を引き受けた真島に植松を殺した犯人である川村が蒼天堀に向かったことを伝えた。
『ONLINE』でも登場。過去のエピソードで登場し、伊達からの依頼を高額の費用を要求して一旦断るが自ら調査を始める。
田村（たむら）
神室町を拠点に活動する週刊誌記者。桐生の服役中に諜報活動を行うために「東城会のスキャンダルを追ったことで東城会の怒りを買い、東京湾に沈められて死亡した」という自らの死を偽装し、密かに賽の河原で花屋の部下として活動する。その後、賽の河原で桐生と再会した後は全ての真相を明かし、後輩の青木には自身が生きていることを内緒にするように告げた上で桐生に協力する。
『2』にも情報屋として登場し、自身が不在の時は同業者の森田が代わりを務める。
青木（あおき）
田村の後輩の週刊誌記者。田村が表向きは死亡したとされた後は彼が生存していることも知らずに神室町屈指の情報屋として成長しており、桐生に度々協力する。その後の桐生の行動によっては田村と再会し、彼と共に桐生に挨拶する場面が見られる。
『4』で再登場し、情報屋として各主人公にサブストーリーの情報を提供する。
二代目 歌彫（うたぼり）
声 - 小田桐一（『極』）
ピンク通りにある「龍神会館」に店を構える桐生と錦山の背中の刺青を彫った彫師。美月に似た死体の胸元の刺青のことで桐生が訪れる。自分が認めた者しか刺青を入れない。
『3』で力也絡みのサブストーリーで再登場し、未完成だった力也のハブの刺青に目を彫って完成させた。
『ONLINE』にも登場し、店先で近江連合相手に喧嘩する春日と再会したが線彫りのまま刑務所に行った春日の刺青を桐生と錦山の思い出話をしながら完成させた。
柄本（えもと）
声 - 工藤俊作（『1』『2』『極2』）、唐沢龍之介（『極』）、影平隆一（『ONLINE』）
「柄本医院」の院長で、元は東都大の外科部長であり神室町一の名医でもある。フルネームは柄本芳仁。強力なスポンサーがおり、患者であればヤクザでも不法滞在の外国人でも金を持っていないホームレスでも平等に治療を施す。サブストーリーではアリを診断中に桐生が急患として連れて来た少年を見て虫垂炎にかかっていると見抜き、倒れたアリより少年を優先して手術に取り掛かったことで激怒したアリの兄弟に殺されそうになるも割って入った桐生に救われて桐生がアリの兄弟の相手をしている間に少年の手術を無事に成功させ、さらにはアリの兄弟にもアリは尿管結石に罹っただけだと説明して瞬時に回復させることで騒動を収めた。その後風間組（前述のスポンサー）の援助を受けていることが判明するが、風間新太郎の死後は100億円事件の影響もあって援助が滞っており資金繰りが苦しくなってしまう。
『2』では以前から顔見知りだった瓦を治療し、康に撃たれた一輝の手術の最中に乗り込んで来た崔と金に襲撃されるが結局何事もなく一輝の手術を成功させた。
『3』では一輝の見舞いに来た桐生と挨拶を交わし、桐生が真島と会っている間に遥を一時的に預かった。またサブストーリーにも登場し15年前に訪れた元極道の辰巳と再会して桐生に神室町の案内を頼んだ。
『4』では桐生のサブストーリーに登場し、桐生が連れて来た怪我人が中国からの密入国した蛇華の構成員であることが判明したが組織から使い捨てにされたこととの故郷の家族を思っていたことから「二度と悪さはしないだろう」と判断して正式な患者として入院させた。
『ONLINE』でもサブストーリーに登場した。
『8』では桐生のエンディングノートに登場。年老いても現役でやっていた。天下一通りで動けなくなったホームレスを、偶然通り掛かった桐生が助けたことで、久々に病院を訪れた。同じ医者の娘がおり留守を預かっており、曰く、別な病院で医者をやっているようだが、父を心配し、時折手伝いに来てくれていると言う。余計なお世話とは言いつつも、内心は嬉しさと病院を任せられる信頼を持っている。
戸部（とべ）
声 - 楠見尚己（『1』『2』『極2』）
バー「バンタム」のオーナー兼マスター。店内にボクシンググラブを飾るほどの熱烈なボクシングファンであり、店名もボクシングの階級から名付けている。「バッカス」が店主の死亡によって廃業した後は同じビルに入居して営業を開始した。またサブストーリーに登場し、自身を守ってヤクザに強請られていたボクサーのジャッカル八木沢を救うように桐生に依頼したことから親交を持つようになる。
『2』では一年前の事件によりバンタムを含む近隣の店は経営難から借金を抱えてしまったために千石組に買収されて仕方なく集団で桐生に襲い掛かるも返り討ちに遭う。その後事情を聞かされた桐生に許されたことで改心した。
『3』では店をダーツバーに変えており、新たにダーツが楽しめる場を設ける。
『4』の桐生のサブストーリーでは1年前に癌で亡くなった常連客の岩崎勇作と知り合いであったことが判明し、勇作の恋人であった八千代千草に勇作が死んだことを打ち明けて優作が遺した遺書を千草に手渡した。
『6』ではある事情で神室町にやって来た桐生と再会し、彼に対して秋山と遥に関する情報を伝える。
馬場 啓介（ばば けいすけ）
タカシの所属していたギャングチーム「B-KING」のリーダー。『4』にて名前が判明する。戦闘では『1』では頭突きや足払いなどを使い、『極』では品田に似た格闘スタイルで戦う。仲間と共にチームを抜けようとしていたタカシをバッティングセンターまで追い詰めるが、その態度から桐生からは「ひねくれたカーブ」と呼ばれた上に桐生に叩きのめされる。その後桐生にタカシたちがヤクザに追われていることとその理由を話した。またサブストーリーでも登場し、仲間と共にヤクザに絡まれるも桐生に助けられてそのことを皮肉に思いながらも感謝の言葉を伝えた。
『4』の桐生のサブストーリーで再登場し、プロのメジャーリーガーになっており物理法則を無視したかのごとき変化球「ひねくれたカーブ」を得意としている。桐生にメールを送ってバッティングセンターで野球で対戦し、結局は敗れはしたが更なるレベルアップと再戦を誓った。
『極』では別のサブストーリーでタカシを探していた桐生に対してタカシの居場所を教えることを条件に自身の好物である「たまごツナサンド」を要求し、それを受け取った後はタカシが京香と一緒にバッティングセンターにいることを伝える。
赤井（あかい）兄弟
賽の河原を襲ったカラーギャングチームの一つ「ブラッディアイ」のリーダーの二人の兄弟で、白木と青田を誘って賽の河原襲撃を計画した実行犯。二人共に腕にトライバル柄のタトゥーを入れており細身でバンダナを巻いている方が兄、太めの体格をした金髪坊主頭の方が弟でメンバーはいずれも赤を基調としたユニフォームを着ている。戦闘では兄はムエタイ（『1』）やダンサー（『極』）といったスピードを生かした攻撃、弟はパワーを生かした攻撃を使い兄弟ならではの連携技も得意とする。桐生に敗れた後は遥誘拐のために劉家龍に金で雇われたことを自白し、チームを解散した。
『4』の桐生のサブストーリーで再登場し、兄弟で「レッドスネーク」というアダルトビデオ製作会社を立ち上げ桐生に新作のアダルトビデオを手渡した。
『極2』では新・クランクリエイターの敵キャラクターとして登場する。
白木 ユウジ（しらき ユウジ）
声 - 岩瀬遼平（『極』）
賽の河原を襲ったカラーギャングチームの一つ「ホワイトエッジ」のリーダー。メンバーはいずれも白を基調としたユニフォームを着ている。戦闘では『1』ではムエタイ、『極』では力也に似た格闘スタイルで戦う。桐生に叩きのめされた後はチームを解散した。
『4』の桐生のサブストーリーで再登場し、「プラチナ」という中古車や危険な物を扱うフロント企業を立ち上げて桐生に自身の名刺を手渡した。
『極2』では新・クランクリエイターの敵キャラクターとして登場する。
青田（あおた）
賽の河原を襲ったカラーギャングチームの一つ「ブルーZ」のリーダー。メンバーはいずれも青を基調としたユニフォームを着ている。戦闘ではスタンガンを使用し、『極』では品田に似たスタイルで戦う。桐生に叩きのめされた後は自らを下っ端と発言し、さらには桐生に対してホワイトエッジに関する情報を伝える。
『4』の桐生のサブストーリーで再登場し、他のカラーギャングチームが解散して更生している中いまだにチームを解散せずに仲間と共に活動を行っており桐生に赤井たちの現状を聞かされた上で未だにカラーギャングを続けていることを咎められて逆上して襲い掛かるも敗北した。その後一度は解散を考えたものの仲間たちのことを見捨てることができなかったために未だこのような活動をしていたことが判明するが自身もこのままではいけないことも自覚しており、仲間たちと共に次のステップへ進んでいくことを決意する。
『極2』では新・クランクリエイターの敵キャラクターとして登場する。
翔太（しょうた） / 正太郎（しょうたろう）
声 -  中山真吾（『1』）、いとう緑茶（『極』）
スターダストに勤めるホスト。礼儀正しい性格でユウヤからも信頼されているが、裏では悪徳金融会社「花形金融」と結託し借金まみれになった客をアダルトビデオに出演させて金を作らせる仕事を行うなどして女性を食い物にしている。またスターダストに来る前は「正太郎」という源氏名を名乗り、チャンピオン街のバー「シェラック」で働いていた。戦闘ではバタフライナイフを使用し、『極』では金井に似たナイフ捌きで戦う。自身のファンになった沙耶に借金を押し付けて利用し、娘を救うために乗り込んで来た伊達が刑事であることを知ると借金をチャラにする代わりに警察で押収した拳銃を横流ししろと脅迫するが伊達の助けに入った桐生に花形金融もろとも叩きのめされる。その後桐生の強さと気迫に恐れ慄いて降参し、借用証書を明け渡した。
アケミ
声 - 吉沢キヨ（『1』）
会員制の超高級ソープランド「桃源郷」のNo.1ソープ嬢で、シンジの婚約者。シンジの頼みで風間を一時は保護しており、後に瀕死のシンジから風間の居場所を教えられた桐生が桃源郷を訪れた際には近江連合の寺田が風間の保護を引き継いだことや錦山組が世良の遺言書を狙っていることを伝えるが桐生からはシンジの死を知らされる。その後サイの花屋からシンジの遺骨を引き取った。
平田（ひらた）
声 - 金谷ヒデユキ（『1』）
10年前に桐生がシンジに頼まれて借金の取立てに向かった金融会社「ピースファイナンス」の社長。悪質な経営方法から住人たちからの評判は悪い。戦闘ではゴルフクラブを使用する。夜逃げの最中だったところを桐生に制され、借金を取り立てられた。その後ヤクザを雇って桐生に報復にくるも失敗し、逃走した。
『3』のサブストーリーで再登場し、自身の残した借金で一家は離散したためにホームレスになって10年以上逃げ回っていたことやミレニアムタワー爆破事件の時に桐生を背後から刺し殺そうとしていたこと、大学を辞めて風俗に行くことになった娘のことや心労で倒れて亡くなった妻のことで息子の達夫からは恨まれていたことが判明したが後に桐生と再会したことにより自らが犯した罪を反省し、改心したことにより息子や桐生と和解した。
『ONLINE』にも登場する。
木村（きむら）
不良グループのリーダー。戦闘では『1』では通常の敵と同じ動きだが、『極』では八幡に似た格闘スタイルで戦う。桐生たちの目の前で小石をぶつけるなどして子犬を虐めていたが、自分たちの非道な行いを目撃したことと大変な一日ですこぶる機嫌の悪かったことから桐生に小石を投げ返された上に「運が悪かったんだよお前らは」と喧嘩を売られて憂さを晴らすかのように仲間諸共叩きのめされた。
モグサ
サイの花屋の部下のホームレス。賽の河原に向かおうとしていた桐生を公衆便所で襲おうとしたが、花屋からの許可が下りたことで彼を通した。その後花屋がタカシの件で悩んでいることを桐生に打ち明けた後、宝くじ売り場に賭場があるという情報を提供した。
『2』ではサブストーリーに登場し、1年前に遥が助けた子犬（ポチタロ）を世話していたゲンさんという人物が亡くなった後に預かっていたが、ヒマワリを助けるために桐生に譲り渡した。
パレスのオーナー
サブストーリーに登場したアレスを真似たスナック「パレス」のオーナー。戦闘では『1』ではパンチ技を主体とした攻撃、『極』ではムエタイで戦う。アレスの噂を利用して店名を似せたり、ママの容姿を由美と同じにするなどして客を呼び寄せていたが、店員の亜理抄や桐生に詐欺紛いの営業を指摘される。その後、逆上して桐生に襲い掛かるも返り討ちに遭い、直後に桐生から店のママが殺されたことを告げられ、自身の行いを深く後悔しながら泣き崩れた。
マイ
声 - みひろ（『1』）
サブストーリーに登場した巨乳の女性。バーで薬入りの酒で眠らせた客の金を奪う「マグロ」と呼ばれる悪質な犯罪の片棒を担いでおり、神室町でもその巨乳を武器に多くの人間をカモにしている。グルである酔っ払いに絡まれているフリをしてターゲットの桐生に助けを乞い、助けられた後は行きつけの店だというバーに案内して一緒に酒を飲むことを提案するが最終的には桐生に見抜かれたことでその場から逃走した。
坪井（つぼい）親子
サブストーリーに登場した一子相伝の暗殺拳の使い手を自称するスリ師。『極』にて名前が判明する。戦闘では『1』では独特な構えをしているものの一撃でダウンしてしまうほどに弱いが、『極』では一般の敵程度の体力に加えて南に似た格闘スタイルで戦うなどパワーアップしている。ホームレス（『極』ではサラリーマン）の恰好で桐生にスリ行為を働くも叩きのめされ、大人しく盗んだ金を返した。
『極』では父が登場し、戦闘では息子と同様に南に似た格闘スタイルで戦う。10年前に桐生が由美への誕生日プレゼントに渡すために購入した名前入りの指輪を盗み、さらにスリを行いながら桐生から逃走するも追い詰められ、それでも抵抗したところを叩きのめされる。その後、盗んだ指輪を宝くじを買うためにえびす屋に売ったことを白状した。
『2』の闘技場では自身に似た格好と暗殺拳の使い手の肩書を持つ「スリの末吉」が登場するが、同一人物かは不明である。
アコ / 岡野（おかの）
『2』に登場したオカマバー「亜天使」のママだが、実は昔にユウヤがブラックサンダーの頭を任命した岡野である。サブストーリーでオカマになったことを知られたくなかったためにコウジに黙って暴走族を抜け出し、それが原因でコウジに追われていたが、スターダストとユウヤがブラックサンダーに襲われているのを聞くとすぐに駆けつけて苦戦しているユウヤにかつて自身にくれた初代ヘッドの特攻服を渡した。また、別のサブストーリーでチンピラに絡まれているところを助けると「鋼のプラカード」（『極2』では「愛用のバット」）で援護する。
『3』以降も亜天使を営業しており、『4』では秋山限定だが、条件を満たすと筋骨隆々の男が表紙を飾る「いかがわしい雑誌」を渡して援護する。
『極2』では惚れ込んだ桐生の助けになるために真島建設に入社する。
『0』では自身に瓜二つの前任のママが登場し、そのままアコ自身のことを指したような後任を探しているという発言をする。
『7』ではニックと顔見知りであることが判明し、彼が店を待ち合わせ場所に指定した際には春日たちの来店を知らせた。
『ONLINE』では、火野正太郎に関するサブストーリーで登場する。
無野（むの）兄弟
『2』に登場したギャングチーム「チーム 16ビット」のリーダーの2人の兄弟。太めの体格をしている方が兄、緑色のジャケットを着た方がリーダーの弟で児童公園前にある空きビル「天野ビル」をたまり場に使用している。戦闘では兄はパンチ技を主体とした攻撃、弟は攻撃はせず自身が倒されない限りは何度でもパシリを呼び出してくる。天野ビルの調査をするためにビルの合鍵を手に入れようとやって来た桐生たちを、ゲームの邪魔をされたという理由で兄やパシリを呼び始末しようとするも返り討ちにされる。それでも「コンティニューだ」と宣りながらしつこく食い下がろうとするも、しびれを切らした狭山から一喝され、渋々合鍵を渡すこととなった。
鏡（かがみ）
『2』のサブストーリーに登場したホストクラブ「アダム」の雇われ店長。「ホストは売り上げが全て」と考えている実力主義者で短期間で店をスターダストと肩を並べるまでに成長させるほどの手腕を持つが、従業員に無理矢理売り掛けをさせているという黒い噂を持つ。新人ホストのまことの推薦で働くことになった桐生を雇い、後にNo.1ホストであるタカヤにオーナーの如月の店で借金を作りそれを返済するために売り掛けをしていることを暴露されるも、最終的にタカヤとの勝負に勝ち、如月を叩きのめした桐生に感謝し、さらには桐生の推薦でアダムの新オーナーに就任する。
板倉（いたくら）
『2』のサブストーリーに登場したキャバクラ「マリエッタ」の店長。マリエッタのオーナーである金本が母親の危篤により実家に里帰りすることになり、金本の依頼を受けてオーナー代理となった桐生にアドバイスをしながら店を繁盛させていく。その後、悪評の高いキャバクラ「リリス」の北川からキャバ嬢の強引な引き抜きや破壊活動などの営業妨害行為を受けて追い込まれるが、桐生や金本に恩返しをするために従業員たちと共に店を立て直し、マリエッタを人気店にまで登り詰めてくれた桐生に感謝した。
なお
『2』のサブストーリーに登場したキャバクラ「ビダル」で働くホステスだが、実は神室町を騒がしている通り魔である「切り裂きオバサン」の正体である。後輩のゆき（『極2』ではユカ）に売り上げで負けた上に、スターダストのホストで彼氏であったヒカルまでも奪われた復讐心から、切り裂きオバサンの噂を利用して彼女を殺そうとするも、桐生に目撃されて失敗する。その後は、ゆき（ユカ）を一人になったところを狙って再び殺害を試みるも遥に正体を明かされ、動機を白状した後はヒカルの父親であるカツミに連れられて警察に出頭することとなった。
飯田（いいだ）
『2』のサブストーリーに登場した、自身に素手で一度でも攻撃を命中させたら賞金を出す「殴ってみろ屋」という商売で小銭稼ぎをしていた男。『4』にて名前が判明し、本人曰く「ボクシングのアウトボックスやインファイトを身に付けている」とのことである。無敗であったことから自信満々で桐生の挑戦を受けるも攻撃を当てられたことで初めての敗北を味わう。
『3』のサブストーリーでは、リベンジとして似たような商売をしている兄弟（「逃げてみろ屋」と「捕まえてみろ屋」）も参戦して共に桐生に挑むもいずれも敗北した。
『4』では麻雀にハマり、そこそこ儲けていたものの、谷村にボロ負けし、腹いせに彼が勤務中に麻雀をしていたことを警察に密告する。その後、結局はばれてしまい、殴ってみろ屋として谷村に挑むも倒される。
『極2』では桐生が悪徳不動産と戦っていることを聞き、そこでなら商売ができるといった理由で真島建設に入社する。
偽桐生
『2』のサブストーリーに登場した、桐生の名を騙って好き勝手やっている男。あまり似ていないものの桐生の過去の台詞を引用して凄みを利かせている。戦闘では『2』と『4』では通常の敵と同じ動きだが、『極2』では力也に似た格闘スタイルで戦う。子分の偽シンジを引き連れて好き放題やっていたが、止めに入った桐生に喧嘩を売ってしまい、偽シンジもろとも叩きのめされる。その後、相手が桐生本人であることにようやく気付き、素直に謝罪した。
『4』の桐生のサブストーリーでは、桐生本人がいないのをいいことに好き放題やってはブログで報告することを繰り返していたが、結局は桐生に叩きのめされ、ブログで偽物であることを白状した。
『クロヒョウ』シリーズにも登場しており、そちらでは本名が「桐生和真（きりゅう かずま）」であることが判明する。
ニューセレナのママ
声 - 園崎未恵
『3』に登場した元キャバ嬢。店を開きたいという願いで伊達に協力してもらい、麗奈や澤村由美が働いていたセレナを買い取ることで改装して「ニューセレナ」として営業をしているが同時にそのバーを桐生にアジトとして提供する。またサブストーリーで伊達に告白されたが、断ってしまう。断った本当の理由は昔に犯罪者である月島に人質に取られた際に当時の婚約者だった刑事の敬介を目の前で殺された光景を見て敬介の先輩刑事だった伊達が彼と重なって見えていたからだと語るが、その月島が出所して伊達を誘き出すための人質にされたところを伊達が月島を射殺したことで救われて伊達に「時間をかけて考えさせてほしい」と告げて同時に過去を振り切った。
『4』では身内に不幸があったために不在にしており、交際中の伊達に代理のマスターを頼んだ。
『5』で再登場し、桐生たちに店をアジトとして提供した。
『6』では伊達と結婚して夫婦になっており、変わらずに店をアジトとして提供する。
若造
声 - 桐本琢也
『3』に登場した京浜新聞社社会部のデスクを務めている伊達の上司。役職は上だが年若いために伊達にこき使われており、伊達に頼まれて桐生に東城会の幹部たちの顔写真を提供した。また、サブストーリーでは6年前に喫茶アルプスで起きた当時の店長の織田和夫の殺人事件で、従業員の明智勇一が恋人で同僚の宇佐美佐和子と織田が浮気をしていた現場を目撃したことで織田を殺害したと半信半疑ながらも彼を犯人扱いした記事を書いていたことが判明する。その後、この記事が原因で明智の妹の希に茨の道を歩ませてしまったこと（今も希に恨まれている）や明智が冤罪ではないかと勘づいていながらも救うことができなかったことに対する罪悪感と後悔から、真相を掴むために桐生の協力を得て事件の再調査を決意し、調査の末に真犯人を突き止めた。事件解決後は明智が無罪放免の見込みとなり希とも和解し、新聞記者として真実だけを追い続けることを決意する。
伊吹（いぶき）
『3』に登場した堅気の人間を社会復帰させるために創られた更生組織「堅生会」の代表。元々は堂島組の構成員として活動していたが、柏木の命を受けてその主催に選ばれ、本拠地に使っていた自宅を自身の所有レストランである「神室キャッスル」という店を改装し、新たな本拠地として活動する。その後、復讐者を説得している時に負傷したところを桐生に助けられ、死後の柏木の意志を受け継いだ桐生にバックアップしてもらう。
『4』では桐生のサブストーリーに登場し、引き続き堅気の人間を社会復帰させるために尽力する。
ミチル
『3』のサブストーリーに登場した非常に筋肉質なオカマで、桐生にして「逃げるしかない」と恐怖させる迫力の持ち主。実は三つ子で、同じくオカマをしている自身にそっくりなマコトとヒロミという二人の姉（兄）がいる。桐生に助けられた影響で恋に落ち、桐生をダーリンと呼んで追い掛け回すようになるが、最終的には恋人であったアキラというオナベと元の鞘に収まる。
『4』では亜天使で働いており、秋山にキャバレー「大女優」の情報を教える。
『3』のPS4版では関連するサブストーリーはすべて削除され登場しない。
花（はな）
声 - 平野綾
『4』に登場した秋山が経営するスカイファイナンス唯一の女性従業員兼秘書。小柄かつ豊満な体形で、愛嬌のある顔立ちをした秋山と同じ東都銀行に勤務していた彼の後輩。秋山に対して特別な感情を持っており（秋山自身もそれは自覚している）、だらしない秋山の面倒をなんだかんだと見ている。仕事に関しては、その手にかかれば大抵の情報は即座に得られてしまうほどに卓越した実務能力（特に顧客に関する調査能力）を発揮し、事務仕事以外にも自身が不在の際は目も当てられないほどに散らかることも珍しくないことから事務所の掃除を率先して行うなど秋山よりも経営者らしい姿で臨んでいる。また力が強いために並の男はおろかヤクザですら叩きのめすほどで、モードの一つである「究極闘技」では共闘キャラクターとしてバトルに登場する。秋山を見限った彼の昔の恋人である絵里に対して今現在も嫌悪感と嫉妬心を抱いていることから絵里にそっくりな靖子に秋山が一億を貸したことがきっかけとなり、気持ちの整理をつけるためにスカイファイナンスを辞めるがエピローグで（食事が喉を通らずに）痩せた姿で秋山の前に現れて結局は秋山を見捨てることができないとしてスカイファイナンスに復職した。
『5』では声のみの登場となり、秋山に神室町のニンベン師の情報を探すように頼まれてその際に肉まん100個を買ってくることを条件として引き受ける。
『6』では祭汪会から命を狙われた秋山の配慮によって実家に里帰りする。
『ONLINE』では秋山を心配し、神室町に戻って来たところで春日に出会う。
趙（チャオ）
声 - 掛川裕彦
『4』に登場した神室町亜細亜街にある中華料理店「故郷」の店長で、谷村の理解者かつ最大の協力者。やや片言混じりではあるが、日本語は堪能である。また、店を自分の家のように使わせている一方で、親が強制送還されるなどして生活のできなくなった外国人の子供を保護する「亜僑会」を組織し、面倒を見たりもしている。
『6』では亜細亜街で起きた火災によって店舗は焼失してしまっており、メイファと共に安否は不明である。
メイファ
声 - 佐藤朱
『4』に登場した趙が実の娘のように世話をしている少女。故郷を手伝っており、また趙と共に谷村を「マーちゃん」と呼び、二人共に谷村のサブストーリーに度々登場する。
助川 小五郎（すけがわ こごろう）&格田（かくだ）
『4』に登場した神室町劇場地下街に住み着いているホ－ムレスの二人で、「助さん」「格さん」と呼ばれている。助川は初芝会に奪われた住処を取り戻すために当初は秋山を初芝会の一員と勘違いして襲うも事情を聞いた後は彼と共闘し、秋山の起こした騒ぎに紛れて奮戦した。一方、格田は臆病な性格から喧嘩には参加しなかったが、元鍵師の腕前を生かして初芝会の掛けた扉の鍵を解除し秋山をサポートした。
赤石 衛（あかいし まもる）
『4』に登場した神室町の治安維持に努めるボランティア団体である「神室の盾」の代表。普段は冷静で、揉め事も穏便に済ませるように努めているが、元々は神室町で腕っ節を鳴らしていたヤクザで、理不尽なことをされ続けると怒りで口調も荒くなるなど建前と地のギャップが激しく、現在も強さは衰えておらず、共闘バトルでもその強さを発揮する。ヤクザだった時に目立ちすぎたせいで大勢のヤクザから襲われて瀕死の状態のところを柏木に助けられる。その後は柏木の手助けもあって更生し、十数億円を稼ぐなど仕事にも成功するが、柏木の死を知った後は彼に恩返しをしようと神室の盾を設立し、神室町を守っていくことを決意する。その後、喧嘩騒ぎを収めた谷村の手際の良さを見て彼に治安維持の協力を依頼し、治安維持に尽力する中で神室の盾の評判を下げたりメンバーに暴力を振るったりと自分たちの活動を妨害する行為をしていた近藤の一味を探し出して谷村と共に撃退した。また、ギャングに絡まれていたメンバーを助けてくれた桐生がギャング連中から狙われたことでサポートを買って出て、ギャングチームの情報を提供するなど事態が収束するまで桐生を手助けした。
ナオミ
『4』に登場した天下一通りに占いの店「ナオミの館」を構える占い師で、情報屋。谷村のサブストーリーでは仲間であるサキちゃんと共に彼をサポートする。
『5』では店を中道通りに移し、変わらず営業を続けている。
大塚 光太郎（おおつか こうたろう）
声 - いとうさとる（『ONLINE』）
『4』の桐生のサブストーリーに登場した神室町でヒーロー活動を行なっている黄色いタイツを身に纏ったカレー好きの男。『ONLINE』にて名前が判明する。肥満体にもかかわらずチンピラを軽く叩きのめすほどの実力を持ち、正義感も強いが、空腹（本人曰く「カレーエナジーが尽きる」）になると力を発揮できないといった弱点を持つ。煙草のポイ捨てしたチンピラや桐生に絡んで来たカツアゲを叩きのめしていたが、後にチンピラたちから報復を受けていた所を桐生に目撃され、桐生の加勢を拒みつつも「カレーを持って来て欲しい」と懇願し、桐生が買ってきた松屋のカレーによって力を取り戻し、チンピラたちを纏めて返り討ちにした。その後、桐生を自身と同じく神室町を守るために行動していると見て、チームの結成を誘うも断わられるが、桐生に感謝して去って行った。
『ONLINE』では近江連合相手に戦っていたところを春日に目撃され、腹が減って動けなくなったところを春日に助けられる。後に叩きのめしたヤクザの策でカレーに関する食品を撤廃されて危機に陥るが、秋山から「カレーを1から作ってしまえばいい」と助力を得たことで事なきを経た。その後は春日たちを神室町を守るヒーローチームのメンバーとして誘う。
魔王inc.の社長
『5』に登場したイベント会社「魔王inc.」の社長で、勝矢の元マネージャー。俳優時代の勝矢や朴を知る数少ない人物であり、現在でも付き合いを続けている。勝矢のコンサート延長の依頼と朴から預かっている3億円を返すために大阪に向かう準備をしていた途中に乗り込んできた秋山と品田に驚愕するも、勝矢と朴と真島との関係と彼らの過去を話した。
菅 由彩子（かん ゆいこ）
『5』に登場した秋山の経営するキャバクラ「ELISE（エリーゼ）」の店長。店の経営がうまくいっていないことに頭を抱えており、神室町でのスカウトでは埒が明かないとして、各都市のキャバ嬢をスカウトすることを提案する。その後、秋山の頼みで桐生たちが連れてきたキャバ嬢のヘルプや、ひなたの成長により店の業績も上がり、神室町で一番人気になるまでに成長した。
無法松（むほうまつ）&桐畑 トール（きりはた トール）
『5』に登場したシェラックでアルバイトをしているお笑い芸人。店の利用以外にも、彼らに頼めばネタを披露してくれる。
陳（ちん）
声 - 平井啓二
『0』に登場した亜細亜街の顔役で、三人いる在日華僑の長老の一人。立華不動産が持つ情報ネットワークの一角を担い、定期的に透析を受けなければならない立華の治療も亜細亜街で行っている。堂島組に追われる桐生を匿うように尾田に依頼されるが、今も残るヤクザおよび堂島組への憎しみを理由に拒んだ。その後、立華が老鬼に拐われた際には負傷した桐生に治療を施し、命に替えても立華を救い出すように命じて結局は叶わなかったものの、立華を救おうと命懸けで奔走した桐生を認めて深く感謝を述べた。
東興クレジット社長
声 - 藤本たかひろ
『0』に登場した闇金業者「東興クレジット」の社長。とある人物の命を受けて桐生に「カラの一坪」で借金の取り立てを行うように依頼するが、カラの一坪で起きた殺人事件を受けて何者かに嵌められたと知った桐生に事務所に乗り込まれる。その後、桐生を追ってきた久瀬に席を外すように言われたことでそのまま立ち去るが、後に何者かによって殺害される。
『0 Director's Cut版』でエピソードが追加され、蒼天堀で偶然桐生と遭遇した。桐生が何故生きているのかを問うたところ、渋澤をバックにつけて生き延び、蒼天堀に逃げていることを明かした。桐生からはヤクザに借りを作ることの危うさを指摘されたが、逆にヤクザを利用して金貸しとして神室町に返り咲く意思を見せた。そのために「世界平和のために金貸しやりたいってヤツ」を看板にする計画を立てており、会社の名前をピースファイナンスとすることを桐生に話した。
山野井（やまのい）
声 - 小林通孝
『0』に登場したビルの民間オーナーで、ファイブビリオネアを操っていた黒幕である金融王のかつての仲間。落札したビルに居座る占有屋の辻を巡って立華不動産に助けを求めるが、後に辻の後ろ楯だった泰平一家を退けて辻を退去させた手際の良さと旧知の仲であった風間新太郎に似たものを感じた桐生にマネーゲームへの参加を呼び掛ける。その後は桐生に助言をしたり、事務所の内装を手伝ったりと桐生が勢力を拡大させる中で金融王を殺すために偽の商談を持ち掛けて殺害を試みようとしたが、桐生と茉莉奈に止められる。
白石 茉莉奈（しらいし まりな）
『0』に登場した山野井の連れてきた有能な秘書にして、マネーゲームの黒幕を突き止めるために潜入捜査官として潜り込んでいた本職の刑事。秘書として様々な仕事を的確にこなしたり、僅かな時間で雑然とした部屋を事務所として整えるなど優秀な一方、交通費目当ての就活生にあっさり騙されたり、金融王との対決では拳銃を置き忘れたりなどの迂闊な一面もある。桐生の営む不動産会社で秘書としての仕事をしながらも、桐生と漫才のような会話（サブストーリーなど）をしたり、芸能王に人質として連れ去られた際に桐生に助けられたりと桐生とたしかな信頼関係を築いていく。その後、山野井と黒幕の金融王の商談の場に現れて山野井の殺害を止め、自身の正体を明かした後に山野井から回収した拳銃を悪足掻きをした金融王に奪われてしまうが、桐生の活躍で事なきを得る。その後は金融王の逮捕に成功し、仲間となった他のビリオネアたちの監視と神室町の見張りのために秘書としての仕事を継続する。
ポケサーファイター/ 藤沢（ふじさわ）/ ドラゴンファイターポケサー/ ポケサー株式会社代表取締役社長
声 - 堀内隼人
『0』から登場した「ポケットサーキット（ポケサー）スタジアム」で働くアルバイト（時給850円）。『7』にて名前が判明する。年齢は作中のセリフによると30歳近く。ポケサーマシンのデザインを模した上下のウインドブレーカーを着用して頭には青のハチマキを巻いており、桐生を「カズマ君」という風に年齢に関係なくポケサーユーザーを「君」や「ちゃん」付けで呼び、主にポケサーの受付や実況、カスタマイズの指導などを担当している。また、ポケサーでの仕事以外にティッシュ配りのバイト（時給1050円）も掛け持ちしている。ポケサーを楽しむ一方で、年齢的にも限界を感じて実家の豆腐屋を継ぐためにポケサーファイターを辞めて帰ろうとするが、桐生の助言やポケサーに出入りしている子供たちの応援もあってポケサーファイターを続けることを決意する。その後、神室町でトップの実力者であることが判明し、着実に実力を上げていく桐生とレースで勝負するも敗れ、最終的には桐生を「神室町最速の男」と称して讃えた。
『極』では46歳。17年ぶりに桐生と再会し、自身にフィアンセが出来たことや結婚して実家の豆腐屋を継ぐこともあって自身の替わりにポケサースタジアムを率いてくれる「二代目ポケサーファイター」を探しており、紆余曲折の末に自身の幸せを願う桐生の手助けもあってタクマが二代目ポケサーファイターを引き受けるが、それでも各種手続きが終わるまでは引き続きポケサーファイターとしての業務をこなすこととなる。また、カラオケのアカウント名にも登場しており、初期のランキングでは九位にランクインしている。
『6』では57歳。サブストーリーに登場し、ポケサーファイターを引退した後は故郷である広島の尾道仁涯町に戻って実家の「藤沢豆腐店」を継いでおり、妻である美咲と息子の崎斗と共に生活を始める。その後、豆腐を売っていたところを尾道仁涯町を訪れていた桐生と再会し、その時にかつての経歴を不安視する余りに崎斗に苛烈なまでに徹底した英才教育を施そうとする美咲に頭が上がらずにそのせいで崎斗にポケサーファイターだった自分の過去を明かすこともできずに親子仲に溝が生じていることが判明するが、桐生の助けもあってそれを乗り越え、改めて崎斗に自身がポケサーファイターだったことを打ち明けた上で父親として息子と向き合っていくことを決意する。その後は桐生の手助けとして桐生会に加入する。
『7』では60歳。横浜の伊勢佐木異人町でカートレース「ドラゴンカート」を立ち上げている。普段は受付として活動しているが、真意はポケサー以上に熱くなれるモノを探し求めていたとき、幸いにして実家の藤沢豆腐店が情報番組に取り上げれたことをきっかけに大繁盛し、さらに英語の得意な長男がネット通販サイトを立ち上げたところ、さらに商売が順調にいき上場したタイミングで、趣味と企業の宣伝も兼ねてドラゴンカートを立ち上げた。レーサーたちからはドラゴンファイターと呼ばれ「ドラゴンカート創始者で最強最速の伝説のレーサー」と称されている。しかし、毎回主催するレースで優勝してしまっては面白くない上、、自らが本気で戦える相手を見つけるため、レースから身を引き人材発掘と育成に専念することにしていた。自身が目につけているレーサーに勝ち、グランプリをも制覇した春日に「ポケサーファイター時代に熱くしてくれた男」を重ねて、久しぶりに本気の対決がしたいと対決を申し込み対戦し、敗北したことで潔く負けを認めたが、悔しさが込み上げてきて再戦を申し込んだ。
『7外伝』では写真のみ登場。大阪・蒼天堀、招福町東にある「ポケサーBAR&喫茶CourStar」の一角に、桐生と一緒に撮った写真とゴーレムタイガーが飾ってある。
『8』では64歳。東京・神室町にてポケサー株式会社の代表取締役社長になっており、リバイバルブームに乗ってまた再流行の兆しの中、再び神室町七福通り西にポケサースタジアムを開設していた。スタジアムは現ファイターの村中に任せている。村中がトラブルに巻き込まれたと聞きつけ、第三公園まで駆け付けた。村中の変わった雰囲気から理由を聞くと、ファイターを続ける中で迷いがあったが、カズマ君と出会い相談したことで背中を押してもらえたと聞きハッとした。「バルブの頃からポケサーを遊んでいる紳士な方」と聞き、自身が知るカズマ君であることを悟った。その上で、当時の自分も悩みを聞いてもらい背中を教えて貰えたことでファイターとしてやっていくことが出来たと語った。村中がスタジアムに戻ろうとした際、もし、またカズマ君に出会えたら「一緒にポケサーしようぜ!」と伝えて欲しいと告げた。村中が去った後、バブル時代の桐生と一緒に撮った写真を眺めながら、自身を「大事な友達」と言われた事に感慨し、自身にとっても一生モノの大事な友達だと語りながら「いつか、また巡り合えたら一緒にポケサーしようぜ」と小さくつぶやいた。歳を重ねてもポケサー愛にブレはなく、メディアミックスなど積極的に行い再燃し始めたポケサーを一大リバイバルブームにまで大きくさせた。なお、この時はファイター服ではなくスーツに身を包んでいたが、昔と変わりなく青のヘッドバンドを付けてた。
タクマ
『0』に登場したポケサースタジアムに出入りする小学生で、ポケサー初心者の桐生が初めて対戦した相手。当初は友達のヒデキとのギクシャクした関係があったが、桐生の助言で関係は修復し、その後もポケサー関連のサブストーリーに登場する。
『極』ではポケサー好きが高じてF1レーサーを目指すも挫折し、結局はスターダストでホストとして働くようになる。その後は桐生と再会し、ポケサーに興味はなくなったという素振りを見せるもレースや競争という言葉から離れられずに密かにポケサーマシンを持っており、ポケサースタジアムで桐生との対戦に敗れたことをきっかけに自ら二代目ポケサーファイターの就任を懇願した。
カズヨシ
『0』に登場したタクマのポケサー仲間だった少年。現役のプレイヤーの中では公式大会での優勝経験を持つなど腕前は高いが、それ故に自分より実力の低い相手を露骨に見下す傾向がある。かつてはタクマたちと同じくポケサーを楽しんでいたが、ファイターに挑んで惨敗した経験から勝つことだけに拘るようになり、タクマたちに嫌味を言うなどの嫌がらせをするようになる。その後、ポケサースタジアムで頭角を現してきた桐生の噂を聞きつけて勝負を挑むも敗北し、負けたことを認めようとせず駄々をこねたが、直後にファイターや桐生に「ポケサーはみんなで楽しむものだ」と諭されたことでタクマたちに謝罪し、再びポケサーを楽しむようになる。
村中
『8』の桐生のエンディングノートに登場した30歳の現役ポケサーファイター。ポケサースタジアム前で子供たちとのもつれの場面を、偶然通り掛かった桐生に見られていた。うっかり手にしていたマシンが走り出し、桐生に拾ってもらったが、一目で「ゴーレムタイガー」だと言われ驚いた。桐生からバブル時代の第一次ポケサーブームや初代ファイターとの話を聞き、自身の悩みを打ち明けた。村中が小学生時代はポケサーブームに陰りが見えていたが、当時はポケサーにのめり込んでおり、お小遣いをためてパーツを購入してカスタマイズするなど夢中になっていた。また当時のポケサーファイターのお陰で友達も出来、楽しい思い出がたくさん出来たことで、自分も同じようになりたいとファイターになることを目指した。しかし、いざファイターになれたものの子供たちとのすれ違いが生じ、なかなか上手くいかずに悩んでいたが、桐生から「なぜファイターに感謝してるのか」と問われたとき、ポケサーの知識や技術を押し付けるのではなく、友達のいなかった自分に声をかけてくれて友達になるきっかけを与えてくれたのがファイターであり、そんなファイターに憧れてポケサーを心から楽しめた事を再認識し自分の間違いにようやく気付くことが出来た。すれ違いで別れた子供たちともう一度話し合うため、第三公園へ向かったところ、子供たちがチンピラに絡まれており、子供たちを助けようとするも殴られ気絶し、様子を見に行った桐生が撃退した。ポケサー株式会社社長が心配して駆け付けたが、それが桐生と当時遊んでいた初代ファイターだった。カズマ君(桐生)との出会いや話の中で自分の中の悩みが一切消えたことで、イキイキとした顔つきが戻り、スタジアムへと戻って行った。現在30歳、ファイターとして続けていくか実家に帰るか悩んでいたこと、桐生にお陰でその悩みが立ち消え、ファイターとして続けていく決心をしたことなど、バブル時代当時の現社長(初代ファイター)と似た境遇を持っていた。
小清水 晴一（こしみず せいいち）
『0』の桐生のサブストーリーに登場した就活生。極度のあがり症かつ消極的な性格だが、不動産業を営んでいる父親を尊敬していたり、大学で法学を学んだ経歴を持つなどや仕事に対する熱意はある。また、食べ歩きを趣味とする他に動物好きな面も持つ。桐生のシノギではガードマンを務め、管轄エリア内で戦闘が起きると桐生に加勢してくれることがある。面接で緊張してしまうがためにあらゆる企業から落選され、桐生の不動産の面接を受けた際にもその態度の所為で茉莉奈からの印象も悪く落選確実だと思われたが、交通費目当てで面接を受けに来た就活生とは違うと見抜いた桐生の計らいで面接を一時中断され雑談をし、その際に「父親は尊敬しているが、将来的に持つかもしれない家族のことも考えたい」と話し、桐生の信頼を得る。その後、再開した面接で桐生のアドバイスを受けながら茉莉奈からの印象を改善することにも成功し、合格通知を勝ち取った。その後、帰宅しようとした際に伊集院が犬を虐待しているのを目の当たりにし、身を翻して伊集院に立ち向かい犬を守りきったことで桐生の不動産のガードマンに任命された。
メスキング博士 / ヒロシ
『極』に登場したクラブセガ中道通り店に出入りしている、白衣を着た少年。「昆虫女王メスキング」と呼ばれるゲームを得意としており、その強さと知識の高さから周りから「メスキング博士」と呼ばれている。落としたレアカードを桐生が拾ってくれたことから桐生と関わりを持つようになり、桐生にメスキングの楽しさや奥深さを教え、共に楽しむようになる。後に桐生が現れたライバルたちを倒していく中で、自身がかつてクラブセガ劇場前店で誰に対しても手加減しないことから悪い意味で有名だったことやそれが原因で親友のマサシと喧嘩別れしてしまったこと、友達と楽しく遊ぶことこそがゲームの肝であるということに気付くも劇場前店にいづらくなり中道通り店に移って来たことなどが判明するが、最終的に桐生の手助けもあってマサシと仲直りすることに成功した。その後、桐生の申し出で最強の名を賭けて真剣勝負をするも敗れ、互いに健闘を称え合った後、桐生と出会うきっかけとなったレアカードと同じカードを桐生に手渡した。
ハングマン
『6』に登場した廃墟と化した桃源郷に幽閉されている正体不明の狂人。発するのは呻き声のみで、意思疎通は不可能であり、臀部の大きく開いた黒いシングレットに全頭マスク、ボールギャグを身に付けたSMチックなファッションをしている。戦闘では剛腕を生かして戦い、それ以外にも鉄骨を渡ろうとする桐生たちに対して瓦礫を投げつけるなどの妨害行為を行う。ビッグ・ロウに会いに桃源郷に来た桐生と染谷に対して関門の如く何度も立ちはだかるが、最終的には敗北した。
殺月（さつき）
『6』に登場したJUSTISを操るために暗躍していた黒幕で、オカダの因縁の相手。普段は「殺月会」を率いており、コウメイによれば「滅多に表に出ることはない」が、ヤクザやマフィアともそれなりの繋がりを持っており、裏ではコウメイに強いメンバーを送り込むなどのバックアップをしている一方で、コウメイを「アホ」呼ばわりするなどのあまりあてにはしていない素振りも見せている。戦闘ではリチャードソンに似た格闘スタイルで戦う。かつてカラーズというチームを率いていたが、JUSTISによって壊滅させられ、その際に自身の手下がJUSTISに引き抜かれたために激怒し、リーダーであるオカダの恋人に怪我を負わせたり、オカダを拷問に掛けるなどの悲惨な報復をする。その後、JUSTISを操るためにコウメイと組んで彼をJUSTISに近付けさせた上で乗っ取りのための暗躍を始め、後にオカダを破った桐生会の前に姿を現し、桐生の素性を知っていた上で仲間に引き入れようとするも断られ、改めて桐生会に宣戦布告をする。その後は抗争の末に桐生会に追い詰められ、手下やコウメイと共に桐生に襲い掛かるも返り討ちにされて警察に逮捕された。
『極2』では悪徳不動産と真島建設との抗争の裏で鶴川と結託して神室町ヒルズ計画を奪う計画に加担しており、後に鶴川の協力でカラーズの掌握に成功し、鶴川との関係を続けようとしたが、鶴川が敗北した後は自身の目的は果たしたとして彼を見限り、その際に自身の戦力を退けた真島建設の力を評価しつつも「今度戻ってきた時は必ず神室町を俺のものにしてやる」と言い残して退却した。
虎古（とらふる）
『6』に登場した街のトラブル用SNSの管理人。神室町で日々起きる凶悪犯罪を住人同士で助け合おうとトラブル用SNSを開設し、神室町で出会った桐生に協力を要請する。その後、故郷の尾道仁涯町に戻った際に偶然にも仁涯町に来ていた桐生と再会し、仁涯町にもトラブルが多くなってきたことから仁涯町用のSNSも開設したことを報告し、こちらでも桐生に協力を要請した。
鶴川 慶一（つるかわ けいいち）
『極2』に登場した武藤不動産の秘書だが、実は殺月のスパイである。武藤や蝶野に忠実である一方で、上司の敗北と同時に裏切りを行うなど周到さと狡猾さに長けているが、欲に駆られて退き際を見誤るなどリーダーとしては未熟な面を持つ。ヒルズ計画の強奪を目論んでおり、武藤が敗北した後は武藤を失脚させて武藤不動産の社長の座に就き、さらに蝶野が敗北した後は蝶野をも裏切ってカラーズを乗っ取る。その後、真島建設に降伏勧告を突き付けるも真島に一蹴されたため、カラーズと殺月のギャング組織による連合部隊を率いて真島建設に総攻撃を仕掛けたところを返り討ちに遭う。敗北後は殺月に縋りつこうとするも見捨てられてしまい、逃げ遅れたところを追い詰められ、直後に叩きのめされた。
ニック・尾形（ニック・おがた）
声 - 中村和正
『7』に登場した日系アメリカ人の実業家。胡散臭い風体をしているが、様々な事業への投資を手掛けており、月に数億円をも稼ぎを生み出すなど経営者としての腕は本物である。3K作戦が起きる直前に大吾たちに頼まれて彼らを匿いその後、近江連合に経営権を売った物件について組員から因縁を付けられていたところを春日に助けられ、スマートフォンの使い方を教えた縁で知り合う。東城会と近江連合の解散後は春日に大吾たちを匿っていたことを明かした。その後は異人町で爆殺されそうになった春日たちにアジトを提供し、また彼らの神室町での計画をバックアップしたが、さらには青木の当選結果報告の記者会見に潜り込み、会場である民自党本部の大スクリーンに「青木遼に殺人教唆で逮捕状」の偽テロップを流して騒動を起こしつつも「青木遼は荒川真斗である」ことを大声で暴露して事態を混乱させることで青木遼=荒川真斗をミレニアムタワーに誘き寄せた。また、横浜への進出を考えていたが、宝生による市場の独占により参入できずにいたところを地域密着型の会社である一番製菓に目を付け、社長に就任した春日にノルマを課した上での資金援助を施し、その裏で横浜の市場の健全化を進めた。その後、宝生が敗北した後は彼の前に現れ、宝生がこれまでに行なってきた悪事の露呈を告げて自省を促したところを逆恨みを買って襲われそうになったが、えりに助けられて事無きを得る。
春日 次郎（かすが じろう）
『7』に登場した桃源郷の店長で、春日一番の育ての親。過去に店で働いていた「茜」が氷川興産から命を狙われて出産直前に病院から脱走した際には少しでも安心して出産できる場所として桃源郷の浴室を貸した。その後、茜から「産んだ子は新宿駅のコインロッカーに入れて父親に受け渡す」と伝えられ、それでも受け渡し失敗の可能性を考慮して店員と共に向かったコインロッカーで子供を発見し、彼女が引き渡しに失敗したと察した上で子供に一番と名付けて養育するが、彼が中学を卒業する頃に亡くなってしまう。
牛尾 博隆（うしお ひろたか）
『7』に登場した春日の中学生時代の先輩。戦闘ではメリケンサックを使用する。動物ビデオを怪しいビデオと偽って高校生から金を騙し取っていたが、春日に叩きのめされて金を奪われてしまう。春日出頭後は実話系雑誌の記者に就職しており、近江連合を追っていたがために組員に襲われていたところを出所した春日に助けられる。その後、春日に神室町の現状と真斗の死を伝えた。
グレート平塚（グレートひらつか） / 平塚 浩司（ひらつか こうじ）
声 - 江頭宏哉
『7』に登場した債権者。強面が特徴的な巨漢で、ヤクザの脅しにも屈しないほどの気迫を有する。中学生時代は喧嘩強さと容赦のなさのため春日を含む後輩から神室町最強と恐れられていた。一方で母親思いの一面を持つ。戦闘では木槌を使用する。取り立てに来た春日に敗れるが、母の看病で金が必要という事情を知る春日は文字通り財布だけを奪い取り中の金を返した。
道代（みちよ）
『7』に登場した「スナック道代」のママ。近所の住人に「素面の姿は何年も見ていない」と言われるほどの酒呑みだったが、春日出頭後に大病を患ったことをきっかけに酒や煙草をやめ、健康志向に目覚めてスナックを健康カフェに改装した。特に水にこだわるあまり、ミネラルウォーターのマルチ商法の被害に遭っているが気付いていない。
マッサージ嬢
声 - 小泉彩（『2』）、椿姫彩菜（『3』）、矢口真里（『4』）

### 神室町のキャバ嬢
タイトル下の名前のみのキャラクターは実在する人物が演じたキャバ嬢。源氏名には下の名前が使われ（『1』では一部が異なる）、働いている店もキャバ嬢によって異なる。キャバ嬢はそれぞれ悩みを抱えており、親密になっていくことで何かしらの問題が発生するが、いずれも主人公によって解決されていく。
桜咲 ひなた（おうさき ひなた）
声 - 佐藤朱
『5』に登場したエリーゼの新人キャバ嬢。23歳。上司や年長者にもタメ口で話すところが玉に瑕だが、店長の由彩子から「天性の逸材」と評され、秋山からも神室町の顔になるように期待されている。秋山に依頼された桐生との交流を経てNo.1キャバ嬢への階段を上り詰めていき、最終的には見事にNo.1になり、店の業績アップにも繋がった。
華山 麗美（はなやま れいみ）
声 - 田丸真由美
PS4版『3』に登場した「SHINE」のNo.1キャバ嬢。
龍が如く
愛川ゆず季、相澤仁美
龍が如く2
麻美ゆま、松島かえで
龍が如く3
荒木さやか、桜井莉菜、西山りほ、ねむ、桃華絵里、武藤静香、鮎川りな（PS3版）
波多野結衣、桃乃木かな（PS4版）
龍が如く4
Rio、河崎姫華、齋藤支靜加、水谷望愛、愛原エレナ、一木千洋、森摩耶
龍が如く 極
波多野結衣、瑠川リナ
龍が如く6
赤井沙希、一條りおな、桜井えりな、潮田ひかる、SORA

## 蒼天堀・新星町の住人たち
『2』に登場した大阪にある二つの歓楽街に登場する住人たち。蒼天堀のみ『5』や『0』、『7』、『7外伝』にも登場する。
狭山 民代（さやま たみよ）
声 - 藤本洋子
蒼天堀にあるスナック「葵」のママで、狭山薫の育ての親。以前は看護師だったらしく、その時にスヨンから薫を委ねられた。瓦の死後はその死を悼み、遺骨を引き取ってスヨンと同じ墓に納めることを誓った。
江崎（えさき）
声 - 島津健太郎
蒼天掘の雀荘「リーチ楼」の常連で、情報と引き換えに法外な金額を請求してくる有名な情報屋。戦闘では初戦は素手のみだが二戦目では『2』ではドス、『極2』では飛び出しナイフを使用する。桐生に情報を教えていた際に千石組からの1億の懸賞金に目がくらみ仲間と共に桐生を襲うも返り討ちに遭い、物語の後半でも千石組の命令で桐生を殺そうと黒川を差し向けるが失敗し、さらには自身の隠れ家まで知られてしまう。その後は逃走したところを捕まってしまい、その場で桐生に襲い掛かるも倒された。その後千石組からの電話で桐生を大阪の城に向かわせるように指示されて桐生に自身を匿うように命乞いをするも「ビリケンにでも手を合わしてろ」と言われ、その場に頽れる。
村井（むらい） / 朴 会宗（パク・フェジョン）
声 - 檀臣幸
新星町（『極2』では蒼天堀）にある将棋センター「桂馬」にいた男性だが、実は26年前に堂島組によって潰された真拳派の生き残りの朴会宗である。26年前にボスが風間に撃たれる場面を目の前で目撃し、一旦は風間に見逃された後で現れた嶋野に撃たれるが急所が外れたために辛うじて生き延びる。その後は事件の担当刑事である別所によって関西へ逃がされ、「村井」という名前を与えられる。26年後は復讐に生きる他の構成員とは異なり「過去に自身が行ってきた悪事を後悔しながら生きてきた」と桐生や薫に真実を話したが、その時に真拳派の構成員に裏切り者として襲撃される。その後構成員の一人が投げたナイフによって腹部を刺されるが、死ぬ間際に薫に「あの世にいるスヨンに娘は立派になったと伝える」と語ると同時に幸せになるように言い残し、最後はナイフをさらに深く突き立てて自ら命を絶った。
黒川（くろかわ）
紫のスーツを着た厳つい顔のカタギの情報屋。戦闘では『2』では通常の敵と同じ動きだが、『極2』では空手で戦う。蒼天堀に来た桐生に金の匂いを感じて顔見知りとなり、グランドや葵、ステイル、伝説の武器である「辰」といった蒼天掘に関する情報を教えるなどして親交を深め、特に桐生からグランドのVIP席の相談を受けた際は握った弱味を盾にグランドのオーナーを脅してVIP席を確保させた。その後、「桐生を始末したら1千万」という江崎からの儲け話に目がくらみ、インターネットで腕の立つ人間を雇い桐生を始末しようと襲い掛かるも返り討ちにされた。敗北後、江崎に唆されたことを白状し、江崎の隠れ家である新星町（『極2』では蒼天堀）の「よつば鍼灸院」の場所を教える。
四代目 風彫（かざぼり）
蒼天堀に場所を構える郷田龍司の背中の刺青の黄龍を彫った彫師。10年前に見た郷田龍司に衝撃を受け、龍司に代々受け継がれる黄龍の刺青を彫ろうと筋彫りをした際に手が動かなくなってしまい、五代目を継がせる予定の弟子の明菜に最後まで彫らせた。その後、明菜が黄龍を背負った龍司が近江連合で頭角を表していくことに恐れをなし、五代目継承を断ったことで、彼女に彫らせたことを後悔していたが、もう一人の弟子である聡史が起こしたいざこざを治めてくれた桐生に「龍司の行く末を見届けるべきじゃないのか」と問われ、改めて明菜に五代目風彫を継承することを決意し、明菜もそれを承諾した。
蒼天堀企画社長
声 - 吉田祐健
芸能プロダクション「蒼天堀企画」の社長。強引なやり方が多いために街の住人からは嫌われているが、人材を発掘する目は確かである。女優の福永咲良の見送り後に現れた遥を「100年の一人の逸材」と見て芸能界にスカウトするも断られ、それでも諦め切れずに桐生の携帯電話の番号を調べるなど執拗に桐生に迫り、遥の将来を引き合いに出して契約を実行させるも、遥が「今のままでいい」と曲げなかったために諦める。最終的には歌手を目指そうとして事務所に騙されて借金を負わされたステイルの女性店員の歌声に聞き惚れて彼女をスカウトし、彼女を芸能界へデビューさせることに成功した。
火星ファイター
サブストーリーに登場したボケは南沢（みなみざわ）、ツッコミは北川（きたがわ）が担当する売れない漫才コンビ。芸人に向いていないと悟った北川が抜けて南沢が一人でピン芸に挑戦していたところで上手くいかず、またヤクザになった北川が桐生に因縁を付けるが、返り討ちにされる。その後、北川が事情を話していくうちに立場を交換すれば良いと分かったことで再結成した。
『3』ではアサガオのテレビに映っているほどに知名度が上がったようで、東京進出もしており、仕事に関してのサブストーリーが存在する。
『4』では雑誌の連載で行き詰まっていた南沢を主人公たち（冴島を除く）が手助けするサブストーリーがある。
『極2』では生活費とお笑いグランプリ出場の資金を集めるために真島建設に入社する。
『7』では蒼天堀 招福町に置かれた看板にサインが飾られている。かなり名が売れているようで、様々なサインが飾られている中で1番大きな色紙に書かれている。
荻田 冠（おぎた かん） / OGITA（オギタ）
声 - 竹内良太
『5』に登場した関西で活動するフリーのダンストレーナー。戦闘ではカポエイラとナイフ攻撃を織り交ぜた格闘スタイルを使う。遥をプリンセスリーグで優勝させた上でアイドルとしてメジャーデビューさせるために日夜厳しく指導しており、遥の才能を評価してはいながらも時間がなさすぎるためにせめて歌かダンスのどちらかに絞るべきだと主張するが、朴に聞き入れて貰えずにある日にダンスの指導について朴に口出しをされたことで口論にまで発展しその上暴言を吐いたことで、解雇される。その後借金のことに加えて逢坂興業系の闇金に多額の借金をしていたために借金返済と違約金の支払いの両方に困り、その時に金井から借金を帳消しにすることを条件に朴から真島の手紙を奪うように依頼されて朴に詰め寄った際に誤って殺害してしまう。その後も金井に協力するがそれでも手紙を奪取できずに罰として右腕を切断されてしまい、逢坂興業内で出会った秋山に朴の殺害を警察に自供することを条件にここから脱出させるように懇願するも断られて最後は逢坂興業の構成員に突き落とされて死亡する。
『0』では桐生のサブストーリーに登場し、「OGITA」名義で現役ダンサーとして活動していた。大阪から東京に進出して神室町のマハラジャで最強ダンサーの座に君臨していたが、桐生とのダンスバトルに敗北後は彼にダンスのコーチになるという夢を語って「あんたに子供でもできたら教えてやってもいい」と言い残し、その場を後にした。
クリスティーナ
声 -小原雅人
『5』に登場したダンストレーナー。かつて数々のスターのダンスレッスンを請け負って成功させたことがあり、業界では有名な世界的カリスマとして知られている。また、金や名誉には興味が無く、自分の意思でしか仕事を請け負わない。偶然コンサートのために来日していたところを遥に出会い、才能を見込んで指導することを決める。朴の死後は逢坂興業の妨害を受けるなど遥のデビューに暗雲が立ち込めるが、それでも海外で大きなイベントを取り仕切った経験を生かして山浦をサポートし、何とかコンサートを成功させようと努める。DREAM-LINE結成後は3人にダンスの指導を行う。
夏川 アカリ（なつかわ アカリ）
声 - 財津慶子
『5』に登場した遥の隣のクラスの同級生。ダンスが大好きで、振り付け師になるという夢を持っている。遥とは並木ユイという共通の友達を得てすぐに打ち解け、遥にストリートダンスの楽しさを教える。その後、プリンセスリーグ決勝戦2戦目の前日に朴の命令でクリスティーナを探していた遥と遭遇し、クリスティーナに自分のダンスを見て貰い、それでも評価して貰えなかったことを明かして遥と共にクリスティーナに再びダンスを披露するも遥だけが取り合って貰ったことで自棄になってその場から立ち去ってしまう。その後は遥やユイ、ダンサー仲間であるJUDYの助けもあってダンスバトルサミットで特別賞を貰い、MC・ミッツーの指導の下で振り付け師を目指して歩み出す。
右田（みぎた）
『5』に登場した蒼天堀の商店街の会長。かつてアイドルで挫折し、自身の叶えられなかった夢を託すという思いから商店街をあげて遥を支援する。その後、遥を通じてかつてコンビを組んでいたYOKOと和解する。
揉山（もみやま）
『5』に登場したYOKO行きつけのエステサロン店の店長兼マッサージ師。怪しい性格をしているがマッサージ師としての腕前は本物であり、趣味でダンスバトルにも打ち込んでいる。また、自身にそっくりな身内が神室町でマッサージ店を営んでいる（『4』に登場する）。YOKOの進言を受けた遥と出会い「ダンスバトルで勝ったら無料にする」という条件でダンスバトルを受けるも敗北し約束通り遥に無料でマッサージを施した。その後、遥からYOKOが蒼天堀を離れることを聞かされたことで右田を呼び出し、YOKOとの和解を見届けた。
クレストのマスター
『5』に登場したバー「クレスト」のマスター。父親は蒼天堀のニンベン師であり、裏の仕事も請け負っている。戦闘ではボクシングで戦う。朴の遺書の真相を確かめるために訪れた秋山を「神室町のニンベン師から紹介された」という発言に怪しみ、始末しようとするも返り討ちにされ、おとなしく父親の元へ案内した。
ハルオ
声 - 堀内隼人
『5』の遥のサブストーリーに登場したメジャーデビューを目指しているお笑い芸人。オーディションの前にツッコミ役である相方のアキヒコに愛想を尽かされたところを遥と出会い、遥のトークセンスを見抜き新しい相方としてオーディションに出てほしいと懇願する。最終的にオーディションに合格したものの、「お前とお笑いがやりたい」と謝罪してきたアキヒコとコンビを組み直すことになり、オーディションに付き合ってくれた遥に感謝して互いに別の道で天下を取ることを誓い合った。
杉乃 明日香（すぎの あすか）
『5』の遥のサブストーリーに登場したアイドルで、プリンセスリーグ出場者の一人。プリンセスリーグ予選で対決した遥に敗れたことで、所属事務所との契約を打ち切られそうになっていたところを遙と出会い、遥に自身の身の上話を話すが、遥が親身になってダンスの練習などで接してくれたことでダンスの楽しさやアイドルを続けたい気持ちが強くなり、自身のアイドル人生がかかったイベントにも成功したことで事務所の契約も継続となり、遥に感謝した。
矢守 彰彦（やもり あきひこ）
『5』の秋山のサブストーリーに登場した秋山がかつて東都銀行で働いていた時の上司で、彼と縁が深い人物。大学時代に知り合った秋山に金融の知識を教えて東都銀行に誘うが、後に東都銀行で行われていた神宮のマネーロンダリングの罪を部下である秋山に被せた上に彼のかつての恋人である絵里を奪う。その後、絵里と結婚したが、後に宗像の一件が暴露されたことで再び警察がマネーロンダリングを捜査し、その結果として東都銀行頭取が逮捕されることとなり、その際に芋づる式に不正がばれて自身も秋山の後を追うようにクビになる。その後は蒼天堀界隈で始めた金融業も上手くいかず、金融ブラックリストに載るまでになってしまうが、後に噂を聞きつけてやってきたスカイファイナンスで秋山と再会する。その後、かつて自身が破滅に追い込んだ相手から借りるということをプライドが許さずに闇金に自身を殺させてその保険金で家族を養おうとするも失敗し、最終的には秋山に諭されて「過去のことを水に流す」という条件の元で秋山の顧客となる。
カズミ
『5』の秋山のサブストーリーに登場した遥と同じ高校に通う女子高生。気弱な性格で、学校内ではエミという生徒から金欲しさに援助交際を強要されており辞めたがっているものの、彼女の兄がチンピラであるために逆らえないでいる。援助交際の被害に遭いそうだったところを秋山に助けられ、直後にエミの邪魔をしたことでエミの兄に襲われた秋山に逃げた方がいいと身を案じるが、逆にエミの兄を叩きのめしたのを見てエミと決別した。その後は秋山の計らいで遥を紹介される。
児玉 菜々子（こだま ななこ）
『5』の秋山のサブストーリーに登場した現役のグラビアアイドル。キャラを変えた方がいいという事務所の方針に嫌気がさし、独立するために3億円の融資を頼みにスカイファイナンスにやって来た。その後、秋山の課したテストを3つ目まで合格するも最後の芸名を変えるという条件に反発し不合格となるが、秋山から本気で独立する気がないこととただ事務所に不満があるだけという本心を見抜かれる。その後にやって来た自身のマネージャーから謝罪の言葉を受けて事務所に大切にされていたことを実感し、色々と親身になって話してくれた秋山に礼を言い店を後にした。
上山 勝也（うえやま かつや）
『5』の秋山のサブストーリーに登場した串カツ専門店「串かつ だるま」の会長。煙草のポイ捨てをしたチンピラを注意していたことでチンピラに因縁を付けられたところを秋山に助けられたことで知り合う。その後は別のサブストーリーで新メニューの開発のために全国を巡業中に神室町で秋山と再会し、各主人公たちから得た案から新メニューの開発に成功する。
李 文海（リー・ウェンハイ）
声 - 田中一成
『0』に登場した蒼天堀にある整体院「ほぐし快館」の店長。刺青は右腕に赤竜と左腕に青竜（どちらも五本爪）、背中に関帝。筋肉質かつ長身の立派な体格を持ち合わせており、坊主頭で強面の外見とは裏腹に愛想は良く、蒼天堀で暮らす在日中国人（主に密入国者）を取り纏めている。また、整体師としての腕も一流で「ゴッドハンド」の異名を持ち、指圧を受けた患者は痛みに悲鳴を上げるものの、もみ返しは全く無く予後は良好であるため評判は非常に良い。戦闘では徒手での中国武術の他、鍼灸用の鍼を使った攻撃を仕掛けてくる。真島のパンチを軽く受け止め、そのまま真島の腕を軽く捻るほどのパワーの持ち主である。
かつては大陸系の組織に雇われた殺し屋として活動していたが、半年前に組織が韓国系の売春組織と対立した際に監禁されていたマキムラマコトを救い、目が見えず逃げ出せなかった彼女から腕を掴まれて「ありがとう」と言われたことで若くして病気で死んだ一人娘のことを思い出し、掴まれた手を離すことができずに庇護する。その後は殺し屋を辞めて「ほぐし快館」を経営するようになり、表向きには自身が「マキムラマコト」を名乗ってマコトを脅威から守っている他、地元の家出少女（主に学生世代）らを売春組織の手から守るという活動も行うようになる。マコトを実の娘のように思っており、彼女を護るためなら「赤の他人などいくらでも殺す」と語るほど決意は固い。
佐川の命令で自身を標的と誤認した真島と交戦するも本物のマコトを攫いに来た鬼仁会が乱入したことで重傷を負い、マコトを真島に託す。その後は真島と合流を果たし、マコトを守るために背格好の似た結婚詐欺と殺人の常習犯の女を殺害して身代わりに仕立てる計画を真島に持ちかけるも拒否され、再び交戦した末に敗北。その後、暗殺計画は何者かが代行したことによって脅威は去ったかに見えた矢先にその代行者が鬼仁会の西谷（初代）であったことに加えて佐川にもマコトの生存を知られてしまい、脅迫されると共に買収された仲間の中国人の手引きによって襲撃を受けてしまうが、最後はマコトを蒼天堀から脱出させる際に佐川によって自動車に爆弾を仕掛けられたことに気付かずに爆死する。しかしその生き様は西谷（初代）同様に真島に多大な影響を与え、後の彼を構成するピースの一つとなった。また、裏切られたとは言え死にかけた仲間を放っておけず助けたりと、義理人情に篤い人物であった。
『0 Director's Cut版』でエピソードが追加され、李の友達と名乗る人物が真島に接触し、真島へ「マコトのこと くれぐれも頼む」と伝言を残した。伝言を残したのがついさっきであることや、李の友達の「簡単に死ぬほどヤワじゃない」と言うセリフから、前述の通り爆死したと思われたが生きていることが示唆された。真島にもマキムラマコトにももう会うことは無いとされたが、どこかから見守っているとも言われており、真島もマキムラマコトを守り抜くことを誓った。
山形（やまがた）
声 - 中井和哉
『0』に登場したグランドと人気を二分するキャバレーである「オデッセイ」の支配人。確かな手腕と時代の先を読む眼力で順調に経営を行っており、キャバレーだけでなく、新業態のキャバクラにもいち早く注目している。オデッセイを訪れた真島から金と目を掛けているホステスを自身の店に渡す代わりとしてオデッセイにいるNo.1のホステスの引き抜きを要求され、それを了承するも「二度とこういうことがないように」と釘を刺す。その後、マコトを匿う場所を探していた真島に頼まれて普段から使っていない倉庫を提供し、その際に真島にキャバクラに興味が無いかと持ち掛けて真島がサンシャインで支配人になるというきっかけを作った。
『極2』ではフォーシャインから出てきたところを真島と再会し、経営難からオデッセイが潰れたことと麻雀仲間だった川村がほぐし快館の上階にある雀荘に入り浸っていたという情報を教えて去って行った。
アッコ
『0』に登場したテレクラでバイトをしている家出中の現役女子大生。天真爛漫な明るい性格だが、テレクラで会った男からもらった飲み物に睡眠薬が入っていることを見破ったりと警戒心は非常に強い。また暇な時にテレクラで男にご飯をご馳走してもらったりと純粋にテレクラを楽しんでいるが、その裏でテレクラの元締めのマキムラマコト（李文海）から蝙蝠の刺青の男を探すことを頼まれており、マコト（李）への信頼感からテレクラで「大学で絵の勉強をしていて刺青に興味がある」ということを口実に、相手に刺青が入っているか、刺青の柄などを調査している。マコトを探して接触してきた真島を蝙蝠の刺青の男かもしれないと持ち前の警戒心の強さから窺っていたが、真島の人となりを見て蝙蝠の刺青の男でないと判断し、好物の寿司屋（特にウニとイクラ）やゲームセンター、ディスコ（VIP室）を堪能させてもらった礼にマコト（李）がほぐし快館で整体師をしているという情報を教えた。真島からはやや行き過ぎな男遊びについて苦言を呈されたが、マコト（李）がすぐ来てくれるからと聞き入れなかった。
陽田（ようだ）
声 - 前田剛
『0』に登場したキャバクラ「サンシャイン」の店長で、蒼天堀ファイブスターの一人である水村の元弟子。ファイブスターの脅迫や妨害行為により数多くのキャバクラが潰されていく中、強い意志で唯一店を守り抜いていた。脅迫の現場に偶々客として店内に居合わせていた真島と出会い、ファイブスターの最終目的がグランドを潰すことにあると知った真島と共にファイブスターの壊滅を目指すことになる。その後、ファイブスターとの死闘の最中に妻との約束のために月山に従ってまで店を守ろうとした水村の胸の内を知ったことで彼と和解する。
『極2』では、真島が不在となったサンシャインをユキと共に切り盛りしていたが、神崎によりサンシャインを乗っ取られ、サンシャインから追放された後、新たに「フォーシャイン」を開店させ店長として勤務していたが、神崎の悪事を暴くという目的のために、サンシャインスタッフとして神崎の下で通常業務や神崎の指示通りに勤しむ傍ら、キャバクラグランプリでの不正や他店への嫌がらせ行為などの神崎の悪事や、彼と結託しているグランプリの運営委員会の不正を暴くために極秘に調査していた。一方で、ユキには何も告げずに姿を消したために、行方不明だと勘違いされていた。ミリオネアリーグ開始直前に神崎から小雪の拉致を依頼され、表向きは小雪を拉致すると見せかけて、神崎から守るために匿っていた。その後、キャバクラグランプリでの敗戦続きによって神崎が焦りだしたことでその悪事を暴くきっかけを掴み、ミリオネアリーグ敗戦後に極秘に連絡を取っていた真島と共にフォーシャインに現れて、神崎と運営側の不正を暴いた。その後は、フォーシャインのスタッフとして、ユキや桐生たちと共に最後のキャバクラグランプリとなる、ファイナル・チャンピオンシップを戦うことになった。
朝倉 ことみ（あさくら ことみ）
『0』に登場した月山の秘書だが、実は蒼天堀ファイブスターを裏から操っていた黒幕である。冷静沈着な性格と辣腕振りから月山に信頼されているが、その裏で蒼天堀の水商売業界の支配を目論んでいるために、組織やメンバーを金儲けのための手駒としか見ておらず、サンシャインに敗れたという理由でメンバーの始末を決行したり「あんな星屑達」と蔑むなど、月山以上の冷酷さを持つ。また、金で雇ったチンピラ（本人曰く「本業は格闘技のプロ」）をボディガード代わりにして従えている。過去に姉を亡くしておりその悔恨から金に執着するようになり、自身の金稼ぎのためだけに月山を利用するが、月山敗北後は利用価値がなくなったとして彼を裏切る。その後は真島を始末するためにグランドを占拠し、乗り込んで来た際に真島の抹殺を手下に命じるも、返り討ちにされて失敗する。計画破綻後は追って来た月山の前で自殺しようとするが真島に止められ、直後に月山から「ことみは金じゃ買えないんだぞ」と叱責されたことで自身が月山にとって最も大切な存在であったことを知り、彼と共に自首をした。
寺谷慶太（てらたに けいた）
『0』の真島編の序盤に登場した蒼天製薬営業本部長。グランドに客として来ていたが、酔った勢いで席に付いたホステスのマキの胸を揉みしだき、店のボーイに注意されても、逆上して突き飛ばすなど違反行為を繰り返し働く。挙句、騒ぎに現れた真島に酒を浴びせたり酒瓶やアイスピックで襲い掛かるなどの暴挙を繰り返すも、真島が仕立てたショーの中で「一切手を出されずに」取り押さえられる。そのまま、警察に突き出されるはずだったが、名刺からその身分を知られ、売上を上げられることを見越した真島に、その晩店に居る客の注文の代金の立替を提案される。名刺を押さえられたことに加え、警察への出頭を許されることもあり、その条件を飲まざるを得なくなる。
ポイズン光雄（ポイズン みつお）
『極2』のサブストーリーに登場した逞しい身体つきをしたアートディレクター。ブーメランパンツのみを着用した異様な服装と、アートの表現に使う被写体や題材が際物なものばかりであるために業界からは異端扱いされているが、弟子の水野や三村からは慕われている。戦闘ではルチャで戦う。被写体となった桐生の写真を勝手に世間に公開しようとし、抵抗した桐生に対し弟子たちと共に襲うも返り討ちにされた。その後、自身の間違いに気づき桐生に謝罪し握手をした。その後は桐生が悪徳不動産と戦っていることを聞き、「戦う男の美しさと幸せ」を題材としたアートを追求するために水野と共に真島建設に入社する。
『7』では会社経営の人材としてスカウトが可能になっている。
マキ
『0』に登場したグランドで働くホステス。序盤では前述の寺谷に胸を揉みしだかれるなど、災難に遭うが、不幸中の幸いに手当てとしてボーナスを出された。しかし、後に西谷（初代）がグランドを貸切にした際は、大金を積まれたためか、彼が胸を揉みしだくのを許した。また、彼から自分の局部を触るよう求められた際は、少し勃起していたことから嫌がるも、「ナンボ払えば、揉んでくれるん？」と聞かれて「1万で1秒」と条件付きで許そうとするなど、「淫らな行為は禁止」という店のルールを無視した行動を取ろうとした。しかし、真島が現れたことで我に返り、後々彼に陳謝している。
ミソロギ
『7外伝』に登場した裏武器屋。蒼天堀を訪れた桐生が赤目から紹介される。かつては地上最強を目指し様々な武術を修めた武道家だったが、宇賀神に敗れたことで心が折られ酒浸りの毎日を送っていた。大道寺一派が使う教本やガジェットを提供したのも彼であり、桐生のエージェントスタイルが大道寺一派のものであることを即座に見抜いている。桐生の実力を確かめるために戦い敗れたあとはその実力に惚れ込み、大道寺一派にも流していない教本や「蜘蛛」以外のガジェットを提供するなど、自身が追いかけた地上最強の夢を託す。
ラン
『7外伝』に登場。ポケットサーキットバー「CourStar」でポケサーファイターをしている。ポケットサーキットの腕前は確かなものでレースを全て制覇するとラスボスとして登場する。
『8外伝』ではハワイでドラゴンカートの受付をしている。ランに勝利することで船員に加わる。その後、ランに自分より強い裏ボスを倒してほしいと真島に依頼する。

### 蒼天堀のキャバ嬢
タイトル下の名前のみのキャラクターは実在する人物が演じたキャバ嬢。源氏名には下の名前が使われ、働いている店もキャバ嬢によって異なる。キャバ嬢はそれぞれ悩みを抱えており、親密になっていくことで何かしらの問題が発生するが、いずれも主人公によって解決されていく。『0』や『極2』では、経営する側の立場であることから、キャバ嬢は攻略対象ではなくなったが、相談に乗ったり指導を繰り返していく内にこれまでと同様に何かしらの問題が発生していくようになっている。なお、キャストはサブストーリーをクリアすることで新たなキャストを加入させることができる他、スカウト（『0』）や求人募集（『極2』）などでも加入させることができる。
ほのか
声 - 鹿野潤
『5』に登場したクラブ「PRIME」に務めるキャバ嬢。21歳。普段は大学生としてキー局のアナウンサーを目指しており、訛りを直すためにアナウンススクールにも通っている。後に声が出なくなるという状況に陥るが、秋山から貰った「伝説の飴ちゃん」のおかげで声も出るようになり窮地を脱する。
ユキ
声 - 杉平真奈美
『0』から登場したサンシャインに務めるキャバ嬢。当時22歳。大学時代に就職活動の面接で悉く失敗し、たまたま陽田に声をかけられたことでキャバクラに就職する。その後、真島や陽田と漫才のような会話を繰り広げながらも真島の指導もあってキャバ嬢として成長し、次第に他の店から引き抜いてきたNo.1たちに引けを取らないほどにサンシャインの中核にまでなる。また、私生活で父（母は他界）と連絡を取る際に真島の話題をよく出したり、その父と会った際に真島たちが彼を詐欺師と勘違いしてこっそりと様子を見に来たりと真島たちと強い信頼関係も築くようになる。その後、キャバクラバトルの最中にファイブスターの一人である金原に個人的に気に入られたことから拉致されてしまうが、真島が金原を倒したことで無事に救出された。
『極2』では39歳で赤縁のメガネを掛けている。神崎による乗っ取りでサンシャインを追い出された後、蒼天堀招福町に「フォーシャイン」を開店させ、自身がオーナーとして働いているが、神崎グループによる営業妨害やキャストの引き抜きなどによる嫌がらせ行為により、通常営業もできないほどに経営難に陥っている。後に店の前を通りかかった桐生を、店長として来る予定だった桐谷と見間違い、桐生を強引に店に連れて行くも人違いと気付くが、金を掛けて営業再開の宣伝をしてしまったため、営業を辞めることもできず、桐生に店長を頼み営業した。その後、店を訪れた神崎より、店の評判の上昇と絶大なる宣伝効果のために全国のキャバクラの頂点を決める「キャバクラグランプリ」へ推薦枠として参加が決定したことを告げられ、キャストやスタッフ不足から小雪から辞退を勧められるも、窮地を脱するために一念発起して参加を決意し、桐生と共にキャバクラグランプリの優勝を目指すこととなる。その後は、「伝説のキャバ嬢」として名を馳せた過去から、キャバクラグランプリ最終戦となる「ファイナル・チャンピオンシップ」からは、サンシャイン時代のライバルであったキララと決着をつけるために、陽田のフォーシャイン復帰や桐生たちの勧めもあって自身もキャストとして復帰した。その後、ファイナル・チャンピオンシップで神崎率いるサンシャインに勝利し、キララと決着をつけて和解した。
『8』では、フォーシャインの経営を小雪に譲り陽田と共にキャバクラ界から引退。かねてからの夢だった飲食店経営のために、横浜・伊勢佐木異人町のスナック街エリアにおいて、ちらし寿司BARギンシャリンを経営しており、お世辞にも繁盛してるとは言えないが、なぜかべらんめえ口調に着物姿で酢飯を作っている。小雪から聞きつけて様子を見に来た桐生だったが、見入ってしまい見つかってしまう。伝説のキャバ嬢の肩書さえあれば、客を呼び込むことも可能だが、キャバクラやスナックのような接客ではなく、あくまでちらし寿司というフィールドで勝負しているため、あえてそれには頼らないという信念を持っている。小雪の奮闘ぶりを見るため、東京進出を果たしたフォーシャインTOKYOを訪れ、開店初日の手伝いをする為、15年ぶりにキャバ嬢の姿になった。桐生の協力の下、紗栄子の助力を得て、小雪らと共にオープン初日を大盛況で乗り切り、小雪の奮闘ぶりと成長に喜びを見せると同時に自身も勇気づけられ自身の店に戻った。蒼天堀時代にキャバクラ経営の本を出版しており、紗栄子は何度も熟読するほど自身の経営の参考にしている上、全くのエリア外の紗栄子が蒼天堀ナンバーワンキャバクラ・フォーシャインの名と伝説のキャバ嬢として名を馳せたユキと小雪を目の前にして、対面した際には歓喜の声を上げ、協力を快諾した。
『ONLINE』にも登場する。2018年に行われた人気投票では、女性キャラクターで唯一ベスト10入りする。
悦子（えつこ）
『0』の真島のサブストーリーに登場した紫色の大仏パーマと豹の顔が描かれたセーターが特徴のオバタリアン。真島の並んでいるたこ焼きの列に横から割り込んだりそれに文句を言った真島にいちゃもんをつけたりと性格は厚かましく真島と何度も揉めるが、その性格が災いしてヤクザに因縁をつけられていたところを真島に助けられたことで真島と和解する。その後、パートで勤めていたスーパーが潰れたとの理由で真島に頼み込んでサンシャインでキャバ嬢として働くようになる。
『極』や『6』ではカラオケに「悦子@蒼天堀」というアカウント名で登場しており、初期のランキングではどちらも二位にランクインしている。
『極2』でもサブストーリーに登場し、スーパーの店長に万引きの容疑をかけられて後に誤解だと判明するが、恥をかかされたお詫びとしてサービス券を要求したことが仇となり店長の馴染みのチンピラに襲われそうになったところを桐生に助けられる。その後、桐生の手助けとしてフォーシャインでキャバ嬢として働くようになる。
『8』ではマッチングアプリの相手(ハズレ枠)およびドンドコ島の招待客として登場する。
『8外伝』ではおみくじを集めて龍海神社のカムロップに渡すことで得られるポイントと交換することでゴロー丸の乗組員となる。
磯部（いそべ）
『0』の真島のサブストーリーに登場したボディコン姿のダンサー。扇子を使った踊りを得意とし、そのダンスの腕前とカリスマ性から「マハラジャの神様」と呼ばれ、多くのダンサーたちから尊敬されている。真島のダンスの才能に目を付け、マハラジャのダンサーたちの間で行われている「ダンス勝負」に誘い、後にダンス勝負を介して自身に匹敵する力と人気を付けてきた真島に挑むが敗北する。敗北後は自身を打ち負かした真島を称え、自身のダンススタイルが流行することを予見し真島に扇子を渡し、ダンス業界の未来を担して去って行った。その後はサンシャインでキャバ嬢として働くようになる。
小雪（こゆき）
声 - 本居真優
『極2』に登場したフォーシャインに努めるキャバ嬢。当時21歳。ユキに憧れてキャバクラの世界に入った経歴を持つ。キャバ嬢としての経験は浅く人見知りであることを自覚しているが、言いたいことははっきりと口にするほどの芯の強さを持ち合わせている。後にフォーシャインのエースになるまでに成長し、また桐生に色々と相談したり、私生活で悩まされていた下着泥棒を桐生と協力して突き止めたことで桐生と信頼関係も築いていくようになる。その後、フォーシャインがグランプリに勝ち進むことに焦りを感じた神崎の強行手段によって神崎の手下に拉致されそうになるが、陽田と真島に救出され、ミリオネアリーグ終了後に現れて神崎に対して自身を拉致する計画が失敗に終わったことを告げ、直後にフォーシャインに復帰した。
『8』では蒼天堀フォーシャイン本店オーナー、神室町フォーシャインTOKYOのオーナー兼キャストとして登場した。桐生と別れてからは蒼天堀で10年連続ナンバーワン店舗として君臨し、自身もユキに並ぶ伝説のキャバ嬢として名を馳せた。かねてよりフォーシャインの関西以外への進出も検討されていたが、クオリティを下げたくないというユキと陽田の意向で実現できずにいた。しかし、ユキと陽田がキャバクラ界から引退を表明し、ユキから引き継いでオーナーに就任したのを機に、大好きなフォーシャインをいろんな人に楽しんで欲しい一心で一念奮起して東京・神室町に新店を構えた。蒼天堀本店は他スタッフやキャストに任せてあり、自身がいなくても十分に店を回せるとのことから、本店オーナーという立場はそのままで、小雪のみ上京しフォーシャインTOKYOを開店。また、関西以外ならばどこでも良く、偶然、開店先に選んだのが東京・神室町であり、オープン準備中に偶然通り掛かった桐生が見つけ、同業他店より嫌がらせを受けていたが、桐生の助けにより一蹴。その後、ユキが横浜・伊勢佐木異人町のスナック街で飲食店を経営しているという話を聞き、様子を見に行ったところで、オープン準備に奮闘する小雪を手伝うためにユキと共に再び店を訪れた。大好きだったユキに会いたくても会えずにおり、オープンの不安と準備疲れから疲弊していたが、再会した瞬間にユキに「会いたかった」と泣きついた。その後、桐生の縁で紗栄子がオープンの手伝いに来ることになり、ユキ、桐生、紗栄子らの協力を得て無事にオープン。大盛況の初日を飾れた。紗栄子を紹介した際、フォーシャインと小雪の名を知っていたことから、ユキと並ぶ伝説のキャバ嬢としての地位も確立していたほど成長した。
龍が如く2
夏目ナナ
龍が如く0
有村千佳、紗倉まな、上原亜衣、大槻ひびき、初美沙希
龍が如く 極2
明日花キララ、AIKA、桃乃木かな、高橋しょう子、三上悠亜

#### 龍が如く7外伝 名を消した男
蒼天堀招福町東通り・Club Heavenly
ケイ
演 - kson
アメリカ出身で日本語を学ぶため働いており、時折、流暢な英語を交えて会話する。ゲームが趣味で動画配信活動もしている。
あゆ
演 - あゆ
美容や健康のリサーチが趣味で美容サロンを経営する夢を叶えるため働いている。
キャッスル・Cabaret Club Castle
かなめ
演 - 要あい
キャバクラ勤務以外はグラビアアイドルや撮影モデルもこなす。おっとりとしており周りからは天然扱いされ、甘い物に目がなくケーキならばワンホール１人で食べてしまうほど。
心
演 - 中山こころ
普段は女優として活動しており、生活と演技の勉強も兼ねてキャバクラで働いており、将来はハリウッド女優を夢見ている。多趣味だが、一番の趣味は麻雀で徹マンも苦にならないほど熱中している。
あい
演 - 佐山愛
セクサーさをウリにしているナンバーワンキャスト。激辛料理やホラー映画を好む。

## 琉球街の住人たち
『3』に登場した沖縄にある繁華街に登場する住人たち。
咲の母
声 - 田中敦子
咲の実母（本名は不明）。男癖が悪く、夫がいるにもかかわらずに他の男の家に転がり込んでは浮気ばかり繰り返しており、それ故に咲が生まれた時点で彼女を邪魔者としか認識していない。自分の人生を娘に破綻させられたと思い、後に自殺した夫と咲を置いて逃げてしまう。その後は玉城と出会い、「咲と3人で暮らす」という条件で咲の誘拐に協力するも玉城に利用されていることに気がつかずに用済み扱いされた挙句にそのことで詰め寄ったところを拒絶される。その後、玉城が倒されると全てに裏切られた絶望心を咲に転嫁し、最終的には名嘉原に「（咲が）欲しければくれてやる」と言い放って失意に暮れながらどこかへと去って行った。
橋本（はしもと）
アサガオの子供たちが通う「琉球第一小学校」の教員で志郎の担任。いじめの主犯である良紀は息子である。市議員の赤坂とはゴルフ仲間であり、元極道が経営者というアサガオに対し並ならぬ偏見を抱いており、アサガオ側に問題があると決めつけるなど、良紀のいじめを保身のために黙認するなど教師の風上にも置けない卑小な性格。桐生から志郎が自身の息子である良紀からいじめを受けていることと言われても認めようとせず、後に志郎が良紀に仕返しをしたことで桐生に文句をつけるも、アサガオの表敬訪問をしていた赤坂に良紀の傍若無人さについて「親の顔が見てみたい」と評されたことで困惑し息子共々退散する。その後、生徒の宮村晶がアサガオの子供たちとの遊びの最中に怪我をしたことでその責任を桐生たちに擦り付けようとしたが、晶に良紀からいじめを受けていたことを暴露され、PTA会長である晶の母親に問い詰められ再び逃げ出した。その後も、志郎が算数のテストで取った100点はカンニングによるものであると一方的に決めつけ、彼の一番苦手な教科である国語の宿題を大量に出すなど、相変わらずアサガオに対する偏見や志郎への嫌がらせは続いているようである。
新垣（あらがき）
声 - 堀之紀
サブストーリーに登場した幹夫の実父で居酒屋「うまちー」の店長。ヤクザに対しては良い印象を抱いておらず蛇蝎の如く嫌っている。幹夫に極道から足を洗うように強要し弟が経営している長崎の水産工場に就職させようとするが、幹夫に反発される。その後、ヤクザに襲われていたところを桐生に助けられ、幹夫を無理やりにでも極道をやめさせようとした理由を話す。最終的には組合長と手下のヤクザに襲われていたところを桐生たちに助けられたことで考えを改めて、幹夫を正式に送り出した。
ナツメ
サブストーリーに登場したクラブ「サウスアイランド」に努めるNo.1キャバ嬢。店長曰く「元々は良い子」であったが、No.1になったことで店の経営に口を出したり、勤務態度も悪くなったりと現在は傲慢な性格となっている。自身がハワイに行っている間に、店長に頼まれた桐生の辣腕によってスカウトされたキャバ嬢が急成長していったことで、帰国後にNo.1を賭けて勝負するが敗北する。その後、桐生の育てたキャバ嬢たちがNo.1となっていく様を目の当たりにしたことで自身の間違いに気づき、心を入れ替えたとして一からやり直すことを決意する。
安仁屋 かえで（あにや かえで）
サブストーリーに登場した東京に憧れを抱いている女性。地元での暮らしに飽き、東京で生活したいと考え、通りかかった桐生から東京に関する情報を聞き出し、後に親友のもみじの反対を押し切ってまで神室町へ来訪したがバイト先で失敗を繰り返し最終的には亜天使での接客に落ち着く。その後は亜天使の客から「東京は向いていない」と諭されたことで琉球街に戻り、桐生と再会した際にもみじと共に東京から来た観光客を持て成すための民宿を経営することを話した。その後、東京から予約が殺到するほどに経営は軌道に乗っていることを桐生に報告した。

### 養護施設「アサガオ」
『3』から登場した桐生が沖縄で営んでいた養護施設。桐生と遥、8人の孤児で共に生活しており、一度は峯と結託した玉城組に壊されるが、後に建て直される。「アサガオ」で暮らす子供たちはそれぞれ辛い過去や境遇を持っていたが、親としての立場にある桐生が各々の悩みや問題に向き合ったことでそれぞれが前向きに成長するようになる。『4』以降も度々登場することがあり、それに伴って成長している。『5』では桐生から別の管理者になったが、『6』からは勇太が住んでいる。
太一（たいち）
声 - 宮坂俊蔵
大柄かつ太めの体格をしている少年。10歳→17歳→21歳。大のプロレス好きで、将来はプロレスラーになってアサガオを支えたいと思っている。比較的軽症ながらそばアレルギーを持っており、これが原因でプロレスラーを断念しかけたこともある。
『6』のサブストーリーでは自身を騙る偽者が現れ、桐生にオレオレ詐欺を仕掛けようとした。
『7外伝』にて、綾子とともに「桐生が死んだとアサガオのみんなは誰も思っていない」と隠し撮りされたカメラに向かって語った。またその際、消防士になったことを報告した。
『8』では、桐生のエンディングノートに登場。偶然、友人に会うために上京していたところで伊達が誘いの連絡を入れ、横浜・伊勢佐木異人町のキャバクラに招待した。自身を接客していたキャバ嬢が泥酔していた他の客とトラブルになり殴られそうになったところに助け舟を出したが、逆に殴られ気絶。その後、桐生が代わりに撃退する。気を失う寸前に桐生の姿を見たが、目を覚ました時には夢見心地で錯覚したと納得した。複数相手に啖呵を切るのは中々出来ないと伊達に言われたが、窮地に陥ったときに自分を育ててくれた桐生の姿を思い出すことで奮起できると口にし、キャバ嬢に助け舟を出した際に発した「目の前で女が殴れて引き下がる程ほど大人じゃねぇ」と啖呵を切ったのは、まさに桐生を彷彿とさせる言葉だった。
宏次（こうじ）
声 - 粕谷雄太
サッカーや野球などの運動が大好きな少年。10歳→17歳→21歳。誰とでも分け隔てなく接することができる優しさを持っている。
『7外伝』ではサラリーマンとして働いていることが太一と綾子の口から語られた。
三雄（みつお）
声 - 斉藤貴美子（『3』）、山崎興啓（『6』）
米軍基地に勤務していたアフリカ系アメリカ人の父と日本人の母のもとに生まれた混血の少年。9歳→16歳→20歳。スーパー戦隊シリーズのパロディ作品「忍者戦隊ゴニンジャー」のファンである。太一の良きプロレスごっこの練習相手で、理緒奈に好意を抱いている。
『6』では中学時代に野球推薦の話が来るほどに野球の実力が上がっており、桐生の出所時には無事にその高校に進学している。
『7外伝』ではフリーターであることが太一と綾子の口から語られた。
志郎（しろう）
声 - 外村茉莉子（『3』）、大原誠人（『6』）
眼鏡をかけた気弱な性格の少年。8歳→15歳→19歳。国語が苦手なものの学業成績は良好で、将来は奨学金を受けて医師になるのが夢である。学校で良紀からいじめを受けていたが、桐生の助言により良紀に立ち向かう勇気を身に付ける。
『6』ではタブレット端末を所持しており、それを用いて株取引のシミュレーションをしていた。
『7外伝』では大学で理系を専攻していることが太一と綾子の口から語られた。
綾子（あやこ）
声 - 須藤祐実
遥に次ぐ年長者としてアサガオの皆を世話しているサブリーダーの少女。11歳→18歳→22歳。おとなしめな外見とは裏腹に桐生並みの俊足を誇る。年長者としての悩みもあり、ある事件をきっかけに家出したこともある。
『5』の桐生のサブストーリーでは、中学に進学後にその俊足を生かして陸上部に入り、長距離のエースとして活躍していることが桐生の口から語られている。また遥のサブストーリーでは、アサガオの仲間と共に遥が取材を受ける雑誌の会社に手紙を送っている。
『6』では遥の家出の理由を知るただ一人の人物として真実を隠し通してきたが、桐生が戻って来たことで隠し切れなくなりすべてを打ち明ける。
『7外伝』にて、太一とともに「桐生が死んだとアサガオのみんなは誰も思っていない」と隠し撮りされたカメラに向かって語った。その際、中小企業で事務員として働いていることを報告した。
エリ
声 - 伊藤かな恵
孤児であることや貧乏であることに劣等感を抱えている少女。9歳→16歳→20歳。左記の劣等感から問題を起こしたこともあった。
『7外伝』では保育士を目指して勉強中であると太一と綾子の口から語られた。
理緒奈（りおな）
声 - 前田沙耶香
いつも長袖を着ている少女。9歳→16歳→20歳。両親を亡くした火事で負った火傷を隠すために長袖を着ており、傷跡そのものがトラウマでありコンプレックスである。
『7外伝』ではアパレル業界で働いていることが太一と綾子の口から語られた。
泉（いずみ）
声 - 相沢舞
少し我が儘なところがある少女。8歳→15歳→19歳。アサガオに来る前は犬を飼っており、犬には愛着がある。アサガオで「マメ」という名の犬を飼って懸命に世話をするようになる。
『7外伝』では上記のマメを練習台にした経験を経てトリマーとして働いていることが太一と綾子の口から語られた。

## 永洲街の住人たち
『5』に登場した福岡にある九州最大の歓楽街に登場する住人たち。
まゆみ
演 - 片瀬那奈
クラブ「オリビエ」のNo.1キャバ嬢だが、実は山笠組組長でもある斑目忠の娘である。大吾に桐生を見守るように頼まれ、半ば強引に桐生のアパートに押しかけて世話を焼いていては桐生の近況を度々報告する。その後、桐生との別れの際は父の胸の中で涙する。
りく
声 - 金子有希
クラブ「La Seine（ラ・セーヌ）」に務めるキャバ嬢。20歳。人懐っこい性格で、「りくさん相談室」と称して他人の相談を聞くのが大好きであるが、相談はあくまでも聞き手に回ることで相談者の気持ちを楽にしてあげることが目的であるために解決は目的としていない。桐生とのデート中に二人の友人に二股をかけていたホストを偶然見かけて問責するが、軽くあしらわれた上に友人たちからはホストに言いがかりをつけて詰め寄ったと誤解されたことで関係が悪化してしまう。その後、ヤクザと繋がっていたホストに口封じも兼ねて誘拐されてしまうも桐生に助けられ、ホストたちは自身や友達の目の前で桐生に叩きのめされる形で制裁された。事件解決後は、りくの言っていたことが正しかったと理解した友人たちから謝罪され、無事に和解することができた。

### 走り屋
『5』に登場した福岡の走り屋関連の登場人物。
古道 映立（ふるみち えいたつ）
福岡県警自動車警ら隊の現職警部補。和田を家まで送った桐生のタクシーに乗った際に高速道路でデビルキラーに接触し、桐生にデビルキラーを逮捕するためにレース勝負を受けるように依頼する。その後、走り屋の三銃士の一人（二番手）であることや鬼坂以上のスピードとテクニックを誇る実力者であることが判明し、特定の条件を満たすと「伝説の走り屋」としての彼とのレースバトルに挑戦できるようになる。
鬼坂 徹（おにざか とおる）
福岡の走り屋集団の総括者で、走り屋の三銃士の一人。現役の走り屋たちからは走り屋業界最大の重鎮として認知されており、デビル高村も逆らえないほどの権力と発言力を持つ。三銃士の中でも三番手として活動していたが、後に修行の旅に出たことで腕を上げていき、トップである中嶋に匹敵するとまで言われるようになる。その後、修行の旅に出帰ってきた時には中嶋は走り屋から引退しており、彼と再戦できなかったことが未練となって走りを止められずに活動する。デビルキラー解散後は中嶋に再戦を申し込み、代わりにやってきた桐生に勝負を挑まれて戦うも敗北する。その後は中嶋と再会し、走り屋を引退した理由を知って和解した後に走り屋から足を洗った。
デビル高村（デビル たかむら）
福岡最速の走り屋集団である永洲デビルキラーの現リーダーで、デビルキラー四天王の一人。チームの看板を金儲けの道具にしか見ておらず、白昼堂々と公道レースで荒稼ぎをしたり、一般人に勝負を挑んで金を巻き上げたりと無法行為を繰り返しているが、現役最速の走り屋ということで鬼坂からも目をつむって貰っていた。また、走りの実力は確かである一方で、創始者である中嶋を「老いぼれ」呼ばわりしたり「速い者に従う」というチームの掟も口約束で済まし、走りで負けても暴力で解決しようとするなど器は小さい。戦闘ではイワンに似た格闘スタイルで戦う。手下の永田が桐生と揉めたことがきっかけとなり、桐生とのレース勝負が始まるが、同じメンバーの渡部や他の四天王までも次々と桐生に敗れていき、最後の砦として登場するが自身も桐生に敗北する。レースでの敗北後は四天王ら他のメンバーと共に実力行使に打って出るも全員まとめて返り討ちに遭い、それでも尚も負けを認めようとせず、桐生に対し「いつか必ずぶっ潰してやる」と負け惜しみを吐きながら逃げようとするが、そんな往生際の悪さと走り屋の誇りを穢すような振る舞いを見かねた鬼坂から強制的に解散を言い渡され、渋々ながらようやくそれを受け入れて退散した。
七海 れな（ななみ れな）
桐生のサブストーリーに登場したクラブ「ゼロガール」のママにして、美人揃いの走り屋集団「零女」のリーダー。男社会を嫌い、女でも勝てることを証明するために零女を結成するなど負けず嫌いな性格の持ち主で、走りを知る人間からはラメの入ったマゼンタ色の愛車とその速さから「ラメ色の流星」の異名で呼ばれている。永洲タクシーの運転手がデビルキラーと敵対していることを知っており、強引なキャッチに絡まれたところを桐生に助けられた際にその運転手が桐生だと直感しレース勝負を申し込むも敗北した。その後、素直に負けを認め、気分がスッキリしたことで当分走りはいいとし、走りに飢えたら桐生のタクシーに乗車することを約束した。

## 月見野の住人たち
『5』に登場した北海道最大の歓楽街に登場する住人たち。
かぐや / レイ
声 - 吉原ナツキ
クラブ「ローズヒップ」に務めるグラマー体型のキャバ嬢。26歳。本名は「レイ」で社長令嬢であり、キャバクラを転々とするなどダラダラと過ごしていることを親から危惧されて見合いを勧められている。冴島との交流を通じて現状を打破すべく、モデルのオーディションを受け、無事に合格した。
山下 まみ（やました まみ）
冴島のサブストーリーに登場したグルメリポーター。ジンギスカン屋を探して迷っていたところを冴島に助けられ、到着した後に御礼として冴島にジンギスカンを御馳走した。その後、冴島から熊鍋の美味さを聞いたことで強引に雪山に入ってしまい、遭難しかけてしまうが、冴島に無事救助され、熊鍋を御馳走してもらった後、満足して御礼の品を手渡して山を下りて行った。

### 集落
『5』に登場した月見野の郊外の山奥にある小さな集落。集落周辺の雪山に住む攻撃的な巨大熊の「ヤマオロシ」が集落の生活を脅かしているとされる。
奥寺（おくでら） / 佐藤 清（さとう きよし）
声 - 堀秀行
冴島と馬場を助けた謎の猟師。集落の人間たちからは寡黙な偏屈者と見られており、そのために村八分にされている。本名は「佐藤清」で絶縁された奥寺という人物を殺すために刑務所から脱獄するが、奥寺に救助されて共に暮らすうちに暗殺を躊躇ってしまう。その後は雪山で奥寺を殺害しようとするが、奥寺がヤマオロシに襲われ、死ぬ間際の奥寺から名前を借り受け、以後は「奥寺」を名乗りヤマオロシを狩るために山に入り続けるようになる。その後、ヤマオロシと再会して動きを止めるも自然と共生する者として必要な殺しや不必要な殺しの違いを区別するといういつの間にか持っていた狩猟の信念に基づき、ヤマオロシを殺さないことを決意した。また、下山しようとする冴島に対して自身の信念を諭し、復讐は何も生まないと告げて見送る。
仁科（にしな）
声 - 岸野幸正
集落の長。奥寺を村八分にしているが、本当は集落がヤマオロシに襲われた際に追い払ってくれた奥寺に感謝している。村八分にしているのは奥寺の素性を薄々察した上で、関係を深めれば結果として彼の素性に触れざるを得ず、警察に突き出さなければならなくなる事態が訪れると危惧しているためである。文化財保護法の改定前に他の猟師と共にブローカーに買収されて獲物を狩り続けたが、山の生態系のバランスを崩してしまい、結果としてヤマオロシを出現させる原因を作ってしまう。その後、冴島とヤマオロシとの決戦では櫻井と共に駆け付けて冴島をフォローした。
櫻井（さくらい）
声 - 平野正人
集落に住む男性。集落の中でも珍しく奥寺に対しても好意的で、冴島に対しても協力的である。また、自身を含む集落の住人全員は仁科と同様に奥寺に感謝しており、奥寺が一人で山に入った場合は必ず他の猟師が見張るようにしていた。奥寺が負傷した際は彼に代わって冴島の銃の手入れなどをする。
鳴海（なるみ）
集落の住人ではなくヤマオロシの噂を聞きつけて集落に来た猟師。狩りを娯楽として楽しんでおり、集落の人々からは快く思われていない。ヤマオロシに遭遇して銃を放つも歯が立たず、挙句の果てに攻撃を受けて重傷を負ってしまう。その後、冴島に救出されて一命を取り留めたものの、二度と銃を握れない体になってしまったために自身が使うはずだった発信機付きの銃弾を冴島に託して集落を後にした。

## 錦栄町の住人たち
『5』に登場した名古屋にある歓楽街に登場する住人たち。
高杉 浩一（たかすぎ こういち）
演 - 哀川翔
品田の債権者である街の闇金融業者で、15年前に品田のホームランボールを拾った観客。普段は手荒い取り立てで品田に恐れられているが、それでも再会してからは一方的に品田のことを気にかけていた。また、強引な取り立て手法に関する悪評は界隈に広く知れ渡っており、極道との関連も噂され自身も名古屋組と繋がりがあることをほのめかしていたが、後に実際には箔を付けるために名古屋組の正体も知らずに名を借りただけで、極道との関連は無いことを告白している。借金返済の目処が立たない品田に業を煮やし、ついには「工場のプレス機で意図的に指を1本ずつ潰し、その都度出る労災手当を返済に充てる」という強引な手段に持ち込もうとしていたが、全身黒ずくめの男に依頼されて野球賭博事件の真相を追うことに決めた品田から事件の経緯を聞き、関係者を一緒に訪ねて回る過程で、いつの間にか金銭的な繋がりを超えた相棒的役割を果たしていく。何者かに襲撃された宇野を助けた後、名古屋港に向かった品田を追いかけ、名古屋組によって殺される寸前だった彼をフォークリフトと消火器を用いて救出した。名古屋組の正体が錦栄町の親しい住民たちだったと知って自暴自棄になっていた品田を押し留め、自分こそが15年前にホームランボールを貰った観客であったこと、依頼主の男にそのボールを渡し、品田が事件の調査を引き受けるように一芝居打っていたことを明かす。その後、依頼は達成されたとして男から品田が受け取った報酬により、借金は全額返済となるが、東京へ向かった品田が日本ドームで馬場と決着を付けた直後、電話で品田に「みんなお前の顔が見たいんだよ。それに、お前が帰って来ないと俺も完済証明を出せなくて困るんだよ。帰ってこいよ。」と伝えた。品田との会話の所々で、自分の子供たちの所持金を引き合いに、品田の金銭状況に呆れる場面があるが、名古屋組との繋がりが嘘であることと同様に子供の話も嘘で、品田の置き手紙に対して「俺、結婚もしてねえっつうの」と、実際は独身で子供など居ないことを独り言として呟いている。
宇野（うの）
声 - 坂口哲夫
鍼灸院を営む男で、品田の古い友人。顔を見れば無心してくる品田を苦々しく思っているが、品田の持つ耳寄りな風俗情報だけは重宝がっており、なかなか縁を切れないでいる。かつてワイバーンズの専属マッサージ師をしていたが、意図せずに野球賭博の裏に近づいたことで解雇される。その後、借金返済のために大吾からの依頼を受けた品田に協力し、15年前の野球賭博事件の真相を追っていた最中に秘密が露見することを恐れた名古屋組に襲われて重傷を負うが、無事に退院する。
大野 鉄平（おおの てっぺい）
久保田警備の社員。戦闘では大振りながらも強烈な一撃を放ってくる。みるくの弟に対し、掛川幸治のただのサインバットを掛川が当時使っていたバットと思わせ、それを壊した弁償として高額な身銭を貰おうと画策していたが、野球事情に詳しい品田に圧縮バットでないことを見破られ、さらにはそのことを久保田にバレたことで万年筆を頬に刺されて土下座をさせられる。その後、街中で品田と再会し、自身の計画を邪魔されたために逆襲しようとしたが、返り討ちにされた。
白河（しらかわ）
都内で会社勤めをしている品田の高校時代の野球部のチームメイト。高2の時の夏の甲子園出場を懸けた決勝戦の9回裏で品田が相手ピッチャーである赤松の牽制に近い球に手を出し、凡打に打ち取られた挙句に試合にも敗北したことで以来は品田をチームの勝利よりも自分の勝負を優先させる人間と思い込むようになる。その後、20年経った今でも真意を確かめるために錦栄町を訪れて品田に野球勝負を申し込み、壊れた利き腕の代わりに長年練習していた反対の腕で当時の赤松の球を再現するも品田に打たれて敗れる。敗北後は自身の壊れかけていた腕を心配して勝負にいったという品田の本心を理解したことで和解し、長年の憑き物も落ちたことで品田に礼を言って錦栄町を後にした。
黒崎（くろさき）
品田の高校時代の野球部のチームメイトで、品田がみるくの弟を助けた偽バットの件の黒幕。球威は白河よりあるものの、制球力に欠けており、2番手として光が当たらずに野球人生を終えたことにより野球に対する感情が歪み、野球に関するものを金に換えるブローカーとなる。その後、ある一件で品田に仕事を邪魔されて以来は品田を憎むようになり、自身と同様に品田を憎んでいる白河に品田の居場所を教えた。その後も品田に悉く仕事の邪魔をされ、野球勝負に持ち込むも敗北し、本心ではまだ野球を愛していることを見抜かれたことで野球への憎しみから解放される。その後は手広くやり過ぎたためにスジ者から目をつけられ、仕事が行き詰っていたこともあって錦栄町を去って行った。
芦田（あしだ）
元名古屋ワイバーンズのバッティングピッチャーで、品田の恩師。品田の二軍時代を知っており、また15年前の野球賭博事件に対しては品田が無実であることを信じている。年齢により野球界を引退したが、野球への未練を断ち切れずにいた所を小鉄のブログに載っていた品田の噂を聞き、錦栄町を訪れる。品田と再会後は、今でもバッティングピッチャーとして通用するのかを確かめるために自身の人生を賭けた勝負をするも敗北する。その後はバッティングピッチャーを続ける覚悟を決めることができたことを品田に感謝して去って行った。
小鉄（こてつ）
錦栄バッティングセンターにしばしばいる錦栄高校野球部OBの金髪の男性。品田の優れたバッティングを見抜き、それをブログに公開したことで品田は野球に関する様々な依頼を受けることになる。
瀬戸（せと）
品田のサブストーリーに登場した名古屋ワイバーンズのスカウト。道中で品田と再会し、ドラフトで1位指名したワイバーンズへの入団を夢見ていた地元出身の高校球児である倉科を紹介するが、倉科がワイバーンズの入団を理由も言わずに断ったことでショックを受ける。しかし、品田の助けによって倉科が他球団に鞍替えしようとした理由を聞き出すも納得して送り出すが、倉科が自身の言葉に心を動かされ改めてワイバーンズの入団を希望したことで倉科の選手契約を受け入れた。
詩音（しおん）
声 - 水城レナ
クラブ「EDEN」に務めるキャバ嬢。24歳。実家は没落した元名家であり、借金を返すためにキャバクラで働いている。家の再興のために客からの求婚を受けるつもりでいたものの、求婚者が雇っていた探偵から家が没落していることがばれて求婚を取り下げるであろう事実を知りショックに打ちひしがれるが、品田の励ましを受けて家柄というしがらみから解放される。
村井 美希（むらい みき）
名古屋組の件で逮捕されたおばちゃんの代わりとして、「錦栄バッティングセンター」で受付をすることになったアルバイトの女性。23歳。ボイストレーニグでアゴを痛めてしまい、その治療費がかさんで高杉から借金をしており、バッティングセンター以外にも銭湯の掃除のアルバイトを掛け持ちしている。同じ高杉の債務者である品田のことを高杉から聞いて以前から知っており、実際に品田と対面した際に彼の人となりを知ったことで親近感を持ち、自身を「みーちゃん」と呼ばせるなど交友関係を持ち始める。その後も品田のバッティングでどちらが御飯を奢るかを勝負したりと親交を深めていくようになる。

### 名古屋組
『5』に登場したかつて西の近江連合や東の東城会の板挟みとなって治安が悪化していた錦栄町の秩序を守るために結成された自警団組織。極道組織が存在していれば他の極道組織の進出を抑えられるという理由から表向きは極道組織ということになっており、町の住人も真に受けて「そういう極道組織がある」程度には認知しているが、あくまでも地元の堅気の人間で構成されているなど、例えば品田の知る「ふと桃Club」の店長やバッティングセンターの受付のおばちゃんなども所属していることまでは知られていない。また、裏で近江連合の「神戸黒羽組」に動かされている側面もあるが、その事実を知るのは澤田と富士田のみ、また堂島大吾は黒澤も黒幕として関与していると話している。
みるく / 鳥山 美恵子（とりやま みえこ）
声 - 戸田真衣子
風俗店「ふと桃Club」の風俗嬢。実年齢は40歳を越えているが、若い頃以上の美貌を保っており、人気もある。また、久保田警備に勤める弟がいるが、彼には風俗のことは秘密にしており、スーパーのパートに行っていると偽っている。15年前に球界から追放された品田がたまたま店に立ち寄ったことで出会い、深く傷ついた品田を慰めて以来は顔見知りとなる。
牛島 史哉（うしじま ふみや）
声 - 梅津秀行
「ダイニングバー牛島」を営む男で、日々借金取りに追われる万年金欠の品田にツケで食べさせることもあって彼にとって恩人と呼べる存在。店では名古屋の店によくあるようにドリンク一杯でしっかりとした食事を提供するモーニングサービスを行っている。名古屋組の秘密に近づく品田にそれとなく警告をするが、従わなかったためにみるく誘拐を偽って品田を捕える。その後は口封じを決行しようとするも情が邪魔して手を下せずにいたところを高杉に妨害されて失敗に終わる。その後、みるくと共に組員を説得し、全員で警察に出頭したが、黒羽組の手回しによりすぐに釈放されてしまう。
久保田（くぼた）
声 - 藤本たかひろ
久保田警備の社長で、ヤクザのような風貌をした男。個人で仕事を請け負おうとした大野に対し、罰として頬に万年筆を刺すなどの厳しい一面がある。戦闘では2本の配管をカリスティックのように操って戦い、それ以外にもフォークリフトで追いかけたり積んである丸太を蹴り倒して下敷きにしようとするなど大胆な行動も見せる。牛島が品田を殺すのに躊躇していたために迷いなく殺そうとしたところを高杉の妨害に遭って失敗し、口封じのために殺そうとするも敗北した。
酒井 篤志（さかい あつし）
声 - 安井邦彦
元名古屋ワイバーンズの選手。戦闘では武器に鉄パイプを使用し、大振りの攻撃をする。15年前の野球賭博事件の際にはセカンドとして出場する。引退後は錦栄町を中心に工事現場で土木作業員として働いているが、後に品田殺害に失敗した男を鉄骨落下の事故に見せかけて殺害する。その後は己の不審な行動を品田に気付かれ、口封じのために殺そうとするも敗北した。その後、品田に真相を話そうとしたが、最後は品田を殺そうと何者かが仕掛けた落下物から彼を庇って死亡する。
真鍋 幹二（まなべ かんじ）
声 - 青山穣
元名古屋ワイバーンズの選手で、四番打者をしていた品田憧れの男。戦闘では牛刀を武器に使う。当時から不正行為を行われていることを知りながらも選手生命を長らえさせるために指示に従う。引退後は市内で焼肉屋を営み、それなりに成功を収めるが、後に秘密を探ろうとすると生命が危険に晒されることを品田に警告する。その後、品田が牛島らに消されようとした際には名古屋組の組員として品田の前に立ちはだかるが、真相を伝えるために敢えて敗北の道を選ぶ。
澤田 有希（さわだ ゆうき）
声 - 平井啓二
プロ野球チーム「東京ギガンツ」のエースで、通算197勝を誇る名実共に球界を代表する名投手。品田とは高校時代に甲子園の1回戦で対戦して以来の宿命のライバルで、15年前の野球賭博事件が起こったとされる試合では品田の初打席の対戦相手として登板しており、6球カーブが続いた後の渾身のストレートを打たれ、以降は再戦を望むようになる。15年経ったら名古屋組の仕事を引き継ぐという約束をしていた経緯からトレードによってワイバーンズにやって来ており、富士田と同様に黒羽組と手を結んでいたが、品田との再戦の際に黒羽組を裏切って品田と共に黒羽組構成員を撃退した。その後、品田と野球で再戦するもストレートを悉くカットされ、決め球として投げたカーブを逆にカーブを待ち続けていた品田に打たれて完敗し、過去に決着を付けて品田と握手を交わす。その後は品田に黒羽組がコンサートで何かを企んでいるという情報を提供した。
冨士田（ふじた）
声 - 森田順平
プロ野球チーム「名古屋ワイバーンズ」の元監督。15年前に賭博の利権を握っていた東城会と近江連合を名古屋から一掃するために黒羽組と手を結んで野球賭博事件を仕組み、その際に騒動の責任を取って監督を辞任した。事件後は名古屋組を結成し、以来は地元の人間の手によって名古屋の平和を守り続けていたが、後に長らく遠ざかっていた球界に東京ギガンツの新監督として復帰することが発表されたことで波紋を呼ぶようになる。その後は品田が秘密に近づいたことを知り、牛島たち組員に口封じを命令するも失敗に終わる。その後、事件の全容を自らが書いた告発文を提出しようとしたが、最後は一連の事件の黒幕である黒澤によって口封じのために殺害された。

## 尾道仁涯町の住人たち
『6』に登場した広島にある街に登場する住人たち。
笠原 清美（かさはら きよみ）
演 - 真木よう子
スナック「清美」のママで、染谷巧の元妻。面倒見が良い性格で、遥に親身に接したり、宿を確保していなかった桐生のために寝泊りできる場所を用意していた。また、若い頃から街のマドンナ的な存在として在り続けており、南雲や飯野をはじめとした地元の男たちの憧れの的となっている。かつて東京で水商売をしていた頃にあくどい客から借金を負わされていたところを染谷に救われて恋に落ち、後に結婚して娘のヒロミを儲けるが、徐々に染谷の極道としての暴力性を孕んだ二面性に恐怖を抱くようになる。その後、ヒロミを連れての逃亡を図るも失敗し、染谷によってほぼ軟禁状態となったため、ヒロミが3歳の頃にやむなく一人で故郷の尾道へと逃げ戻る。その後は尾道を訪れた遥のために寝床を用意したり、生活のために自身のスナックで働かせるなど彼女の面倒を見続ける。遥が尾道を去った後は彼女の足取りを追うためにやって来た桐生に遥に関する出来事を伝え、さらには達川の情報も提示した。終盤では桐生の抹殺を目論む巌見と菅井によって染谷を手駒にするための人質として捕らえられ、さらには用済みとして小清水によって射殺されたかに思われたが、実際は空砲であったために助かっており、彼らに殺されたと誤認された後は小清水によって密かに匿われる。事件後は解放され、スナックにいた南雲たちのもとに戻り、ヒロミと数年ぶりに再会する。
飯野 和明（いいの かずあき）
声 - 檜山修之
水軍アパートの管理人。物心つく頃からの腐れ縁である南雲と付き合いがあり、互いに清美に想いを寄せているが、当の清美からはいずれも相手にされていない。また、見た目通りに頼りない一面が多く、清美が攫われた際にもその場で守り切ることができなかったために南雲からは「根性なし」と言われているが、一方で尾道では顔が広く、ハルトの捜索に貢献したこともある。桐生が仁涯町にやってきた当初は余所者として訝しげに見ており、それでも清美の頼みを受けて宿の無い桐生に寝泊まりできる部屋を用意した。その後、草野球でわざと乱闘に持ち込んだ南雲たちを叩きのめすのを見た後は桐生に一目置くようになり、敬意を込めて桐生さんと呼ぶようにもなる。その後はハルトを連れ去った船を捜索するために地元の漁師たちの協力を取り付けた。桐生たちが「尾道の秘密」を探るために巌見造船所に乗り込んだ際にも協力しているが、現場に直接居合わせなかったために大道寺稔や巌見恒雄をはじめとする人間たちが放った追っ手から逃れることができた。その状況を活かして密かに調査し、行方をくらませていた巌見や菅井が尾道に向かい、巌見造船所で陽銘連合会二代目の襲名式を執り行うという情報を掴み、南雲に提供した。
順子（じゅんこ）
モレノでたった一人、ホステスを務める女性。お団子ヘアがトレードマーク。田頭曰く、ブス専であるという松永の目に止まって働いている。顔は美形ではないが、スタイルは良く、モレノで暴れた巌見造船の社員たちに絡まれたものの、駆け付けた桐生に助けられ、以降は彼のファンを称する。その後は広瀬の通夜の際にも清美共々、広瀬一家の事務所を訪れている。
ジョー / 城島（じょうじま）
JUSTISの元メンバー。尾道では伝説的な不良として知られており、後輩のマサオを始めとした様々な悪ガキ連中からはかなり慕われている。上京した際につるむようになったオカダと共にその当時に幅を利かせていたカラーズに対抗する組織としてJUSTISを結成するが、当初の思想から大きくずれたことでJUSTISを抜けて尾道に帰郷する。その後、報復として尾道まで追ってきたJUSTISに襲われていたところを桐生に救われ、JUSTISを壊滅することやJUSTISのリーダーである親友のオカダを助けるように桐生に協力を願い出た上で桐生をリーダーとした「桐生会」を立ち上げる。その後は桐生と共にJUSTISと対峙しながらも六狂人たちを次々と撃破していき、遂には棚橋からオカダの豹変の理由を聞いたことで彼を助けるために立ち向かうことを改めて決意し、最終的にはオカダと拳を交えた末、彼の本当の思惑を知り和解する。最後は黒幕である殺月とコウメイを桐生やオカダと共に撃退し、JUSTISを巡る戦いに決着を付けた。決着後は桐生会を解散させようとした桐生を仲間と共に説得し、桐生会そのものを解散させないことを承諾させた。
マサオ
飲食店「La Pente」のマスター。尾道では伝説的な不良として知られている人物であり、現在は腰を据えて店を構えている。店を勝手にアジト代わりに使用しているジョーたちを鬱陶しいと思っているが、彼らの成長を見守っている。桐生会がJUSTISを倒すために神室町へ進出した際には、神室町にいる知り合いにアジトを提供した。
功（いさお）&天野（あまの）
地元の漁師（功）と魚屋の娘（天野）。功は老齢だが、新米であるが故に他の漁師が魚を預けてくれない天野にも魚を卸すなど柔軟な考えを持っており、天野は若いながらも仕事に情熱を持って取り組んでいることから功に信頼を置かれている。功は訪れた桐生に漁に行く約束をするが、途中で人食いザメ「ブラッディー・シャーク」に襲われて足を負傷し、漁師を休業することになってしまい、天野の母親の入院費用のこともあり、桐生に対し自身の代わりに素潜り漁をして漁に出てほしいと懇願する。その後、桐生がブラッディー・シャークを仕留めたことで安心して漁に出られることになり、他の漁師を代表して2人で感謝の弁を述べた。
村中（むらなか）
サブストーリーに登場した巌見家の分家にあたる令嬢のカズミの執事で、当人やカズミの弁から陽銘連合会とも何らかの関係がある模様。戦闘ではブルース海老沼に似た格闘スタイルで戦う。カズミに惚れている不良のカズオを敵視しており、カズミの海外留学を両親に進めそれを阻止しようとした2人が入れ替わった振りをしていたためにカズオを一方的に痛めつけるが、それを見た桐生に叩きのめされる。その後、2人が本気で愛し合っていることを理解した上で、その覚悟がどれだけのものであるか試すべく、わざと憎まれ役に徹していたことを桐生に打ち明ける。
広中（ひろなか）
サブストーリーに登場した尾道のマスコットキャラクター（ゆるキャラ）である「小野ミチオ」のプロデューサー。バイトが辞めてしまい頭だけが尾道仁涯町のアーケード内に捨てられていたところを回収しに行った際に、偶然通りかかった桐生の体格などを見て、イベント直前だったため、バイトの代わりに入ってくれるように懇願した。イベント前に小野ミチオの設定や言動、決めポーズなどを桐生に伝えたが、終始、愚痴を言われた。桐生の機転からイベントが大成功に終わり、そのイベントをネット配信したところアクセス数も増えた。その後、桐生から手術を怖がっているミチオファンの女の子を励ましたいという連絡を貰い、喜び勇んで着ぐるみを貸し出した。
『7』でもサブストーリーに登場し、伊勢佐木異人町に進出している。ミチオが流行している中、偽物が横行しているのを聞き、春日に摘発を申し出る。小野ミチオを騙るチンピラに怒り、自らが小野ミチオに扮して立ち向かうも袋叩きにされるが、春日に助けられる。
『ONLINE』では小野ミチオのキャラストーリーに登場するが、エピソード内では出張で広島を離れているためにテキストのみの出演となっている。桐生の後任として雇ったバイトの西村が逃げ出したために桐生に再び代演を依頼する一方で、西村を捜し出して彼に「小野ミチオの魂を受け継いでほしい」と懇願した。その後、紆余曲折ありながらも西村が小野ミチオを引き継ぐ決意を固めたために彼を説得した桐生に感謝した。
シズコ
サブストーリーに登場した小野ミチオのファンの女の子。イベントでチンピラから守ってくれた小野ミチオのファンとなり好意を寄せ、お嫁さんになりたいとまで思っていた。重い病により、手術しなければ長く生きられないと言われていたが、手術することへの恐怖と手術しなければ大好きな小野ミチオのお嫁さんにもなれないと言う狭間で躊躇していた。街中で桐生と出会い、桐生の友達という呈で小野ミチオと再会することができた。しかし、再会直後、イベントで蹴散らしたチンピラが仲間を引き連れてその場に現れるも、小野ミチオとして撃退したが、撃退する姿を見て勇気づけられ手術を受ける決意をした。
『8』では、高校生に成長したシズコが医学部進学を夢見て医学部に強い高校に進学したため、両親と共に上京。神室町でチンピラに絡まれるが、偶然居合わせた桐生に助けられ再会する。小野ミチオのおかげで手術を受け生きながらえ完治したこと、自分を救ってくれた医者のように医療の道を志し上京したこと、そして小野ミチオと桐生にお礼も言えずにいたことを告げられた。小野ミチオの中身が桐生であることに薄々感づいていたが、帰りの道中、蹴散らしたチンピラが仲間を引き連れ現れたが再び撃退され、その姿を見て中身が桐生であったことを確信した。しかし、それは言えずにいた上で、密かに小野ミチオ=桐生に好意を寄せる素振りを見せる。別れ際に、自身が身に着けていた小野ミチオのキーホルダーを桐生に手渡し、「ありがとうミチー」と告げた。

### スナック「ガウディ」
『6』に登場した尾道花乃窪の東側に存在するスナック。常連たちと仲良くなると話の輪に入ったりミニゲームの対戦相手になってくれる。また、店内にあるボックス席は畠山曰く「認められた常連客しか座れない玉座」らしく、そこに座ることが常連たちの目標となっている。
みなと
声 - 竹口安芸子
ガウディのママ。姉御肌な性格をした常連客の憧れの的で、ゲンさんに対し店に新しい機種のカラオケボックスを置くなど仕事もきちんとしている。初めて入店した桐生が店に馴染んでいくにつれて心を開いてゆき、桐生が書いた自身への感謝の手紙を読み、その後桐生に行方不明になった漁師である父親の帰りを待つためにスナックを始めたことと、自身の名前を教えて店に戻った。
畠山 貴信（はたけやま たかのぶ）
声 - 羽田真
ガウディの常連客の一人で、料理人。気さくな性格をしている。また、高校生の娘がいる。草野球では外野手を務め、走力は低いものの長打を得意とし、サヨナラのチャンスに強い。ガウディの店先で立ち止まっている桐生に出会い、店に誘って常連となるきっかけを作る。その後は娘に彼氏が出来たことを知って苦悩し、桐生と共に娘の彼氏であるサトシという人物を確かめに行くが、サトシが娘と共に自分たちの将来のことを真剣に考えていたことを知り、自身が子離れできていない気づき娘と話し合うことを決意した。その後はサトシが高校球児だったことを知り、娘にいいところを見せたいといった理由でウォーリアーズに加入する。
秋吉 俊一（あきよし としかず）
声 - 榛地良行
ガウディの常連客の一人で、サラリーマン。年齢は常連客の中では最年少で、30歳。草野球では投手を務め、変化球を駆使して相手から三振を奪うことを得意とする一方でスタミナは低い。親密になることでかつては高校球児であったことと、小学生時代の担任は恩師で卒業後もあっていたことが判明するが、自身の人生が不甲斐ないものだと思い、同窓会への参加を渋ろうとしていたところを桐生に後押しされ、同窓会の参加を決意した。その後、桐生と畠山が草野球をやっていることを聞き、自身もウォーリアーズに加入する。
ゲン
声 - 福井晋
ガウディの常連客の一人で、大工。カラオケが趣味だが、最近の機械製品には疎い。草野球では遊撃手を務め、高い長打力を活かしたバッティングとファインプレーを魅せる活躍を得意とする反面、エラーをする確率も高い。ハイテクになっていくことで自身が時代に取り残されてしまうことに負い目を感じていたが、桐生の勧めでみなとが導入した最新型のカラオケボックスを利用したことで「ハイテクも悪くない」と考えを改め、最終的には買ったスマホを使いこなしたり、Wi-fiやBluetoothといった単語も発言するまでになった。その後、みなとから「声の伸びが足りなくなった」と指摘されたことで声の調子を取り戻す方法としてウォーリアーズに加入する。
安藤（あんどう）
声 - 伊田侑平
ガウディの常連客の一人で、質屋「お多福屋」の店長。親密になることでかつては小春という妻がいて、元の仕事の忙しさに忙殺されて妻と過ごす時間が取れなくなったことに気付き、妻との時間を作るために尾道で質屋を始めたが結局は離婚してしまったことが判明する。桐生と店に入る前に、結婚指輪を売りにきた客が来訪し、その客が売りに来た指輪が小春の結婚指輪だったことで、小春が別の男と再婚してしまっているのではないかと勘ぐってしまう。尾道から出て行こうとしたが、小春が今でも自身を思い続けていることと、売られた指輪が小春からひったくった物だったことを知り、結果的には復縁した。その後、家族を守るための力を身に付けるために桐生会に加入する。
金子（かねこ）
声 - 石津薪之介
ガウディの常連客の一人で、役場に勤めている公務員。店に来訪してきた桐生を快く思っていなかったが、親密になることで元プロボクサーで、チンピラに絡まれた女性を助けたがためにボクシング界を追放された過去が判明する。ボクシングへの未練が断ち切れずに自身の行いを後悔していたが、ボクサー時代に所属していたボクシングジムの会長からの伝言を頼まれた桐生から、助けた女性が当時妊婦だったことと助けられたことに感謝していることを知り、涙流した。その後は、自身の力を前向きに使うために桐生会に加入する。

### 草野球チーム
『6』に登場した尾道の草野球関連の登場人物。
千葉 風太（ちば ふうた）
「瀬戸内ウォーリアーズ」の中堅手。野球の才能はないが夢と情熱を持っており、高校時代の同級生である森塚に憧れて野球を始めた。チームは主力が抜けたこともあってライバルチームの「仁涯サンダーズ」の二軍相手にもボロ負けするレベルに弱小化しており、南雲たちを叩きのめした桐生のカリスマ性を見込んでチームの監督になることを懇願する。その後は桐生の協力で着実に実力を付けていったことや強力なチームメイトの加入などもあってウォーリアーズは尾道最強チームとなり、監督になってくれた桐生に改めて感謝の意を述べて仲間と共に彼を胴上げした。
森塚 公彦（もりづか きみひこ）
声 - 佐々木祐輔
千葉の高校時代の同級生で、千葉の憧れの人物。かつてはプロ球界入りを期待されていたほどの実力を持つ投手である。戦闘ではボクシングで戦う。高校卒業後は社会人野球へ進みプロ入りを目指していたが、チームメイトの不祥事で夢を断たれ、酒と喧嘩に溺れるようになる。チンピラに絡まれていたところを目撃した桐生から自暴自棄な態度を窘められ、逆上して喧嘩を吹っ掛けるも返り討ちに遭う。その後、千葉に叱責されたことで野球への未練が残っていることを見抜かれ、再びプロ入りを目指すためにウォーリアーズの加入を決意する。
金見澤 翼（かなみざわ つばさ)
声 - 熊本健太
大企業「金見澤コンツェルン」の若社長で、「金見澤ゴージャス」の一塁手兼キャプテン。自分でチームを作ってしまうほどの野球好きである一方で「1番」であることにこだわりがあり、チームメンバーを大金をつぎ込んで加入させた海外の現役選手で構成したり、地元最強チームだった「尾道レジェンズ」を惨敗に追い込むなどしている。瀬戸内ウォーリアーズの練習グラウンドを買収しようと目論み、それを阻止しようとするウォーリアーズと対決するも敗北し、千葉から「勝敗を分けたのはチームの絆」と言われたことで負けを認め、再戦を誓い去って行った。その後は絆を学ぶために桐生会に加入する。
ゴルチョフ健二（ゴルチョフ けんじ）
声 - 水沢祐
世界的に有名なプロ野球選手。草野球では投手を務め、経歴通り全ての能力が高水準で纏まっている反面、ミスに対して非常に打たれ弱いといった弱点をもつ。
過去に尾道仁涯町を訪れた際に世界で一番美味いタコと呼ばれている巨大タコ「デリシャス・オクトパス」を食べ、その味が忘れられず再び訪れるが、漁師たちが「デリシャス・オクトパスは凶暴で危険」といった理由で漁に出ないことで功に対して駄々を捏ねる。その途中で話に入った桐生に「漁に出る代わりにデリシャス・オクトパスを捕獲したら瀬戸内ウォーリアーズに入団してもらう」と行った条件を飲み、桐生がデリシャス・オクトパスの捕獲に成功したことで約束通りウォーリアーズに加入した。

## 伊勢佐木異人町の住人たち
『7』『8』に登場した横浜にある街に登場する住人たち。
浜子（はまこ）
声 - 唐沢潤
伊勢佐木異人町の隅にある小料理屋の経営者。破天荒であり、極道やブリーチジャパンの圧力にも屈さずに悪態を突き返すなど気丈な一面を持つが、嬢たちには愛情を持って接するなどの心優しい面もある。また、小料理屋とは名ばかりであり、実際は身寄りのない外国人の風俗嬢たちに営業場所を与えて支援している。コミジュルが行きつけのスナックに付けた盗電用の電線を店主に断らずに切ったために報復に備えて用心棒を募集したが、その募集に応じた春日たちと出会い、ホームレスの春日たちに小料理屋の一部屋を住居として貸し、彼らの居住権を各方面からの圧力への盾とする協力関係を提案した。その後は青木が「ビザ取得を支援するシェルター」を建てると知ると嬢たちのためになると信じて小料理屋を畳んで送り出すが、後に彼女たちが姿を消したことや青木の真の目的が彼女たちの強制送還であることを知り、送り出した自分を責めて慟哭した。その後、春日たちから慰められて送られた後日に久米と接触するために選挙に出馬した春日の演説を村長らと共に見届けたり、一連の騒動が終結してからの春日の動向を心配して足立たちと共に駆けつけたが、その際に彼の残した「かけがえのない仲間たち」という発言を聞いて「もちろん私も入ってるんだろうね」と笑って見せた。
野々宮 勲（ののみや いさお）
声 - 多田野曜平
伊勢佐木異人町の風俗街エリアにあるソープランド「乙姫ランド」の店長。ソープ嬢に対して当たりが非常に強く辛辣な言葉を連発するため、面接に訪れた際に菜乃葉の欠勤連絡を受けて電話で話していたのを聞いた難波と足立からは「傲慢で自分のことしか考えていないクズ」と酷評されているが、春日からは「綺麗事を並べて騙すようなことをせず、キャストの事情までしっかり汲もうとする人物」と逆の人物評を下されている。
従業員として雇った春日たち3人に、店のナンバーワンである菜乃葉が最近欠勤を繰り返すようになった理由について裏引きを疑ってその調査を依頼する。その後、調査によって「陽だまりの城」の悪徳ビジネスに騙されていることを知り、頭を下げて春日らに「助けてやってくれ」と頼み込むが、春日らが菜乃葉の一件を解決したちょうどその頃に異人三の肉の壁を崩すことを目論んでいた馬淵により首吊り自殺に偽装された上で殺害された。
村長
異人町に住むホームレスたちを束ねる長のような存在。村長という名称はホームレスの長を務めてきた人物から代々受け継がれてきたもので、本名は不明であるが、実はホームレスのまとめ役以外に荒川組が行った殺しの死体を処理する業務を受け継いでおり、運ばれてきたものが文字通り死んでいたならそのまま死体を埋めて処理し、息があった場合は手当して死んだことにして逃がしていた。また、春日が鄭を叩きのめしたり、小笠原を尋問に掛けた際は咎めるなど事なかれ主義な傾向がある。
荒川に撃たれても息があった春日を手当てした。その後、文句を言いつつも状況に応じて春日たちをサポートするようになる。
『8』にも登場。ホームレス村村長として健在であり、伊勢佐木異人町での春日や桐生達の活動を常にサポートした。また茜とラニを連れて帰国した際も隠れ家として提供した。また足立調査代行やコミジュルに情報提供するなど、異人町での貴重な情報ツールの一つにもなっており、特にソンヒからの信頼と信用は高く、数あるコミジュル情報源の中でも報酬は高く請け負ってくれている。最終決戦に臨む前に春日達に酒を提供し、「生きて帰ってこい」と激励した。昔、横浜の町工場勤務をしていた際に弟のように可愛がってもらっていた上司の主任がいた。不景気とIT化の進歩によりリストラ対象となったが、主任は共に会社を辞めホームレスに。ホームレスになってからもずっと面倒を見てくれていたが、元来の人の良さから周りから慕われるようになり先々代村長よりその任務を引き継いだ。しかし重責と疲労から体調を壊し突然、息を引き取った。そんな主任から村長を引き継いだが、改めて重責を担う重さを身に染みて感じたと語った上で、主任と桐生の姿が重なって見え「いつでもこの場所を頼ってくれていい」と労いの言葉を掛けた。
先代村長
異人町ホームレス村の先代村長。『8』にて現村長より語られた。元は横浜にある町工場で主任として長年勤めていたが、IT化の進歩により人員削減のためリストラする事になり、自らが引導を渡す役を言い渡された。しかし、元来の強い責任感と先見から自身もリストラにあるという事を悟り、弟のようにかわいがっていた部下(現村長)と共に退社。それから間もなく倒産した。その後はホームレスとしてホームレス村に身を投じていたが、面倒見の良さから周りからの信頼を集め先々代村長より村長を引き継いだ。しかし1人で重責を背負い込み過ぎたため体調を壊し倒れてしまう。自身の重篤な状況を把握しながらも医者に診せることなく、元部下の身を案じながら、ホームレス村のテントの中で息を引き取った。現村長曰く、重責から解放され穏やかな顔だったと言う。また自身の志は現村長へと受け継がれた。
サバイバーのマスター
声 - 咲野俊介
伊勢佐木異人町にある「サバイバー」のマスター。普段は無愛想で、いざこざには干渉しない主義だが、時には客同士の繋がりに的確なアシストをすることもある。また、かつての東城会直系二代目風間組組長 柏木修に瓜二つであり、とあるサブストーリーでは本人曰く「過去にとある組織の武装ヘリからハチの巣にされて、長い間生死の境を彷徨っていた」経験があるなど同一人物であることを窺わせる発言をしている。春日たちに店の2階空き部屋をアジトとして提供し、また素材を渡せば弁当から花束や盆栽を作るようになる。また、サブストーリーではかつて商店街のプレゼント交換会に参加した際に女性もののイヤリングを貰い、使いどころも無くいつのまにか置きっぱなしにしていたが、このことが原因で好意を寄せている女性たちから浮気を疑われた春日が半殺しに遭ってしまい、事の成り行きを聞いた後で自分の責任だったと悟り、笑いながら謝罪した。
『7外伝』では腰を痛めて、店を休んでいるため不在である。店を訪れた桐生には女性従業員が接客を行っている。
『8』では桐生と対面。お互いにその正体を確信しつつも素性を明かし合うことはしなかったが、今の桐生に手を差し伸べてくれる仲間がいる事は桐生の生き方が間違いではなかった証明であると告げ、もう少し仲間を頼ることを助言し、「そろそろ学んでいい頃合いだぜ。お前もぼちぼちもういい年なんだからよ」と、嘗ての柏木と同じ口調で語りかけた。その後はいつか桐生が名前を取り戻す日が来たら、互いに隠し事なしで腹を割って話す事を約束した。
『ロストジャッジメント』にも出演しており、バーの存在は「異人町でいちばん安全な店」と称されている。
向田 菜乃葉（むこうだ なのは）
声 - 上坂すみれ
伊勢佐木異人町の風俗街エリアにあるソープランド「乙姫ランド」のナンバーワン風俗嬢で、「乙姫ランド」の店長である野々宮がオーナーを務めるキャバクラ店で雇われママをしている向田紗栄子の双子の妹。元々は大企業の一般職に就いていたが、体が不自由である高齢の父親を介護施設「陽だまりの城」に入れるために介護費用を稼ぐ目的で5年前に稼ぎの良い風俗嬢に転職した。その後、高額な入居費用と月額利用料の上に「難しい手術を受けないと助からない」と理事長の戸塚の宣告を受け、それが安楽死手術とは知らずに支払いを承諾してしまい、高額な手術費用まで要求された影響で店を休むようになるが、春日たちの活躍により父親は助け出され、手術の実態は伏されたまま別な施設に移されることを知り、「乙姫ランド」を退職して一般職を探すことになる。
向田 達郎（むこうだ たつろう）
向田姉妹の父親。元々は小さい会社の営業職に就いていたが、稼ぎも少なく、紗栄子が家計や妻の治療費を負担していてくれたことに負い目を感じている。病弱の妻を早くに亡くしており、男で一つで2人を育て上げたが、中学卒業後に家を飛び出した紗栄子とはそれ以降は決別のままとなり、後に自身も高齢故に体の自由が利かなくなったことで菜乃葉に世話をして貰う形で介護施設「陽だまりの城」に入居することになる。その後、最上階で安楽死させられる寸前だったが、春日たちにより助け出され、その後は別の施設へと移された。
久住 隆史（くすみ たかし）
資産家夫婦殺人事件の容疑者として逮捕された久住の一人息子。父親は誤認逮捕のまま刑務所に送られた上に獄中で自殺し、母親もその後に心労により亡くなってしまい、結果として児童養護施設に送られた。その後は足立からの送金と最低限のバイトで生活しながら弁護士を目指しており、中々司法試験に合格できずにいたが、それでも勉学に励み続けるようになる。その後、足立が山田として長い間送金してくれていたことを以前から察しており、月に一度送金のお礼と近況報告を兼ねた手紙を「資産家の山田様」こと足立に送っていたが、ある時にそれを利用したルームメイトの康介がチンピラ仲間の長谷川と共に足立から金を巻き上げる詐欺を企んでいると知り、ちょうど足立と春日が康介と長谷川を返り討ちにしているところに現れ、康介を正した。その後は送金や何より父親の冤罪と釈放のために最後まで働きかけてくれていた足立にお礼を述べ、さらには司法試験に合格したことを伝えた上で「父と同じような目に遭う人が出ないようにする」と決意を新たにした。
桂川（かつらがわ）
声 - 堀井茶渡
菜乃葉の彼氏で、金融会社の社長。後輩の山下を利用して悪事を働かせたり、菜乃葉の弱みにつけこんで金を搾取して食い物にするなどその本性は卑劣そのものである。戦闘ではナイフを使用する。春日と菜乃葉に扮した紗栄子に菜乃葉と別れるように言われても平然と開き直るが、良心の呵責に苛まれた山下に見限られ、逆上して春日たちに襲い掛かったところを結局は叩きのめされる。その後は菜乃葉から搾取した金を返済し、異人町から姿を消した。
双葉（ふたば） / 水恵（みずえ）
声 - 小若和郁那
異人町のホステスだが、正体はナンバが働いていた病院に勤めていた元看護師の「水恵」である。学生時代は演劇部に所属していた。熱心な勤務態度から裏で金欲しさに薬品の横流しを行っており、それを知って自身の罪を被ったナンバによって難を逃れるが、冗長したために横流しが発覚して病院を追い出される。その後はホステスとして働いているが、店の売り上げを着服したり、チンピラと付き合うなど相変わらずに悪事に手を染めており、後に真相を知った春日に追い詰められて観念する。その後、ナンバを悲しませたくない一心から春日に頼まれて「水恵」の姿に扮してナンバに別れを告げて去った。
スジモン博士 /ドクター森笠（ドクターもりかさ）
声 - 後藤ヒロキ
異人町に蔓延る危険人物を「スジモン」と呼んで研究している男。悪人面だが、実際は平和主義で、スジモンによる被害を防ぐために日夜研究を行っており、また実は自らもスジモンであるが故に「伝説のスジモン」とも称している。戦闘ではナイフとボウガンを使用する。変質者を撃退した春日たちの前に現れ、スジモンのデータの収集を依頼した。その後、スジモン図鑑完成直前になった際に春日たちに襲い掛かるも返り討ちに遭い、その際にスジモン研究が過去の悪行の償いであることであることを打ち明け、スジモン図鑑を完成させた春日を「スジモンマスター」と称えた。
「8」にも登場し、ハワイへ旅立つ春日にハワイに生息するスジモンのデータ収集を依頼する。またハワイではとある施設の地下深くにある闘技場スジモンスタジアムに春日を強制参加させて優勝し腐敗した今の筋神委員会の暴挙を止めるように懇願する。
広尾（ひろお）
人助けを事業とする会社「バイトヒーロー.com」の社長。ヒーロー風の赤いヘルメットを着用しており正義感が強いが、人の話を聞かないなど一方的な部分もある。また、猫好きでもありオフィスには自分が保護した猫が放し飼いになっている。戦闘ではブルース海老沼に似た格闘スタイルで戦う。春日を依頼人に危害を加えたチンピラと勘違いして襲うも返り討ちに遭い、春日の強さを見込んで会社の手助けをしてほしいと懇願した。その後、オフィスで飼っている猫たちが脱走したことで春日に猫の捜索を懇願した。
猪狩（いかり）
声 - 室元気
大海原資格学校の受講者。エリート風の外観や宮越に対して露骨な下心を見せるなど少々クセのある性格をしているが、資格取得に興味を持った春日のサポートにまわるなどの根は善人である。サブストーリーでは就活生であることが判明し、面接が苦手である故にそのせいで99社も断られ、未だに就職できずにいることやそもそも資格を大量に持っているのも自分に自信が持てないからであることを春日に打ち明けていたところを大手企業に就職した同級生から嘲笑されたが、そのことに激怒した春日が同級生を叩きのめした後は彼に負けて掌を返した同級生に春日が言った台詞をそのまま吐き捨てて決別した。その後、次に面接を受ける一番製菓の社長が春日だと知ると「今までの無礼をお許しください」、「靴を舐めましょう」と土下座をして呆れられた。その後は正式に一番製菓の社員になる。「8」ではサブストーリーでハワイにある大海原ライセンススクールの職員として登場し、受付の前田ローラに片想いしている。サブストーリーをクリアするとドンドコ島に招待できるようになる。『8外伝』でも同じスクールに勤務しているが受付のミフネにこき使われている。
宝生（ほうしょう）
横浜経済を牛耳っている企業「宝生コンツェルン」の会長で、えりを騙して一番製菓を倒産寸前にまでに追い込んだ張本人。利己主義であり、市場の私物化と利益の独占しか考えておらず、他企業の参入の妨害や事業の強奪など目的のためなら他者を陥れることも厭わないが、例え悪事を指摘されても厚顔無恥な態度を取るなどそんな経営者としての矜持を持たない卑劣さからニックを始めとした同業者からは鼻摘まみ者にされている。また、金色のジャケットを着用しており、成金風の風貌をしている。父親を亡くしたえりの弱みにつけこんで彼女を騙し、一番製菓を倒産寸前にまで追い込むが、新たに社長に就任した春日とパトロンとなったニックによって一番製菓が盛り返しているのを聞き、自身の手下である「総会屋三連星」を差し向けて一番製菓を完全に潰そうと目論む。その後、三連星が悉く返り討ちにされて徐々に追い詰められていき、最後は自らも三連星と共に株主総会に出席するも敗北して横浜最大企業の座から転落する。総会終了後はニックの発言に逆上して彼に殴りかかろうとしたが、直後にえりに正当防衛として殴り倒されるという顛末を迎えた。
松尾（まつお）
ホームレス。戦闘ではスレッジハンマーを使用する。ハローワークに通うが、酔った状態だったために門前払いされ、さらには春日たちに話しかけて酒に誘ったところを断られる。その後、韓国マフィアのコミジュルに「スナックを滅茶苦茶にしたら100万円やる」と言われて引き受けるも春日たちに阻止されてしまい、逆上して襲い掛かったところを返り討ちにされ、そのまま逃走する。その後は失敗したことで用済みとなり、必死に命乞いをするが、最後はコミジュルの幹部である申に始末された。
柳 いろは（やなぎ いろは）
バー「サバイバー」の看板娘で、元ホステス。「聞き上手のいろは」の異名を持っている。春日に様々な情報をもたらす。
沢 すみれ（さわ すみれ）
町工場「浪漫製作所」を一人で切り盛りしている女工場長。祖父が開業した製作所をダメな父親が台無しにしてしまったが、この仕事が好きだったこともあって自身が後を継ぎ細々と営業を続けている。『8』ではヘッドハンティングされシリコンバレーで働いているとソンヒが語り、製作所は居抜き物件として貸し出しており、ハワイに本店を持つ「ギアワークス」が借りている。
宮越 愛恵（みやこし まなえ）
「大海原資格学校」の受付。
里々佳（りりか）
ハローワークの女性職員。職務に忠実で真面目であるため、歯に衣着せぬ物言いで所長の神部に対しても厳しい発言をしている。
神部 秀一（かんべ しゅういち）
職業安定所「ハローワークみさき」の所長。職務をこなす傍ら気まぐれでホームレスなど職業斡旋を受けられない者に仕事を紹介することもあり、里々佳には小言を言われているものの、春日や野々宮たちからは人格者として慕われている。斡旋を断られた春日とナンバに清掃員の姿で近付き、コミジュルに脅迫されたスナックの用心棒のアルバイトを紹介する。その後、住居を手に入れて再び職業斡旋を受けに来た春日やナンバ、足立に乙姫ランドの仕事を紹介する。その後は春日たちが菜乃葉を救うためにひだまりの城へ潜入捜査する折には施設内での仕事を紹介して協力する。その後、野々宮が馬淵に殺された後は春日たちに横浜貿易公司のアルバイトを紹介する。

## ハワイ周辺の住人たち

### ホノルルシティ
リボルバーの店長
桐生がハワイ滞在中にお気に入りで通っていた店であり、『7』のサバイバーと同様に春日と桐生たちに拠点として提供する。
容貌はかつてのブラックマンデーの首領であるリチャードソンに似ており、「銃撃戦の末にビルから落ちて生死を彷徨った」経験があるなど、同一人物であることを窺わせる発言をしている。また裏社会にも通じているようで、自身がオーナーも兼業している武器屋を裏稼業とする車修理工場を紹介するなどサポートもしている。個人事業向けコンサルセミナーで学んだことを生かし、客を増やすため日夜営業メールを送っているが、誤解されやすいメールの為、春日はそれで散々な目に遭った。条件を満たすとデリバリーヘルプで呼べるようになるほか、ドンドコ島に招待できるようになる。
『8外伝 』にも登場。真島にゴロー丸の修理と改装を施してくれる船大工・クラークを紹介した。以降は金稼ぎや人員集めにも一役買い、ホノルルシティでの真島達の活動拠点として店を提供した。
ケイ
演 - Kson
『8』に登場するリボルバーの看板娘。陽気な性格で春日とすぐに意気投合するが、春日も若干引き気味になるぐらい暴走しがちになることもある。桐生をリスペクトしている。
2019年の蒼天堀でClub Heavenlyに務めていたキャバ嬢と同名だが同一人物であるかは明言されていない。
『8外伝 』にも登場。真島にアロハリンクスを進めたり、ホノルルシティでの真島達の活動サポートをしている。
ジュリ
フラ・アベニューにてジュリズ・ギアワークスと言う車修理工場を経営している。表向きは車の修理だが、裏では武器屋も兼業しており、リボルバーの店長が窓口となっている。自身の工場オーナーがリボルバー店長という事もあり、彼が認めた客のみ受け入れており、ハワイでの春日の活動をサポートしている。ちなみにアナコンダショッピングセンターにも同様の裏稼業をしている者がおり春日達に紹介した。また、横浜・伊勢左木異人町の中央通りにある空き倉庫にも異人町出張所があり、ソンヒの伝手で桐生達に紹介した。春日の事を一貫して「おじさん」と呼んでいる。リボルバー店長曰く「危険な女」。サブストーリーをクリアするとドンドコ島に招待できるようになる。
『8外伝 』にも登場。船大工・クラークの紹介で、「優秀な技師」として一緒にゴロー丸の修理と改装、拡張を手伝った。当初は外見の古さや全てが旧式だったため施工に難色を示していたが、「船に愛情を持っている」事が分かり快諾。クラークと共に施工を請け負った。船にあった武器のアレンジや改装終了後は、素材持ち込みで船のオリジナル武器製作など真島達の活動をサポートした。
キヨ
ナイトスクエアにてタトゥーショップを経営している。山井一派の仲間であり山井に信頼を寄せている。当初は出会ったばかりの春日達を警戒しており素っ気ない態度で接していたが、茜の知り合いという事で茜が逃亡中に身を潜める場所を提供していた。茜から春日が息子であると聞かされて以降、態度を改め茜に引き合わせたり、様々な情報提供をしている。
ジェフ
大柄な体格でワイキキストリートにてウォークスルーバンを店舗とした「Jeff's Tacos」と言うタコス屋を経営している。バラクーダと通じており盗品買取の窓口になっている。第５地区侵入ルートの鍵ともなるローマンとのやり取りや自身が持つ情報を提供するため金を要求するなど、何かと春日達に引っかかってくるが、要求した通りの金を持って来ると素直に応じる。しかし、ただ一人だけ自身の作るタコスを美味しいと言ってくれた不二宮家執事のじいやとは意気投合し、千歳のおびき出しに協力したり仲間を紹介したり等好意を持った相手には無償で手を焼く一面も。じいやを「日本のサムライ」だとも評価した。エリック・トミザワ曰く「クソ不味いタコス」とのこと。第5地区からの帰還後はショップとなり、タコスなどを買えるようになる。
体験版では情報屋としての部分がクローズアップされ、彼に話しかけるとストーリーが進行しボスであるローマンとのバトルとなる。なお店を出している場所は製品版と異なり、情報料も払う必要がない。
『8外伝』ではサブストーリーに登場。生まれた息子を真っ当な稼ぎだけで養おうと、裏稼業を辞めてタコス屋に専念することを決意。相変わらずタコス作りの腕は上がっていないが、料理教室に通うなど努力が垣間見える。
チャーリー
ホノルルシティの食品デリバリーサービス企業「クレイジーイーツ」の代表兼配達員。契約している店からの依頼により客に弁当を届けるのが主な仕事。移動手段は自転車で完全歩合制。「金がないから稼がせてくれ」と懇願する春日に、「目的が明確でいい」と快諾。エンタメ配達集団を理想とし、社名の如くクレイジーさに重点を置き、よりクレイジーでファンキーに仕事をすることで高評価に繋がり更なる給料アップにも繋がる。春日の仕事振りを高く評価した。サブストーリーをクリアするとデリバリーヘルプとして呼べるようになるほか、ドンドコ島に招待できるようになる。
『8外伝』ではプラチナランクになると船員になる。
ジョージ・クロキ
トロリーバスに乗った春日が出会った、不審者スナップを専門とするカメラマンの男性。トロリーバスから撮影した不審者の情報を警察に売っていることを春日に話し、自身のカメラを譲り不審者スナップの協力を依頼する。が、トロリーから不審者を撮影する自分自身の姿が市民から不審者と間違われるというオチがついた。サブストーリー終了後は不審者スナップのゴールとなる停留所に常駐し、ポイントと景品を交換してくれる。
『8外伝』では真島に幻の不審者・クリスタルパピヨン捕獲を依頼する。
山田えり(エリザベス)
ホノルルシティのワールドワイドマーケットビレッジにある日本人観光客向けの旅行代理店「アロハピツアーズ」ワイキキタウン本店店長。本店内とハワイ各所にフィッテングルーム「アロハピルーム」が設置してあり、そこでジョブチェンジと極技継承が出来る。あだ名でエリザベスと言われ、ハワイではあだ名を通り名としている。日本語スタッフのみ対応し日本人観光客のみを扱い「日本人による日本人のための旅行代理店」を謳い文句にしている。親父ギャグを躊躇することなく発したり、クソガキからクソジジイまでみんなで楽しめる無料体験アクティビティ実施中と強引に進めたり、日本人が露骨に好きそうなツアーなどを企画し、小銭を稼いでいると豪語する等、多少、口が悪く春日が引くほど常にハイテンションで接してくる。他にアナコンダ支店、横浜・伊勢佐木異人町支店もあり、アクティビティ体験はワイキキタウン本店のみ。サブストーリーをクリアするとドンドコ島に招待できるようになる。
『8外伝』では強引な手法がバレて業務停止処分中。イメージ回復のため、無料参加のフォトラリーのみを行っている。
アロハッピーちゃん
アロハピツアーズのマスコットキャラクター。やしの木をベースにサングラスを付けた人型の着ぐるみ。その不気味な見た目とテンションの低さ口数の少なさから人気がない事で有名。常にエリザベスと一緒に行動している。店内を出たところで徐に「トロピカルフォトラリー」の案内を春日に渡した。エリザベスの事を「ザベさん」と呼び、陽気でハイテンションの姿とは一転、怒らせると怖いらしく、その為、口数が少ないキャラを演じている。喫煙者で春日にはなぜかため口で接する。サブストーリーをクリアするとドンドコ島に招待できるようになる。
『8外伝』では店に水着美女を連れ込んでいるところをエリザベスに見つかりボコボコにされた。
マナベ アキコ
ナイトストリートで「Jewelry AKIKO」と言う宝石店を経営する日本人女性。観光客には人気の店で客が絶えることはないが1人で店を回している。20年前、当時高校生だった頃に、伊勢佐木異人町で両親が経営していた宝石店で強盗事件が発生。結果的に犯人一味は逮捕され宝石も無事に戻り、両親も軽傷で済み、偶然、自身も留守だったため何も危害を加えられることなく事件は解決したが、その事がきっかけで店は閉店。その後はハワイに移住して宝石店を営んでいる。しかし、強盗が起きる前に、店内で怪しい動きをする客の姿を目撃し、何度も警察に訴えたが、怪しいと言うだけで警察も動けず結果的にパトロールを強化するのみ。また高校生の主張という事で相手にもされなかったが、結果的に強盗事件が発生してしまった。その事で、警察に対して憎悪と嫌悪感を抱き、自身を気遣って訪れた足立を追い返してしまった。足立が店を訪れた際、怪しい動きをする一味の姿を目撃し忠告したがそれすらも聞き入れなかった。しかし意を決して再び忠告しようと店を訪れたところで、強盗事件が発生。足立と春日により犯人は撃退され宝石も取り戻すことが出来た。20年前の過ちをぶり返して追い返してしまった事に謝罪をし、強盗も未然に防げたことを感謝した上で、双方のわだかまりも消えた。
チトセ・バスター・ホームズ
声 - 鷲見友美ジェナ
デリバリーヘルプ「ゲイリーズ・ラブ・キャンプ」所属のキャスト。不二宮千歳の行方を追っている時に、日本人ホームレスからの聞き込みで知り電話。受付曰く「一番人気で常に予約いっぱい」とのことでワイキキビーチで出会ったが、出会った瞬間に「チトセ」違いであることは明々白々。以降はデリバリーヘルプの１人として春日達の戦闘をサポートしている。神室町地下闘技場における「無敗の地下王者」ゲイリー・バスター・ホームズの娘で、父同様にナックルダスターを装備して戦う。父が「即死と腹上死お好みは?」を売り文句にしてるのに対して、本人の売り文句は「チキンとビーフお好みは?」。サブストーリーをクリアするとドンドコ島に招待できるようになる。
前田ローラ
大海原ライセンススクールの受付嬢。猪狩が片想いしてる相手で春日にスクールの入学金&ライセンス試験が無料キャンペーンと言うことでライセンス受験を勧めてくる。実は隠れ肉食系。サブストーリーをクリアするとドンドコ島に招待できるようになる。
ミフネ
『8外伝 』に登場した大海原ライセンススクールの受付嬢。前作の前田ローラとは違い、猪狩を蹴り飛ばすなどかなり気の荒い性格。
マチコ
自称ハワイの伝説の占い師。マッチングアプリ「Machico-San」の開発者であり恋愛に奥手な春日にアプリを勧めてくる。カフェを事務所代わりにしている。サブストーリーをクリアするとドンドコ島に招待できるようになる。
『8外伝』ではマッチングアプリのサービスを終了し占い師に復帰。リボルバーに1万ドルのツケがあり、真島にミナト区系女子の情報と引き換えにツケを払うよう要求。
マリアン
サブストーリーにて登場。春日に偽名を使って近づきハニートラップを仕掛けて金を盗み取った。カイルという子供がいるシングルマザーで生まれ育った家庭環境に劣等感があり子供を育てるために売春をするなど違法行為を繰り返していた。ストーリーを進めると裏には悪徳警官が関わっていた事が発覚する。事後、カイルを幼なじみのザックに預けて警察に自首する。
クラーク
『8外伝』にて登場。 かつて伝説の船大工として名を馳せた名船大工。パイレーツコロシアム開設当初は元海賊として活動していた。リボルバーのマスターの紹介にて、船大工を探していた真島と知り合う。真島からの依頼を受け、ゴロー丸の改装、修理、拡張を請け負った。また優秀な技師としてジュリを真島に仲介した。ゴロー丸改装後は昔の海賊魂に火が付き、真島とノアの誘いを受ける形でゴロー海賊団の一員となる。
ホワイト
『8外伝』にて登場。ビジネスマナーやコンプライアンス講習関係の企業を経営している。仲間に逃げられた海賊ブライアンや真島にコンプライアンス講習を持ち掛ける。
クレア
『8外伝』にて登場。元海賊で海賊時代に海で遭難した際助けてくれたダミアンに一目惚れし、それ以降は大和撫子のようなお淑やかな女性になろうと奮闘している。
ブロンソン
『8外伝』にて登場。銅像になりきるスタチューパフォーマンスをしている。

### ドンドコ島
ガチャピン
ドンドコ島のマスコット。ムックと日替わりで島内放送を担当する。
ムック
ドンドコ島のマスコット。ガチャピンと日替わりで島内放送を担当する。
又吉
ドンドコ島のオーナー。「マタヨシヤ」を経営している。『8外伝』では賭博場の景品として登場。
健三
ドンドコ島の大工。エリアの整地や橋などのインフラ整備、春日が使用するバットなど道具の強化などを担当。『8外伝』ではとある条件を満たすと船員になる。
スバル
ハワイの全寮制学校に通学している。赤ん坊の頃に島に置き去りにされていたのを又吉に拾われた過去を持つ。お土産のアイディアや製造、ドンドコ島のCM制作、キャンプファイヤーイベントの準備を担当。『8外伝』では詰将棋の景品で登場。
沙耶
演 - 檜山沙耶
「ドンドコファーム」の受付をしている。
結衣によると、「キレさせる」とヤバイらしく、人質に取ったクリーンパイレーツのメンバーを成敗した。
結衣
演 - 駒木結衣
トレーニングジムを運営している。
過去に島の猪にケガをさせられたため、トレーニングをしている。

### クリーンパイレーツ
フクヤマ
通称「フック社長」。クリーンパイレーツの社長。
ドンドコ島に不法投棄を行い、島が衰退する原因を作る。
元々は近くのズンドコ島でリゾートを家族ぐるみで運営していたが、セレブが投資という名目で島を荒らしたため、事業は衰退、家族も離散した。その事からセレブやリゾートに対して憎しみを抱くようになり復讐の意味も込めてドンドコ島を含む多くのリゾート地に不法投棄を行うようになっていった。
『8外伝』ではサブストーリーに登場。春日に撃退されクリーンパイレーツを廃業したのちに、社会奉仕活動として自主的に街のゴミ拾いをしている。

### 筋神コロシアム
ジャック
　四天王の一人。マネージャーランクを10にすると戦えるようになる。金が全てという思考を持つ富豪で春日達を見下すような態度をとる。主に使用するスジモンはポジティブタイプ。
　クイーン
　四天王の一人。マネージャーランクを20にすると戦えるようになる。そのビジュアルから筋神界屈指の人気を持つ。主に使用するスジモンはクールタイプ。
　エース
　四天王の一人。マネージャーランクを30にすると戦えるようになる。四天王最古参であり元々はスジモン博士のよきライバルだったという。主に使用するスジモンはホットタイプ。
　ジョーカー
　四天王の一人。マネージャーランクを40にすると戦えるようになる。四天王内でも屈指の実力を持つがその反面卑怯な手を使ってくる。元々はアングラ格闘界でハワイ最強の男と呼ばれていた。主に使用するスジモンはネガティブタイプ。
　キング
　チャンピオンにして筋神マスター。マネージャーランクを最高の50にすると戦えるようになる。申し分の無い実力者だが病気の母親の治療費を稼ぐため筋神委員会にいいように利用されている。
　筋神委員会
　コロシアムを仕切る謎の組織。元々純粋に闘いで腕を競い合うイベントだったスジモンバトルをギャンブル化させた。

### リッチ島
ノア・リッチ
声 - ファーストサマーウイカ
リッチ島に住む少年。10歳。島に漂着した真島が最初に出会った人物であり、記憶喪失の真島に水を分け与え、島を案内する。
呼吸器系の持病があり、発作に備えて常に薬の吸引器を持ち歩いている。元々はホノルルシティに住んでいたが、前述の呼吸器疾患のため、ジェイソンの意向で3歳の頃に空気の綺麗なリッチ島に移住した。
物心がついてから島を出たことがなく、島の外の世界に強い憧れを持っている。そのため、持病を案じた父・ジェイソンから島の外に出してもらえないことを不満に思っており、真島に「見たことない島の外を見せてもらう」という約束をする。
ゴロー
声 - 中谷一博
ノアが拾って育てている仔猫。どう見ても仔虎であるが、ノアは猫だと言い張っており、大人たちもそれに合わせて猫として扱っている。人間に懐きやすい性格だが、背中に虎の刺青が入っている冴島のことは好く思っていない。
ゴロゴロと鳴いていたことからゴローと名付けられ、海賊団、および船の名前にも採用された。また、リッチ島の停泊所の近くにある空き地をゴロー王国とし、真島が街で拾った行き場のない動物たちを統べる役割もしている。
ネレ島で冴島大河に出会った際、彼の背中にある虎の入れ墨を見て同族の敵だと思って襲い掛かり、それ以降冴島のことを嫌っている。
エンカウントバトルでは安全な場所に避難するノアとは対照的に真島とともにバトルに参加する。
ジェイソン・リッチ
声 - 松田賢二
ノアの父親。53歳。リッチ島唯一の酒屋「エスペランサ」を営んでいる。
元々はトレジャーハンターとして、どこかの島に眠るという秘宝エスペランサを探し求め海を股にかけていたが、マッドランティスのパイレーツ・コロシアムで味方の裏切りにより船を無くし、島に閉じこもって酒に溺れていた。
ノアの「島の外に出てみたい」という夢はノアの体のためを思って断り続けてきたが、真島とマサルに説得され、ゴロー丸の航海士として船に乗り込むこととなった。
いつもかぶっているキャップはモアナからプレゼントされたものであり、大切にしている。
モアナ・リッチ
声 - 上田麗奈
ノアの姉で、酒屋「エスペランサ」の看板娘。21歳。健康的に日焼けした肌が特徴の美人。年の離れた弟のノアには甘く、とても仲がいい。心優しい性格で、リッチ島に漂着した記憶喪失の真島にも積極的に手を差し伸べる。

### ベイス島
ナミオカ
ジェイソン・リッチのトレジャーハンター時代の恩人。ジェイソンに海や船の面白さや怖さを教えた人物で、今もジェイソンはナミオカに頭が上がらない。
世界で最も美しい宝石の一つと言われる秘宝「ファラオストーン」を発見し、それを渡して妻にプロポーズした。後に妻が病気で他界し、その後はベイス島で娘のミサキと暮らしていたが、ファラオストーンを狙ってきたデビルフラッグスの襲撃に遭い命を落とした。
ミサキ
ナミオカの娘。デビルフラッグスによって父を殺され、家宝のファラオストーンを奪われた。ファラオストーンの奪還と父の敵討ちのために、ゴロー海賊団の一員になる。ノアの初恋の相手。ゴロー海賊団の船員の中で一番ダーツが上手い。

### その他
マサル・フジタ
演 - 秋山竜次
海賊船を渡り歩く料理人兼用心棒。元々はリッチ島に停泊していたジャック・ザ・コレクター一味の料理人兼用心棒をしていたが、偉そうなうえに馬鹿舌で自分の料理に文句をつけてくることに嫌気がさしており、真島が連れていたノアに手を出した際に愛想を尽かし真島に寝返った。
用心棒としての腕は超一流。料理人としての腕も確かであり、コレクター時代からの船員には概ね好評であったが、たまに冒険をした料理は最悪の出来であると評されている。
海賊団の一員としての活動に支障をきたすほど、ミナト区系女子とコンパすることを長年夢見ている。
キャプテン・ビーフ
演 - 牛沢
駆け出しのトレジャーハンター。ギガ島で財宝を探していたところ、先に財宝・チャージガンを探し当てた真島たちと遭遇し、それを奪おうとするもあえなく敗北。動画配信でそこそこ稼いでいたものの、父であるキャプテン・ポークが死ぬ間際に宝の地図を手渡され、親孝行のためにトレジャーハンターとなった。闇フリマアプリで集めた武器とバイトアプリで募った船員では限界があり、真島に敗れた際には船員に愛想を尽かされ1人となってしまう。そこをゴロー海賊団にスカウトされ、ゴロー丸の乗組員となる。

### ミナト区系女子
えな
演 - えなこ
『8外伝』のサブストーリーに登場するミナト区系女子の人気コスプレイヤー。世間の間違った評判に悩んでいる。グラビア撮影終わりに女子会に参加したが、その中身はえなに手を付けたいプロデューサーの罠だった。間一髪の所で真島に救って貰ったお礼に連絡先を教えてもらう事が出来る。一連のミナト区系女子ストーリークリア後は船員になる。
みそしー
演 - みそしる
『8外伝』のサブストーリーに登場するミナト区系女子の人気ゲーム実況者。ゲームイベントでのトラブルを真島に解決してもらったお礼としてリボルバーでゲーム実況配信にゲスト参加出来るようになる。その後連絡先を教えてもらう事が出来る。一連のミナト区系女子ストーリークリア後は船員になる。
果歩
演 - 澁谷果歩
『8外伝』のサブストーリーに登場するミナト区系女子の文化人。品と知性を感じる佇まいだが人には言えないある秘密を抱えている。その悩みを解決すると連絡先を教えてもらう事が出来る。一連のミナト区系女子ストーリークリア後は船員になる。
聖子
演 - 霧島聖子
『8外伝』のサブストーリーに登場するミナト区系女子のレースクイーン。高嶺の花というイメージを持たれているが実際なフランクな性格。少々酒癖が悪い。ドラゴンカート参加したり飲みデートをした後に連絡先を教えてもらう事が出来る。一連のミナト区系女子ストーリークリア後は船員になる。
愛
演 - 本郷愛
『8外伝』のサブストーリーに登場するミナト区系女子のセクシータレント。好奇心旺盛な性格。写真集のイベント参加をきっかけに知り合い、リッチ島デート後に連絡先を教えてもらう事が出来る。一連のミナト区系女子ストーリークリア後は船員になる。

## その他の登場人物
錦山 優子（にしきやま ゆうこ）
『1』に名前のみ登場した錦山の妹。『極』では話が掘り下げられ、体が弱く手術する予定だったが、医者の日吉が錦山から3000万を騙し取って蒸発したためあえなく死亡した。
タカシ
声 - 日野聡（『極』『極2』）
『1』に登場したサイの花屋の息子で、ギャングの一員。戦闘では金属バットを使用する。恋人の京香に上納金を調達してもらうヒモであったが、京香に対する想いは本物である故に彼女のためにギャングを脱退した。その後待ち合わせ先のディスコで京香と落ち合うが、そこで後を追って来た跡部組の若頭率いる構成員に襲われたところを駆け付けた桐生に救われる。その後は桐生と花屋の仲裁もあって京香の父親からも京香との交際を許される。またサブストーリーでも京香と登場し、街を出て彼女と共に生きていく決意を桐生と跡部組に伝える。
『2』ではサイの花屋を父親だと知らずに「父親は行方が不明」と亡き母からは教えられていたことが明かされている。中々仕事を長く続けられずに他の女性と遊び歩き、さらには京香が浮気をしているのではないかと疑念も持つが後に京香が実家に無理を言って金を工面していることを知ってやり直すことを決意した。
『4』では桐生のサブストーリーに登場し、就職に成功して京香との間に新しい命を授かったことが明かされている。顔も知らない父親が母を見殺しにしたことに対する怒りはあったが、京香と結婚するに際して父にも見届けて欲しいとしてサイの花屋に父親探しを依頼して桐生を始めとする主人公4人の協力を得てその成長を見届けた花屋に花束を渡される。その後花束に挿まれたメッセージカードには「父親は既に死亡している」と書かれていたが、渡されたその花が母の好きだった花であることや毎年その花が母の命日に誰よりも早く供えられていることを思い出して花の差出人の花屋が父であることを悟る。
跡部 京香（あとべ きょうか）
声 - 水無月若菜（『極』『極2』）
『1』に登場したタカシの交際相手。実家は浅草の暴力団組織「跡部組」だったために幼少の頃は周囲から敬遠されて友達も出来ず、孤独な日々を過ごしてきた。ギャングであるタカシのために実家の金を持ち出し結果として実家から追われる立場となっていたが、後に桐生と花屋の仲裁もあって父とも和解した。
『2』では苦労しているタカシのために父に無理を言って生活費を工面する。
伊達 沙耶（だて さや）
声 - 岡田明奈（『1』）、白石涼子（『極』）
『1』に登場した伊達真の一人娘。約束を守らない父親に嫌気が差してスターダストに通い詰め、そこで出会ったホストである翔太（本名「正太郎」）の常連となって彼を「頼れる存在」として認識していくが過信が仇となりカモにされ、「店のツケを払うために街金から借金をしたので金を作れ」という命令に従い友人と一緒に身体を売ろうとする。スターダストで父と口論になり外に出たところをその街金に捕まって連行されそうになり、代わって話をつけようと乗り込んだ父を助けに桐生と共に事務所へ向かう。そこで翔太が初めから街金とグルであったことを知る。その間桐生の説得と父の「沙耶を守る」という強い決意を聞き入れ、父と和解する。
『2』では美容師を目指して専門学校に通っていることが伊達の口から語られている。
『4』の桐生のサブストーリーでは無事に美容師として働いていることが判明し、さらには伊達とは一緒に暮らしておらずに母親と同居していながらも父娘の関係は良好であることや同じ美容師である相原ミノルという彼氏がいることを明かす。
『8』では子供が3人いることが明かされている。
壺振りのテツ
『1』に登場した流れ者のイカサマ師。丁半賭博に参加した桐生と遥に目を付け、イカサマを仕掛けるも桐生によって露見してしまい口封じのために用心棒たちを利用して桐生に襲い掛かるも返り討ちに遭う。その後現れた賭場の元締めに処分される。
秋元（あきもと）&美月（みづき）
声 - 矢薙直樹（秋元）、中嶋佳葉（美月）
『1』から登場するシリーズのサブストーリーの常連である男女。所謂キャバ嬢と客の関係で、秋元は自分を美月の彼氏だと信じ込んでいるが、美月は彼を金づるとしか見ていない。『3』の協力闘技では秋元がパートナーとして参戦するが、体力は非常に少なく、敵から数発殴られただけで倒れてしまうほど弱いため、彼自身を守りながら戦わなければならない。秋元が美月に貢ぎ過ぎたせいで借金で頭が回らなくなって自殺を図ろうとするが、桐生と美月の説得を受けてあっさりと自殺を止め、その後も何度も秋元が自殺を図ろうとしては美月のその場凌ぎの芝居に騙されて止めるを繰り返す。
『2』では秋元が宝くじの1等が当たり、それをすべて美月に貢いでしまったことでさすがに金づるとしか見られていないことに気付き、美月と心中を図ろうとするが、秋元の上司だった太田に頼まれた桐生の説得と美月に秋元の子を妊娠している（実際はキスすらしていない）ことを告げられたことで結局は言いくるめられる形で騒動も収まる。
『3』では美月が秋元と婚約したこと（正式ではない）が判明するが、秋元が買った沖縄行きの高い席をキャンセルして自分一人だけ安い席に変える、秋元と同じ部屋に泊まることを拒否する、婚約指輪を秋元に隠して売るなど結局は彼を金づるとしか見ておらず、また秋元に生命保険の契約書にサインさせるという保険金殺人を臭わせる一面も見せていた。アサガオ前の浜辺付近の崖で自殺をしようとする秋元に今までの嘘を誤魔化し、妊娠も想像妊娠だったと白状するが、秋元から結婚を迫られ、結婚を回避しようと「実は生き別れの兄妹だった」と嘘をつくことで秋元をすっかり信用させて「籍に入っている」と大喜びさせたために事なきを得た。その後の別のサブストーリーでミレニアムタワーから秋元が飛び降り自殺を図ると知り、美月が屋上に駆けつけた時には遺書と靴が置かれただけであり、本当に秋元を死に追いやってしまったことを悔やんで、贖罪のために後追い自殺をしようとするところを居合わせた桐生と遥から思い留まるように説得される。その後は秋元が何食わぬ顔で現れたため、怒った美月に突き飛ばされて本当にタワーから転落しかけるが、すぐに美月によって助けられる。その後、秋元にとっても美月にとってもお互いの存在がかけがえの無い物であることを認識し、これまでの出来事を全て水に流して、本当の相思相愛の恋人としてやり直すことを誓い合う。
ジャッカル八木沢（ジャッカル やぎさわ）
声 - 竹本英史（『1』）
『1』のサブストーリーに登場したバンタム級ランキング1位のボクサー。「音速の右」と呼ばれるほどの右のパンチスピードを武器にしている。また自身のファンであるバンタムのマスターとは彼が前の店を経営していた頃からの知り合いである。戦闘では『1』ではボクシング、『極』では八幡に似た格闘スタイルで戦う。マスターの前の店でみかじめの取り立てにやってきた嶋野組傘下である澤田興業の組員の一人を止めに入った際に全身麻痺になるまで叩きのめしてしまったことをネタにされ、タイトルマッチで八百長試合をやらされることになる。その後荒れてバンタムでヤケ酒をしていたところに握手に来た遥に手を上げてしまい、それが原因で桐生と揉めて喧嘩をするも敗北した。その後は遥に手を上げたことを謝罪して負け試合をやらされることに自棄になるが桐生が澤田興業の澤田を撃退したことで八百長試合ではなくなり、応援してくれる遥のためにタイトルマッチで思う存分闘うことを決意する。その後はタイトルマッチで1R目で相手をK.Oに沈めてタイトルを奪取し、後に記者会見で暴力事件を起こしたことを涙ながらに告白した。
鄭 秀淵（ジョン・スヨン） / 瓦 祥子（かわら しょうこ）
『2』の回想に登場した真拳派のボスの妻で、郷田龍司と狭山薫の母親。組織を壊滅させられたことに絶望し、龍司と共に心中しようとするも瓦に止められる。その後、真拳派の追跡を逃れるために瓦と別所の尽力により大阪に移り住み、蒼天掘の酒場で知り合った郷田会長に身請けされるが、瓦との結婚を選択して薫を設けた。その後は瓦が不在の間に真拳派の構成員に殺害される。
ボブ宇都宮（ボブ うつのみや）
『2』から登場した条件を満たすと手に入るアイテムを渡してくれる白いスーツにピエロのメイク、緑のアフロヘアという容姿をしている人物。各都市の入口付近に立ち、狭山の友人であることや一人だけではなく複数存在していることが判明するが、全員が同じ容姿をしており、誰が誰だか見分けがつかない。
『3』以降は『2』での役割の他にDLCのアイテムパックの渡し役やエクストラモードの「サバイバル鬼ごっこ」の鬼役としても登場する。
『4』や『5』ではナオミの館に複数で常勤するようになる。
『0』では神室町の神社と蒼天堀の寺で登場し、PSストアで特定のコードを入力することで彼から金やアイテムを貰うことができる。
『1』では未登場だったが、『極』では登場する。
上山（かみやま）兄弟
声 - 折原純
『2』から登場した「ワークス上山」という名の武器商を営む兄弟で、二人とも肥満体と吃音気味の話し方が特徴である裏社会では名の通った武器職人。神室町にて弟の蓮次（れんじ）が初登場し、サブストーリーにてみかじめのことでヤクザたちに絡まれるも桐生に助けられ、そのお礼として桐生にビデオと武器を売るようになる。また、地下闘技場でカリスティックを使いこなす選手として戦うこともできる（以降のシリーズでも参戦する）。
『3』では琉球街にて兄の蓮太（れんた）が初登場し、玉城組に武器を納入する際に桐生と鉢合わせるが、本当は玉城組のやり方に嫌気が差していることを告白し、桐生に武器を提供した。その後、素材とレシピがあれば価格に見合った強力なオリジナル武器を作成してくれるようになる。また、神室町にいる弟を紹介した。
『4』では兄が玉城組の悪事に加担した疑いで沖縄第弐刑務所で収監されてしまう。その後、その武器作りの腕を刑務官に見込まれて刑務所内の作業を任されるが、手先が器用なところを浜崎に目をつけられて「鎖つきフック」を作成し、冴島の脱獄を援助した後にそのどさくさに紛れて自らも脱獄に成功する。神室町へ逃亡後は武器の改造を取り扱っている弟とは別の場所で防具の改造を取り扱うようになる。
『5』では兄が永洲街、弟が神室町で経営を続けており、またその他の歓楽街に支店も出すが、各都市共通で金やアイテムを投資するとレベルが上がって品揃えが充実する。
『0』では兄が武具探索のエージェントとして登場し、フェイフウから弟の存在も語られる。
『7』では会社経営での社員の1人として登場し、名称が「KAMIYAMA」となっている。
『8外伝』でも「KAMIYAMA」として登場。ブリリアント運光石を渡すことでゴロー丸の乗組員にスカウトできる。
末永（すえなが）
『2』のサブストーリーに登場した養護施設「ヒマワリ」の園長代理の女性。体調不良で療養中の園長に代わってヒマワリの園長に就任し、風間の死後は経営難に陥ったヒマワリを立て直すために桐生に資金援助を懇願したが、そこで起きた様々な出来事を桐生に解決してもらう。その後、園長が回復したことで代理を辞めてヒマワリを去ることになり、最後は資金援助と力になってくれた桐生に礼を述べた。
『極2』では桐生の手助けとしてフォーシャインでキャバ嬢として働くようになる。
近松（ちかまつ）
『2』のサブストーリーに登場した演歌歌手。詐欺師に騙されて300万の借金を背負わされ、借金取りに追われていたところを桐生に助けられる。その後は再び借金取りに襲われそうになるが、自身が作曲した「神室雪月花」を歌ったことで自身の借金が返済になった上に借金取りの組長が感動して改心するという結果を生んだ。
イ・リュウジョン
『2』のサブストーリーに登場した女性人気の高い韓国の人気アイドル。桐生に神室町のガイドを頼み、全てを終えた後は桐生に礼として金と自身のサイン入りブロマイドを手渡した。
『3』でもサブストーリーで登場し、おばちゃんからサインを貰うように頼まれてやってきた桐生と再会するが、その際にチンピラに声をかけられたことで桐生と共闘して撃退した。
『極2』では桐生が悪徳不動産と戦っていることを聞き、真島建設に入社する。
『7』ではデリバリーヘルプとサブストーリーに登場。デリバリーヘルプでは敵全体を風邪状態にする攻撃を放つ。戦闘ではテコンドーのような足技を中心とした格闘スタイルで戦う。サブストーリーでは暴力事件を起こして俳優を廃業されており伊勢佐木異人町で自暴自棄になっていたところを春日に目撃され、喧嘩を吹っ掛けたところを返り討ちにされる。その後は転落した自身の境遇を自嘲していたところを未だに自身の復帰を望んでいるファンがいることや春日の後押しもあって芸能界の復帰を決意する。しかし、その道中で自身を追っていた記者の都築に異人町での迷惑行為をネタに脅されるが春日の助けによって事なきを得て都築も自身に対する考えを改めてくれた。その後は都築に「もしマネージャーの子を捜し出して世に出したらあなたを死んでも許さない」と釘を刺し、自身の異人町で起こした迷惑行為を背負った上で復帰に向けて歩み始めた。
権田原 進（ごんだわら すすむ）
声 - 峰憲吾（『2』『極2』）、永野善一（『7』『8』）
『2』のサブストーリーに登場した極道組織「権田原組」の組長。62歳(『2』)→75歳(『7』)→79歳(『8』)。平時は義理や仁義を重んじる古風な極道だが、幼児プレイを「崇高な趣味」と称し傾倒しており、趣味ではない組員たちにも無理やり付き合わたり、邪魔をする者や否定的な発言をする者には容赦しないなど、趣味に関わることになると独善的かつ横暴になってしまう悪癖がある。戦闘では『2』ではパンチ技をメインに戦い、『極2』では金井に似た格闘スタイルで戦うが、闘技場では「幼児プレイ」を格闘スタイルに標榜してガラガラを武器に戦う。桐生に絡んだ組員の無礼を詫びるために桐生を行きつけの風俗店に招待するも、難色を示した桐生に怒り、襲い掛かるも返り討ちに遭う。その後、組員たちは内心辟易していたことを打ち明け、結果的に権田原に灸を据えてくれた桐生に感謝した。
『極2』では桐生に叩きのめされたことで「このままではいけない」と考え、桐生への謝罪の意を込めて真島建設に入社し、闘技場にも参戦するが、闘技場でも相変わらず幼児プレイを取り入れている。
『7』でも相変わらず組員を巻き込んで幼児プレイの趣味を続けており、伊勢佐木異人町の風俗店『Baby Don't Cry』に乱入してきた春日とその場に居合わせたサラリーマンの大嶋マサトに対し、崇高な趣味に水を差したとして怒り、襲いかかるも返り討ちに遭う。その後、事情を知って和解した後、子供の育児や夫婦関係に悩んでいた大嶋に、風俗店員のサヤと共に育児の大変さを助言した。デリバリーヘルプの1人としても登場し、大声で泣き喚き、一定時間敵全体の攻撃力と守備力を低下させる。
『7外伝』では、紹介屋にお金を支払うことで闘技場のファイターとして雇用できる。
『8』では組員らと共にハワイ旅行に来ており、ベビーカーに乗って暴走していたところを春日に助けられる形で再会する。その後は、今際の際の妻・エリーのために雪を降らせようと奮闘していたオーランドと出会し、オムツの吸収剤に水をかけると雪のようになる性質を利用し、春日や組員らと共に大量のオムツを用いて常夏のハワイの夜に雪を降らせてみせた。『7』に引き続き、デリバリーヘルプで呼び出せるキャラとして登場。3ターンに渡って泣きわめいて複数の敵にダメージを与え、ビビり状態も付与する。
金松 茂（かねまつ しげる）
『2』のサブストーリーに登場した老人。相当な金持ちであり、一見大らかな好好翁に見えるが、金遣いが荒く、遊びに大金を注ぎ込んだり、金に関する理論を話しながら威張り散らすなど、中身は金の亡者そのものである。また、金貸しもしており、金を返さない者には荒っぽい取り立てを行っている。桐生と出会って以降、蒼天掘の各所で彼と会っては様々な出来事に巻き込むが、蒼天掘で会う最後では東京進出と共に神室町ヒルズを丸ごと買い取ることを桐生に話す。その後、神室町で桐生と再会し、そこである男に神室町ヒルズを買い取るという上手い儲け話に乗せられて全額騙し取られたことやずっと愛人だと思っていた女が自分を騙した相手の本命であること、さらには破産したことで今はホームレスになってしまったことを語るが、その際に桐生に大金（10万円）を渡されると今まで金のことしか頭になかった自分を恥じて真っ当にやり直すことを決意し、最後に世話になった桐生に感謝すると共に礼代わりとしておにぎりを手渡した。
上里 夏実（うえさと なつみ） / 上里 秋穂（うえさと あきほ）
『3』のサブストーリーに登場したエイジアのダンサーで力也の幼馴染。エイジアで力也と再会し、力也にプレゼントをしたペンダントを見せられるも「夏美の姉の秋穂」と嘘をつき、力也を便利なボディーガードとして利用し、ホスト遊びからできた借金を背負わせるが、ホストと共に力也を騙していたことを桐生に聞かれてしまう。その後桐生に連れられて借金の債務者である闇金業者に袋叩きにされている力也を見て自省の念に駆られ、力也に謝罪をして沖縄に帰る約束をした。
室戸 兵衛（むろと ひょうえい）
『3』のサブストーリーに登場した極道。背中に天使や「愛」と書かれたハートの悪趣味極まりない刺青を彫っている。自分を「神室にその人ありと言われた」と語り、刺青を自慢げに見せびらかしていたが、桐生や力也に呆れられ、立ち去ろうとしたところをしつこく絡んだが、年下の力也に「バカ」「ガキ」呼ばわりされた上、鋭い眼光で睨まれたことに怖気づいて退散した。部下たちも酔っ払いの堅気に絡んで金を強奪しようとするなど、所属先は不明だが周囲を含めて真っ当な組の人間であるとは言い難い。
下坂 ノボル（くだりざか ノボル）
『3』のサブストーリーに登場したゴロツキのような顔を持つ主役級の映画俳優。主人公の神室の辰を演じる予定であったが、撮影当日で腕を骨折してしまい、監督と共に桐生に代役をお願いした（ジャンルは時代劇）。
『5』の桐生のサブストーリーでも体調不良のために永洲街で桐生に代役を頼む（ジャンルはホラー）。
山城（やましろ）
『3』のサブストーリーに登場した映画に登場する悪役。神室の辰（桐生）のライバルキャラクターとして毎回登場するが、山城という名前はあくまで映画内での役名であり、作品によって演者は異なる。神室の辰の父の仇役として登場し、戦闘ではプロレスで戦う。
『5』の桐生のサブストーリーでは、ボスのヴァンパイア役で登場し、戦闘では南に似た格闘スタイルで戦う。
ガトリング千堂（ガトリング せんどう）
『3』のサブストーリーに登場した元プロボクサー。戦闘ではボクシングで戦う。試合で対戦相手を殴り殺してしまったことで追放され、自暴自棄になっていたところを龍宮城内にあるカジノの用心棒としてスカウトをしに来た桐生と出会い、対決するも敗北する。敗北後はボクシングへの未練が残っていることを話し、復帰を目指すために用心棒に志願した。その後は他の用心棒と共に龍宮城を狙っているチンピラを追い返した。
満腹チェイサー
『3』のサブストーリーに登場した食い逃げの常習犯。肥満体にもかかわらず逃げ足が速く、食い逃げをする理由は金に困っているわけではなく本人曰く「男のロマン」のことであり、反省する素振りは見せていない。神室町の飲食店で食い逃げを繰り返すが、その度に桐生に取り押さえられて失敗する。その後、琉球街でも食い逃げを行っていたところを桐生に取り押さえられるが、その際に食い逃げをする内に痩せたことや自身が食い逃げをした店である神室町のジェラートショップの店長に惚れて最終的には彼女と付き合ったことを報告し、今後は食い逃げから足を洗うことを宣言しながら去って行った。
植田（うえだ）
『3』のサブストーリーに登場した九州一番星のラーメンに惚れ込んでそのラーメンをカップ麺にするために日々研究しているエースコックの社員。味のことで不合格を貰った時に桐生と出会い、彼から様々なヒントを得て遂には味の再現に成功し、九州一番星の大将から合格と共にカップ麺による商品化の許可を貰った。
『4』の桐生のサブストーリーでも登場し、九州一番星ののれん分けのことで大将と揉めていた店員である松山のことを桐生と共に気遣い、誤解を解かせた後は松山が大将を納得させるために模索していたオリジナルラーメン作りに意図せずにヒントを与え、彼を手助けした。その後、松山に後を継がせて引退しようとしていた大将にラーメン作りを続けるように説得し、「ダブル大将制」を提案して大将の引退を引き止め、自身は松山が完成させたオリジナルラーメンの味をカップ麺として再現するために研究に励む。
ミカ
『4』に登場した関東ギャングスターズを操るRAの彼女だが、実はギャングスターズの真のリーダーである。チーム内で最も強い男を表向きのリーダーとしており、自身は裏でチームを操っているが、利用価値が無くなれば切り捨てるなどをしていた。暗黒会に唆されたRAに連れられて神室町に来訪したが、RAの逃亡後は桐生に自身の正体を明かし、ギャングスターズの解散を宣言して神室町から去って行った。
塩原（しおばら）
『4』の秋山のサブストーリーに登場した親から印刷会社を受け継いだ二代目社長。精神的に幼稚で、傲慢かつ自信過剰な面がある。不況で会社の経営状況が悪化した際にリストラへの忌避感から立て直しを諦めて倒産させ、新たな職で起業を試みるが、銀行の融資審査に落ちたことでスカイファイナンスを訪れた。その後、秋山に新しい事業の開業資金として500万円の融資を申し込むが、あまりに物事を楽観視していたために3回のテストに立て続けて不合格となり、それでも4回目に課されたテストに合格して現金500万円を融資してもらうことに成功した。その後は秋山から「本気にならないと何もできない」とのメッセージを受けて彼と同じ金融業を始めるが、悪い客を立て続けに引いたことで廃業する。その後、秋山と神室町で鉢合わせし、「制限時間内にタバコ1本を自分の物より価値の高い物品に交換できたら1億融資」のテストを受けた末に不合格となるが、別れ際に秋山から金融業を始めた自分が無理やり利子として渡した500万を返されたことでやり直しを決意し、「スカイファイナンスの顧客は二度と金を借りに来ない」の不文律の元で新たな道を歩み始める。
ニセ秋山 / 鈴木（すずき）
『4』の秋山のサブストーリーに登場した秋山の名を騙りスカイファイナンスの評判を下げている男。秋山と同じく客にテストを受けさせた挙句金を貸さないといった手口を使い客を騙している一方で、秋山本人を目の前にしても本物であることに気づかなかったり、弱気になりだすなどといった一面を持つ。また、詐欺紛いの行為の傍らに運び屋といった副業も行っている。乗り込んで来た秋山に対し自身に依頼された運び屋の仕事を完遂したら金を貸す条件を付きつけて秋山にボディーガードを頼むが、途中で要件の品物（正体は六法全書）を奪われたことで自身の正体を白状することになる。その後、秋山から「今すぐ海外に高飛びした方がいい」と進言されたことで神室町から出て行った。
井上 忠志（いのうえ ただし）
『4』の冴島のサブストーリーに登場した両親を亡くして親戚に育てられている少年。父の借金のカタに連れて行かれた姉の明子を探しに神室町にまでやって来ており、借金の債権者である田所から借金の500万を払うか自分の言う仕事をしたら姉を返すと言われ、神室地下街で金を稼ぐためにスリをしていたが、冴島の金をスッたことが縁で自身と境遇の似た冴島の手助けを受ける。その後、自身の代わりとなった冴島が仕事をこなしていく中で冴島に恐怖を覚えた田所に人質として捕らえられるが、自身の機転もあってこれを切り抜け、田所の口から父の借金が田所に騙されて出来たことや借金は自身の両親の生命保険で既に支払われていたこと、さらには姉を極道の高須組に300万で売ったことなどを聞き出す。その後は冴島と共に高須組に乗り込んで姉と再会するが、姉が高須組に養女として大切に育てられていることを知り、姉との再会まで手伝ってくれた上で男として大切なことを教えてくれた冴島に感謝して礼を言った。
小山田 真紀子（おやまだ まきこ）
『4』の冴島のサブストーリーに登場したアイドル。所属事務所の社長は母親であるが、芸能界入りを押し付けられたことを恨んでおり、母親扱いせずに罵倒するなどをしている。マネージャーの武田から帰宅の護衛を受けた冴島に対しても好き勝手に振る舞うが、それが原因でストーカーに襲われてしまう。自身を庇った母親が暴行を受けた際にも横柄な態度を崩さないことを冴島に叱責されたことで、母親の救助とストーカーの撃退を懇願した。その後は母親と和解し、アイドル業を続けるようになる。
ブリッジ / 勝浦 勇司（かつうら ゆうじ）
『4』の谷村のサブストーリーに登場した社団法人「アジア地域女性友好協会」の理事長で、風俗界を裏で操る黒幕。表ではアジア人女性の友好を掲げておきながら裏では「ブリッジ」の名を使って部下にスカウトさせた現地女性を安い賃金で強制労働をさせており、また偽造パスポートの製造や偽装結婚の斡旋なども行うことでアジア人女性を食い物にして莫大な利益を自身の懐に入れていた。義父の手帳に頻繁に書かれていたブリッジというメモと、自身のことを探ろうとしたために抹殺した風俗ライターの矢部宏一の遺した記事から自身を追っていた谷村を始末しようとしていたが、逆に追い詰められてしまい、自身の正体や谷村の義父と共に自身を追っていた谷村の実父である加賀を殺害したことを自白し、最終的には警察に逮捕された。
木村 清（きむら きよし）
『5』の桐生のサブストーリーに登場した寿司チェーン店「すしざんまい」の社長。永洲街で川釣りをしていたところを桐生と出会い、さらに海釣りにも誘う。その後、付き合ってくれた御礼に桐生に御馳走をし、桐生からヒントを得た新メニューの「龍の海鮮丼」を全国の店舗に提供する。
島田 秀平（しまだ しゅうへい）
『5』に登場した手相占いを得意とするお笑い芸人。蒼天テレビの挨拶回りに来た遥と出会い、手相を見た後は遥に対して「経験を糧にすれば大丈夫」と後押しした。その後、再度出会った際には冗談を交えながらも遥の成長を感じ取り、「良い線が生まれた手相に変わった」と言いながら去って行った。
桑原 守（くわはら まもる）&澤村 誠（さわむら まこと）
『5』の遥のサブストーリーに登場した居酒屋「和民」と「わたみん家」の社長。桑原がわたみん家社長で、澤村が和民社長であり、お互いに対抗意識を燃やしている。自社のイメージガール募集オーディションを開催し、プリンセスリーグ出場者の遥を起用するために争うが、最終的には遥が提案した、両社のイメージガールに出演するという案を受け入れた。
マーヤ
『5』の秋山のサブストーリーに登場した天然ふしぎっ子系アイドル。「いちごマーヤ」として活動しており、いちごの国からお忍びでやってきたお姫様という設定である。インタビューやテレビ収録ではマネージャーのカンペの指示でトークをしている。設定を守るために感情表現で語尾に嬉しいときは「ぺろん」、怒ったときは「ぽん」、答えに困ったときはポーズ付きで「ふにゃぱあ」がある。元々引っ込み思案な性格なゆえ、作られたキャラに内心嫌悪感を抱いている。
『8外伝』ではマーヤ本人は登場しないものの、とあるイベントで「ふにゃぱあ」ポーズが出てくる。
カツアゲ君
演 - 江頭宏哉、佐藤祐基、川橋直也、大江健次
『0』に登場した人並み外れた巨体を持つチンピラたち。その名の通りにカツアゲを行っており、神室町では江頭宏哉（えがしら ひろや）と佐藤祐基（さとう ゆうき）、蒼天堀では川橋直也（かわはし なおや）と大江健次（おおえ けんじ）が一人ずつ交互に登場している。また、遭遇の度に因縁を付けて喧嘩を吹っかけてきては負けると所持金を全額奪っているが、たまにベンチや路上で睡眠を取っていることがあり、この際は起こさない限りは金を取り続けることができる。戦闘ではその巨体を活かした大振りながらも非常に強力な打撃技や打撃判定と掴み判定の二種類の突進攻撃を使用し、攻撃を食らうと所持金を奪われてしまう。また二種類のヒートを使い分けたり、通常の掴み動作では投げることはできず、掴みに対して反撃を仕掛けてくるといった特性を持つ。事あるごとに桐生や真島に因縁を付けるが、何度返り討ちにされても懲りずにカツアゲを続けており、それでも次第にそれぞれのカツアゲをする理由を明かすようになる。
『ONLINE』では低確率で登場するバトル用の敵キャラクターとして登場し、顔もオリジナルのものに変更されている。
金持ち君
声 - 福島善成、谷岡幸太郎
『0』に登場した金持ちの男たち。「腐るほど金を持った金持ち」と自負する通り、億単位の大金を自在に操っており、神室町では福島善成（ふくしま よしなり）、蒼天堀では谷岡幸太郎（たにおか こうたろう）が登場している。通りかかった桐生や真島に金のばら撒き方や使い方を教え、投資ファンドの顧客になるよう彼らを勧誘する。その後は桐生と真島の金やアイテムの橋渡しを行い、最初は手数料を取っていたが、徐々に親密になっていき、最終的には手数料無しで行うようになる。
絶倫君
声 - 秋本智仁、ハブ
『0』に登場した風俗店通いを趣味とする男たち。風俗をハシゴするほどに精力が有り余っており、神室町では秋本智仁（あきもと ともひと）、蒼天堀ではハブが登場している。それぞれの街で接触した後は街のあらゆる場所に現れ、特定の条件後にビデオに出演するようになる女性（セクシー女優）の情報を教える。その後は精を通じて桐生や真島と親密になっていき、後に秋本は射精障害、ハブは勃起不全という精に関しての苦難を迎えるが、最終的には桐生や真島の手助けもあって無事に乗り越える。
サイモン
『0』に登場した謎の男。人を食ったような口調と態度をしているが、相手には絶対に顔を見せないなど用心深い一面を持つ。招福町南にある電話ボックスに電話をかけ、その電話を取った真島にゲームと称して運び屋を依頼するが、後にかつて所属していた組織に始末されそうになったために真島を利用して撃退させた。その後、真島に全てを話した後は謎の女性を真島の元へ向かうように命じ、真島の自身に対する疑問をよそに強制的に通話を切った。
ミラクル・ジョンソン
声 - 汐谷文康
『0』の桐生のサブストーリーに登場した世界的に有名なエンターテイナー。代表曲である「I'm gonna make her mine」はディスコの楽曲にも使用されている。最新PVの撮影のために神室町を訪れ、パピオン加藤の紹介で桐生と出会い、彼の協力で撮影に成功するが、その際に黒い箱と白い箱のどちらかをプレゼントし、桐生との再会を望んで去って行った。その後、サブストーリーにてプライベートで再び神室町を訪れるが、貸し切ったマハラジャで自身の噂を聞きつけた桐生と再会し、桐生とのダンスを楽しんだ後は桐生の助けになるために桐生の営む不動産アドバイザーに志願した。
マゾおじさん / 牧之原 聡太（まきのはら そうた）
声 - 伊丸岡篤（牧之原）
『0』の桐生のサブストーリーに登場したSMクラブの常連客。作品によって人物が異なり、前者では経営コンサルタントの中年男性となっている。SM嬢のあゆが女王様でありながら罵倒ができないことに苦言を漏らしていたが、桐生の指導によって上達したことに満足し、後に桐生の営む不動産アドバイザーに志願した。
『7』では『0』とは別の人物がサブストーリーに登場し、「牧之原聡太」という名が与えられている。SM業界では有名な人物とされ、過激なプレイに興じる余りに筋骨隆々な身体になり、肉体的な痛みを一切感じなくなってしまった経歴を持つ。また、母親が異人町にあるコンビニエンスストアの店長を勤めている。デリバリーヘルプでは自身の体質を活かし、春日たちの守備力を倍増させる効果を持つ。戦闘では攻撃は仕掛けてこないものの、春日たちの攻撃が一切通用しないものとなっている。春日と出会い、痛みを感じなくなったことや母親に結婚を急かされている現状に絶望し、チンピラに襲われそうになった由美子を春日と助けた際に自暴自棄な態度を咎められて顔を叩かれるもその刺激で痛みを取り戻し、その感謝から彼女に告白して交際を始めた。
『7外伝』では、紹介屋にお金を支払うことで闘技場のファイターとして雇用できる。
赤谷圭吾
『0』の真島のサブストーリーに登場した男。半年前にヤクザ絡みのトラブルに巻き込まれてしまい、顔を強制的に整形させられた挙句本当の自分は戸籍上既に死亡していることになっている為に現在は「赤谷圭吾」として第二の人生を歩んでいる。久々に妻子の様子を見に蒼天堀の公園にやってきたが、赤谷の存在に勘付いたヤクザたちが赤谷を始末する前に妻子に危害を加えようとしたためこれ以上の家族への危害を回避するため自ら去っていった。
日吉 公信（ひよし きみのぶ）
『極』に登場した東都大学医学部附属病院の第一外科部長で、錦山の妹である優子の主治医。医者でありながらギャンブル依存症に陥っており、多額の借金を抱えている。錦山に優子の余命が幾ばくもない状態であることを利用して「臓器ブローカーとのコネを持っている」と嘘を吐いて仲介料として3000万円を用意するように唆し、仲介料を受け取った後は手術を行わずに借金の返済に充てて錦山が病院に乗り込んでくる前に夜逃げをした。
『ONLINE』では容姿が変更されており、錦山の過去のストーリーで登場し、夜逃げした後は逃亡生活を送りながらも相変わらず裏カジノにのめり込んでおり、とある中華系マフィアが仕切る裏カジノでイカサマを働こうとして店側に発覚し、窮地に陥ったところを錦山組に発見される。その後、過去の因縁を水に流し高飛びを手助けすると宣った錦山に騙され、自分自身が臓器ブローカーに素材として3000万円で売り飛ばされるという因果応報な顛末を迎えた。
トモコ
『極』のサブストーリーに登場したスターダストに通っていた女性。ホストクラブに通うことに疑問を持ったため、心で結ばれたパートナーを探すためにムナンチョヘペトナスが開催しているパーティーの噂を聞きつけて桐生と共に参加し、結果として騙されて見ず知らずの男性と結ばされそうになったが、桐生に助けられて事無きを得る。
野尻（のじり）
『6』に登場した区の児童相談所に所属する児童福祉司。遥を受け入れた東都大学医学部附属病院から息子のハルトを引き取るように連絡を受けたが、面倒を見ると願い出た桐生に対して何ら関係無い児童相談所の事情を持ち出して自分の責任を問われたくないからと強引に話を打ち切る。その後、桐生がハルトを連れ去ろうとして秋山と話し合っているところを目撃し、問い詰めようとするも部屋から追い出され、事情を知った伊達が「俺が全ての責任を取る」と同意を求めると、「だったら何も聞かされていないし、病院にも行かなかったことで通させてもらう」と完全に責任を放棄した。終始自分勝手かつ無責任な態度が目立つため、桐生や伊達にもその姿勢を痛烈に皮肉られているが、伊達曰く人手不足の児童相談所に嫌々回された「最悪の特殊ケース」であり、何度も異動願を提出していたほどだったらしい。
筒井 裕（つつい ゆう）
『6』のサブストーリーに登場した動画投稿者。人気者になることに躍起になっており、動画の再生数を稼ぐためなら迷惑行為も辞さないなど自己中心的な性格をしている。戦闘では自撮り棒を使用するが、数回攻撃するだけで壊れてしまう。動画撮影のために神室町を訪れており、迷惑行為を繰り返すことを桐生に咎められるが、忠告を無視した原因で麻雀でヤクザ相手にイカサマをしたことで逆さ吊りにされて桐生に助けを求める羽目になる。その後、反省をしない態度から桐生に叩きのめされ、さらには迷惑行為に対する謝罪動画を撮影されてしまい、最後は「もう動画撮影なんてこりごりだ」と叫びながら意気消沈した。
『7』では会社経営の人材としてスカウトされる。
ポール・リム
『6』のサブストーリーに登場した「生ける伝説」と呼ばれているダーツプレイヤー。バンタムで赤石澤裕也の勝負に勝った桐生の前に現れ、桐生のダーツの才能を見抜いた。その後はダーツの腕を上げた桐生に勝負を申し出て彼と戦うも敗北する。敗北後は桐生に自身が使用していた矢をプレゼントし、「これからもダーツを楽しみましょう」と告げてその場を去って行った。
尾道の亡霊
『6』のサブストーリーに登場した千光寺山の道中に存在する墓場に出没する戦国時代の亡霊たちだが、正体は三人組の武芸者で、墓守の先祖である。戦闘では日本刀を使用し、トリッキーな剣術を繰り出す。生前は剣術の腕を生かした傭兵家業を行なっており、ある戦に参加した際に海賊に雇われたが、船酔いが原因で本来の力を発揮できぬまま全員海に転落して死亡し、その未練から成仏できずに強者を求めて墓場を彷徨うこととなる。その後、墓場に迷い込んだ桐生に挑むことで未練が満たされ、最後の戦いでは桐生の「お前らとの喧嘩の後、目を覚ますといつも服が汚れるからなんとかして欲しい」という願いを聞き入れた上で桐生との戦闘終了後に成仏した。
ボーノ磯崎（ボーノ いそざき）
『極2』に登場した全国No.1のキャバクラ店を決めるイベント「キャバクラグランプリ」の司会者。白いスーツに薄茶色のマッシュルームカットといった風貌をしており、キャバクラに関する知識を活かした実況や解説で大会を盛り上げたり、自らフォーシャインの視察に赴いたりするなどユキから「一流の司会者」と評される一方で、裏では不正を行うなどして大会を操っている。神崎と結託し、フォーシャインを潰す計画に加担していたが、真島と陽田によって神崎との関係を暴かれて逃亡した。その後、大会の司会者は真島が引き継ぐこととなり、自身はファイナルチャンピオンシップ終了後に神崎と共に警察に逮捕された。
夢乃（ゆめの）
声 - 名塚佳織
『7』に登場したキャバクラ「Culb Zephyr」のキャバ嬢。真斗に想いを寄せられて様々な高級品を与えられていたが、本人は堀ノ内と付き合っており、真斗の金遣いの荒さと酒の飲み方を嫌っている上に「怒らせたら何をされるか分からないヤクザの息子」として恐れ、そのことを堀ノ内に相談した際に彼から「巻き上げるだけ巻き上げて売ればいい」と入れ知恵される。その後、青木遼になった真斗の口から堀ノ内と結婚して夫婦になったことや堀ノ内の総監就任パーティで再会した際には真斗だと気付かず「生まれ持った知性と品性を感じます」とお世辞を言っていたことが明かされた。
秋葉 正一（あきば しょういち） / 難波 正一（なんば しょういち）
『7』に登場したナンバの実弟。フリー記者として伊勢佐木異人町の異人三が極秘に行っていた偽札作りの真相を突き止めるために韓国マフィア「コミジュル」の極秘取材を行っていたところを捕まってしまうが、コミジュル総帥のソンヒに仲間に迎えたいと思わせるほどの調査能力の高さを買われており、それでも偽札作りが明るみに出ることは万死に値するということもあって彼女と参謀のハン・ジュンギによりコミジュルアジトの地下居住区に軟禁されることとなる。その後、ソンヒとハンの口から厚遇されていることや世話をしていた若い娘と結婚を約束し合う恋仲までになっていることが明かされた。
荒川 斗司雄（あらかわ としお）
声 - 落合弘治
『7』に登場した荒川真澄の父親。座長の立場であることに対して「三流の芝居しかできない」と自虐したり、妻であるよう子に対して強く出ることができないなど気の弱い面が目立つが、息子である真澄のことは大事に思っている。また、全国を渡り歩く劇団を仕切っており、その劇団の座長を務めている一方で、横浜星龍会が製造していた偽札の運び屋の一人としての裏の顔を持っている。ある時に運びを依頼された偽札1億円分が入ったアタッシュケースを紛失してしまい、そのことを星龍会に伝えたが、紛失の責めを追われ、真澄と横浜中華街「平安樓本店」で食事をしていたところを星野龍平の手によって射殺された。
荒川 よう子（あらかわ ようこ）
『7』に登場した荒川真澄の母親。夫である斗司雄を見下したり、息子である真澄にも事ある事に辛く当たったり、一万円の祝儀輪を持ち去ったり、斗司雄の目の前で平然と愛人と不倫をするなど図々しく外道と言っていい面が目立っていた。また、全国を渡り歩く劇団を仕切っており、その劇団の興行を担当している。偽札1億円分が入ったアタッシュケースを愛人と共に持ち逃げしたが、後に愛人共々殺されてしまう。
ミラーフェイス
『7』に登場した石尾田が雇った中国系の殺し屋。変幻自在の変装能力を持ち、自身の姿や声を成り済ました人物と全く同じ姿に変えることができる上、殺した事実を事故や自殺と見せかけて完璧に偽装することから通り名として呼ばれており、趙天佑やソンヒからは「プロ中のプロ」と言われている。戦闘では足立と同じ姿に変装していたために足立と同じスタイルで戦う。
青木遼の殺人教唆の証人となり得る沢城が逮捕されたため、警察署の中に潜り込んで沢城を始末できる殺し屋として呼ばれたが、その実行前に石尾田を追ってきた春日たちに見つかる。その時点で警察に潜り込むために足立への変装を済ませており、本物の足立に掴みかかって乱闘しどちらが本物か分からなくさせようとしたが、春日に道路交通法の条文について問題を出され、それに正確に回答してしまったが故に偽物だと見破られて殴られ、戦闘を経て石尾田と共に撃破された。
その後はミレニアムタワーで春日たちが天童を倒した後に再登場。石尾田と共に倒された後にビルが爆弾で爆破されているが、それで青木が自分を使い捨てにしようとしたことを知って青木を裏切り、間一髪で助けてくれた春日たちに協力し、天童に変装してミレニアムタワーの荒川組事務所に青木らを誘き出す手助けをした。
遠野 楓（とおの かえで）
声 - 鷲見友美ジェナ
『7』のサブストーリーに登場した春日が過去に助けた少女。登場時点で故人であり、生前は身体が弱く外に出ることすらままならない様だったことが示唆されている。神室町でチンピラに絡まれていたところを春日に助けられ、礼を言う前に死んでしまった後悔から現世に留まることになり、異人町で春日と再会した後はやり残したことを済ますためにデートに誘い、最後は春日に別れを告げた後に姿を消した。
周 家龍（チャウ・カーロン）
『7』のサブストーリーに登場した伝説の武器商人。普段は異人町にある貿易会社「周龍商会」の代表を務めている。いろはから聞いた噂話を元に自身の元へ辿り着いて手下たちを倒した春日を顧客として受け入れ、櫻川に架かる橋の下で武器を取り扱うようになる。その後は自身を見ても恐怖を抱かない春日の豪胆さを気に入り、デリバリーヘルプのキャストに加わる。
『1』に登場した中国マフィア「蛇華」日本支部総統のラウ・カーロンと容姿が酷似しており、『8』では対面した桐生からも同一人物である事を疑われている。チャウもまた桐生とは因縁があるようで戦いを仕掛けるが敗北。何年も前に桐生と死闘を繰り広げたこと、そして自らの本当の名は「ラウ」である事まで明かすが、お互いの詮索を嫌った桐生が止めた事によって正体は伏せられる事となった。その後は伝説の裏武器屋チャウとして桐生と握手、和解へと至るのだった。
偽小野ミチオ
『7』のサブストーリーに登場した小野ミチオの名を騙って詐欺を行なっていたチンピラ。文字通り小野ミチオの偽物に扮しているが、ミチオに関する知識に乏しい杜撰な一面を露呈している。戦闘ではプロレスで戦う。異人町で偽ミチオグッズを売りつけていたが、本物のミチオに扮した春日に叩きのめられる。その後、春日に「これ以上偽物を作り続けるのなら小野ミチオが必ず潰しに行く」と凄まれて逃亡した。
海藤 正治（かいとう まさはる）
声 - 藤真秀
『7外伝』のサブストーリーに登場した、神室町に事務所を構える八神探偵事務所の探偵。とある伝手で東と共に蒼天堀に出張した際にホームレス狩りの被害者から調査と犯人の確保を依頼されていた。「犯人がゴリラみたいな男」と聞かされていたことから同じ目的で事件を追っていた桐生と遭遇した際に互いを犯人と誤解して交戦、誤解が解けたことで一旦協力して調査することを提案する。調査は順調に進むものの突っかかるような物言いから桐生の不信を招き、遭遇した半グレとの交戦を経て互いの不信が決定的となり本格的に交戦する。敗北後、中間報告に向かわせていた東が捕らわれたこと、依頼自体が赤目や桐生を消すための半グレによる偽依頼であり黒幕が半グレであったことを知った海藤は東の救出のため廃ビルに向かう。東を人質に取られていたことで半殺しにされるが、足取りを追ってきた桐生が加勢し、半グレを壊滅させる。戦闘後は加勢してくれた桐生に礼を言い神室町に帰っていった。
サブストーリーのクリア後は闘技場のファイターとして使用可能になる。
東 徹（ひがし とおる）
声 - 川原慶久
『7外伝』のサブストーリーに登場した、神室町のヤクザ。海藤を兄貴と呼び慕う。とある伝手で海藤と共に蒼天堀に出張した際にホームレス狩りの被害者から調査と犯人の確保を依頼されていた。海藤が桐生と交戦した後に依頼主への中間報告のため別行動をとるが、依頼自体が赤目や桐生を消すための半グレによる偽依頼であったことから黒幕であった半グレに捕らわれてしまう。自身が人質になったことで駆け付けた海藤が痛めつけられるも、加勢した桐生が半グレを壊滅させる。戦闘後に解放され、加勢してくれた桐生に礼を言い神室町に帰っていった。
サブストーリーのクリア後は闘技場のファイターとして使用可能になる。
杉浦 文也（すぎうら ふみや）
声 - 寺島惇太
『7外伝』に登場した、神室町を騒がせていた窃盗団の元メンバー。紹介屋にお金を支払うことで闘技場でファイターとして使用可能になる。
『8』では九十九と登場。
九十九 誠一（つくも まこと）
株式会社横浜九十九課所長。
『8』では趙が依頼した探偵として登場。
アサクラ
演 - 朝倉未来
『8』に登場したストリートファイト最強の肩書きを持つ動画配信者兼格闘家。横浜で別の動画配信者の片山の助っ人として現れ、春日と戦うも敗北する。そのことで春日に興味を抱くとともに格闘家としての本分を思い出し、修行を重ねた後に春日を探してハワイを訪れ、そこで彼と再会して勝負を挑む。最終的には格闘家として自分がやりたかった夢を見つけ、それを見つけるきっかけを作ってくれた春日に感謝しながらその場を去った。また、別れ際には、配信者らしく春日に「高評価とチャンネル登録よろしく頼むぜ」と告げた。以降は、デリバリーヘルプの1人として春日たちの戦闘をサポートするようになった。
片山（かたやま）
『8』に登場したマンリキジャーナルというチャンネルを持つ動画配信者。多々良チャンネルで知った春日に接触し、動画で撮影しながら強引に迫るが、返り討ちにされた。その後、多々良チャンネル（海老名）からの指示で星龍会の本部に着いた桐生に接触し、動画を撮影しながら強引に迫った後に星龍会の組員たちと共に襲い掛かるが、返り討ちにされた。その後は桐生に前述のことを白状した。その後、自首しようとする三田村を背負って警察署に向かう春日の前に立ち塞がり、彼を一方的に殴るが、それでも殴り返してこない春日を見て殴るのを止め、唖然とする様子を見せた。
ロボノミチオ
声- 黒田崇矢
『8』に登場した小野ミチオを模したロボット。警備などの用途にも使われる。フル充電するために約3日かかる。ハワイダンジョンの受付を担当する。
春日達がダンジョンの最深部に到達した際に援軍として登場し、たむろっていたならず者を一掃するが、過負荷により暴走。春日達を敵とみなし襲い掛かってくる。春日達に倒されたことで暴走は収まるが、以後も受付と最深部ボスを兼任する。
桐生の声とモーションがインプットされており、戦闘時は桐生のラッシュスタイルと同じ構えを取る。
澤井（さわい）
『8』のサブストーリーに登場した観光客。スマホが壊れて宿泊先が分からなくなっていたところを助けてくれたキアナに一目惚れして彼女の寄付行動に参加していた。その寄付が詐欺行為だと春日が警告すると詐欺だと分かった上で彼女に会うためにわざと寄付していることを明かした。ストーリークリア後にドンドコ島に招待できるようになる。
グッさん
『8外伝』のサブストーリーに登場。日本のアイドルグループ・サンサンフルーツのメンバーのイチゴちゃんのファンで、事務所主催のハワイツアーに参加している。
茂田博信（しげた ひろのぶ）
『8外伝』のサブストーリーに登場。元建築会社の執行役員で定年退職後、長年の夢であった海賊になるために家族に置手紙を残してハワイにやってきた。